# Confederate States Army

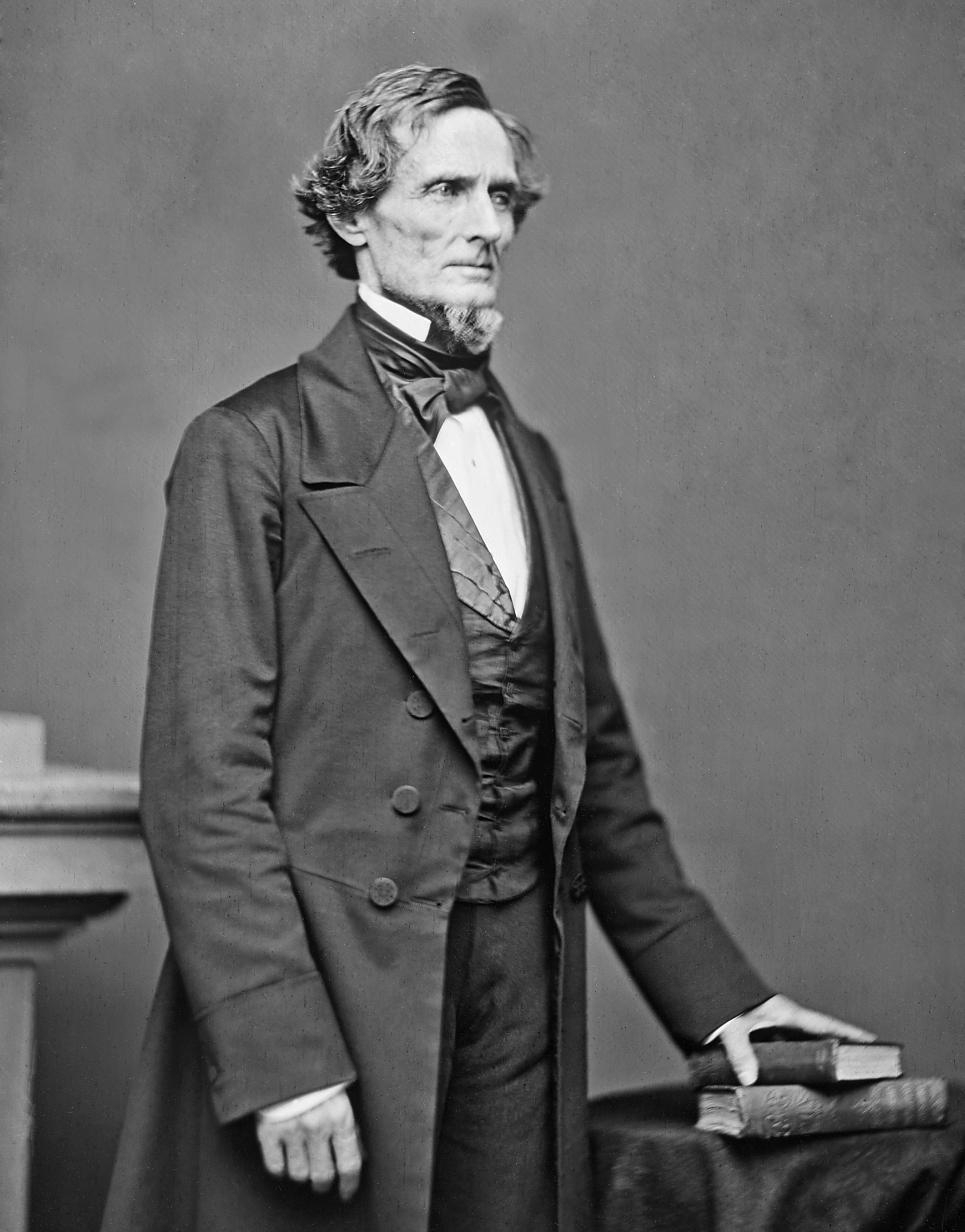
Jefferson Davis, Präsident der Konföderierten Staaten von Amerika und Oberbefehlshaber der Streitkräfte (President of the Confederate States of America and Commander-in-Chief)

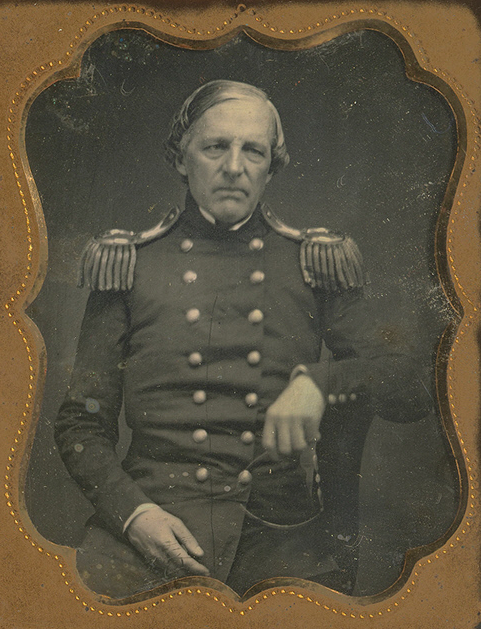
Samuel Cooper, Generaladjutant und Generalinspekteur (Adjutant General and Inspector General)

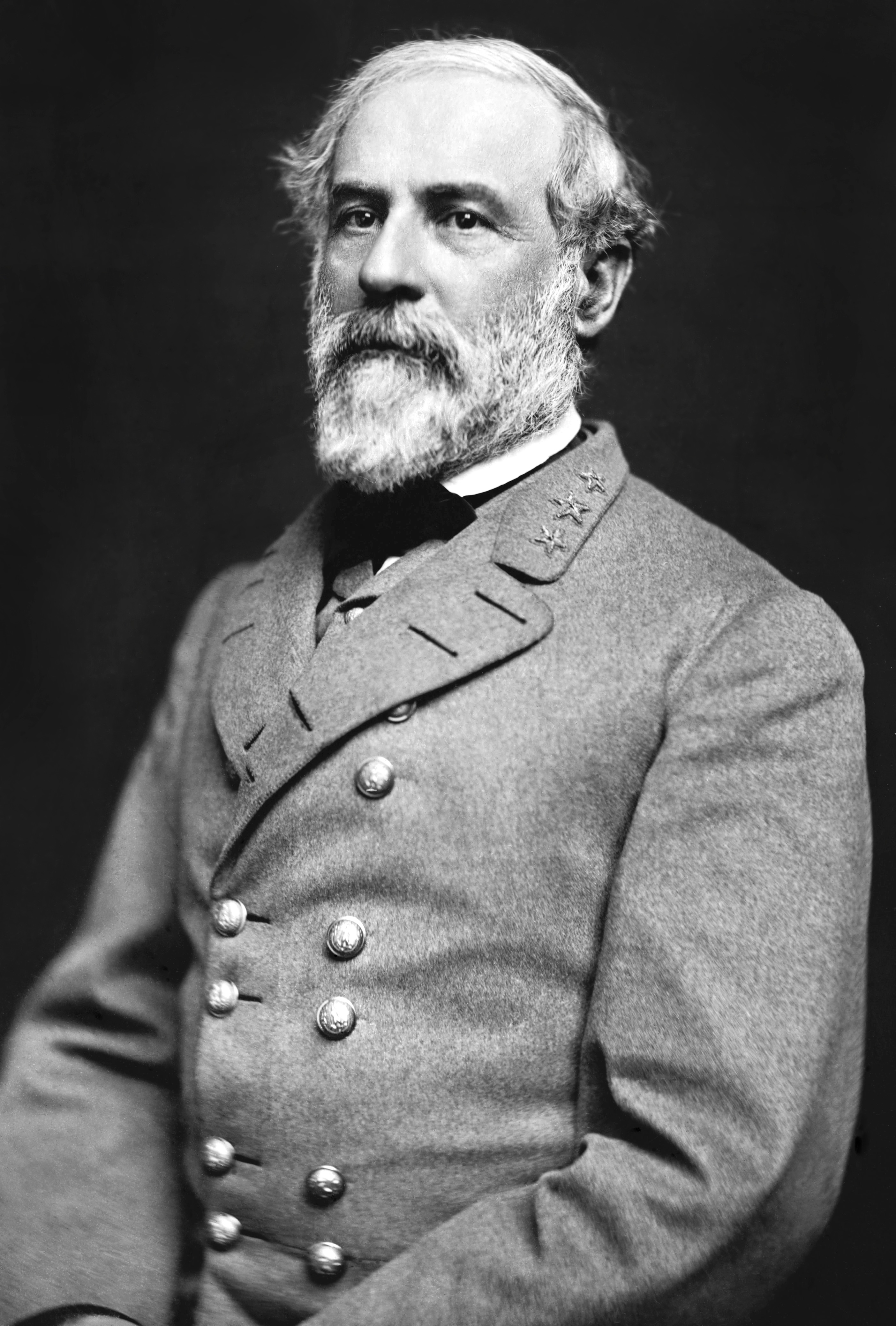
Robert Edward Lee, General in Chief of the Armies of the Confederate States (mit den Rangabzeichen eines Obersten des konföderierten Heeres)

Die Confederate States Army war während des Sezessionskrieges von 1861 bis 1865 das Heer der Konföderierten Staaten von Amerika, die während dieser Zeitspanne aus den Vereinigten Staaten von Amerika ausgetreten waren. Ihr Hauptzweck war die Verteidigung des Territoriums und der Interessen der Konföderierten Staaten, was im Wesentlichen die Aufrechterhaltung der Sklaverei und die Unabhängigkeit der Südstaaten bedeutete. Nach vierjährigen, verlustreichen Kämpfen wurde es von den Armeen der Vereinigten Staaten vernichtend geschlagen.

## Einsatz im Bürgerkrieg

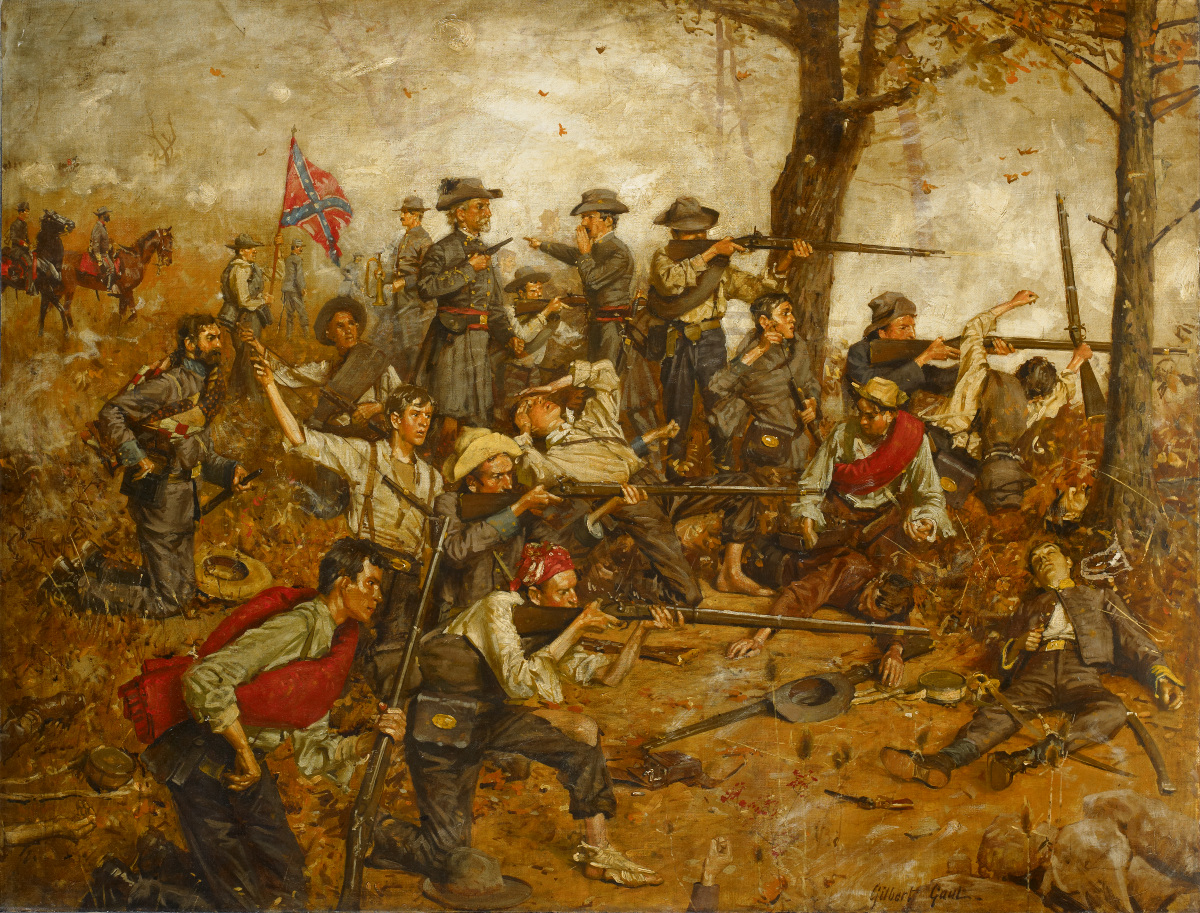
Konföderierte Einheit im Kampf (Gemälde von William Gilbert Gaul, 1882)

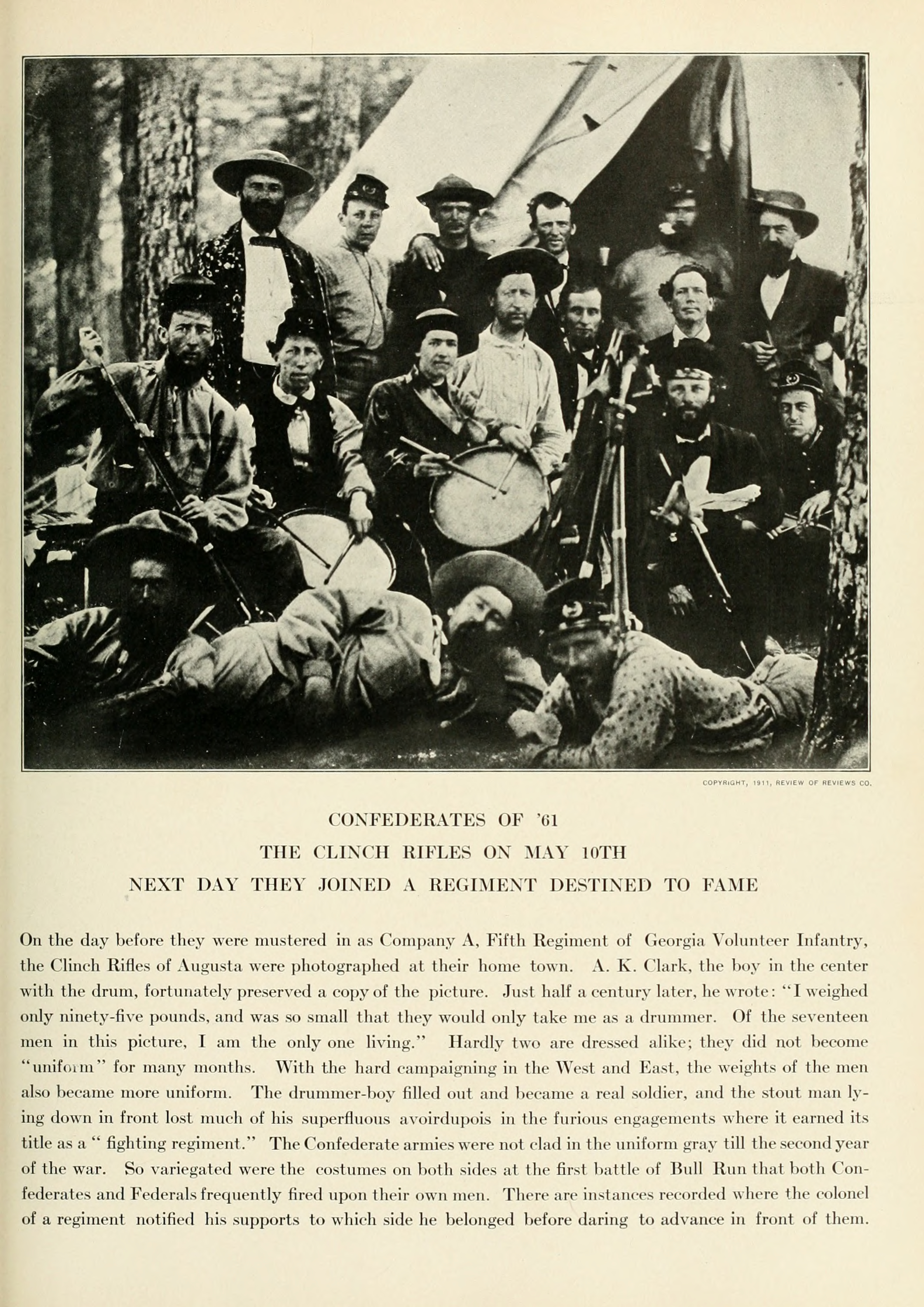
A-Kompanie der Georgia Clinch Rifles um 1861, von den siebzehn hier abgebildeten Männern überlebte nur der Trommler den Krieg

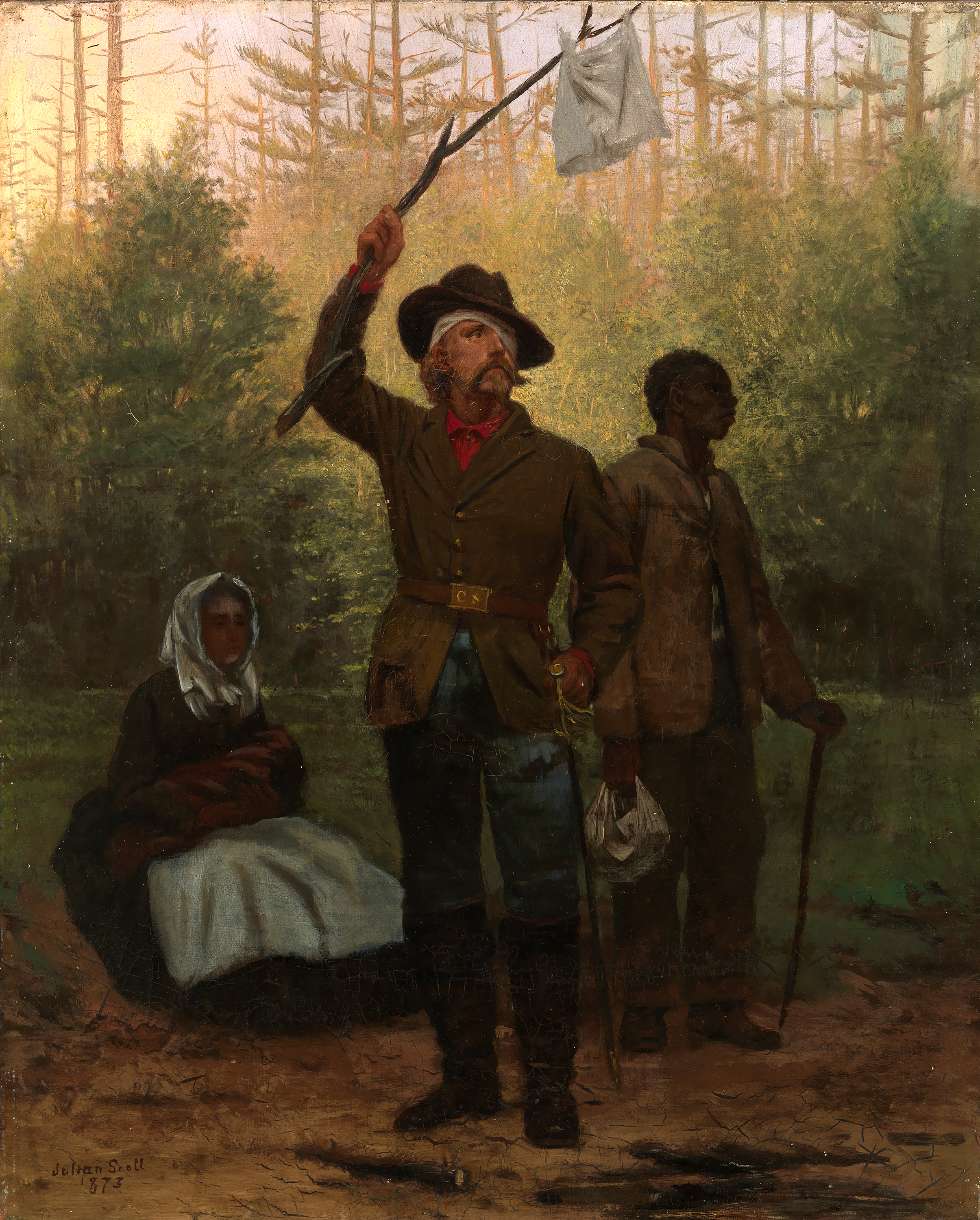
Kapitulation eines konföderierten Soldaten, Julian Scott, 1873

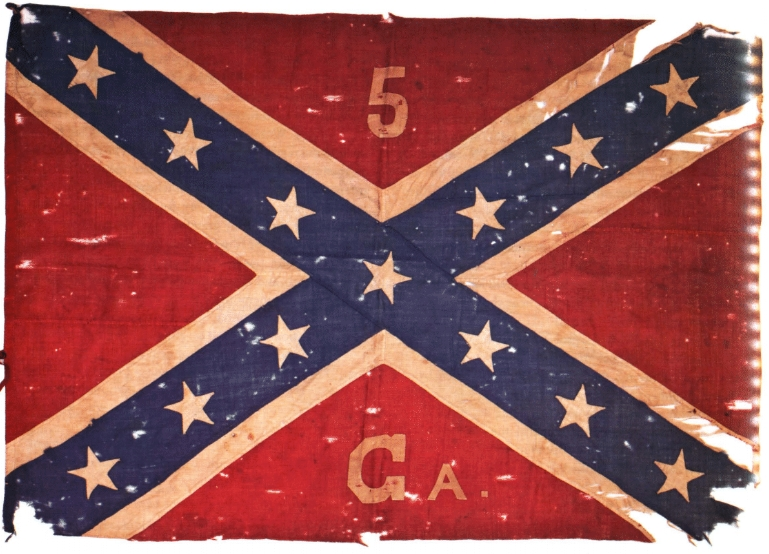
Kriegsflagge der 5th Georgia Volunteer Infantry

Die Konföderation war bereit, einen Krieg gegen die Union zu führen, trotz des beängstigtend großen Ungleichgewichts in der Anzahl der Bevölkerung und den Ressourcen, das zwischen den beiden Kontrahenten herrschte. Beide Seiten hatten jedoch noch keine Ahnung davon, wie lange dieser Krieg andauern würde, mit welchen Mitteln und Strategien man ihn führen musste, oder eine Vorstellung vom Ausmaß an Tod und Zerstörung, das er mit sich bringen würde. Jefferson Davis nutzte seine beiden Antrittsreden, seine Botschaften an den Kongress und viele Proklamationen und öffentliche Reden, um so die Kriegsbegeisterung weiter anzufachen. Dieses Rennen, behauptete er, sei nicht für die Schnellen, noch die Schlacht für die Starken; Nur der Wille zu gewinnen würde auf die Dauer den Sieg bringen. Im Norden glaubte man, dieser Aufstand könne mit seiner militärischen Überlegenheit rasch erstickt werden. Im Süden war man davon überzeugt, dass hartnäckiger Widerstand bald zu einer allgemeinen Kriegsmüdigkeit in den Nordstaaten führen und man dort die Konföderation letztendlich anerkennen würde. Erst nach der ersten, für den Süden siegreichen, Schlacht bei Manassas begann der Norden mit der Aufstellung und Ausrüstung einer schlagkräftigen Armee auf dem östlichen Kriegsschauplatz, da den dort führenden Politikern und Generalen bewusst geworden war, dass dieser Krieg nicht mehr rasch beendet werden konnte. General George B. McClellan legte in einem Memorandum an Präsident Lincoln seine revidierte Sicht des Krieges dar:
„In diesem Kampf ist es notwendig geworden, eine Bevölkerung zu vernichten, die zahlreich, intelligent und kriegerisch genug ist, um eine Nation zu bilden.“
Es war zu diesem Zeitpunkt noch keineswegs absehbar, dass ihn die Sezessionisten verlieren würden. Der Süden war zudem etwas besser auf einen Kampf vorbereitet, da ein Großteil seiner Bürger noch im Umgang mit Waffen und Pferden vertraut waren, in der Union waren diese Fertigkeiten nur noch in den neuen westlichen Territorien (Frontier) weit verbreitet. Die Landstreitkräfte der Konföderation gründeten sich im Wesentlichen auf die Staatsmilizen. Die Bindung der Soldaten an ihren Heimatstaat, gepaart mit einem ausgeprägten Provinzialismus, stand deshalb für sie und die führenden Politiker immer im Vordergrund. Der britische Schatzkanzler William Ewart Gladstone bemerkte dennoch Folgendes:
„Kein Zweifel, Jefferson Davis und andere führende Männer des Südens haben ein Heer aufgestellt. Wie es scheint, sind sie dabei, auch eine Marine zu erschaffen, und was noch viel wichtiger ist, eine Nation. Wir dürfen wohl mit Sicherheit vom Erfolg der Südstaaten ausgehen.“
Noch 1862 wurde im englischen Blackburn auf einer öffentlichen Versammlung festgestellt, dass es dem Norden unmöglich sei, den Süden zu besiegen, und aufgefordert, den Krieg auf dem Verhandlungstisch zu beenden. Hätten die europäischen Großmächte die Konföderation offiziell anerkannt, hätte dies auch die Niederlage der Union nach sich ziehen können. Der Forderung Richmonds nach weiteren Zentralisierungsmaßnahmen auf breiter Ebene, die für eine erfolgreichere Kriegsführung wichtig gewesen wären, wurde jedoch von den Mitgliedsstaaten mit Misstrauen und zähen Widerstand begegnet. In einer Ausgabe der Atlanta Southern Confederacy hieß es hierzu: „Wenn die Konföderation besiegt wird, dann nur durch die Menschen im eigenen Land.“
Die wirtschaftliche und demographische Ausgangslage am Beginn des Bürgerkrieges war jedoch für den Süden äußerst ungünstig. Einer Bevölkerung von ca. 21 Millionen im Norden standen nur 9 Millionen in den Südstaaten gegenüber, von denen wiederum nur 5 Millionen der weißen Bevölkerungsschicht angehörte, aus denen die Konföderation das Gros ihrer Soldaten rekrutierte. Damit zog die Armee auch die produktivsten (weißen) Arbeitskräfte aus den Farmen und den Fabriken heraus, forderte aber zugleich die Bereitstellung von enormen materiellen Ressourcen, um die Soldaten ausreichend ernähren und ausrüsten zu können. Auch die Industrialisierung hatte sich im Süden weit weniger entwickelt als im Norden, 1860 war die Industrieproduktion in der Union etwa neunmal größer als die der Konföderation, trotz Beitritt ihrer vier nördlichsten Bundesstaaten. Darüber hinaus musste Richmond eine Reihe von unpopulären Maßnahmen erlassen, die bald zu einer dramatischen Verknappung von Gütern des täglichen Bedarfes führen sollten. Die breite Zivilbevölkerung lehnte sie daher entschieden ab, obwohl ihr Zweck darin bestand, der zentralen Staatsverwaltung die Instrumente in die Hand zu geben, die sie für eine wirksame Bündelung aller verfügbaren Kräfte unbedingt benötigte. Europäische Investoren gaben den Konföderierten Staaten (vor den Schlachten von Gettysburg und Vicksburg) noch eine Siegeschance von etwa 42 Prozent. Die beiden Niederlagen führten aber auf dem Kapitalmarkt zu einer Abstoßung der die für die Kriegsfinanzierung wichtigen konföderierten Anleihen und Richmond musste den Krieg mit ungedeckten Papiergeld weiterfinanzieren, was bald verheerende Folgen für die Wirtschaft und Versorgung der Bevölkerung nach sich zog. Bis Ende 1863 war daher das Rating der Konföderation schon auf etwa 15 Prozent abgesunken. Da die ersehnte europäische Hilfe nie eintraf, mussten praktisch alle noch vorhandenen Ressourcen für die Kriegsführung eingesetzt werden, um so der Union weiter Widerstand leisten zu können, woraufhin sich der Norden gezwungen sah, seine ursprüngliche – eigentlich auf eine schnelle Versöhnung angelegte – Strategie zu ändern und eine wesentlich rücksichtslosere Gangart gegenüber den Rebellen einzulegen. Bis 1863 hielt sich die Anzahl der aktiven Soldaten beider Seiten noch etwa die Waage. Mit dem weiteren Verlauf der Kämpfe aber verringerte sie sich auf Seiten des Südens durch Ausfälle und Desertation mehr und mehr. Hinzu kamen die zunehmenden Rückschläge an der Front des mittlerweile mit aller Härte geführten Bürgerkrieges. Besonders die brutale Taktik der „verbrannten Erde“, d. h. die gezielte Zerstörung der Infrastruktur, vor allem durch die Unionsarmeen unter den Generalen William T. Sherman und Philip Sheridan, die den Krieg immer tiefer in die wirtschaftlich bedeutsamen Kerngebiete der Konföderation (Atlanta-Feldzug von 1864) trugen, verursachte immense materielle und menschliche Verluste, die vom Süden nicht mehr ersetzt werden konnten.
Während des Bürgerkriegs kam es zu über 10.500 militärischen Auseinandersetzungen. Allgemein gesichert ist, dass das konföderierte Heer an fünfzig großen und rund einhundert bedeutsamen Schlachten teilgenommen hat, die auf dem östlichen und dem westlichen Kriegsschauplatz sowie der Trans-Mississippi-Region ausgetragen wurden. Die beiden am Ende noch kampfstärksten konföderierten Großverbände, General Robert E. Lees Nord-Virginia-Armee und die Tennessee-Armee unter General Joseph E. Johnston, kapitulierten am 9. April 1865 und am 26. April 1865. Der Rest des konföderierten Heeres legte zwischen dem 16. April 1865 und dem 28. Juni 1865 seine Waffen nieder. General Edmund Kirby Smith, der bis Kriegsende das konföderierte Territorium westlich des Mississippi kontrollierte, unterzeichnete die Kapitulationsbedingungen am 2. Juni 1865 in Galveston (Texas), acht Wochen nach der Kapitulation von Robert E. Lee. Die letzte noch aktive CS-Einheit, das indigene 1st Cherokee Mounted Rifles Regiment unter Brigadegeneral Stand Watie, gab am 23. Juni 1865 den Kampf auf.
Einige Historiker sind der Ansicht, dass die Konföderation – größtenteils – aufgrund sozialer und wirtschaftlicher Gegensätze zusammengebrochen sei, während andere die militärischen Niederlagen der Konföderation in den Vordergrund stellen. Eine bis dahin kaum für möglich gehaltene Anzahl an Soldaten starb im amerikanischen Bürgerkrieg, 360.222 auf Seiten der Union und (geschätzte) 258.000 auf Seiten der Konföderation, 94.000 davon im Kampf („killed in Action“). Die Soldaten der Südstaaten kämpften in einem Krieg, der in seiner Gesamtheit betrachtet, nur der Todeskampf einer aus der Zeit gefallenen, mit den amerikanischen Idealen unvereinbaren Lebensweise war und letztendlich nicht durch eine höhere Kampfmoral, Opferungsbereitschaft oder überlegener Strategie, sondern durch die ökonomischen Realitäten entschieden wurde.

## Aufstellung
Nachdem am 4. Februar 1861 die vorläufige Verfassung der Konföderierten Staaten im Kongress verabschiedet wurde, fehlten noch ein für die Souveränität eines Staates wichtige Heer. Schon unmittelbar nach ihrer Gründung begann die Konföderation mit den Vorbereitungen für die Aufstellung, Organisation und Ausrüstung einer eigenen Armee, obwohl sie hoffte (und was viele ihrer führenden Politiker glaubten), dass sie nicht um ihre Unabhängigkeit zu erlangen in einen Krieg ziehen müsste. Nach dem Fall von Fort Sumter und Lincolns Aufruf zur Rekrutierung von Freiwilligentruppen beschleunigte die Konföderation ihre militärischen Vorbereitungen. In der Folge schuf man am 21. Februar 1861 zunächst das Kriegsministerium, das für alle Angelegenheiten, die die Streitkräfte betrafen, zuständig sein sollte. Der Kongress genehmigte am 26. Februar 1861 die Aufstellung des Generalstabes des Heeres. Dieser bestand aus vier Stabsabteilungen:
- Generalinspekteur und Generaladjudantur (Adjutant and Inspector General's Department),
- Stabsabteilung für Beschaffung und Verteilung (Quartermaster General's Department),
- Stabsabteilung Logistik (Commisary General's Department),
- Stabsabteilung Sanitätswesen (Medical Department).[18]

Ursprünglich hatte man vor, eine Armee aus Einheiten zu bilden, die von den Milizen der Mitgliedsstaaten gestellt wurden, da die Konföderation zu dieser Zeit kaum mehr als ein Zusammenschluss souveräner Staaten war. Nach dem Fall von Fort Sumter erteilte der Kongress Präsident Davis jedoch die Befugnis, Freiwilligenverbände im Umfang von von 400.000 Mann aufzustellen. Die meisten Freiwilligen meldeten sich schon im ersten Kriegsjahr zum Heer und waren dazu durch eine Art Do-it-yourself-Mobilisierung von unten nach oben zu diesem Schritt motiviert worden – organisiert von den Gemeinden, Landkreisen und Bundesstaaten. 1861 wurden von der konföderierten Regierung zunächst 100.000 Freiwillige einberufen. Es meldeten sich so viele Männer, dass ein Drittel von ihnen wieder nach Hause geschickt werden musste. Später wurden zusätzliche Gesetze für die Aufstellung von Truppen erlassen, aber schon weniger als ein Jahr nach Kriegsbeginn stellte man fest, dass Freiwillige allein nicht ausreichten, um den immer größer werdenden Bedarf an Soldaten zu decken.

### Army of the Confederate States of America (ACSA)
Der Kongress genehmigte am 6. März 1861 die Aufstellung eines stehenden Heeres. Es bestand aus den
- vier Stabsabteilungen,
- einer Pionierabteilung (Corps of Engineers),
- einem Artillerie-Korps (Corps of Artillery) bestehend aus 40 Artilleriebatterien,
- sechs Infanterieregimentern und
- einem Kavallerieregiment.[21]

Es sollte nach dem Krieg den Kern eines Berufsheeres bilden, die dafür geplante Mannschaftsstärke von 14.271 Mann und 744 Offizieren wurde aber nie erreicht. Der Kongress genehmigte zunächst vier, später sechs Dienstposten für Generale, deren Rangfolge nach dem Anciennitätsprinzip festgelegt wurde. Letzteres sorgte schon kurz nach dessen Einführung für einen Konflikt zwischen Joseph Johnston und Präsident Jefferson Davis: Johnston hatte vor dem Krieg in der Feldarmee den Rang eines Oberstleutnants erreicht, war jedoch 1860 zum Generalquartiermeister des US-Heeres ernannt worden, womit der Stabsrang eines Brigadegenerals verbunden war. Als einziger General des US-Heeres in konföderierten Diensten erwartete er, zum ranghöchsten General ernannt zu werden. Das konföderierte Gesetz unterschied jedoch bei der Übernahme von Offizieren zwischen dem Stabsrang und jenem in der Feldarmee. Johnston erhielt deswegen nur den vierthöchsten Generalsposten, was ihn entrüstete und woraufhin er sich in einem langen Brief bei Davis beschwerte. Der Präsident wiederum befand Johnstons Reaktion für grundlos und unziemlich.
Die Soldaten wurden zunächst mit mäßigem Erfolg aus Deserteuren der US-Verbände, die nach der Sezession noch in den Bundesstaaten der Konföderation, besonders in Texas, stationiert waren, rekrutiert. Diese Verbände wurden bis 1863 meist an der Frontier eingesetzt und im Verlauf des Krieges als „Confederate regiments“ bezeichnet.

### Provisional Army of the Confederate States (PACS)
Der Kongress hatte bereits am 28. Februar 1861 beschlossen, ein vorläufiges Heer aufzustellen. Seinen Umfang legte der Kongress am 6. März 1861 mit 100.000 Mann fest. Die Dienstzeit beschränkte er auf zwölf Monate. Bekleidung und Pferde, soweit sie benötigt wurden, mussten die Freiwilligen selbst stellen. Waffen und Ausrüstung sollten durch die Bundesstaaten bereitgestellt werden. Milizeinheiten waren von dieser Regelung ausgenommen und wurden nur für sechs Monate in den Dienst der Konföderierten Staaten übernommen. Die PACS bildete das Gros des konföderierten Heeres. Sie begann am 27. April 1861 die ersten Freiwilligenverbände zu mustern. Fast alle Freiwilligen, Wehrpflichtigen und auch Angehörige des regulären Heeres dienten in ihren Reihen.

### State Militias und Home Guard
Diese Verbände dienten zur Sicherung des Hinterlandes, waren jedoch nicht Teil der PACS.
Milizen

Die Milizverbände wurden von den Einzelstaaten aufgestellt und durften nur auf deren Territorien eingesetzt werden. Sie ähnelten den Aufgeboten, die schon durch das Milizgesetz der Vereinigten Staaten von 1792 legalisiert wurden. Ab 1859, nach dem Überfall John Browns auf das Bundesarsenal in Harpers Ferry, wurden die bis dahin nur unzureichend bewaffneten Milizen im Süden massiv aufgerüstet, damit begann die Geschichte der konföderierten Armee. Einige hatten schon seit den frühen Tagen der Sezession weitgehend eigenständig operiert, bevor sie in die konföderierten Streitkräfte übernommen wurden; wie z. B. die „Provisional Army of Virginia“. Zu Beginn des Bürgerkriegs waren die Milizregimenter beider Seiten von unterschiedlicher Qualität und nur wenige ihrer Angehörigen verfügten über eine ausreichende Kampferfahrung. Die typische Milizübung zu dieser Zeit bestand bestenfalls aus ein wenig Herummarschieren auf dem Exerzierplatz. Zudem hatten die Milizionäre aus den örtlichen Gemeinden noch nie als größeres Regiment zusammen geübt und ihnen fehlte u. a. die für die damalige Kriegsführung äußerst wichtige Fähigkeit, rasch von der Marsch- in die Schützenlinie zu wechseln.
Home Guard

Zur Home Guard gehörten während des amerikanischen Bürgerkriegs alle arbeitsfähigen weißen Männer im Alter zwischen 18 und 50 Jahren, die ansonsten vom Militärdienst befreit waren, in der Mehrzahl ältere Männer oder andere Untaugliche. Sie ersetzte im Laufe des Krieges auch die Staatsmilizen, deren Angehörige sich entweder freiwillig zum Dienst im vorläufigen Heer gemeldet hatten oder eingezogen worden waren. Obwohl zunächst keine Heimwehreinheiten gebildet wurden, hatten dies bis 1863 alle elf Mitgliedsstaaten nachgeholt. In Kentucky beispielsweise bestand die Home Guard aus Unionisten; Sympathisanten der Konföderation im Staat unter der Führung von Simon Bolivar Buckner bildeten Milizgruppen, die als State Guard bekannt waren.
Die Kompanien wurden von Majoren geführt, die meisten Bataillone von Oberstleutnanten (bestehend aus fünf bis neun Kompanien), die in dicht bevölkerten Countys von Obersten. Ihre Verbände sollten Verkehrswege sichern, Wehrpflichtige rekrutieren und zu ihren Einheiten eskortieren, lokale Aufstände niederschlagen und Deserteure aufspüren bzw. gefangen nehmen. Auch ihre Angehörigen unterlagen einer Rangordnung und Vorschriften, unabhängig davon, ob diese bei ihnen durchgesetzt wurden oder nicht. Die Heimwehr war im Wesentlichen die letzte Reserve gegen eingefallene Unionskräfte. Zeitweise wurde sie auch zur Aufklärung und Spionage verwendet. Ihre Einheiten waren aber nur schlecht ausgerüstet, da es auch längst an adäquater Ausrüstung und Waffen für die reguläre Armee mangelte. Zur Halbzeit des Krieges bestanden viele Einheiten der Heimwehr aus Genesenden, die zur Erholung heimgeschickt worden waren. Ihre Angehörigen erhielten keine fundierte militärische Ausbildung, und obwohl sie bei Bedarf ebenfalls zum Militärdienst eingezogen werden konnten, gab es nur wenige Fälle, in denen dies auch geschah. Die Home Guard hatte viele Befugnisse (oder maßte sich diese an), unabhängig davon, ob diese legitim waren und von der Zentralregierung abgesegnet wurden oder nicht. Da es im Hinterland kaum noch wehrdiensttaugliche Männer gab, konnten sich nur wenige der Home Guard entgegenstellen, die ihre Macht oft missbrauchte.
Bei Kriegsende existierten nur noch sehr wenige dieser Einheiten. Bis 1864 hatte die Union schon einen Großteil der Konföderation besetzt. Viele Einheiten der Home Guard lösten sich daraufhin auf, um nicht für Kombattanten gehalten zu werden, und es wurde für die Regierung in Richmond immer schwieriger, Deserteure wieder einzufangen. Einige Wachen versteckten sich in Regionen, in denen nur wenige Unionssoldaten stationiert waren und sanken zu Räuberbanden herab, die Jagd auf Durchreisende machte. Eine der berüchtigtsten unter ihnen waren die Independent Rangers, angeführt von Cullen Montgomery Baker. Ende 1864 war seine Bande für das sogenannte Massaker am Saline River verantwortlich, dabei wurden zehn unbewaffnete Männer aus Arkansas ermordet.

## Oberkommando

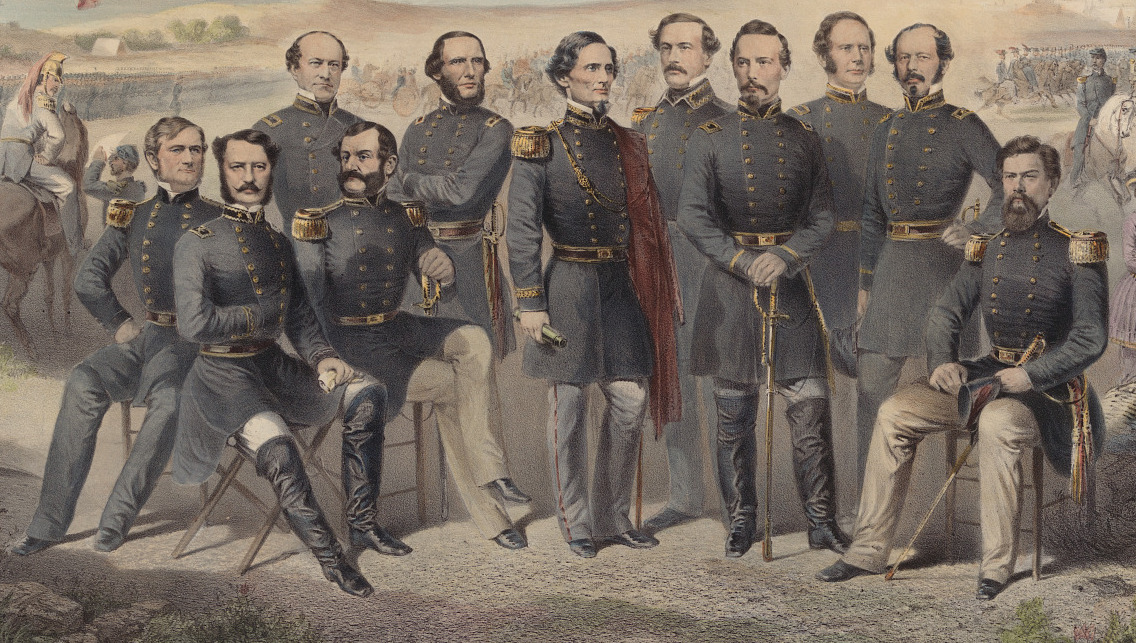
Jefferson Davis im Kreis seiner Generale, links:
Leonidas Polk,
John B. Magruder,
Thomas J. Simmons,
George N. Hollins,
Benjamin McCulloch,
rechts:
Robert E. Lee,
Piere G. T. Beauregard,
Sterling Price,
Joseph E. Johnston,
William J. Hardee (Lithografie von 1861)

Oberster Befehlshaber des Heeres und der Marine war der Präsident der Konföderierten Staaten, Jefferson Davis. Er hatte die Militärakademie in West Point, New York absolviert, im Mexikanisch-Amerikanischen Krieg ein Regiment geführt und vier Jahre als Kriegsminister der Vereinigten Staaten gedient. Davis gab die Strategie der Konföderation vor, die der Kriegsminister und der Marineminister mit den ihnen unterstellten Streitkräften umzusetzen hatten.
Davis fungierte während fast des gesamten Krieges auch als Oberbefehlshaber des Heeres. Aufgrund seines militärischen Hintergrundes war Davis überzeugt, Heeresteilen direkte Weisungen geben zu können, ohne sich mit deren Vorgesetzten abzustimmen. Das Kriegsministerium setzte die Vorgaben des Präsidenten um, wobei die Entscheidungsmacht beim Präsidenten blieb. Davis sah den Kriegsminister als „verfassungsmäßigen Ratgeber“ des Präsidenten. Ranghöchster Offizier des Heeres war General Samuel Cooper. Er hatte die Funktion des Generalinspekteurs und Generaladjutanten inne. Beides waren bürokratische Aufgaben, die Cooper kompetent ausfüllte. Cooper hatte bereits im US-Heer den Dienstposten des Generaladjutanten bekleidet. Der Historiker Steven Woodworth geht davon aus, dass Präsident Davis Cooper als de-facto Chef des Generalstabes vorgesehen hatte, der ihn in militärischen Fragen beraten konnte. Dieser Rolle konnte Cooper laut Woodworth jedoch nicht gerecht werden. Davis ernannte Robert Edward Lee 1862 zu seinem militärischen Berater und Quasi-Generalstabschef. 1864 diente General Braxton Bragg in einer ähnlichen Rolle. Beide hatten in dieser Funktion (Lee von März bis Mai 1862, Bragg von Februar 1864 bis Januar 1865) den Auftrag, die militärischen Operationen ihrer Armeen zu führen. Die Einrichtung eines dezidierten Dienstpostens als Oberbefehlshaber des Heeres war seit 1862 im Kongress Gegenstand zahlreicher Debatten, das Vorhaben wurde allerdings erst im Januar 1865 umgesetzt. Am 23. Januar 1865 schuf der Kongress das Amt des „General in Chief of the Armies of the Confederate States“, zu dem am 31. Januar 1865 Robert Edward Lee ernannt wurde.
- Liste der konföderierten Generale

## Offizierskorps

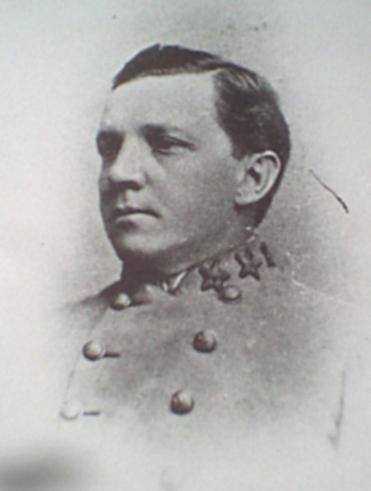
William Paul Roberts, der jüngste General des Heeres

Der höchste zu erreichende Dienstgrad des Heeres war der des Generals. 1861 wurde Präsident Jefferson Davis, vom Kongress ermächtigt, fünf Männer in der Reihenfolge ihres Dienstalters in den Generalsrang zu befördern. General Albert Sidney Johnston galt zu Beginn des Bürgerkrieges auf beiden Seiten als einer der fähigsten Kommandeure. Gegen Ende 1860 war er noch Befehlshaber des Wehrbereichs Pazifik gewesen. 1861 quittierten innerhalb weniger Wochen fast ein Drittel der Offiziere des US-Heeres den Dienst und stellten sich dem Süden als Freiwillige zur Verfügung. Im konföderierten Heer dienten bei Ausbruch des Krieges 313 der noch lebenden Absolventen der US-Militärakademie in West Point. Aber selbst diejenigen, die dort ausgebildet worden waren, hatten selten mehr als eine Kompanie oder Batterie geführt, wie z. B. Albert S. Johnston und Robert E. Lee als Kommandeure eines Kavallerieregiments oder Joseph E. Johnston als stellvertretender Regimentskommandeur. Man bot Lee, im Auftrag von Präsident Lincoln, das Kommando über das Unionsheer an. Er lehnte jedoch das Angebot wegen seiner Verbundenheit mit seinem Heimatstaat Virginia ab, der im April 1861 ebenfalls aus der Union ausgetreten war. Lincoln hatte damit einen seiner besten Offiziere verloren.
Joseph Johnston war der einzige aktive General des US-Heeres, der zur Konföderation übertrat, die übrigen wurden durch die Regierung auf ihre Dienstposten ernannt. Ein Drittel von ihnen war auf Grund ihrer Parteizugehörigkeit mit solchen betraut worden, sieben von den Genannten hatten überhaupt keine militärische Ausbildung und galten in einigen Fällen als „politische Generale“ wie z. B. Richard Taylor und Leonidas Polk. Sie wurden aufgrund ihrer guten Verbindungen zur Oberschicht oder auch zur Besänftigung bestimmter politischer Blöcke und Fraktionen in diese Führungspositionen gehievt. Einige dieser von Präsident Davis ernannten Generale erwiesen sich bald als katastrophal inkompetent, und die West-Point-Absolventen kritisierten die dramatischen Folgen dieser fragwürdigen Praxis. Dieses Konzept wurde während des amerikanischen Bürgerkriegs dennoch bei beiden Kriegsparteien angewendet.
Das rasche Anwachsen des Heeres bot andererseits auch die Chance auf schnelle Beförderungen.
- Der Selfmademan Nathan Bedford Forrest, trat als einfacher Soldat (Private) einem Kavallerieregiment bei, wurde aber schon bald darauf zum Oberstleutnant eines Kavalleriebataillons ernannt und stieg bis Kriegsende zum Generalleutnant auf.
- James Ewell Brown Stuart, Hauptmann des US-Heeres, wurde im Mai 1861 mit diesem Rang ins konföderierte Heer übernommen. Schon nach zwei Monaten wurde er zum Oberst und Regimentskommandeur und im September 1861 zum Brigadegeneral befördert.[39]
- Wade Hampton, einer der reichsten Pflanzer des Südens, stellte aus Eigenmitteln eine Truppe auf (Hampton Legion), war deren Kommandeur und später Nachfolger Jeb Stuarts. Er war eine der wenigen Generale ohne militärische Grundausbildung, die sich als hervorragende Militärführer erwiesen.[40]
- William Paul Roberts wurde schon im Alter von dreiundzwanzig Jahren in den Rang eines Generals erhoben.[41]

Die professionelle Führung der Divisionen, Korps und Armeen erlernten die meisten ihrer Befehlshaber erst durch praktische Erfahrung, was oft eine hohe Opferzahl unter ihren Soldaten zur Folge hatte. Alexander W. Stark, ein ehemaliger Angehöriger des US Marine Corps, stieg in der konföderierten Armee bis zum Oberst auf und kommandierte einige Zeit ein Artilleriebataillon. Er war einer der wenigen Offiziere, die während des Krieges militärische Anleitungen zusammenstellte, seine wegweisende "Instruction for Field Artillery" wurde 1864 auf Anweisung des Kriegsministers veröffentlicht.
Auf Korps- und Armeeebene wurde die Führung in der Regel durch das Dienstalter der dafür vorgesehenen Generale oder durch die Intervention des amtierenden Präsidenten bestimmt. Die Gouverneure ernannten die Regimentskommandeure, während die Offiziere der Freiwilligenkompanien grundsätzlich von deren Mannschaften gewählt wurden. Zusätzlich konnten die Regierungen der Einzelstaaten, aus dem die Regimenter ursprünglich stammten, deren Offiziere auf Dienstposten einsetzen. In der Regel wählten die einfachen Soldaten nur die Kompanieoffiziere (Leutnant und Hauptmann), die ihrerseits dann die Stabsoffiziere (Major, Oberstleutnant und Oberst) bestimmten. In einigen Verbänden war aber jeder berechtigt, die Vorgesetzten aller Rangstufen zu wählen, vom Korporal bis zum Oberst. Diejenigen, die eine führende Rolle bei der Aufstellung von Regimentern übernahmen, wurden im Allgemeinen auch zu deren Kommandeuren ernannt, aber wenn, was manchmal der Fall war, sich mehr als ein Kandidat um diese Position bewarb, setzten sich oft diejenigen durch, die für ihre Männer vorher Trinkgelage veranstaltet hatten.
Nach dem Krieg blieb Offizieren und auch allen hohen zivilen Funktionären der Konföderierten eine Karriere im US-Heer sowie im höheren Staatsdienst lange Zeit verwehrt. Auf sie fand Abschnitt 3 des 1868 ratifizierten 14. Zusatzartikels zur Verfassung der Vereinigten Staaten Anwendung. Besagter Abschnitt verwehrte allen ehemaligen „Rebellen“, die vor dem Sezessionskrieg ein öffentliches Amt bekleidet hatten und zugleich auf die US-Verfassung vereidigt worden waren, eine Karriere im Staatsdienst oder als Politiker. In Ausnahmefällen konnte allein der US-Kongress gegenteilig entscheiden, jedoch nur mit einer Zwei-Drittel-Mehrheit. Diese Regelung wurde bereits 1872 mit dem „Amnnesty Act“ aufgeweicht, der zahlreichen ehemaligen Konföderierten eine Generalamnestie zuteilwerden ließ. Ausgenommen hiervon waren jedoch vormalige Offiziere des US-Heeres und hohe Bundespolitiker, die auf die Seite der Konföderierten gewechselt waren. 1898 wurden außerdem während des Spanisch-Amerikanischen Krieges acht ehemalige – und inzwischen recht betagte – konföderierte Generäle in Generalsränge der „U.S. Volunteer Army“ beförderte. Zu ihnen gehörten Fitzhugh Lee (ein Neffe Robert E. Lees und zuvor US-Generalkonsul in Spanisch-Kuba), Matthew Butler und Joseph Wheeler (der als einziger an den Kämpfen teilnahm).

## Rekrutierung und Ausbildung
Die Schätzung der Rekrutierungsstärke des konföderierten Heeres reicht von 750.000 bis 1.227.890 Mann. Genauere Daten sind aufgrund unvollständiger und verlorener Einberufungsunterlagen heute nicht mehr verfügbar. Der Kongress bewilligte im März 1861 Dienstposten für 100.000 einjährig freiwillige Soldaten. Innerhalb eines Monats war mehr als ein Drittel von ihnen besetzt. Der Andrang von Freiwilligen war so stark, dass in diesem Zeitraum gut und gerne die doppelte Anzahl hätte angenommen werden können, jedoch fehlte es noch an der notwendigen Bewaffnung und Ausrüstung. Der Süden war damit praktisch eine „Nation in Waffen“, dessen weißer Bevölkerungsanteil aber nur wenig mehr als ein Viertel derjenigen der Nordstaaten ausmachte. Damit konnte man nur knapp die Hälfte der Anzahl an Soldaten stellen, die die Union aufbringen konnte. Das waren im besten Fall etwa 1,5 Millionen Konföderierte gegenüber 3 Millionen Unionssoldaten. Im Verlauf des Krieges betrug die Gesamtzahl der aktiven Soldaten nie mehr als 460.000 Mann. Die Einberufung von Sklaven war heftig umstritten und wurde erst im März 1865 – viel zu spät – gesetzlich ermöglicht (siehe unten). Insgesamt dienten während des Krieges in den Streitkräften der Konföderierten Staaten schätzungsweise 850.000 bis 900.000 Mann, wegen fehlender Unterlagen existieren diesbezüglich keine genaueren Angaben.
Die meisten Freiwilligen meldeten sich schon im ersten Kriegsjahr zum Militärdienst und waren dazu durch eine Art Do-it-yourself-Mobilisierung von unten nach oben zu diesem Schritt motiviert worden – organisiert von den Gemeinden, Landkreisen und Einzelstaaten. Da die Gouverneure in der Regel die Mobilisierung organisierten, absolvierten die meisten Rekruten zuerst eine kurze Dienstzeit bei der Miliz, bevor sie auf die konföderierten Freiwilligentruppen vereidigt wurden. Zuerst erfolgte die körperliche Untersuchung, meist ein sehr oberflächlicher Test, der größtenteils aus einigen Fragen der Ärzte zur Krankengeschichte des Rekruten bestand. Dann folgte die formelle Einberufung in den Militärdienst durch den Musterungsoffizier, bei dem man der Konföderation die Treue schwor, versprach den Befehlen seiner Vorgesetzten stets Folge zu leisten, und gelobte, sich an die Kriegsartikel zu halten, denen jeder Soldat unterworfen war. Danach wurde man in die Stammrolle eingetragen. Die Ankunft an der Front brachte für die Rekruten dann aber bald große Veränderungen mit sich. Als sich die meisten von ihnen noch in der Nähe ihres Zuhauses aufhielten, war die Disziplin lax und die täglichen Pflichten noch relativ überschaubar. Die Rekruten nannten ihre Vorgesetzten entweder beim Vornamen oder sprechen sie mit „Sarge“ oder „Cap“ an. Urlaub war leicht zu bekommen und Offiziere und Soldaten verbrachten einen Großteil ihrer Zeit in den nahegelegenen Städten. Aber die Nähe des Feindes und die Gewissheit, dass es bald zu ernsthaften und blutigen Kämpfen kommen würde, erforderte ein rasches und kompromissloses Training der Truppen. Offiziere und Rekruten gerieten nun unter die Kontrolle hartgesottener Profis wie Joseph Johnston und Braxton Bragg. Diese wussten nur zu gut, dass diese im Kriegshandwerk meist unbedarften Männer, die direkt von ihren Farmen, Geschäften und Fabriken in die Armee gespült wurden, eine schnelle und harte Veränderung ihres Alltagslebens durchlaufen mussten, bevor sie Schlachten nicht nur schlagen, sondern auch gewinnen konnten. Und sie machten sich daran, diese Veränderung mit Entschlossenheit und Tatkraft durchzusetzen.

### Exerzieren
Waffenübung und Training waren ein integraler Bestandteil des Soldatenlebens, insbesondere im ersten Jahr des Krieges. Keine der Kriegsparteien zeichnete sich in dieser Hinsicht besonders aus, weil auf beiden Seiten größtenteils noch unerfahrene Offiziere das Kommando hatten, die wenig oder gar nichts über das Militär wussten. Dies war sowohl für die Union als auch für die Konföderation ein großes Problem. Eine weitere Komplikation stellte der stark ausgeprägte Eigensinn vieler Soldaten dar. Gewöhnt an ein hohes Maß an Unabhängigkeit und Selbstbestimmung in ihrem täglichen Leben, ärgerten sich viele Rekruten über die Eintönigkeit und den Stumpfsinn, die das ständige Herummarschieren im Lager mit sich brachte. Generell fanden den ganzen Tag über solche Übungen oder andere Trainingseinheiten statt. Am Ende des Tages war die meiste Zeit dafür aufgewendet worden, dies nahm jedoch mit zunehmender Intensität des Krieges wieder deutlich ab. Aufmarsch und Angriff in Formation mussten so oft geübt werden, bis die Soldaten sie ohne großes Nachdenken beherrschten. Die Sergeanten führten sie in der Regel unter Aufsicht der Kompaniechefs und Stabsoffiziere durch. Besonders die Veteranen des Mexikanisch-Amerikanischen Krieges und Offiziere, die bereits vor dem Krieg in der Bundesarmee gedient hatten, bestanden auf einer gründlichen Rekrutenausbildung. Sie sahen sie auch als eine Notwendigkeit, das für den Einsatz unbedingt erforderliche Maß an Disziplin und Gehorsam durchzusetzen. Aber selbst in manchen Verbänden, die von Profis geführt wurden, wurden die Männer nur selten und willkürlich trainiert. Unabhängig davon, ob sie von Veteranen oder Novizen befehligt wurden, rief das ständige Exerzieren bei den Soldaten großen Unmut hervor. Letzteres war besonders in der Konföderation zu beobachten, wo viele den Zwang, sich militärischer Disziplin zu unterwerfen, mit Sklaverei gleichsetzten.
Viele beklagten sich in Briefen über die unerwartete Härte des Soldatenlebens:
- Ein Soldat an seine Familie: „Ich glaube nicht, dass Gott jemals beabsichtigt hat, dass ein Mann einen anderen auf diese Weise einsperrt und festhält. Verdammt seien der alte Abe und der alte Jeff Davis, verdammt sei der Tag, an dem ich mich eingeschrieben habe.“

- Ein Soldat im Mai 1861 aus einem Lager in der Nähe von Richmond: „Ein Mann mag mit so viel Teufeln in sich hierher kommen, wie er will, sie werden sie schon bald zähmen.“

- Ein Soldat aus Georgia nach seiner Versetzung nach Virginia im Herbst 1861 an seinen Vater: „Ich liebe mein Land mehr als alle anderen, aber ich glaube nicht daran, mich deswegen zum Sklaven zu machen. Ein Private ist nichts anderes als ein Sklave und wird oft noch schlechter behandelt. Ich habe in den letzten sechs Monaten mehr Nöte und Entbehrungen durchgemacht als jeder andere von uns oder Großmutters Negern; ihr Leben ist ein Luxus im Vergleich zu dem, was meines jetzt ist.“

Aber sie sollten bald den Wert der Disziplin erkennen, und obwohl das laute Murren darüber nie ganz verstummte, akzeptierte und fügte man sich schließlich in die neuen Realitäten. Die meisten der Übungen konzentrierten sich auf das Marschieren in Kolonnen und Antreten in Gefechtsformation. Besonderes Augenmerk wurde darauf gelegt, den Soldaten beizubringen, wie sie rasch von der Marschformation (die in der Regel eine langgezogene Form hatte) in die Gefechtsformation (mehrreihige Schützenlinien) wechseln konnten. Die standardmäßige Gefechtsformation war die Linie zu zwei Gliedern, damit konnten alle Gewehre gleichzeitig sowohl aus der knienden und der stehenden Position abgefeuert wurden. Da diese Manöver die Koordination einer großen Anzahl von Männern erforderten und oft unter großen Stress (Beschuss) durchgeführt werden mussten, betrachteten nur wenige Kommandeure ihre Männer jemals als schnell genug, bzw. ausreichend gedrillt und legten großen Wert auf ständiges Üben.

### Waffendrill
Die meisten Kompanien hielten sich nicht lange mit Schieß- oder anderen Waffenübungen auf. Man setzte voraus, dass die meisten Freiwilligen durch die Jagd o.a. bereits von Haus aus mit den damals verwendeten Vorderladern vertraut waren. Viele Rekruten waren allerdings auch in den Städten aufgewachsen, in denen die Jagd kein weit verbreiteter Zeitvertreib war, und einige wussten nicht einmal, wie man eine Muskete lädt. Der Süden hatte zwar einen viel provinzielleren Charakter als der Norden und einen höheren Prozentsatz an Waldläufern und Farmern in seinen Reihen, aber selbst dort wurden Kompanien aufgestellt, die im Schießen und im Umgang mit ihren Waffen beklagenswert schlecht ausgebildet waren.

## Wehrpflicht

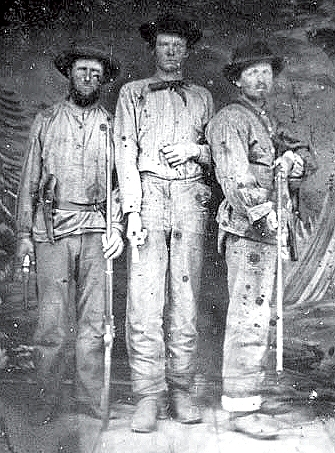
Konföderierte Soldaten, um 1862

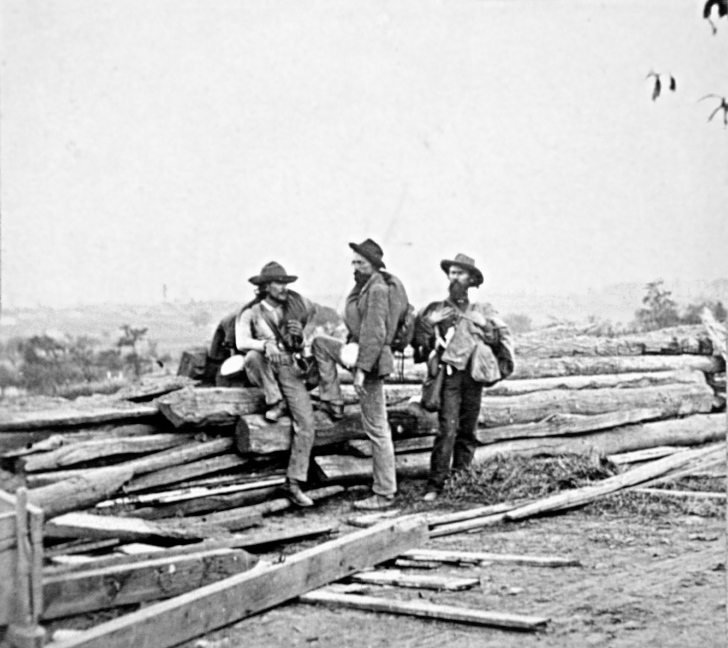
Konföderierte Soldaten bei Gettysburg, 1863

Mit der unerwarteten Fortdauer des Krieges und den ersten großen Rückschlägen im Frühjahr 1862 schwand zusehends die Begeisterung für freiwillige Meldungen. Den Mitgliedern der politischen und militärischen Eliten wurde klar, dass das Land mit einem gefährlichen Mangel an Soldaten konfrontiert sein würde, sobald die Dienstzeit der ersten Freiwilligenwelle im Frühjahr ablief. Die meisten Männer hatten genug und wollten nach Hause, viele hatten daher schon beschlossen, sich nicht noch einmal zu verpflichten. Mit der Novellierung der einschlägigen Rechtsvorschriften versuchte man, dieses Problem schon vorab zu entschärfen, indem man diverse Vergünstigungen für eine Neuverpflichtung anbot, aber diese waren für die meisten Veteranen wenig überzeugend. Daher verabschiedete der Kongress auf Drängen von Präsident Jefferson Davis (auch nach einer umfangreichen Lobbykampagne) das erste Wehrpflichtgesetz (Conscription Act) der nordamerikanischen Geschichte, das im April 1862 in Kraft trat.
Alle tauglichen weißen Männer im Alter zwischen 18 und 35 Jahren, die als vollwertige Bürger der Konföderation galten, mussten sich nun für eine dreijährige Militärdienstzeit verpflichten, es sei denn, sie wurden vorzeitig vom Präsidenten entlassen. Die Dienstzeit der einjährig Freiwilligen wurde auf drei Jahre (ab dem Datum der ersten Einberufung) verlängert. Mit der zweiten Novellierung vom 27. September 1862 wurde das Höchstalter auf 45 Jahre erhöht. 1863 hatten sich von den 465.000 Wehrpflichtigen nur etwa 230.000 gemeldet. Mit der dritten Novellierung vom 17. Februar 1864 wurden schließlich alle weißen Männer zwischen 17 und 50 Jahren eingezogen, die Altersgruppe der 17–18-Jährigen und die der 45–50-Jährigen sollte die Reserve im Hinterland bilden (teilweise unterteilt in „Junior Reserves“ und „Senior Reserves“), die jedoch nur in ihrem Heimatstaat eingesetzt werden durfte. Dienstbefreiungen wurden nur denjenigen Personen gewährt, die
- in den nationalen und bundesstaatlichen Regierungen,
- in der Schwerindustrie und im Bergbau, sowie
- im Kommunikations- und Transportgewerbe und
- in Berufen, die das Funktionieren der Gesellschaft garantierten, tätig waren (z. B. Apotheker, Seeleute, Lehrer und Pfarrer).

Diese Bestimmungen waren aber anfällig für Missbrauch, da das Gesetz keine Vorlage des diesbezüglichen Qualifikationsnachweises festschrieb. So wurden im Fall des Falles z. B. Männer, die vorher nie unterrichtet hatten, plötzlich über Nacht zu Lehrern. Noch dazu genossen wohlhabendere Bürger eine Vorzugsbehandlung. Sie waren berechtigt, Ersatzmänner für den Wehrdienst zu entsenden oder sich davon freizukaufen (Substitution). Dieser Passus sorgte rasch für großen Unmut, da die Wehrpflicht damit hauptsächlich die untere Bevölkerungsschicht betraf. Auch die, die sich als Ersatzmann gemeldet hatten, wurden mit Argwohn betrachtet, da man glaubte, sie seien Söldner und würden bei der erstbesten Gelegenheit desertieren. Im Dezember 1863 wurde dieser Passus vom Kongress wieder abgeschafft; ab Januar 1864 galt, dass diejenigen Männer, die für sich Stellvertreter angeheuert hatten, sich nun ebenfalls freiwillig zum Dienst zu melden hatten.
Das Gesetz von 1862 (Twenty Negro Law oder Overseer Exemption) sah außerdem vor, dass für jede Plantage mit mindestens 20 Sklaven ein Mann vom Militärdienst freigestellt wurde. Die Redewendung vom „Krieg des reichen Mannes und dem Kampf des armen Mannes“ war im Süden weit verbreitet. Moderne empirische Untersuchungen zeigen jedoch, dass wohlhabende Südstaatler gegenüber ihrem Anteil an der Bevölkerung in der Armee überrepräsentiert waren. General Louis T. Wigfall aus Texas bemerkte hierzu: „Patriotische Pflanzer gaben der Armee bereitwillig ihr eigen Fleisch und Blut. Aber wenn sie einen Neger hergeben sollten, stellten sie sich an, als wolle man ihnen einen Eckzahn ziehen.“
Der Gouverneur von Georgia, Joseph E. Brown, lehnte 1864 diese Art von Zwangsrekrutierung entschieden ab:
„Das Wehrpflichtgesetz untergräbt mit einem Schlag die Souveränität der Einzelstaaten, tritt die verfassungsmäßigen Rechte und persönliche Freiheit der Bürger mit Füßen und stattet den Präsidenten mit den Rechten eines Kaisers aus“.
Er befürchtete, dass zu viele junge weiße Männer aus Georgia abgezogen würden und gewährte daher Tausenden von Wehrpflichtigen Freistellungen, die dann in seiner dafür stark aufgeblähten Staatsverwaltung neue Stellen fanden. Diese Vorgehensweise löste einen heftigen Streit zwischen dem Präsidenten und dem Gouverneur aus. Der Präsident befürchtete, nicht ganz zu Unrecht, dass Browns Winkelzüge im Süden Schule machen würde. Die Wehrpflicht war kein voller Erfolg für die Regierung (es konnten nur etwa 90.000 Mann verpflichtet werden) und hatte sehr negative Auswirkungen auf die Gesellschaft und Wirtschaft der Konföderation.

## Fahnenflucht

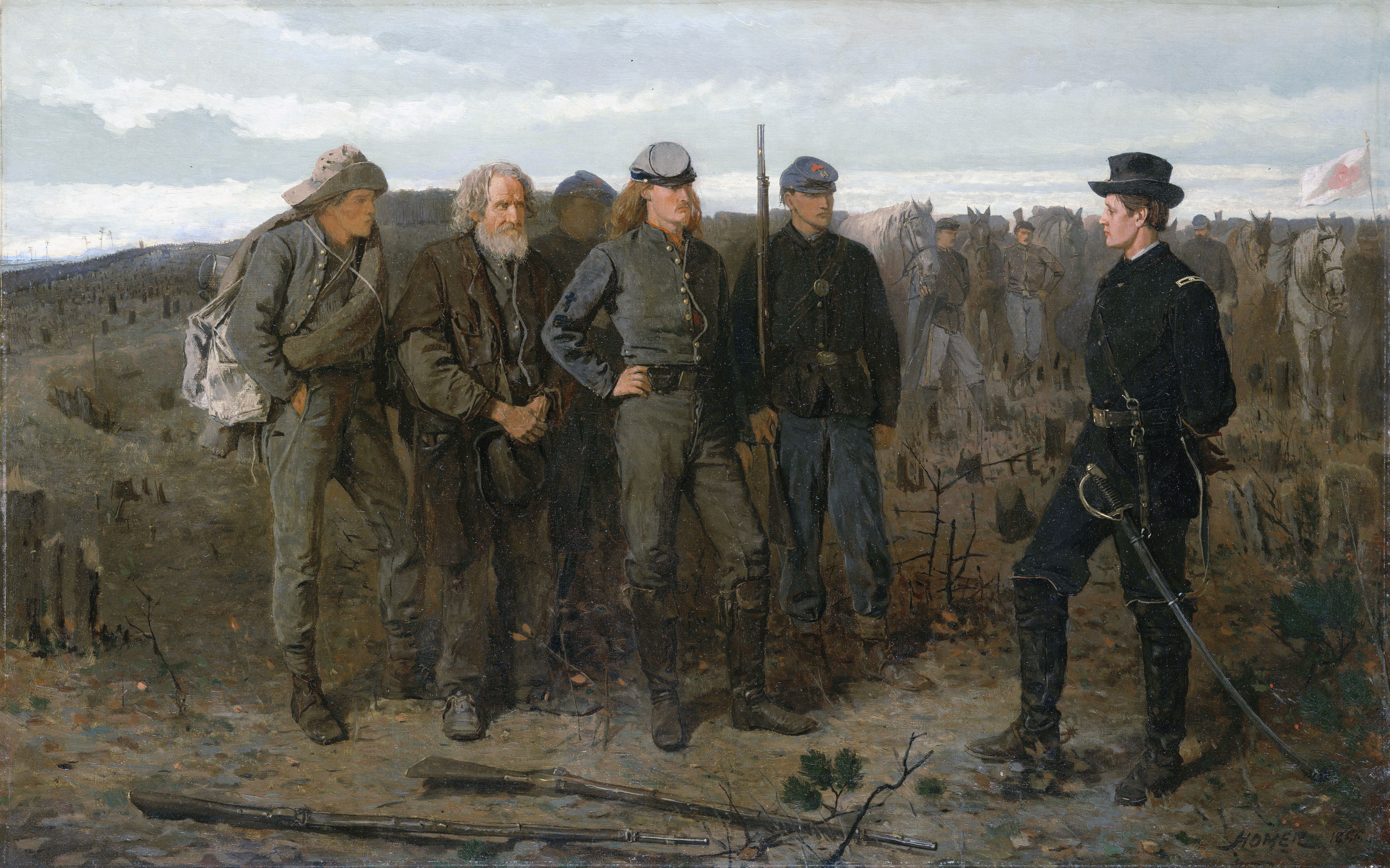
Gefangene Konföderierte, Winslow Homer 1866

Während des ganzen Krieges und insbesondere als er schon seinem Ende zuging, konnten die Soldaten mehr schlecht als recht mit dem Nötigsten versorgt werden. Zu Hause waren ihre Familien deswegen oft schon dem Hungertod nahe, wurden noch dazu von Requirierungen der sogenannten Commissioners of Impressment drangsaliert und von umherziehenden Plünderern bedroht. Viele Soldaten wollten nur vorübergehend nach Hause („Absent Without Official Leave“) und kehrten wieder zurück, wenn sie ihre Angelegenheiten geregelt hatten. Dennoch eskalierte das Problem rapide, und immer weniger Männer meldeten sich wieder bei ihren Verbänden zurück. Die Soldaten, die ja eigentlich für ihre Heimat kämpfen wollten, mussten erkennen, dass sie desertieren mussten, um diesen Kampfauftrag überhaupt erfüllen zu können. Die Strafen für Deserteure waren im Allgemeinen sehr streng. General Thomas Jackson lehnte z. B. die Gnadengesuche eines seiner Regimentskommandeure ab und ließ 1862 drei Soldaten wegen Fahnenflucht exekutieren. Es galt, die Disziplin unter den Freiwilligen unter allen Umständen aufrechtzuerhalten, auch wenn deren Heimat von feindlicher Besetzung bedroht war. Insgeheim milderte Präsident Davis fast alle diesbezüglichen Todesurteile zu einer anderen Strafe ab, da er der Meinung war, dass: „Der schlechteste Gebrauch, den man von einem Soldaten machen kann, ist, ihn zu erschießen.“
Im August 1863 begnadigte Jefferson Davis mit seiner Amnestie-Proklamation jeden abwesenden Soldaten, der innerhalb von 20 Tagen wieder zu seiner Einheit zurückkehrte. Obwohl Davis unmissverständlich klarstellte, dass die Amnestie nur für diejenigen galt, die sich zu diesem Zeitpunkt ohne Erlaubnis von der Truppe entfernt hatten, interpretierten viele seine Worte so, dass sie ihre Posten verlassen konnten wann immer sie wollten, solange sie nur innerhalb der vorgeschriebenen 20 Tage zurückkehrten.
Soldaten aus armen Familien desertierten, da sie zu Hause viel dringender gebraucht wurden. Der Druck nahm noch weiter zu, als die Unionsarmeen großflächige Gebiete der Konföderation besetzten, und dadurch immer mehr Soldatenfamilien in Not gerieten. Ein CS-Offizier bemerkte hierzu:
„Die Deserteure gehören fast ausschließlich zur ärmsten Klasse der Nichtsklavenhalter, deren Arbeit für den täglichen Lebensunterhalt ihrer Familien unverzichtbar ist. Dienst zu leisten, während das Leid daheim mehr und mehr zunimmt, wird ihnen dadurch unmöglich. Es liegt nicht in der Natur dieser Männer, dem tatenlos zuzusehen.“
Einige der Soldaten desertierten auch aus ideologischen Gründen. Bis Ende 1863 hatten sich (mit oder ohne Erlaubnis) schon zwei Fünftel der Soldaten Richtung Heimat abgesetzt. Im September 1864 musste Präsident Davis öffentlich zugeben, dass zwei Drittel der Soldaten vom Dienst abwesend waren, die meisten von ihnen ohne offizielle Erlaubnis ihrer Vorgesetzten. Der Historiker Mark Weitz hält die damals offizielle verlautbarte Zahl von insgesamt 103.400 Deserteuren als für viel zu niedrig angesetzt. Die meisten glaubten, dass sie ihrer eigenen Familie gegenüber eine höhere Pflicht zu erfüllen hatten als gegenüber der Konföderation.
Eine wachsende Bedrohung für den Staat war auch die allgemeine Unzufriedenheit in den Appalachenregionen, die durch das große Misstrauen der dort lebenden Bevölkerung gegenüber der Machtansprüche der Pflanzeraristokratie verursacht wurde. Viele von dort stammende Soldaten verließen ihre Einheiten, kehrten nach Hause zurück und bildeten Selbstverteidigungsverbände gegen die verhassten Häscher der Home Guard (siehe oben). Alleine North Carolina verlor fast ein Viertel seiner Soldaten (24.122) durch Desertion, dies war die höchste Rate innerhalb der konföderierten Staaten. Für die Gefangennahme von Fahnenflüchtigen setzte die Regierung ein Kopfgeld aus, das jedoch aufgrund der prekären Staatsfinanzen nur selten ausgezahlt werden konnte. Aufgegriffene Deserteure wurden – im besten Fall – von den Patrouillen der Home Guard entweder wieder zu ihren Einheiten zurückgebracht, wenn sie in der Nähe des Gebietes lagen, in dem sie erwischt worden waren, oder auch kurzerhand hingerichtet. Trotzdem gelang es fast der Hälfte der Wehrpflichtigen im Süden, sich der Einberufung zu entziehen. Manche Deserteure schlossen sich zu Banden zusammen, viele wurden von Sympathisanten der Union mit Lebensmitteln und Kleidung versorgt. Die sogenannten „Heroes of America“, die in North Carolina die Union unterstützten, zählten über 10.000 Mitglieder. Bis zum Ende des Krieges hatten Unionsanhänger aus allen Südstaaten, außer South Carolina, schon ganze Regimenter in den Norden entsandt. In Jones County (Mississippi) trieb eine Guerillabande unter dem Deserteur Newton Knight drei Jahre lang ihr Unwesen. Sie vertrieb Steuereintreiber, verbrannte Brücken und überfiel konföderierte Einheiten. Die Presse nannte das County „Free State of Jones“.

### Gefangene und Überläufer

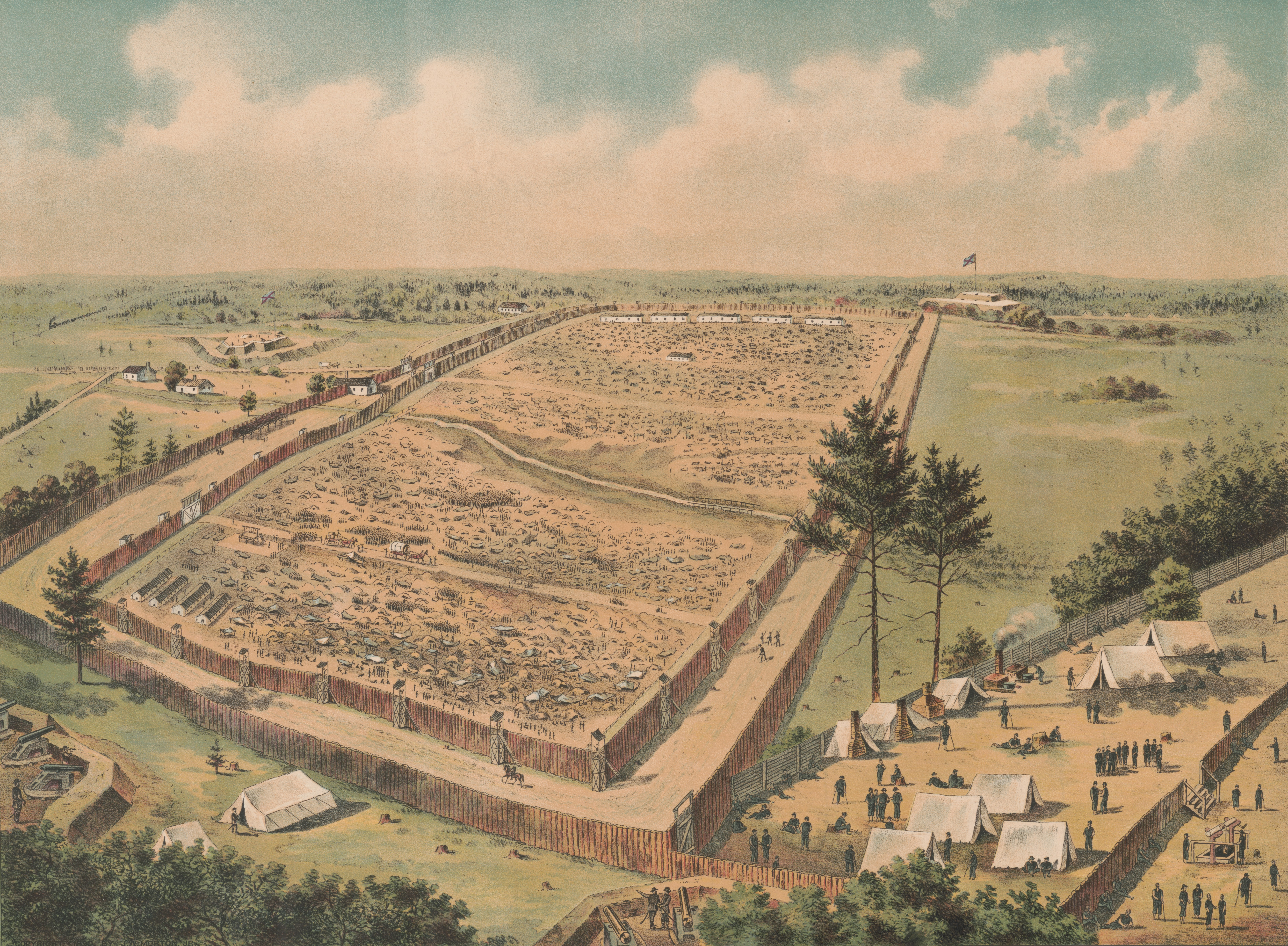
Zeichnung des Gefangenenlagers Camp Sumter, Andersonville (Georgia)

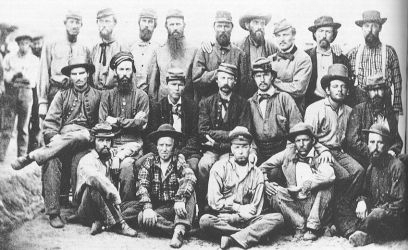
Eine Gruppe konföderierter Soldaten, möglicherweise eine Artillerieeinheit, die bei Island Nr. 10 (Missouri) gefangen genommen und im Kriegsgefangenenlager Douglas bei Chicago interniert wurde

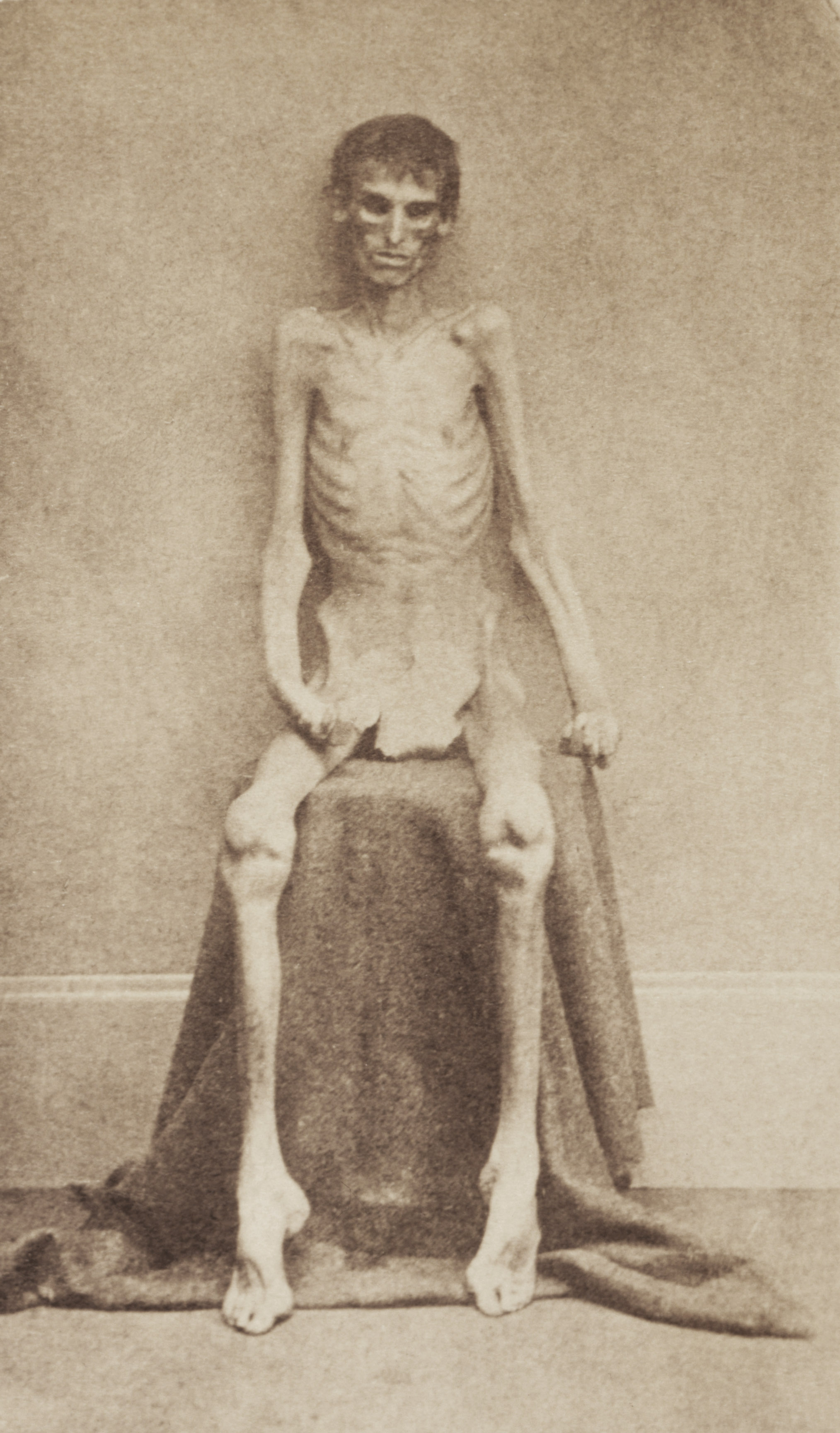
Fotografie eines Überlebenden des Belle-Isle-Gefangenenlagers

Insgesamt 462.634 konföderierte Soldaten gerieten während des Krieges in Gefangenschaft, 247.769 Mann wurden schon kurz danach wieder entlassen, vor allem jene Angehörigen von Großverbänden, die sich in den letzten Wochen vor Kriegsende ergeben hatten. Die Freilassung geschah entweder im Zuge des Austauschs gegen gefangene Unionssoldaten (Exchange) oder auf das Ehrenwort (on parole) hin, nach der eigenen Entlassung den Kampf gegen die andere Seite in keiner Form mehr zu unterstützen. Das Verfahren basierte auf dem sogenannten Dix-Hill-Abkommen (Dix-Hill Cartel), das die Generalmajore John Adams Dix (für die Union) und Daniel Harvey Hill (für die Konföderation) am 22. Juli 1862 unterzeichnet hatten. Man kam darin überein, dass wenn die eine Seite einen „Überschuss“ an Gefangenen aufwies, sollten diese entlassen werden, mit der Auflage für den Rest des Krieges keinen Militärdienst mehr zu leisten. Ausgetauschte Kriegsgefangene durften hingegen ihre Waffen wieder aufnehmen. Bis Mitte 1863 tauschte man die meisten Gefangenen aber noch untereinander aus und diese traten anschließend wieder in ihre Armeen ein. Diese Praxis wurde schließlich von der Union abgestellt, da sich die konföderierte Seite geweigert hatte, schwarze Unionssoldaten wie deren weiße Kameraden zu behandeln; außerdem behielt die Konföderation ihre Offiziere weiter in Gefangenschaft und drohte ihnen – wegen Unterstützung eines bewaffneten Sklavenaufstands – mit einem Gerichtsverfahren. Anfang 1864 unterband der am 17. März gleichen Jahres zum Oberbefehlshaber der Unionstruppen berufene Ulysses S. Grant den Gefangenenaustausch schließlich ganz. Er und auch andere seiner Generäle waren – nicht zu Unrecht – der Ansicht, dass die bisherige Praxis den personell unterlegenen Süden ohne Not begünstigte und damit den Krieg nur unnötig verlängern würde. Ab Januar 1865 wurde der Gefangenenaustausch wieder aufgenommen, da sich schon das baldige Ende des Krieges abzeichnete. Dabei wurden vorwiegend gesundheitlich angeschlagene und schon lange in Gefangenschaft befindliche Soldaten berücksichtigt.
Durch das Aussetzen des Gefangenenaustauschs entstanden riesige Kriegsgefangenenlager, deren Insassen, auf beiden Seiten, oft unter unvorstellbaren sanitären Verhältnissen dahinvegetieren mussten. Die Konföderation errichtete ihre Lager bei Richmond (Libby und Belle Isle); Salisbury (North Carolina); Florence und Columbia (South Carolina); Millen, Macon und Andersonville (Georgia); und auch noch an anderen Orten. Besonders berüchtigt war das Lager bei Andersonville. Aufnahmen von dort eingesessenen, buchstäblich bis zum Skelett abgemagerten Gefangenen riefen in der Bevölkerung des Nordens große Empörung hervor. Der Lagerkommandant, der ursprünglich aus der Schweiz stammende Hauptmann Henry Wirz, war der einzige konföderierte Offizier, der deswegen nach dem Krieg abgeurteilt und hingerichtet wurde, obwohl ihm keine persönliche Schuld an den dortigen Zuständen angelastet werden konnte.
Aufgrund der Forderungen seiner Generale nach mehr Truppen und der Bundesstaaten nach Befreiung von der Wehrpflicht gestattete US-Präsident Lincoln 1862 auch konföderierten Kriegsgefangenen, sich in die Unionsarmee einzuschreiben. Die Wärter sollten vorher hierzu jeden Gefangenen einzeln befragen und dabei vier mögliche Alternativen anbieten, um das Lager verlassen zu können:
- Austausch,
- den Treueeid bzw. Eintritt in den Militärdienst für die Union,
- Arbeitsdienst im Norden oder
- den Eid auf die Verfassung der USA und anschließende Entlassung, um sich innerhalb des US-Territoriums niederzulassen.

Diejenigen, die sich wieder anwerben ließen, wurden abschätzig als „Galvanized Yankees“ bezeichnet. Die Gründe für ihren Seitenwechsel waren Kriegsmüdigkeit, die Einsicht, dass die Sache des Südens längst verloren war, langehegte Sympathien für die Union, Klassenressentiments und die vielfältigen Nöte im eigenen Land, die auch die Loyalität der Zivilbevölkerung für die Konföderation immer mehr bröckeln ließ. Der Eintritt in die Freiwilligenverbände der Union versprach einen raschen Ausweg aus den Entbehrungen des Gefängnislebens, zusätzlich einen Sold, der in harten US-Dollars ausgezahlt wurde und den Schutz seiner Angehörigen innerhalb der von der Union besetzten Gebiete. Aus Briefen von Soldaten geht hervor, dass sie das Leiden ihrer Familien nicht mehr länger ertrugen und auch mit ihnen und Freunden darüber diskutiert hatten, den Eid abzulegen und sich wieder in den US-Dienst zu stellen. Ein hoher Prozentsatz der Überlaufer stammte aus den Grenzregionen zum Norden, wo immer noch eine starke pro-unionistische Stimmung unter der Bevölkerung vorherrschte. Aber auch viele Männer aus anderen Regionen des Südens leisteten den Treueid auf die Union. Männer aus Countys mit geringem Sklavenhalteranteil meldeten sich auffallend häufig freiwillig für den Militärdienst in der Union. Einige schlossen sich aber auch nur zum Schein den U.S. Volunteers Verbänden an, um die erste Gelegenheit zu nutzen, entweder nach Hause oder wieder zu ihrem ehemaligen Verband zurückzukehren.
General John Pope, verantwortlich für den Wehrbereich Nordwest, forderte Truppen für den Bau von Forts entlang der Dakota-Grenze an, um die Siedler besser vor den Übergriffen der Sioux schützen zu können. Im August 1864 entsandte daraufhin General Ulysses S. Grant den einzigen Verband, den er meinte für den Garnisonsdienst am oberen Missouri entbehren zu können, das 1. US-Infanterie Regiment, das hauptsächlich aus ehemaligen konföderierten Kriegsgefangenen bestand. General Benjamin Butler, der die Besatzungstruppen in Virginia und North Carolina kommandierte, folgte ebenfalls dem Aufruf des Präsidenten nach Rekrutierung von Kriegsgefangenen. In Camp Hoffman, Maryland, hob Butler 1864 zwei Infanterieregimenter aus: Das 4. US, es war für die Forts im Westen vorgesehen, und das 1. US, das an der Südfront zum Einsatz kamen. Obwohl Butler plante, die neu angeworbenen Kriegsgefangenen in der Nähe von Richmond einzusetzen, beorderte – der in dieser Hinsicht skeptische – Grant sie zunächst zum Wachdienst nach Norfolk und Portsmouth. Nichtsdestotrotz absolvierten das 1. US Infanterie-Regiment erfolgreich einige kleinere Kampfeinsätze, bevor Grant sie in den Wehrbereich Nord-West (Department of the Northwest) in Marsch setzte, um General Popes Wunsch nach zusätzlichen Truppen zu erfüllen.

## Truppenzusammensetzung
Die Freiwilligen von 1861 waren auf den bevorstehenden Konflikt nur schlecht vorbereitet, da viele von ihnen vorher keine militärische Erfahrung oder Ausbildung genossen hatten. In den konföderierten Armeen dienten in der Mehrzahl kleine Plantagenbesitzer, Farmer und sog. Hillbillys (Hinterwäldler, Landei), eine oft abfällig verwendete Bezeichnung für Bewohner der ländlichen, gebirgigen Gegenden der Südstaaten. Diese Männer prägten die Truppen durch ihre Eigenarten wie Kampfeslust, körperliche Härte, übertriebenes Selbstbewusstsein und einer großen Neigung zur Disziplinlosigkeit. Ein Tagebucheintrag von Edward Hastings Ripley, Hauptmann in der B-Kompanie, der 9th Vermont Infantry Volunteers, beschreibt vorbeiziehende Soldaten der Armee von Nord-Virginia, kurz vor der Schlacht am Antietam:
„16. September 1862: In dieser Nacht lag ich am Rande der Landstraße nach Charleston und beobachtete bis zum Morgen wie die schmutzigen Kolonen von den Pontons strömten. Es war ein unheimlicher, furchteinflößender Anblick der mir den Schlaf aus den Augen trieb. Er hatte etwas dämonenhaftes, wie eine Szene aus dem Inferno. Sie waren lautlos wie Geister, marschierten im gnadenlos schnellen Tempo voran, zerlumpt, erdfarben, zersaust und teuflisch. Ihre dürftig beschuhten Füße schlurften so schnell über die Landstraße, dass es an das gleichmäßige Zischen einer großen Schlange erinnerte. Dieses gespenstische, geisterhafte Bild werde ich niemals vergessen.“
Wie eine Stichprobe von Soldatenbiografien der Nord-Virginia-Armee zeigt, waren Soldaten aus sklavenhaltenden Haushalten und sogar aus Pflanzerfamilien gegenüber ihrem Bevölkerungsanteil deutlich überrepräsentiert. Die anderen stammten aus vielen verschiedenen Berufszweigen: z. B. Handwerker, Angestellte, Studenten usw. Obwohl so vielfältig wie die der Unionsstreitkräfte, kamen sie – aufgrund des Schwerpunkts des Südens auf die Agrarwirtschaft – selten aus der Industrie und waren daher mehrheitlich mit technologisch komplexeren Dingen nicht vertraut. Aber wie im Norden hatten auch die konföderierten Soldaten einen breitgefächerten Bildungshintergrund, der vom Universitätsabschluss bis zum Analphabetismus reichte. Kavallerie- und Artillerieregimenter zogen in der Regel die wohlhabenderen und höher gebildeten Männer an.
Wie die der Unionsarmee waren die meisten konföderierten Soldaten durchschnittlich 25 Jahre alt, 1,70 m groß und wogen etwa 65 kg. Das Mindestalter für Freiwillige betrug 18 Jahre, doch die Rekrutierungsoffiziere sahen oft darüber hinweg. Jugendliche unter 18 Jahren dienten als Trommler oder Trossknechte. Auch eine unbekannte Anzahl von Kindern diente in den Armeen. Zu den jüngsten konföderierten Soldaten gehörte Charles C. Hay, der sich im Alter von elf Jahren einem Alabama-Regiment anschloss. John Mather Sloan aus Texas verlor in der Schlacht ein Bein, im Alter von dreizehn Jahren. Als einer der ältesten gilt ein gewisser F. Pollard aus North Carolina. Im Sommer 1862 wurde der 73-jährige als Ersatzmann angeworben. Pollard wurde aber kurz darauf wieder als untauglich entlassen „… wegen Rheuma und dem hohen Alter...“ Einige Kadetten an Militärakademien wie dem Virginia Military Institute nutzten ihre dort erworbenen Fähigkeiten, um neue Rekruten auszubilden. Ein aus ihnen gebildetes Bataillon (Alter zwischen 15 und 21 Jahren) nahm 1864 (unter der Führung eines 24-jährigen Oberstleutnants) an der Schlacht von New Market teil.

## Truppengattungen

### Infanterie

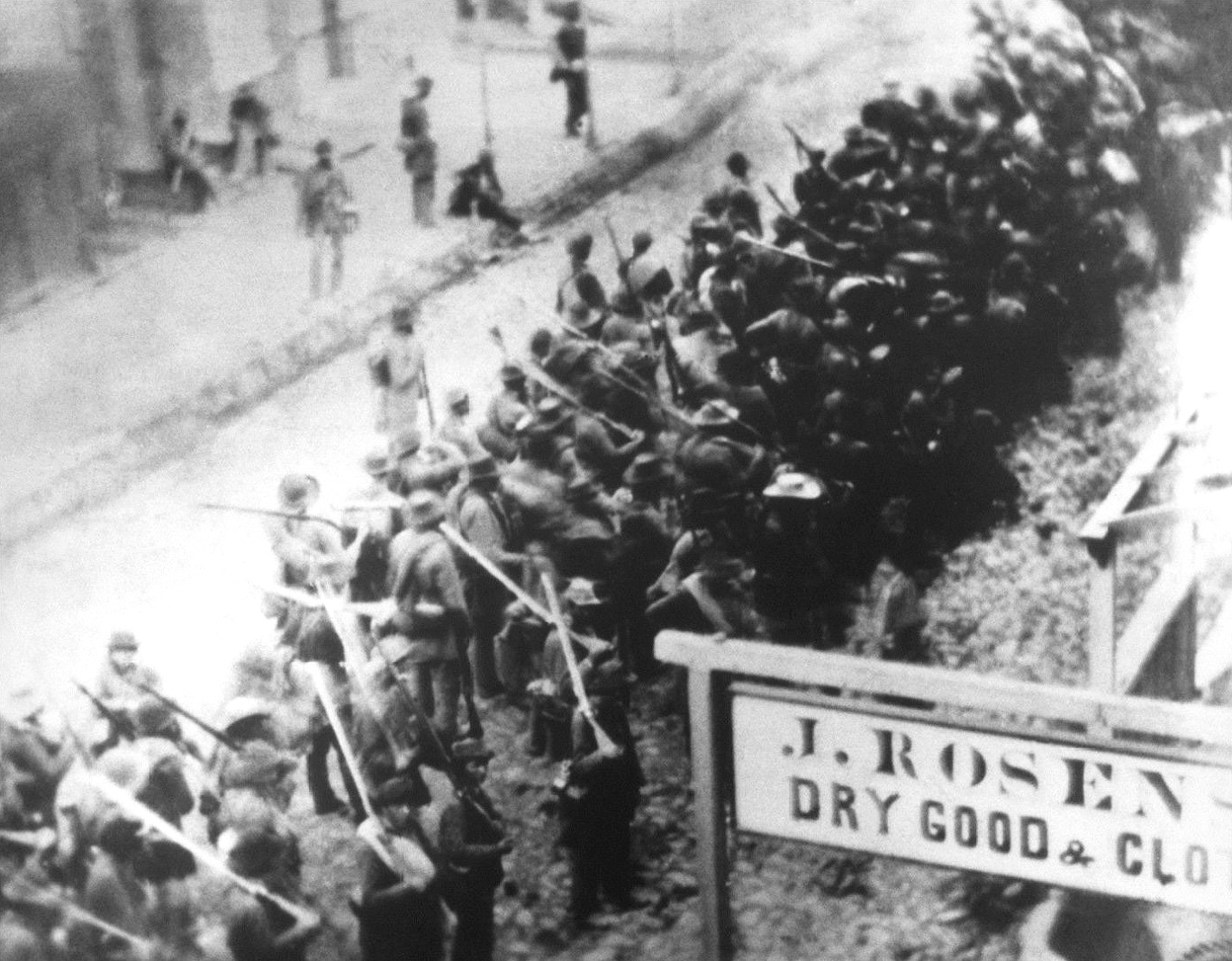
Lee's North-Virgina-Infanterie marschiert durch die Stadt Frederick (Maryland), 1862

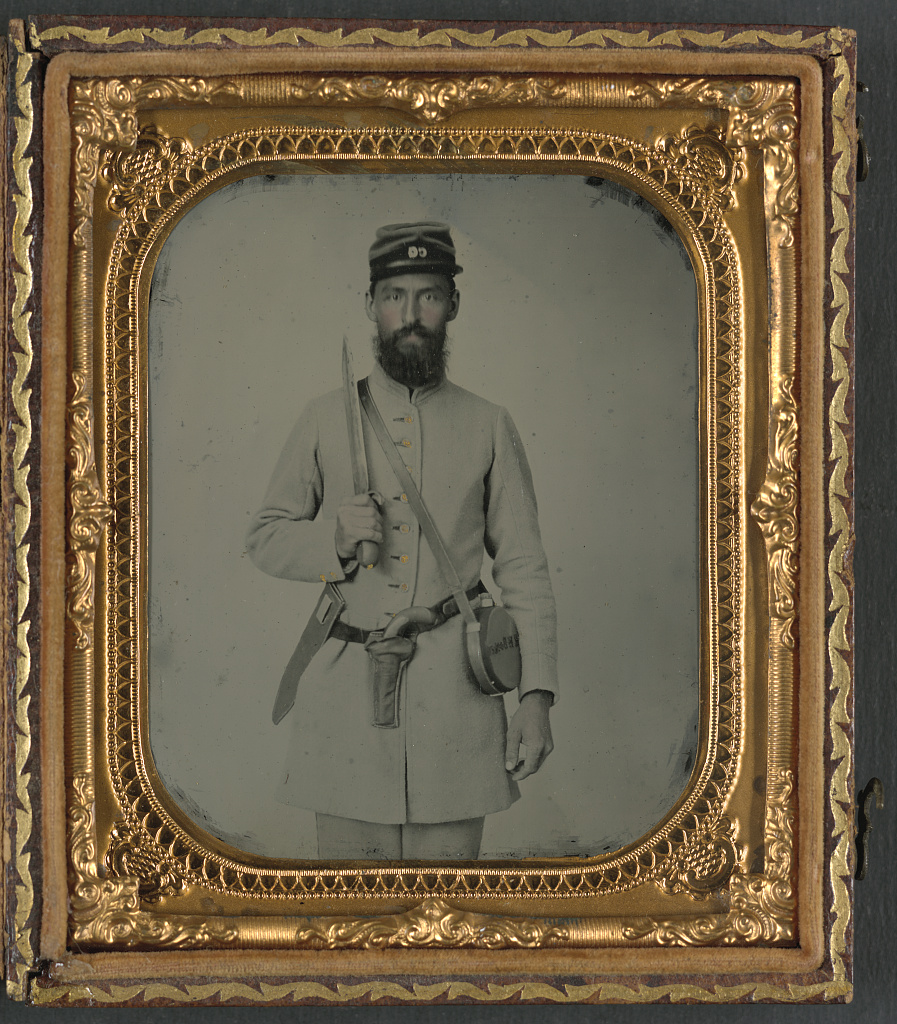
Ein Corporal des 23rd Virginia Infantry Regiment
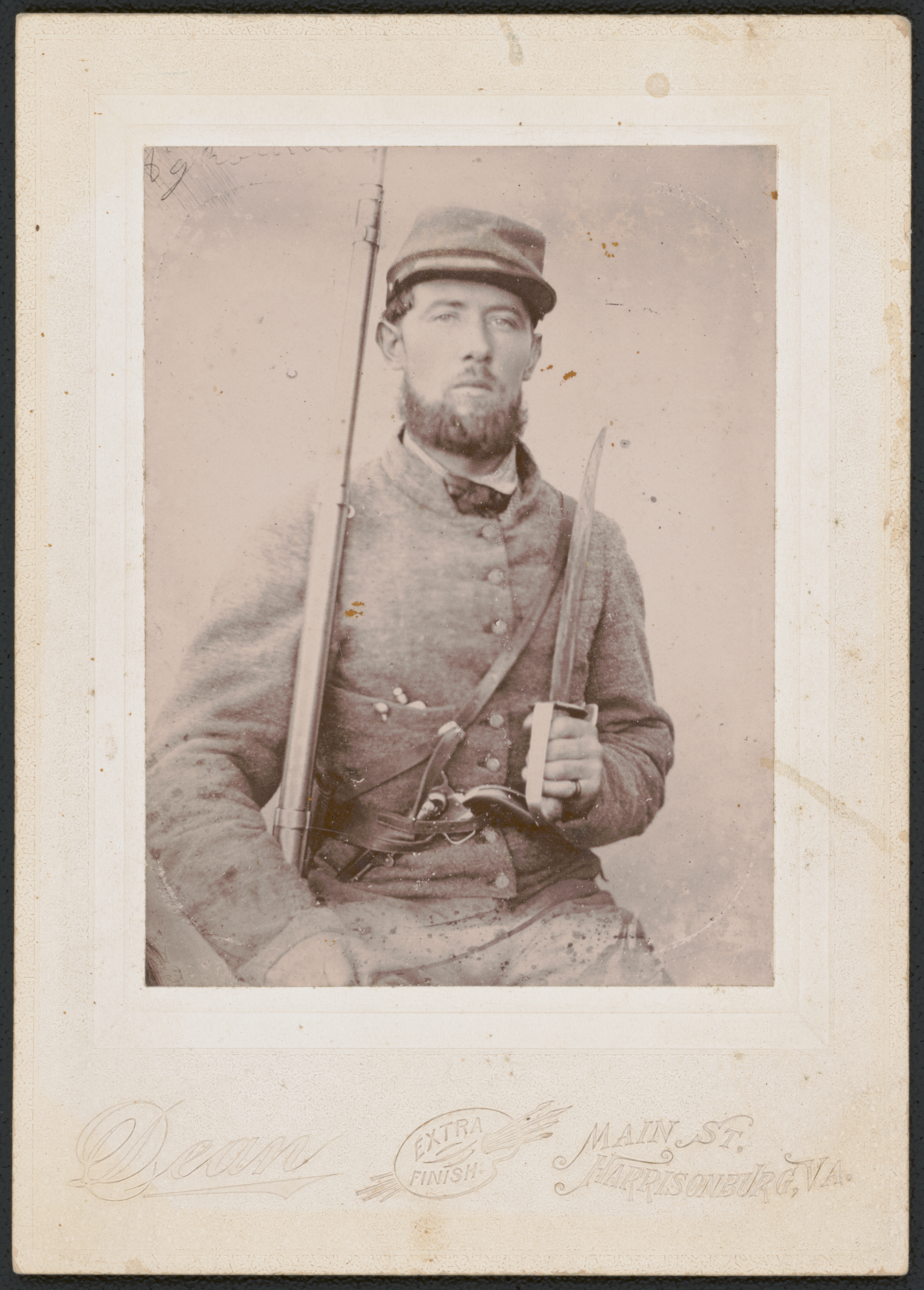
Ein Private des 57th Virginia Infantry Regiment mit Muskete, Revolver und Bowie-Messer
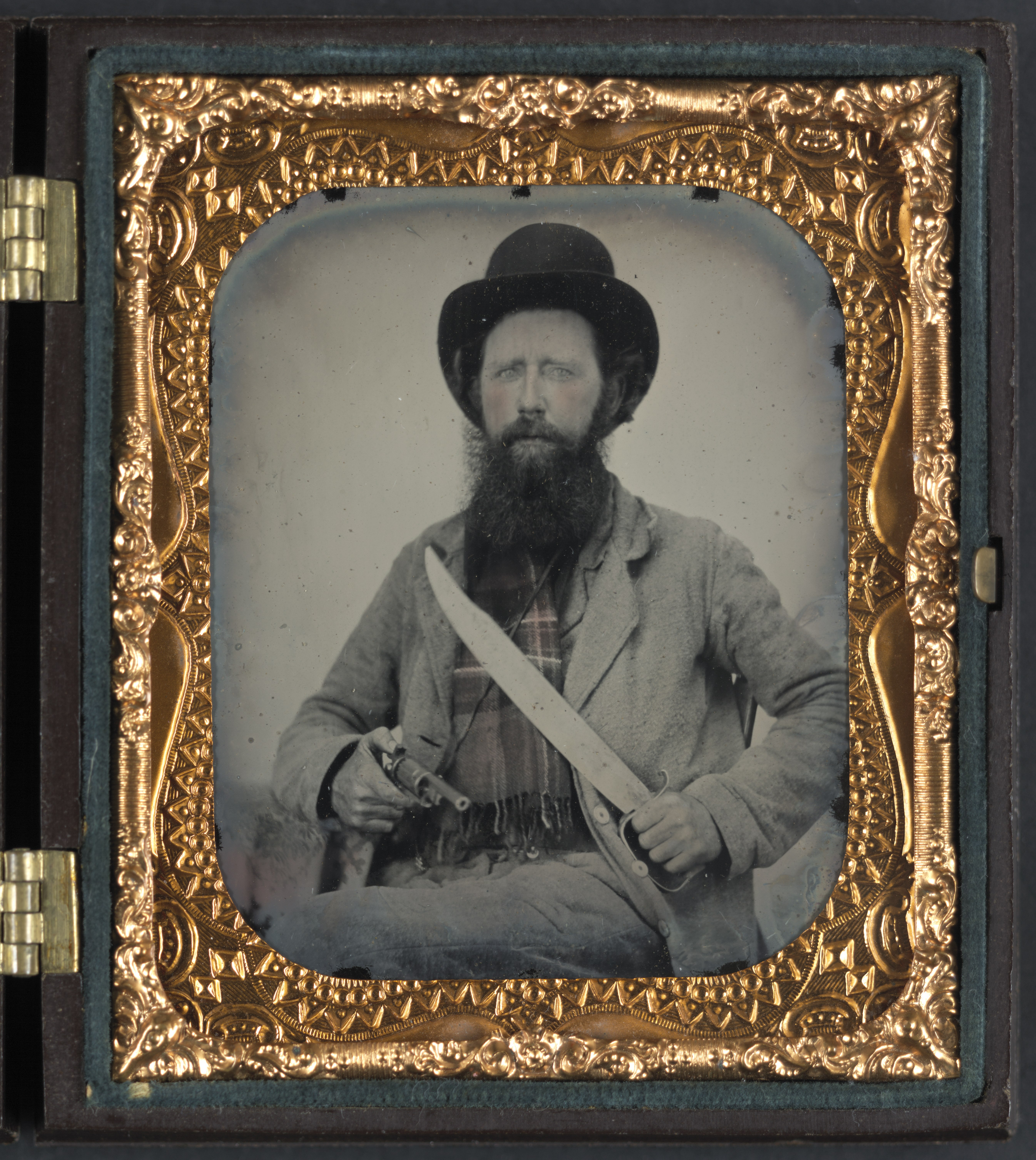
Private des 6th Texas Infantry Regiment
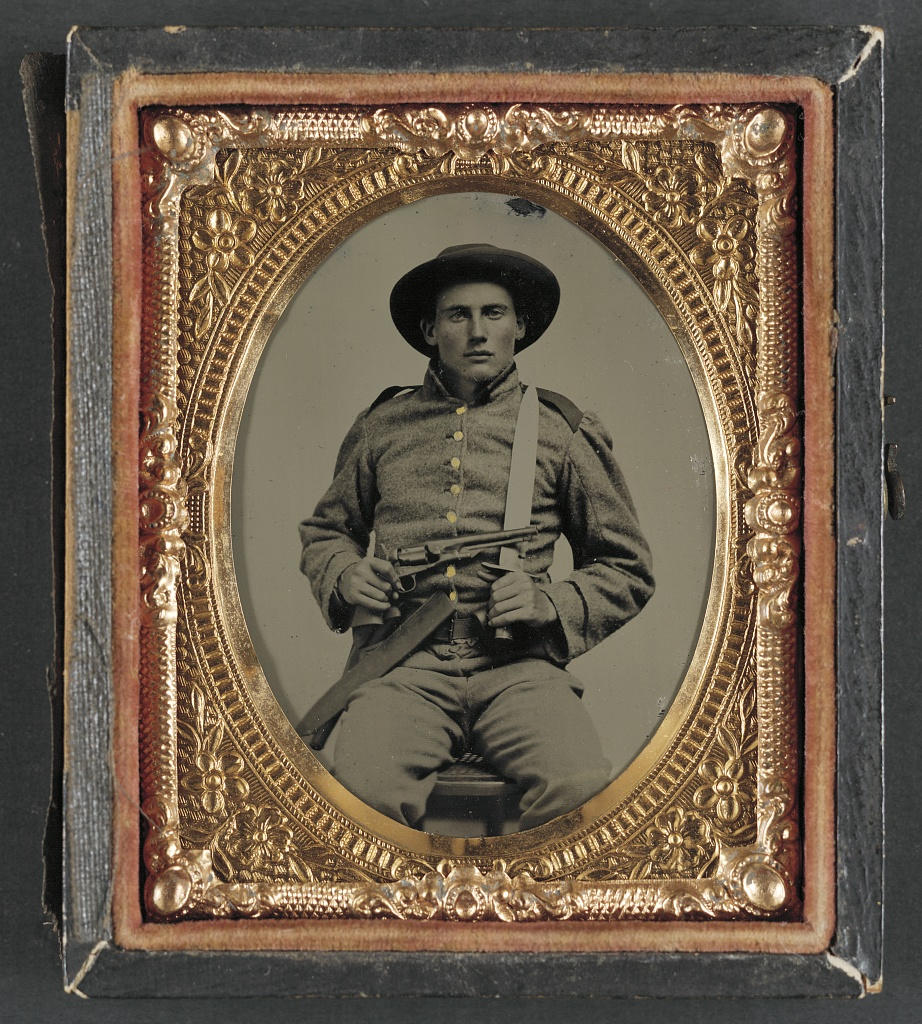
Konföderierter Soldat mit einem Colt Army Model 1860

Größte und kampfentscheidende Truppengattung war die Infanterie. Die Armeen des Bürgerkriegs bestanden zu 80 % aus Infanterie, diese beherrschte aufgrund ihrer Vielseitigkeit zum großen Teil den Gefechtsverlauf. Sie konnte am schnellsten in großen Maßen aufgestellt, ausgebildet und an die Front geschickt werden. Die Unterhaltung dieser Waffengattung war noch dazu relativ günstig, bereitete am wenigsten logistische Schwierigkeiten und daher für ein Freiwilligen- oder Milizheer am besten geeignet. Die militärische Heimat des Infanteristen war das Regiment, das aus zehn Kompanien mit einer Sollstärke von 100 Mann bestand, die Regimentsstärke betrug 1.045 Mann. Die Infanterie bestand insgesamt aus 642 Regimentern, neun Legionen, 163 selbstständigen Bataillonen und 62 selbstständigen Kompanien. Sie trug die Hauptlast des Kampfes und zog zu Fuß oder fuhr per Eisenbahn ins Gefecht. Der normale Marschtag begann im Morgengrauen und dauerte bis zum Nachmittag. Die Marschleistung betrug normalerweise zweieinhalb Meilen pro Stunde, rund 4 km/h für große Marschformationen am Tag.

### Artillerie

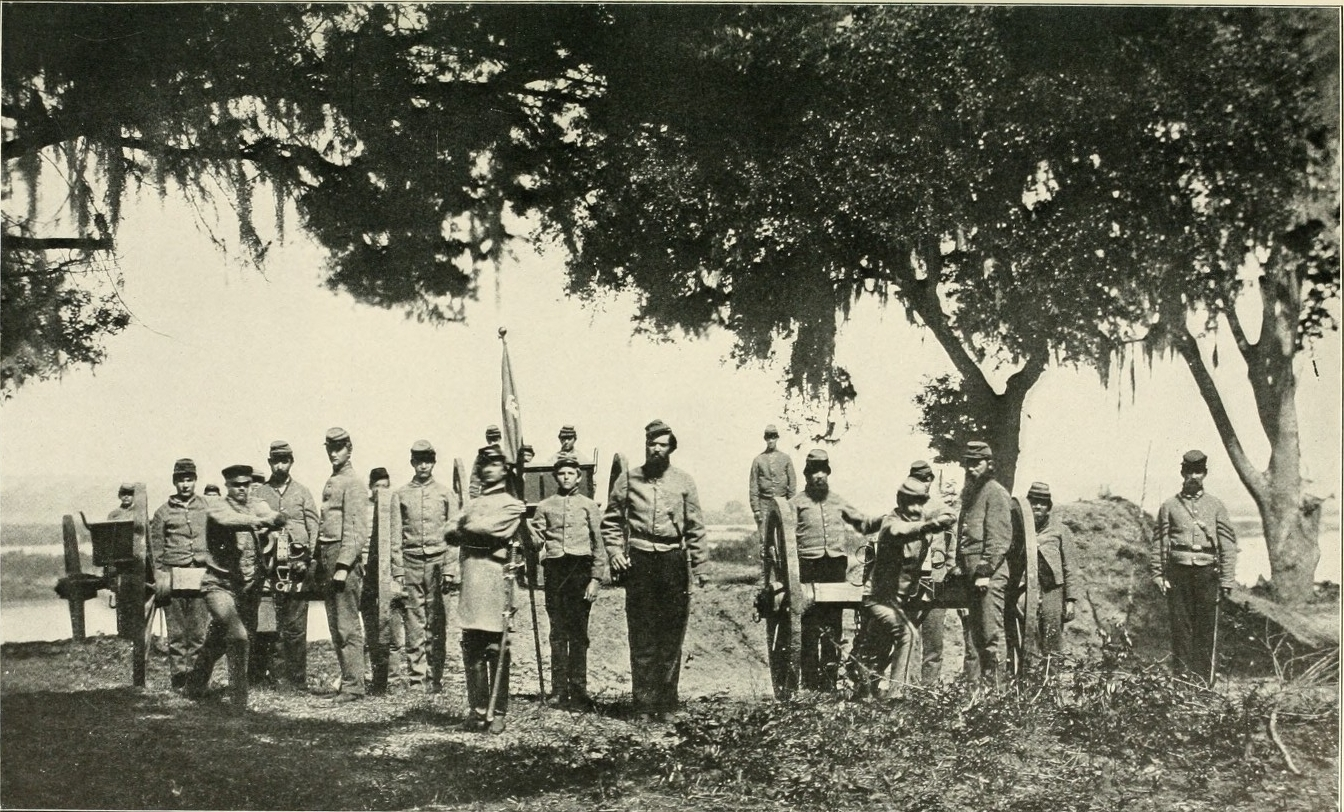
Konföderierte Artilleristen bei Charleston (1863)
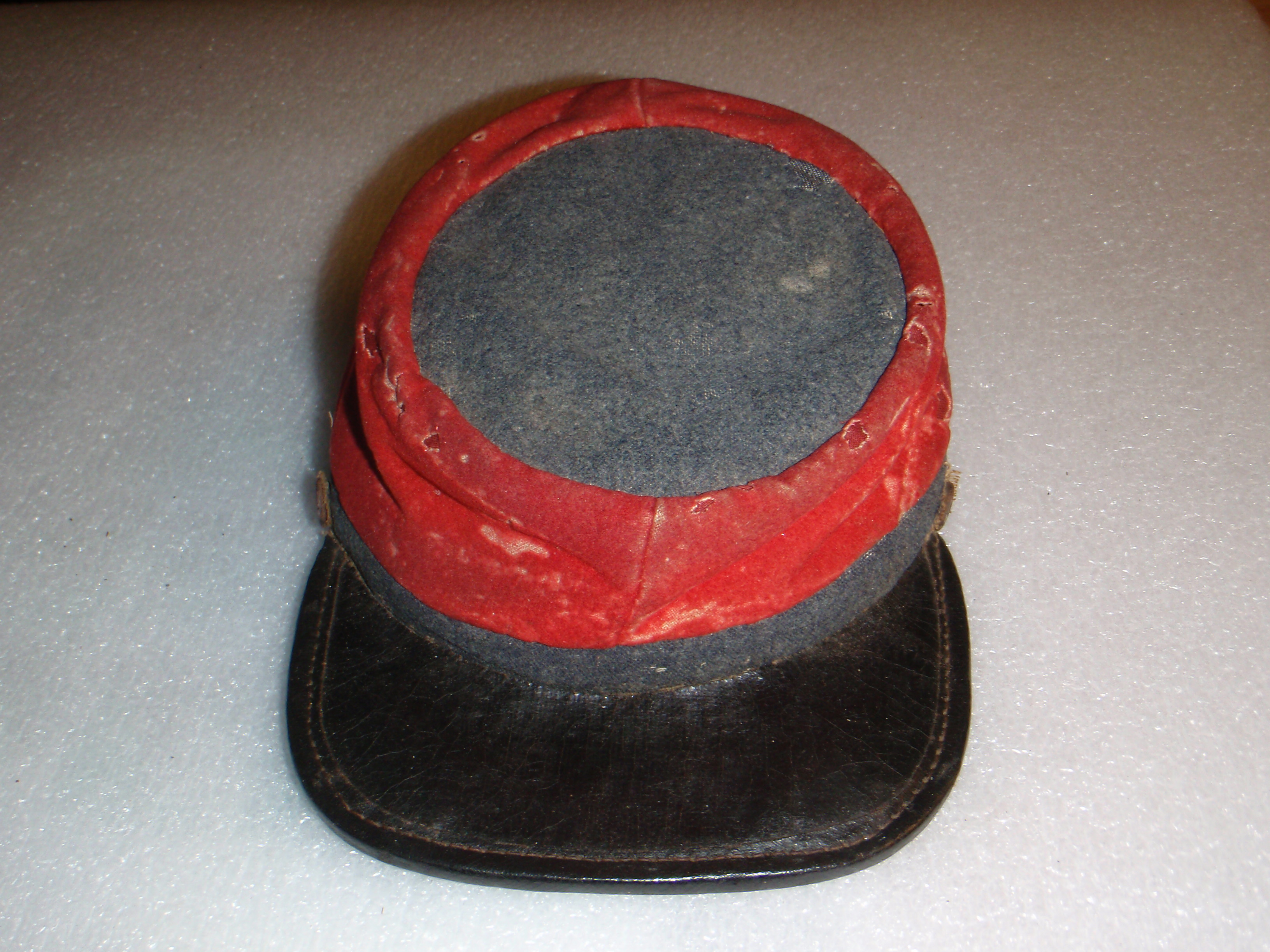
M-1861-Kepi eines Artilleristen (Fort Donelson National Battlefield)
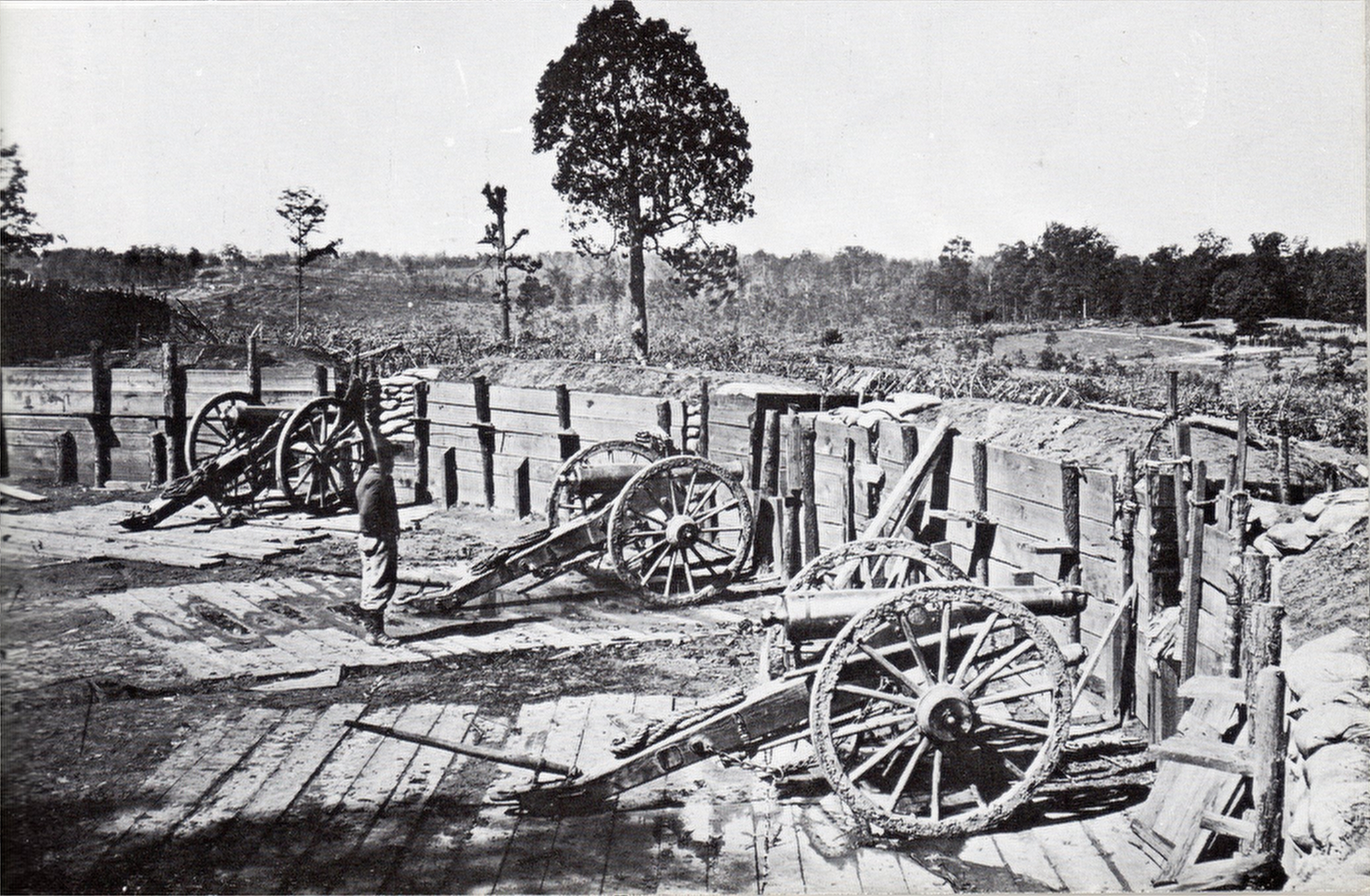
Konföderierte Artilleriestellung vor Atlanta
CS-Artillerist mit Bowie-Messer

Grundlegende Einheit der Artillerie war die Batterie. Eine konföderierte Batterie umfasste in der Regel vier Geschütze und eine Sollstärke von 80 Mann, die aber selten erreicht wurde. Die Artillerie war zu Beginn des Krieges den Infanteriebrigaden unterstellt, eine Infanteriebrigade führte je eine Batterie. Dies führte aber zu teilweise willkürlichem Einsatz auf dem Schlachtfeld entsprechend den Bedürfnissen niederrangiger Befehlshaber und zur Verwässerung der Feuerkraft der Artillerie. Mit zunehmender Kriegsdauer wurde die Artillerie jedoch in den größeren Feldarmeen zusammengefasst und der Kontrolle der Infanteriekommandeure entzogen: Zunächst wurden dabei die Batterien einer Division in ein Divisionsartilleriebataillon zusammengefasst, später auch die Divisionsbataillone in eine Korpsartillerie. Artilleriereserven auf Armeeebene wurden zunehmend aufgelöst und auf die Korps aufgeteilt.
Die Berittene Artillerie (Horse Artillery) unterschied von der übrigen Artillerie, dass nicht nur die Geschütze bespannt, sondern auch die Bedienungen beritten waren. Berittene Artilleriebatterien waren ausschließlich der Kavallerie zugeteilt.
Die Artillerie verfügte insgesamt über 40 Regimenter und 66 Bataillone, die in 351 Batterien und Kompanien organisiert waren.

### Kavallerie

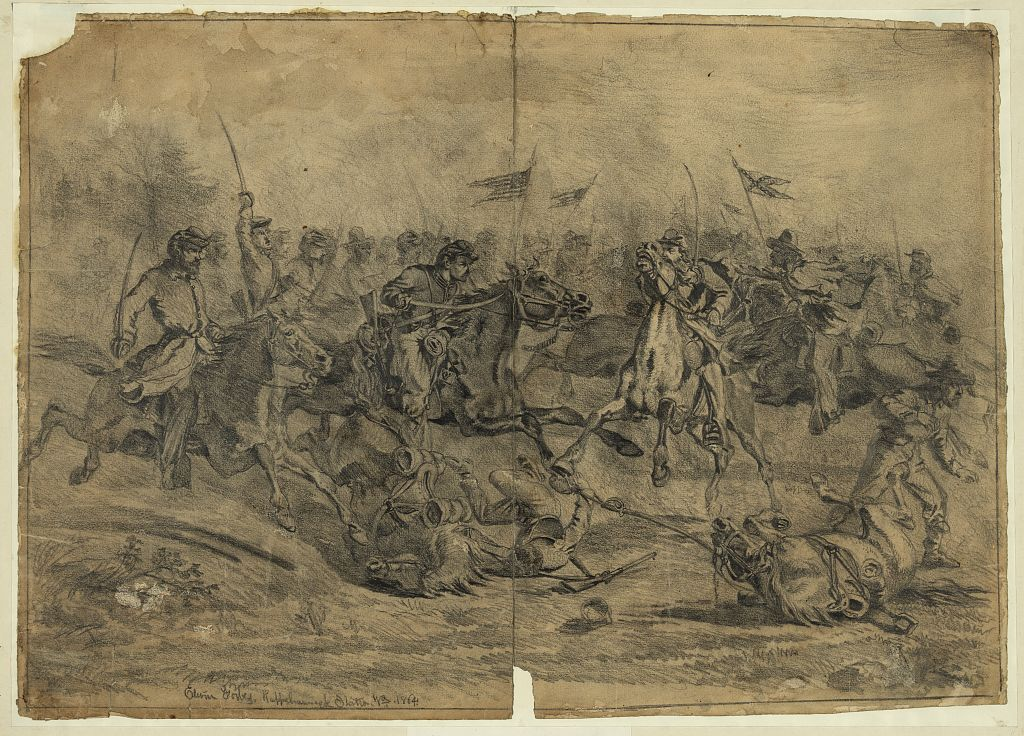
Kavalleriegefecht bei Brandy Station, 1863

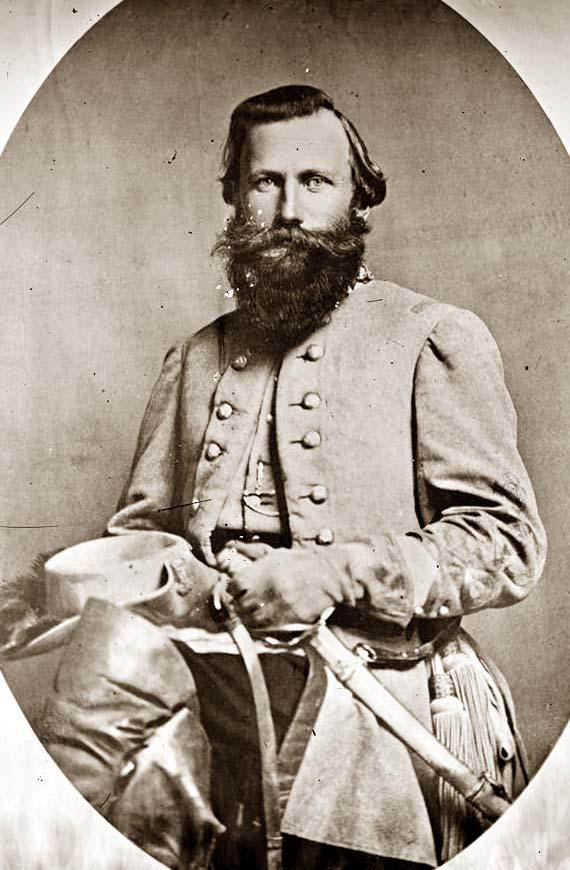
General der Kavallerie Jeb Stuart
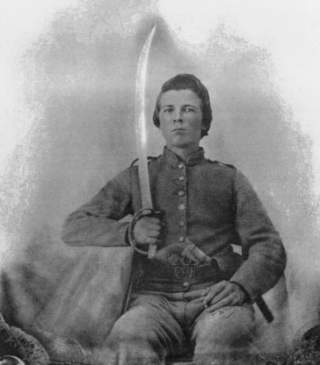
Sgt. John Richard Whitehead, Company G, 6th Virginia Cavalry
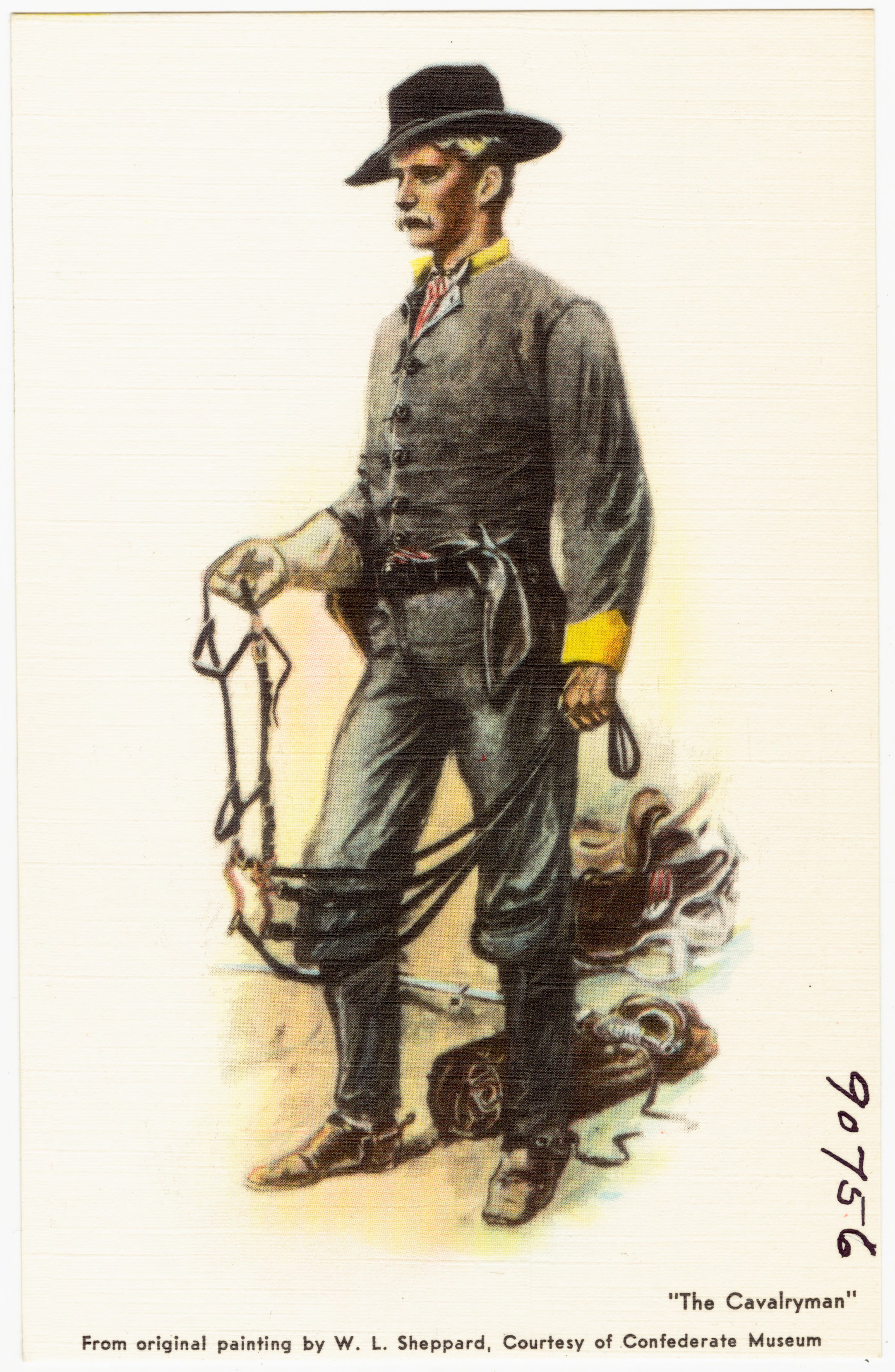
Konföderierter Kavallerist (William L. Sheppard)
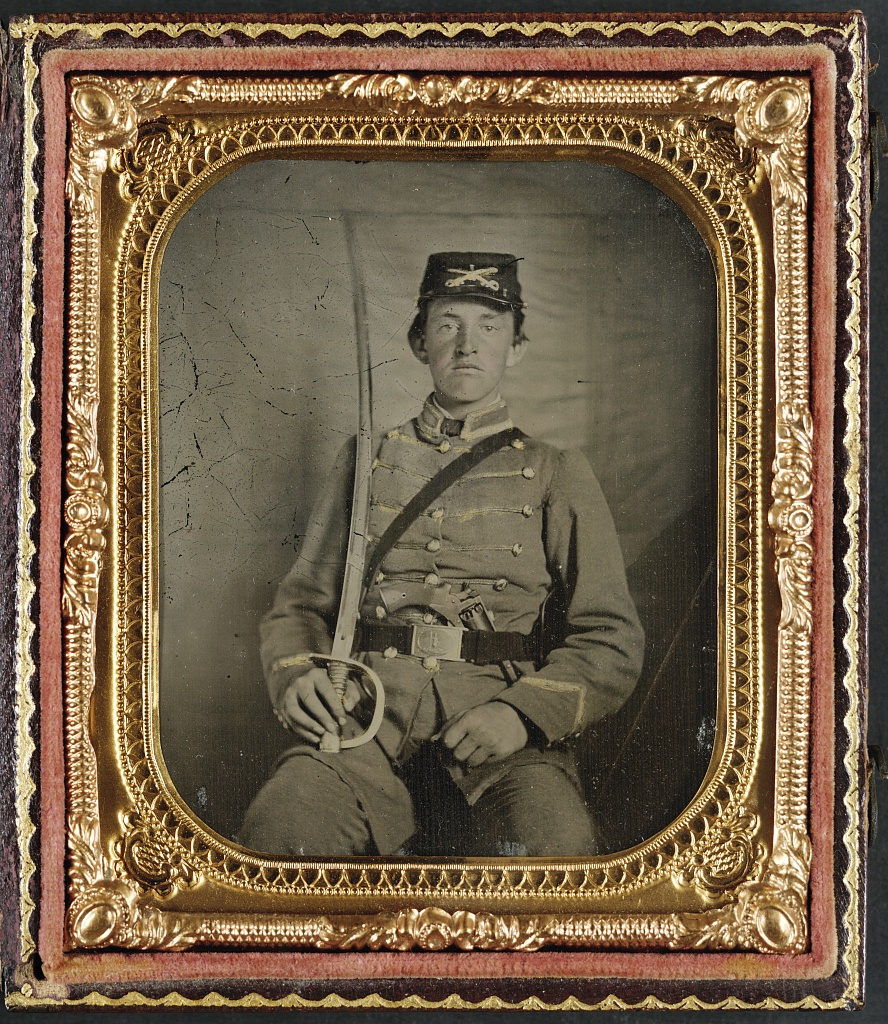
David M. Thatcher, ein Reiter der Kompanie B des 1. Virginia Kavallerie-Regiment, ausgerüstet mit einem Adams Revolver und Säbel
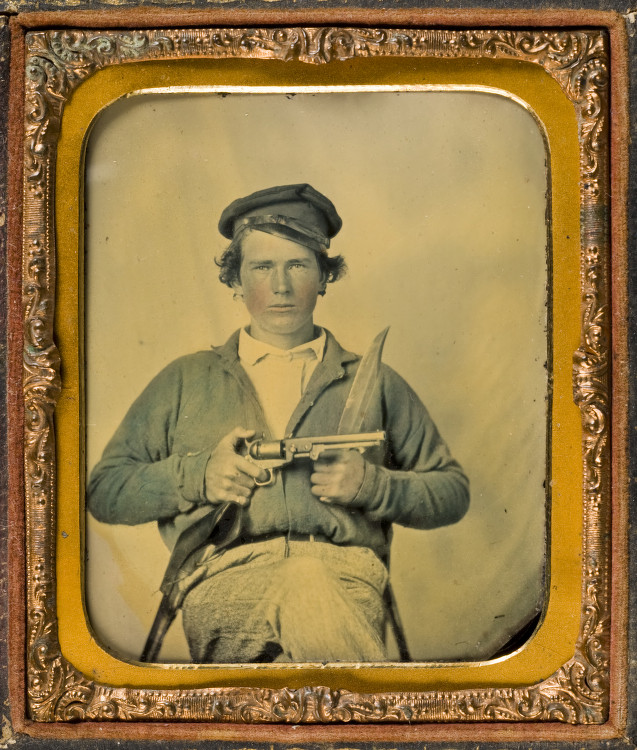
Japhet Collins diente bei den 4th Texas Dragoons

Die konföderierte Kavallerie war der des Nordens überlegen. Dank ihrer Kundschafterdienste waren die Generäle über Stärke und den Absichten ihrer Gegner oft viel besser informiert. Ihre Befehlshaber verstanden als erste, dass Angriffe mit Blankwaffen, angesichts der weiterentwickelten Infanteriegewehre, endgültig der Vergangenheit angehörten, die Pferde benötigte man nur noch für schnelle Ortswechsel. Einige Historiker sehen darin die Vorwegnahme des Einsatzes motorisierter Verbände späterer Epochen. Außerdem waren einige Befehlshaber der Konföderation der Meinung, dass zu Beginn des Krieges der Entwicklung der Kavallerie nicht genügend Aufmerksamkeit geschenkt wurde, die dazu eingesetzt werden könnte, um den Krieg in den Norden zu tragen um ihn so schneller zu beenden. Die Reiterei diente in erster Linie zur Aufklärung und Abschirmung der eigenen Verbände und führte darüber hinaus oft Raids im gegnerischen Hinterland durch. Die Kavallerie war sowohl beritten als auch infanteristisch einsetzbar. Die Entscheidung darüber fällten die jeweiligen Kommandeure je nach den Umständen vor Ort. Der Angriff mit gezogenem Säbel blieb die Ausnahme (so z. B. in der Schlacht bei Brandy Station). Die Kavallerie wurde überwiegend als Dragoner eingesetzt, d. h. sie bewegte sich zu Pferd und kämpfte abgesessen. Da es auch keine Vorschriften gab, wann welche Kampfart anzuwenden war, bevorzugten die Kommandeure nach persönlicher Einstellung mal die eine, mal die andere Disziplin. Grundsätzlich ritt man schnell an die gegnerischen Linien heran und kämpfte dann abgesessen. Pferde mussten, im Gegensatz zur Unionskavallerie, von den Reitern selbst mitgebracht und gegebenenfalls ersetzt werden, wozu auch Beutepferde herangezogen wurden.
- Mehrere Kavallerieregimenter bildeten eine Brigade, die bei Bedarf zu Divisionen zusammengefasst werden konnten. Die einzelnen Armeen verfügten über eine oder mehrere Kavalleriedivisionen, deren Brigaden zusätzlich mit den Infanteriedivisionen auf Zusammenarbeit angewiesen waren. Ab 1863 wurden auch die Kavalleriedivisionen zu Korps zusammengefasst.

- Ein Kavallerieregiment bestand aus 10 Kompanien mit je 76 Mann, teilweise wurden auch Kavalleriebataillone mit weniger Kompanien aufgestellt.

Angestoßen durch die Innovationen der Generale J.E.B. Stuart und (auf Seiten der Union) Alfred Pleasonton, die viel größere, selbständig operierende Kavallerietruppen bildeten, hatten diese das Potenzial für zerstörerische Überfälle hinter der feindlichen Linie und eine effektivere Informationsbeschaffung. Im späteren Kriegsverlauf ermöglichten sie zudem die Massierung von Reiterformationen. Damit wurde der Mobilitätsvorteil der Kavallerie besser genutzt. Gerade zu Kriegsbeginn hatten die höheren Befehlshaber oft keine Ahnung von Kavallerietaktik gehabt und die Reiter stattdessen oft nur als Kuriere oder Späher eingesetzt.
Die Kavallerie verfügte über 137 Regimenter, 1 Legion, 143 selbstständige Bataillone und 101 selbstständige Kompanien.

## Generalquartiermeister

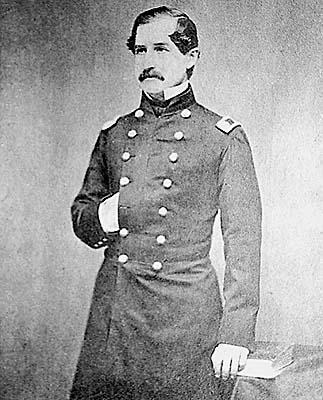
Abraham Charles Myers
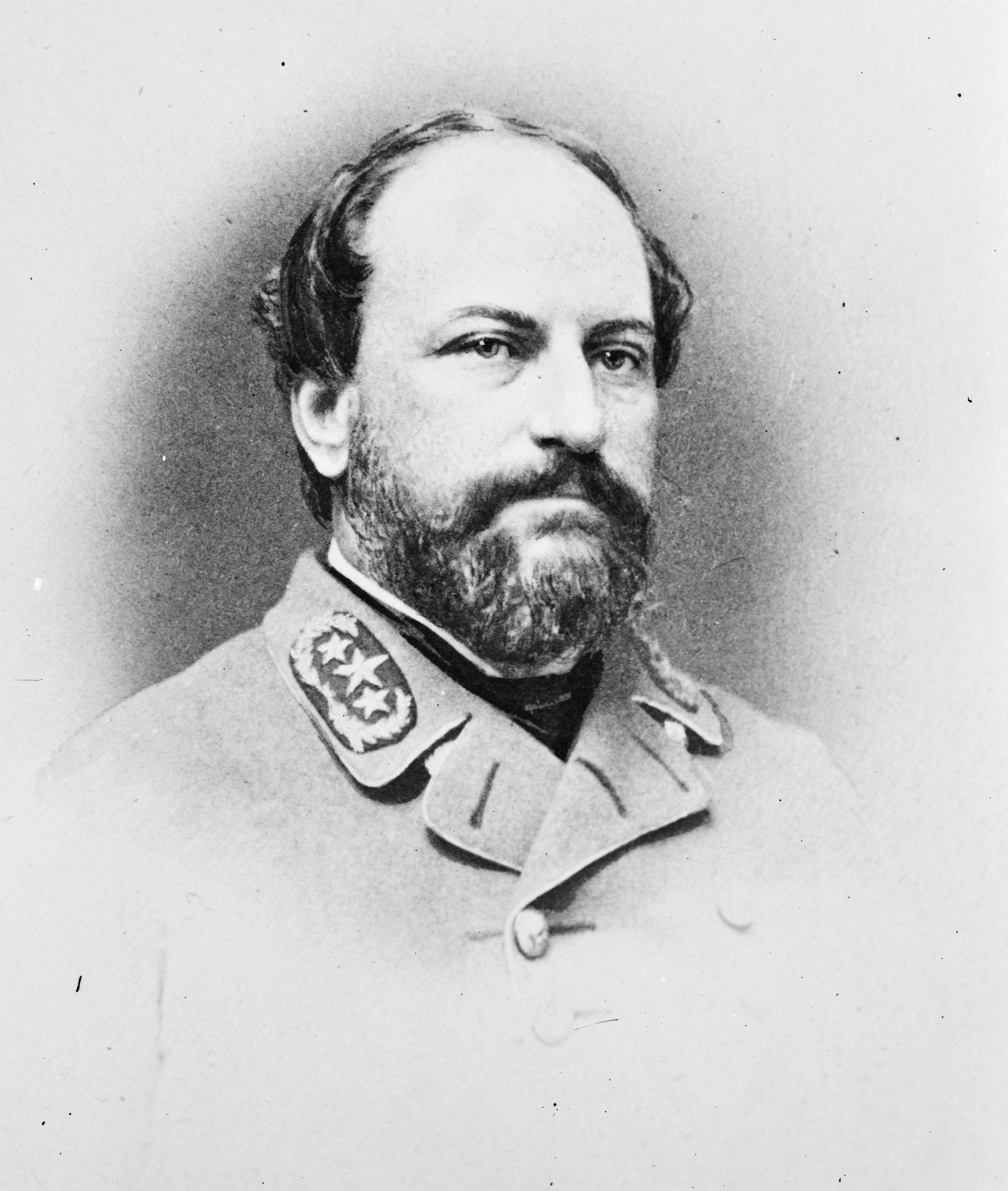
Alexander Robert Lawton

Der Kongress schuf am 26. Februar 1861 das Amt eines Generalquartiermeisters (Confederate Quartermaster-General's Department), sein Stab bestand aus einem Obersten und sechs Majoren. Das Kriegsministerium wurde ermächtigt so viele Gehilfen, wie jeweils benötigt, einzustellen und zu besolden. Die Quartiermeister fungierten auch als Zahlmeister gemäß den vom Kriegsministerium erlassenen Vorschriften. Zum ersten Generalquartiermeister wurde Oberst Abraham Myers ernannt; Seine Nominierung schien vorab abgesprochen gewesen zu sein, da er sich schon am 2. Januar 1861 als amtierender Generalquartiermeister verpflichtete. Sein Dienstsitz befand sich in der Hauptstadt Richmond. Auch das Eisenbahnwesen im Süden fiel in den Zuständigkeitsbereich dieses Departments. Als Generalquartiermeister wurde Myers durch unzureichende Mittel, der rapiden Entwertung des CSA-Dollars und die unzureichende Eisenbahninfrastruktur bei seiner Arbeit behindert. In weiter Folge stellte sich heraus, dass Myers zwar ein guter Verwalter war, aber nicht darüber hinausdenken konnte, auch gegen die Nachlässigkeit und Ineffizienz von manchen seiner Untergebenen unternahm er nichts. 1863 trat Myers von seinem Amt zurück und Präsident Davis ernannte Brigadegeneral Alexander Lawton zu seinem Nachfolger, der dieses Amt bis zum Ende des Krieges innehatte. Obwohl er großes Engagement und Einfallsreichtum an den Tag legte, war auch er nicht in der Lage, die Folgen der gravierenden Versorgungs- und Infrastrukturprobleme der Konföderation auszugleichen.
Der Rang eines Quartiermeisters auf Regimentsebene entsprach dem eines Hauptmanns, er war aber ausschließlich für den Nachschub verantwortlich. Pro Regiment gab es einen Quartiermeister, unterstützt wurden diese seit 1862 von einem Quartermaster Sergeant. Jeder Regimentskommandeur war befugt, einen seiner Unteroffiziere auszuwählen, der ihn für diese Position am besten geeignet schien, ihn zu ernennen und anschließend alle damit befassten Unteroffiziere dem Ordnance Bureau zu melden. Die Bestimmungen der diesbezüglichen General Order No. 24 vom 16. April 1862, legten hierzu folgendes fest:
Absatz V: „Dieser Unteroffizier ist für alle überschüssigen Vorräte des Regiments verantwortlich und muss diese an das Ordnance Bureau zurücksenden. Die Waffen und Ausrüstungsgegenstände der Kranken und Versehrten des Regiments müssen ihm übergeben werden und er muss darüber Rechenschaft ablegen. Er muss die Waffen- und Munitionsvorräte beaufsichtigen und jeglichen Schwund oder Schäden dem Versorgungsoffizier der Division über den Colonel des Regiments melden.“

### Besoldung
Laut Vorschrift sollten die Soldaten alle zwei Monate ihren Sold ausbezahlt bekommen. Im Feld war das nicht immer möglich, da der Zahlmeister und sein Tross über weite Strecken mit den oft rasch vorrückenden Truppen nicht Schritt halten konnten.
Der Sold der verschiedenen Offiziersränge kann der folgenden Tabelle entnommen werden, wobei 100 $ des Jahres 1861 einem Wert von etwa 3.700 $ im Jahr 2025 entsprechen.
| Dienstgrade    | Artillerie | Infanterie | Kavallerie | Ingenieurskorps |
| -------------- | ---------- | ---------- | ---------- | --------------- |
| General        | $ 301      | $ 301      | $ 301      | $ 301           |
| Oberst         | $ 210      | $ 195      | $ 210      | $ 210           |
| Oberstleutnant | $ 185      | $ 170      | $ 185      |                 |
| Major          | $ 150      | $ 150      | $ 162      | $ 162           |
| Hauptmann      | $ 130      | $ 130      | $ 140      | $ 140           |
| Oberleutnant   | $ 90       | $ 90       | $ 100      | $ 100           |
| Leutnant       | $ 80       | $ 80       | $ 90       | $ 90            |

Alle Generalsränge bezogen das gleiche Grundgehalt, da die Vorschriften des Heeres nur eine Besoldungsgruppe über dem Oberst kannten. Generale, die hohe Kommandostellen innehatten, erhielten Zulagen für zusätzliche Essensrationen, Pferdefutter, Alkohol, Quartiere und Dienstalter. Darüber hinaus erhielten die Oberbefehlshaber, die eine Armee führten, noch 100 $ extra ausbezahlt. Daher betrug das Monatsgehalt von Robert E. Lee 1864 insgesamt 604 $.
Dieser Betrag umfasste
- 301 $ Grundgehalt,
- 108 $ für Essensrationen (12 Rationen pro Tag),
- 32 $ an Pferdefutterzulage (für vier Rationen pro Tag),
- 63 $ Zuschlag für das 1864 erreichte Dienstalter (9 $ pro Monat für jeweils fünf Dienstjahre, einschließlich der Jahre, die er in der US-Armee gedient hatte) und
- 100 $ als Oberbefehlshaber einer Armee.[102][103]

Die folgende Tabelle listet den Sold der Unteroffiziere und Mannschaften auf.
| Dienstgrade            | Artillerie | Infanterie | Kavallerie | Ingenieurskorps |
| ---------------------- | ---------- | ---------- | ---------- | --------------- |
| Sergeant Major         | $ 21       | $ 21       | $ 21       | $ 21            |
| Quartermaster Sergeant | $ 21       | $ 21       | $ 21       | $ 21            |
| First Sergeant         | $ 20       | $ 20       | $ 20       | $ 20            |
| Sergeant               | $ 17       | $ 17       | $ 17       | $ 34            |
| Corporal               | $ 13       | $ 13       | $ 13       | $ 20            |
| Private 1st class      | $ 11       | $ 11       | $ 12       | $ 17            |
| Private 2nd class      | $ 11       | $ 11       | $ 12       | $ 13            |
| Musicians              | $ 12       | $ 12       | $ 13       | $ 13            |

Insgesamt waren für den Haushalt des Kriegsministeriums von 1862 für den Sold der Offiziere und Mannschaften der Armee, der Freiwilligen, der Miliz und für die Quartiermeister Vorräte aller Art, Transport und andere notwendige Ausgaben in der Höhe von 155.000.000 $ veranschlagt worden.

## Sanitätswesen

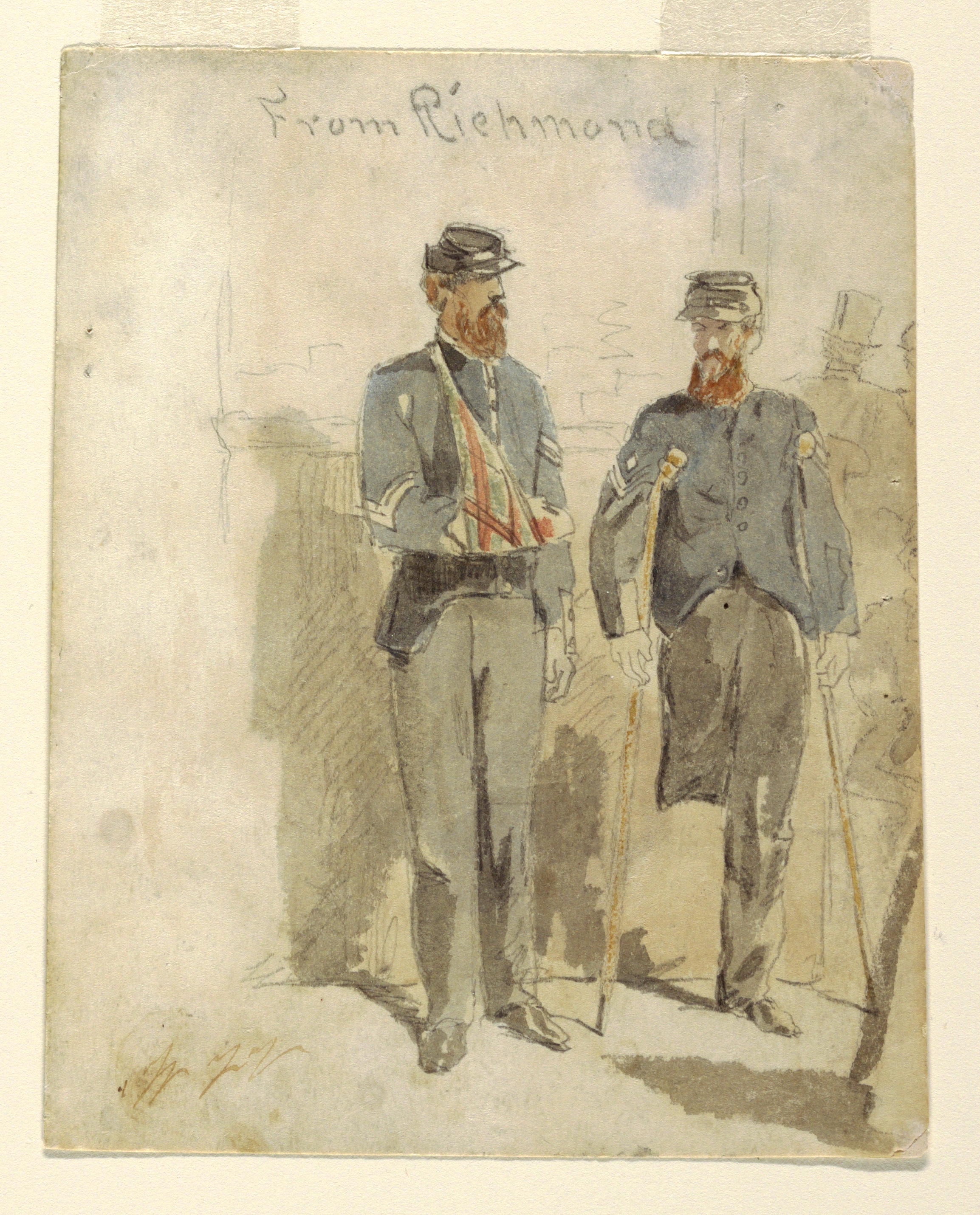
Darstellung verwundeter Soldaten (Charles Savage Homer Jr., 1862)
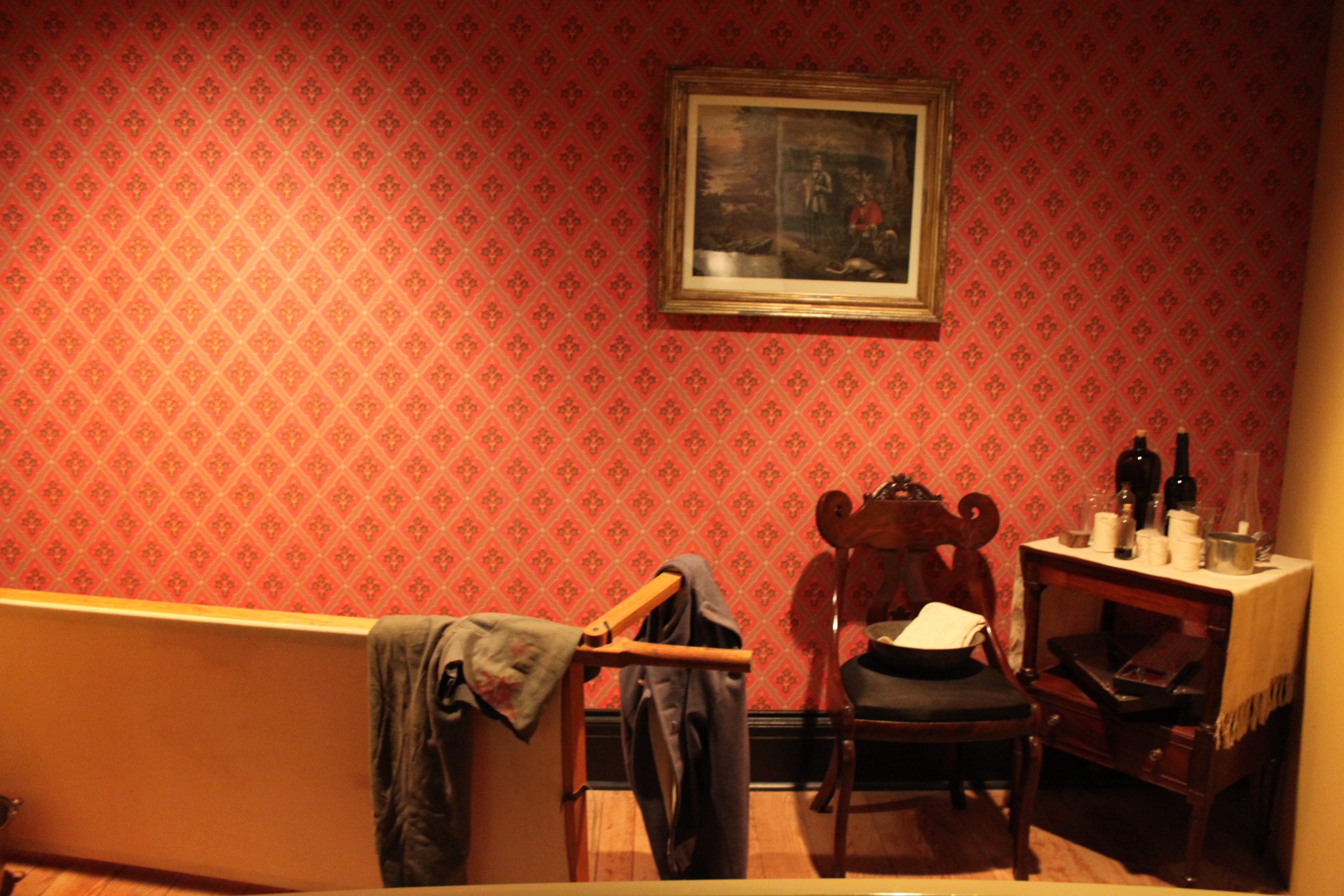
Medizinische Ausrüstung, Vicksburg Battlefield Museum
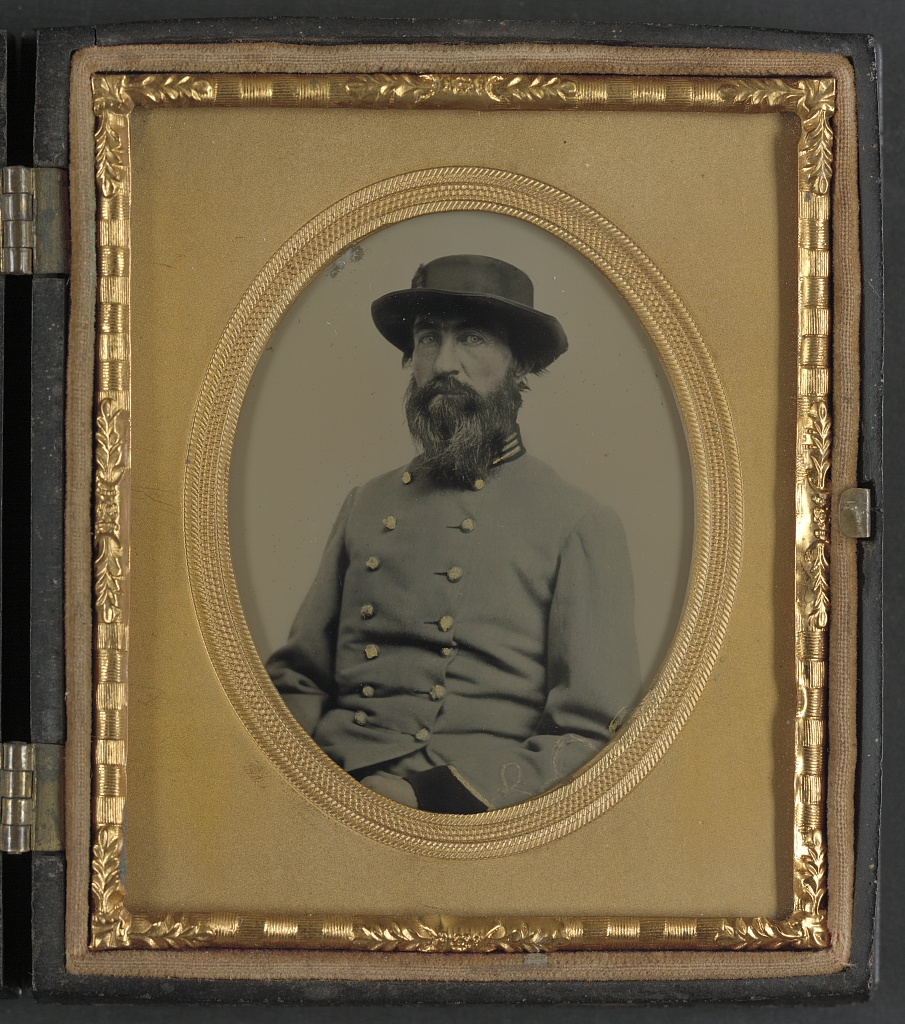
Confederate Medical Corps Feldarzt in der Uniform eines Captains, Library of Congress
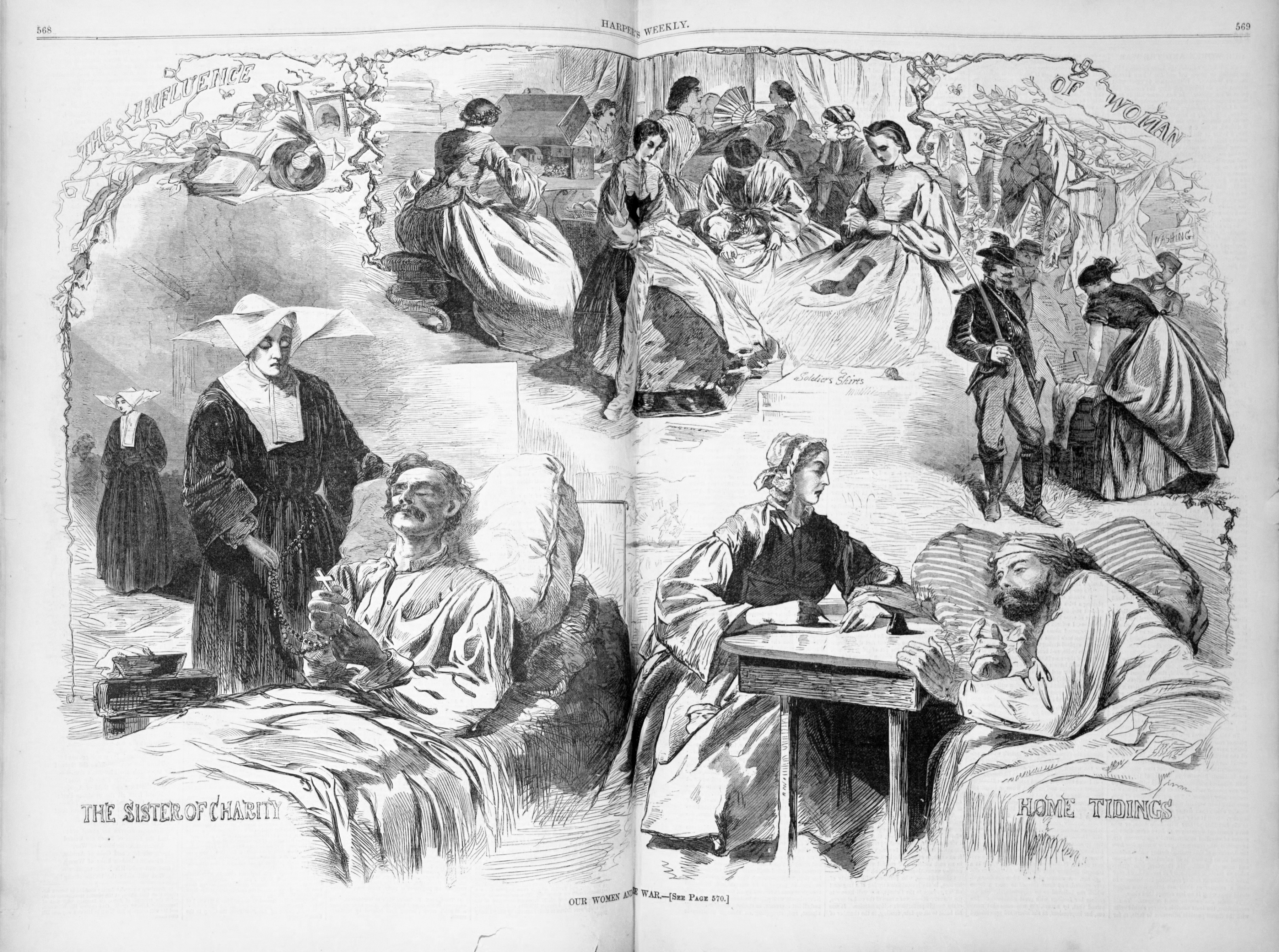
„Our Women and the War“ Civil War nurses. Illustration über die Tätigkeiten von Krankenschwestern von Winslow Homer, erschienen im Harper’s Weekly, 1862
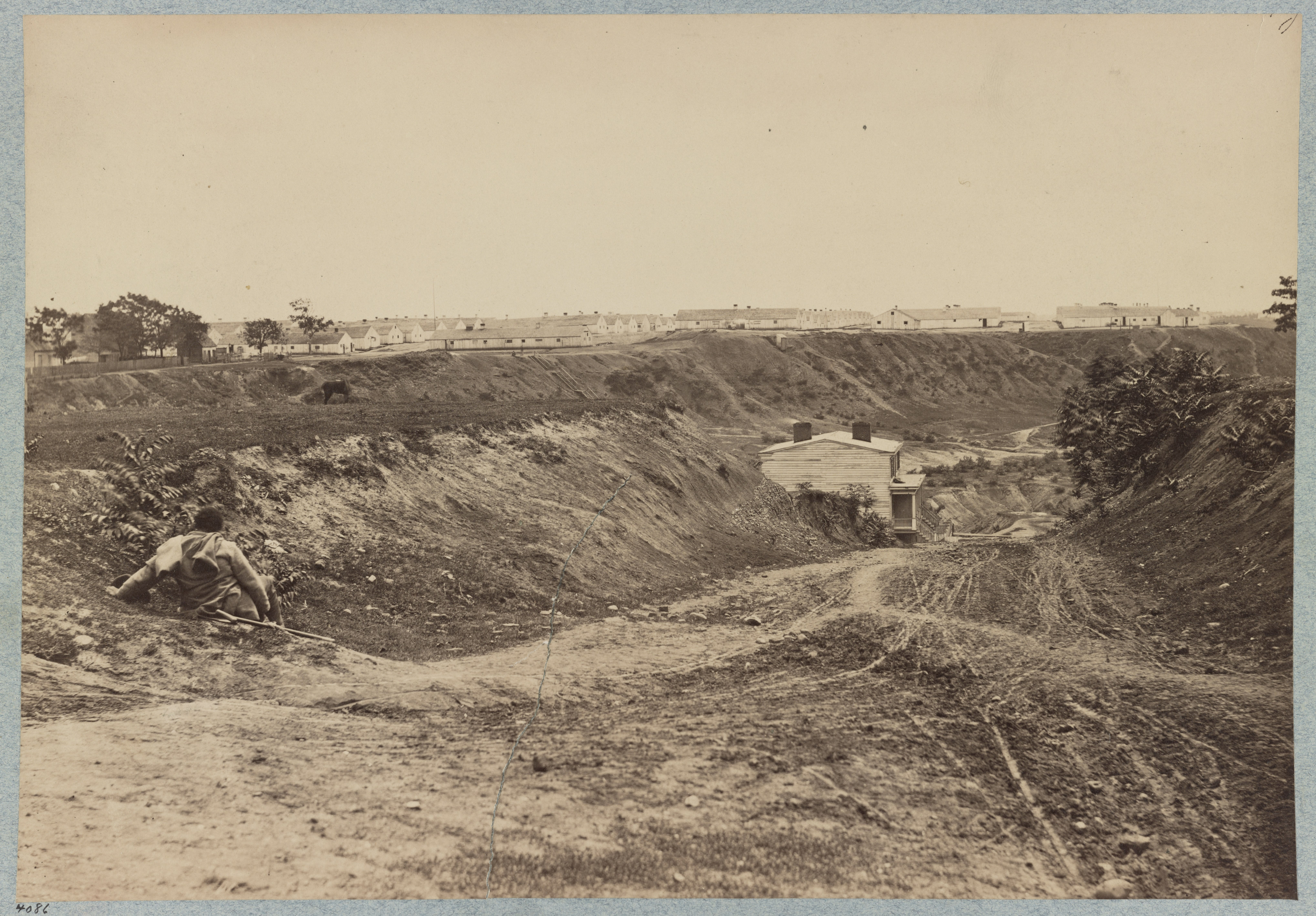
Das Chimborazo-Armeehospital bei Richmond, April, 1865
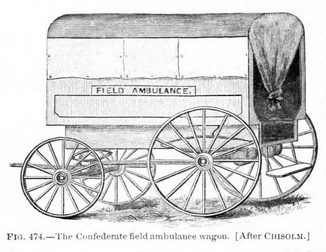
Konföderierte Feldambulanz (Medical and Surgical History of the War of the Rebellion, USG Printing Office, 1870–88)

Die Regierung der Konföderation genehmigte auch die Einrichtung eines Sanitätskorps; das Confederate Army Medical Department (CAMD), zwar wesentlich schneller auf die Beine gestellt als das der Union, war aber während des gesamten Krieges – vor allem aufgrund der viel geringeren Ressourcen im Süden – von Anfang an erheblich in seiner Arbeit eingeschränkt. Am 26. Februar 1861 wurden innerhalb der Armeestrukturen medizinische Abteilungen etabliert. Ihre Organisation war identisch mit denen der US-Armee. Präsident Jefferson Davis ernannte zunächst einen übergelaufenen Feldchirurgen des US-Heeres, Daniel C. De Leon, zum Surgeon-General. Aufgrund seiner offensichtlichen Überforderung mit dieser Aufgabe setzte Davis ihn wieder ab und berief stattdessen am 1. Juli 1861 Oberst Samuel Preston Moore in dieses Amt. Moore hatte zuvor schon 27 Jahre im US-Heer gedient und verfügte über wesentlich mehr Erfahrung auf diesem Gebiet. Er machte sich sofort daran, die Einführung medizinischer Standards im Sanitätswesen voranzutreiben und förderte hierzu die Produktionen von Medikamenten aus einheimischen Pflanzen, die in von ihm eingerichteten Labors hergestellt wurden. Als zusätzliche Maßnahme beschaffte und verbreitete er ein Buch über einheimische Kräuter und andere Pflanzen, die im Süden wild wuchsen und angeblich heilende Eigenschaften besaßen. Infolgedessen konnte die Versorgung der Konföderierten mit Heilmitteln trotz häufiger Engpässe bei einigen Medikamenten aufrechterhalten werden.
Das CAMD bestand fast ausschließlich aus Landärzten, die in der vorangegangenen langen Friedenszeit in allen Teilen des Südens praktiziert hatten, aber oft nicht auf die Härten des Krieges vorbereitet waren. Von den 114 aktiven Feldchirurgen des US-Heeres erklärten sich im Januar 1861 vierundzwanzig für den Süden und bauten den dortigen Sanitätsdienst auf. Die 2.000 Chirurgen und Assistenzärzte des CAMD standen im Offiziersrang. Das höhere medizinische Personal umfasste folgende Rangstufen:
- der Surgeon-General mit Rang und Sold eines Brigadegenerals der Kavallerie;
- die Feldchirurgen (surgeons) mit Rang und Sold eines Majors der Kavallerie;
- die Assistenzärzte (assistant surgeons) mit Rang und Sold eines Hauptmanns der Kavallerie.

Zusätzlich dienten in den Armeen vorübergehend eine Reihe von Vertragschirurgen (contract surgeons) mit Rang und Sold eines Leutnants der Infanterie. Sie wurden nach Ablauf ihres Vertrags von einem „Army Medical Examiner Board“ bewertet und dann entweder weiter als reguläre Feldärzte verpflichtet oder nach ihrem Ausscheiden aus den Stammrollen gestrichen. Die Feldärzte dienten bei den Regimentern, Armeekommandos oder in Krankenhäusern bzw. Lazaretten und auf den Verbandsplätzen. Jedem Regiment wurde ein Feldchirurg und ein Assistenzarzt zugeteilt; zu den Bataillonen (manchmal auch einer Artilleriekompanie) nur ein Assistenzarzt. Wurden Regimenter und Bataillone zu Brigaden zusammengefasst, stieg der Dienstälteste zum leitenden Feldchirurgen auf; manchmal wurde ihm deswegen zusätzlich ein Assistenzarzt zur Unterstützung gewährt.
Der Lazarettverwalter eines Regiments oder Bataillons bekleidete den Rang eines Ordnance-Sergeant, er sollte in der Regel ein Hochschulabsolvent oder wenigstens jemand sein, der bereits eine langjährige Erfahrung im Umgang mit Medikamenten und Drogen hatte. Seine Aufgaben bestand darin, die medizinische Versorgung zu organisieren und dem leiteten Regiments- oder Bataillonsarzt zuzuarbeiten. Die Sanitäter sorgten für die Erstversorgung auf dem Schlachtfeld und brachten die Verwundeten in ein Feld- oder in ein Zivilspital. Auch die Angehörigen der Regimentskapelle mussten im Lazarett Dienst leisten, sie halfen u. a. bei der Bergung und Pflege der Verwundeten. Bei Bedarf wurden noch zusätzlich Soldaten abgestellt (hospital stewards), die dort dann vorübergehend oder ständig ihren Dienst verrichteten. Sie waren im letzteren Fall von allen anderen Arbeiten im Lager entbunden. Der Rest des medizinischen Personals rekrutierte sich aus von der Regierung angeworbenen Zivilisten, sie waren hauptsächlich in den Hospitälern als Pfleger, Krankenschwestern, Verwalter, Apotheker, Hausarbeiter, Köche und Wäscherinnen tätig. Die Aufzeichnungen des Confederate Medical Department nennen auch Afroamerikaner, die dort hauptsächlich als Köche, Krankenschwestern, Handwerker und Wärter zum Einsatz kamen.

### Feldärzte
Zur Zeit des Bürgerkriegs war es aufgrund sehr laxer Gesetze noch relativ einfach, einen medizinischen Abschluss zu erlangen; man musste nur bei einem promovierten Arzt in die Lehre gehen und einige Kurse an einer medizinischen Hochschule belegen. Da er mit dem Bildungsstand vieler Chirurgen der Staatsmilizen unzufrieden war, bestand Moore darauf, dass jeder Sanitätsoffizier vor seiner Zulassung erst eine Prüfung vor einer Kommission bestehen müsse. Die meisten der eingezogenen Ärzte hatten noch nicht einmal an einer größeren Operation teilgenommen, geschweige denn sie selbst vorgenommen. Kompliziertere chirurgische Eingriffe wurden in der Regel von Ärzten durchgeführt, die in den wenigen großen Medical Colleges des Südens ausgebildet worden waren. Aufgrund der US-Seeblockade wurde zudem jeglicher Wissens- und Erfahrungsaustausch mit Europa unterbrochen, die als Quelle für chirurgische Fachbücher unerlässlich waren. Da in Friedenszeiten keine Nachfrage nach einschlägigen Abhandlungen bestand, waren an den Universitäten auch keine verfasst worden, und in den Konföderierten Staaten waren keine anderen Arbeiten dieses Fachgebietes aufzutreiben. Nur die große Zahl an Verwundeten bot den Ärzten die Gelegenheit, ihre medizinischen Fähigkeiten in der täglichen Praxis zu vervollkommnen und so zwangsläufig mit der Zeit darin zum Experten zu werden. Wundsterilisation war noch so gut wie unbekannt, länger andauernde Eingriffe zogen häufig tödlich verlaufende postoperative Infektionen nach sich. Die Chirurgen operierten mit ungewaschenen Händen und behandelten die Verwundeten, ohne ihre Instrumente zwischendurch auszukochen oder wenigstens gründlich zu reinigen. Messer wurden während der Operation zwischen den Zähnen gehalten und die Nähte waren mit Speichel benetzt. Mit der Zeit führte das praxisnahe Studium von Operationstechniken, Wundversorgung und Verletzungsarten aber zu Fortschritten in der Behandlung. Auch der Einsatz von Anästhetika war schon relativ sicher und es gab dadurch nur wenige Todesfälle. Ein angesehener Arzt aus South Carolina, Julian John Chisolm, veröffentlichte deshalb im Juli 1861 ein wegweisendes Handbuch zur Feldchirurgie. Er nutzte dafür seine Erkenntnisse und Beobachtungen, die er während der Versorgung verwundeter Soldaten im Zweiten Italienischen Unabhängigkeitskrieg (1859) in Mailand gesammelt hatte. Das Handbuch beschrieb die u. a. die Wundbehandlung, die korrekte Einrichtung von Feldlazaretten sowie den richtigen Umgang mit Nahrungsmitteln, Kleidung, Hygiene und Folgekrankheiten. Nachfolgende – überarbeitete – Ausgaben enthielten Abbildungen, die detailliert den Ablauf komplexer Eingriffe wie z. B. Amputationen zeigten. Chisolms Werk wurde zum gefragtesten Fachbuch in der Konföderation und insgesamt dreimal neu aufgelegt, worin auch die inzwischen auf dem Schlachtfeld gewonnenen neuen Erkenntnisse einbezogen wurden.

### Krankenschwestern
Vor dem Bürgerkrieg arbeiteten nur sehr wenige Krankenschwestern in den öffentlichen Hospitälern. Frauen kümmerten sich für gewöhnlich zu Hause um ihre kranken Familienmitglieder und die meisten Ärzte nahmen nur selten ihre Hilfe in Anspruch. Im 19. Jahrhundert waren Frauen noch hauptsächlich als Hebammen tätig. Als der Krieg begann, sorgten die Sanitätsoffiziere dafür, dass in ihrem Verantwortungsbereich nur männliche Pfleger eingesetzt wurden. Frauen konnten auf unterschiedliche Art und Weise dienen, auch in den Krankenhäusern der Konföderierten, aber die meisten davon waren schwarze Köchinnen und Wäscherinnen. Im konservativen Süden herrschte die weit verbreitete Meinung, dass ein Militärkrankenhaus kein Platz für eine Dame sei. Man war der Ansicht, dass Frauen auch nicht die körperliche Konstitution und psychische Widerstandskraft für den Felddienst mitbrachten. Außerdem befürchtete man, dass sie nicht bereit sein würden, sich der militärischen Disziplin zu unterwerfen. Nebenbei wollte man sich auch die Kosten für die Errichtung separater Unterkünfte sparen, die für den permanenten Aufenthalt von Frauen in den Krankenstationen als unerlässlich erachtet wurden. Alle diese Vorurteile mussten jedoch schon in den ersten Kriegsmonaten zurückgestellt werden, da die Hospitäler und Lazarette nicht auf den immer größer anschwellenden Zustrom von Verwundeten vorbereitet waren, die alle gleichzeitig behandelt und gepflegt werden mussten. 1861 wurden den Krankenhäusern zudem viel zu wenige Pfleger zugewiesen, daher wurden Soldaten, die sich von einer Krankheit oder einer nur leichten Verletzung erholten, häufig angewiesen, sich auch um ihre schwerer verletzten oder erkrankten Kameraden zu kümmern. Im Academy Hospital in Chattanooga waren die Schwestern in zwei Schichten zu je zwölf Stunden eingeteilt, wobei die erste Wache von 6 bis 12 Uhr, die zweite von 12 bis 18 Uhr dauerte. Während jeder dieser Schichten mussten zwischen 5:30 und 6:30 Uhr morgens die Böden geschrubbt oder trocken gerieben und gefegt, die Bettwäsche gewechselt oder geordnet und alles Sonstige in Ordnung gebracht werden. Während ihrer Schicht sahen die Krankenschwestern zudem regelmäßig nach den Verwundeten. Neben der täglichen medizinischen Versorgung trösteten und fütterten sie die Patienten, schrieben für sie Briefe, lasen und beteten mit ihnen. Sie verwalteten die Vorräte und bewirtschafteten die Küchen und Wäschereien. Neben weißen arbeiteten auch afroamerikanische Frauen in den Krankenhäusern des Südens. Freigelassene wurden manchmal als Vertragskrankenschwestern sowohl in den Hospitälern der Konföderierten als auch der Union angestellt, während einige versklavte Frauen von ihren Besitzern dorthin geschickt wurden. Armeechirurgen und Sanitäter waren dennoch nicht darüber erfreut, dass nun auch die Frauen in ihren Wirkungsbereich eindrangen. Obwohl sie keinerlei Weisungsbefugnis hatten, fanden die Schwestern dennoch immer wieder Mittel und Wege, ihre Vorstellungen – trotz des Widerstands ihrer männlichen Kollegen – durchzusetzen.

### Hospitäler, Lazarette

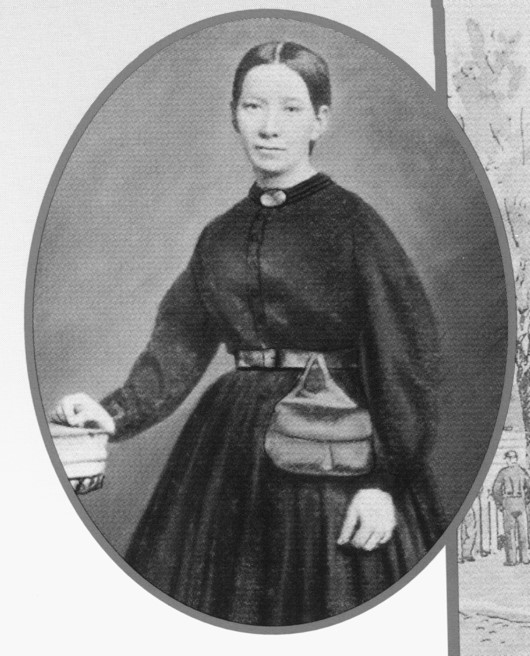
Sally Lousia Tomkins

Militärspitäler, wie wir sie heute kennen, gab es im Süden nicht. Der allgemeine Mangel an Arzneimitteln und pharmazeutischen Labors im Süden erschwerte die Arbeit von Ärzten und Pflegern zusätzlich. Das Oberkommando genehmigte zwar die gesonderte Bereitstellung von Zelten für die Feldlazarette, viele kamen dort aber nie an. Bei Bedarf wurden Farmhäuser für die Einrichtung von Lazaretten beschlagnahmt, General Lee wies 1862 seine Divisionskommandeure an, ihre Feldlazarette in dafür angemieteten Häusern statt in Zelten einzurichten. Die meisten Feldchirurgen bevorzugten jedoch weiterhin die Zelte, da man glaubte, dass viel frische Luft die Genesung der Verwundeten beschleunigen würde. Aus dem gleichen Grund wurden auch die Verbandsplätze, wann immer möglich, auf Freiflächen hinter der Front aufgebaut.
Ein Gefreiter der Kompanie A der 17th Virginia Infantry, Alexander Hunter, wurde in einem Kampf schwer verwundet und beschrieb den Aufenthalt in einem dieser Hospitäler:
„Nachts verwandelte sich mein Krankensaal in eine düstere Katakombe, wo statt der Toten in ihrer letzten Ruhe, ausgemergelte Gestalten mit zerschmetterten Knochen lagen, fieberglühend und delirirend vor Schmerzen. Sich ruhelos von einer auf die andere Seite werfend und alle nur erdenklichen Qualen leidend. Von den Dachbalken hingen kläglich flackernde Öllampen, die ein gespenstisches Licht warfen“.
Richmond war mit seinen insgesamt zwanzig Krankenhäusern im Jahr 1864 das medizinische Zentrum der Konföderation, da man viele der provisorischen Hospitäler geschlossen und durch staatliche Pflegeanstalten ersetzt hatte. Das bedeutendste unter ihnen war das Chimborazo-Hospital nahe Richmond, das damals als größte Kranken- und Pflegeanstalt auf dem nordamerikanischen Kontinent galt. Moore entwarf einen Standardplan für seine Armeespitäler, ein langes Holzgebäude als Krankensaal mit ausreichender Belüftung und Betten für achtzig bis hundert Patienten und daran angeschlossen die Kasernen für das Personal, der noch heute angewendet wird. Solche „pavillon hospitals“ wurden danach im gesamten Süden errichtet. Der Kongress genehmigte Moore zudem eine beträchtliche Anzahl von „medical inspectors“ und „hospital inspectors“, wobei erstere in den Feldlazaretten und letztere in den Krankenhäusern jedes Mitgliedsstaates tätig waren, verwaltet wurden die Hospitäler von „medical stewarts“. Die Oberaufsicht hatte dort ein „medical director“ inne. Beide Kriegsparteien experimentierten auch mit „special hospitals“ die Patienten mit denselben Erkrankungen bzw. Verwundungen aufnehmen sollten. Die Konföderation richtete u. a. mehrere Spitäler für Geschlechtskrankheiten und Augenkliniken ein. Bis 1864 hatte man im Süden insgesamt 154 Militärspitäler errichtet. Das bestausgestattete unter ihnen war einmal mehr das Chimborazo-Hospital, es verfügte über 8000 Betten, fünf Feldküchen, Kühlhäusern, Milchkühen, einer Ziegenherde, einer Bäckerei mit einer Kapazität von tgl. 10.000 Broten, und einer Brauerei, die tgl. 400 Fässer Bier produzieren konnte. Sally Lousia Tomkins („Captain Sally“) aus Richmond war in diesem Zusammenhang die erste Frau in der amerikanischen Kriegsgeschichte, die offiziell in eine Armee aufgenommen wurde. Sie führte ein Hospital, das im Haus des Richters John Robertson untergebracht war. Tompkins betrieb es (mit Hilfe von nur sechs Frauen) größtenteils auf eigene Kosten und schloss es erst, nachdem die letzten Patienten im Juni 1865 vollständig genesen waren. Als es immer schwieriger wurde, innerhalb der Konföderation an Vorräte zu kommen, heuerte man die Mannschaft eines Blockadebrechers an, um lebenswichtige Güter aus dem Ausland zu beschaffen. Im Robertson-Hospital wurden während seines Bestehens über 1.333 Verwundete gepflegt, von denen 73 starben. Kein anderes Krankenhauspersonal (im Norden und Süden) hatte mehr Menschenleben gerettet. Viele Offiziere versuchten, ihre am schwersten verwundeten Soldaten dort unterzubringen. Es konnte auch nach dem September 1861, als Präsident Davis die Schließung aller privaten Krankenhäuser anordnete, seine Arbeit fortsetzen, da man Tompkins und ihre wichtigste Mitstreiterin Lucy Otey per Dekret zu „unassigned Captains of the Cavalery“ beförderte. Sie waren damit die einzigen Frauen im Süden, die einen militärischen Rang innehatten.

### Feldambulanz

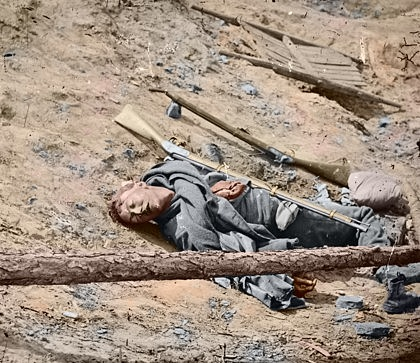
Gefallener konföderierter Soldat in einem Graben vor Petersburg (1864)

Oberst Moore organisierte auch das Feldrettungswesen effizienter. Sein Aufbau begann kurz nach der verlustreichen Schlacht am Antietam. Aber der ständige Mangel an Gespannen verhinderte, dass daraus eine effizient arbeitende Organisation entstehen konnte. Auch hier war man vielfach auf Beutewagen aus Beständen der Union angewiesen. Solche „Rettungswagen“ waren zwar in einer großen Typenvielfalt vorhanden aber meist nicht für Verwundetentransporte ausgerüstet bzw. geeignet. Im Grunde handelte es sich dabei um fahrbare Holzkisten mit flachem Boden, vielleicht mit etwas aufgeschütteten Stroh gepolstert, die zusätzlich mit einer Plane abgedeckt waren. Für einen schwerverwundeten Soldaten konnte daher eine Fahrt über eine größere Distanz äußerst qualvoll sein, oder im schlimmsten Fall sogar tödlich enden. Nachdem die Konföderierten die Kontrolle über die großen Flüsse verloren hatten, nutzten sie in großem Umfang die Eisenbahn, um ihre Verwundeten aus den frontnahen Feldspitälern ins Hinterland zu evakuieren. Sie verfügten dafür jedoch über keine speziellen Waggons und man hatte Glück, wenn man in Personen- statt in Güterwagen abtransportiert wurde. An den Knotenpunkten wurden hierfür Verbands- und Versorgungsstationen eingerichtet an denen die Patienten dann für die Weiterreise vorbereitet werden konnten.

### Verluste
Während der, für ihren hohen Blutzoll berüchtigten, Schlacht von Solferino (1859) wurden etwa 11 Prozent der Soldaten der französisch-piemontesischen Armee verwundet oder getötet. In den Schlachten des Bürgerkrieges kam es hingegen vor, dass 20–25 Prozent der Kämpfer auf diese Weise ausfielen. Insgesamt waren auf Seiten der Union 13,2 Prozent, auf Seiten der Konföderation etwa 19,6 Prozent an Toten und Verwundeten zu beklagen. Diese Opferzahlen beruhen allerdings nur auf Mutmaßungen, wahrscheinlich waren sie viel höher. Aber auch hier können nur grobe Schätzungen angestellt werden, da hierzu nichts genaueres eruiert werden konnten. Vergleicht man diese mit den Verlusten der englischen und italienischen Armee im als besonders blutigen geltenden Ersten Weltkrieg (8 Prozent) wird einem die Größenordnung dieser Verluste erst richtig bewusst. Es fällt weiter auf, dass die Todeszahlen des Bürgerkriegs (für das konföderierte Heer 200.000) bei weitem die der Verwundeten überstieg. Viele starben wenig später an kriegsbedingten Krankheiten, viel mehr als die, die in den Schlachten selbst umkamen (94.000 Konföderierte). Da während des Bürgerkrieges keine Seuchen ausbrachen, die besonders die Soldaten während des Krimkrieges hinwegrafften, nimmt man an, dass die „kriegsbedingten Krankheiten“ die Folge von Verwundungen waren.

## Signaltruppen

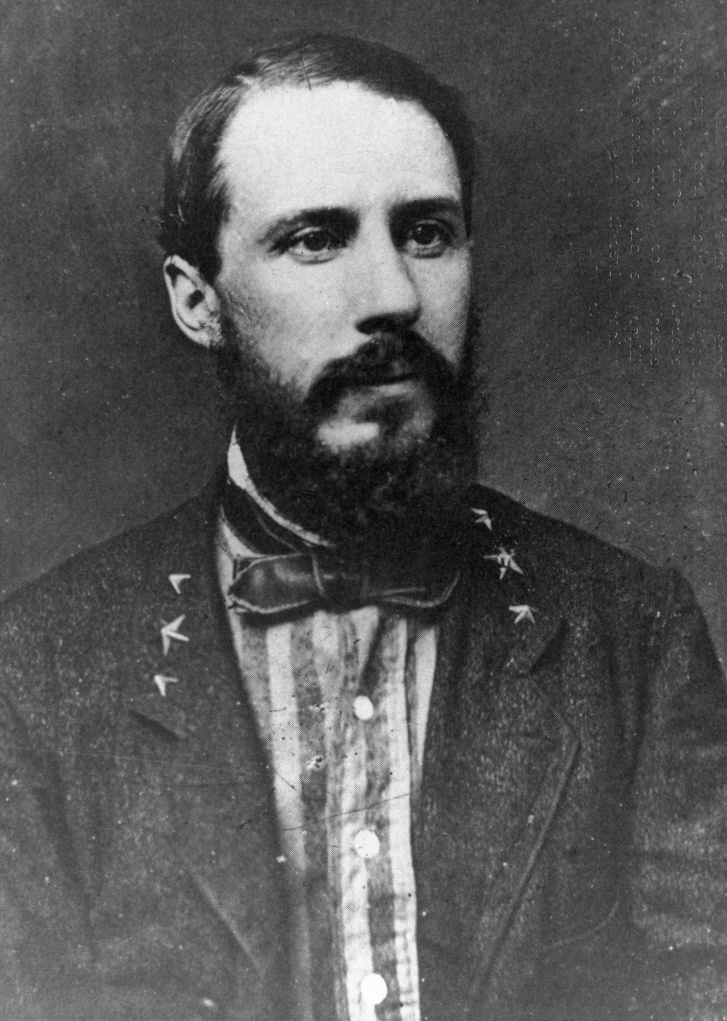
General Edward Porter Alexander

Die Anfänge des „Confederate Signal Service“ (CSC) vollzogen sich während des Halbinsel-Feldzug in der Nord-Virginia-Armee. Ein optisches Signalsystem wurde in den 1850er Jahren von Major Albert Myer, einem Feldarzt des US-Heeres, entwickelt und 1860 von der US-Armee übernommen. Myers System ermöglichte mittels Flaggensignalen den raschen Versand von einfachen Nachrichten über Gebiete, in denen keine Telegrafenlinie vorhanden war. Für einen Laien schien der Signalgeber lediglich seine Flagge wild hin und her zu schwenken, daher der Name „wig wag“. Myer avancierte zum ersten Chief Signal Officer der US-Armee und brachte es in dieser Funktion bis zum Brigadegeneral. Einer seiner Assistenten war ein talentierter junger Leutnant aus Georgia, Edward P. Alexander. Er verließ 1861 das US-Heer, um beim Aufbau des CSC zu helfen. Daher verwendete man auf beiden Seiten im Wesentlichen dasselbe System, sodass vor allem die Verschlüsselung der Nachrichten von entscheidender Bedeutung war. Hauptmann Alexander befand sich im Sommer 1861 im Stab von General Beauregard in Manassas Junction. Bei der ersten Schlacht von Bull Run schrieb er Kriegsgeschichte, indem er als erster Signalflaggen einsetzte, um während des Kampfes eine Nachricht optisch über große Entfernungen zu übermitteln. Er bildete dort u. a. eine Anzahl von ausgewählten Soldaten aus, die er für diese heikle Aufgabe am geeignetsten erachtete. Die meisten von ihnen stiegen wenig später zu Offizieren des Signal Corps auf.
William Norris, ein Offizier im Stab von Generalmajor John B. Magruder („… ein Gentleman mit wissenschaftlicher Ausbildung und einiger nautischer Erfahrung …“) machte seinen Kommandeur auf die großen Vorteile aufmerksam, die sich aus einem optischen Signalsystem ergeben würden, das seine Außenposten und sein Hauptquartier mit Norfolk verband. Magruder ernannte Norris daher zu seinem Chief Signal Officer und erteilte ihm den Auftrag, ein solches Signalsystem auf der Halbinsel und auf der anderen Seite des James einzurichten. Das System ähnelte dem, das auch bei der Marine verwendet wurde. An Land mussten dafür Stangen aufgestellt werden, auf denen Signaltafeln oder Signalflaggen und verschieden bemalte Bälle in bestimmter Reihenfolge aufgezogen wurden, um damit Standardphrasen zu übermitteln, die am häufigsten zur Kommunikation angewendet wurden. Norris ließ außerdem Kupferschablonen anfertigen, mit denen in Serie Signaltafeln hergestellt werden konnten. Ergänzend dazu wurde ein Codebuch erstellt, in dem für die Anwender die Bedeutung aller Signaltafel- und Flaggenkombinationen erläutert wurden. Das vom CSC verwendete Verschlüsselungsalphabet war eine Modifikation des von Myer im US-Heer eingeführten Alphabets. Während des Krieges musste es mehrmals geändert werden, da die Signaloffiziere der Union durch Beobachtung der vor Ort abgegebenen Nachrichten lernten, auch die der Konföderierten mitzulesen, das gleiche galt aber natürlich auch für die Gegenseite. Das Nachrichtensystem wurde daher von Zeit zu Zeit von Norris nachgebessert. Aufgrund seiner Verdienste wurde er erst zum Hauptmann, dann zum Major und später auch zum Oberst befördert.
Am 19. April 1862 wurde das Signal Corps als eigenständige Spezialtruppe des Heeres etabliert. Der Kriegsminister ordnete es administrativ der Abteilung von General Samuel Cooper (Generaladjutant und Generalinspektor) unter. Am 29. Mai 1862 wurden die General Orders Nr. 40, A. & I. G. O., zur Aufstellung eines Signal Corps mit Major Norris als kommandierenden Offizier, erlassen. Sein Führungspersonal bestand zu dieser Zeit aus
- einem Major,
- zehn Hauptleuten,
- zehn Oberleutnanten,
- zehn Leutnanten und
- zwanzig Sergeanten.

Dessen Aufgabe war die Verwaltung und Kontrolle des gesamten Signalkorps und Chiffriersystems der Armee. Dazu zählten Herstellung und Sammlung aller Signalgeräte und Ausrüstung; Herstellung, Sammlung und Vertrieb der Chiffriergeräte, die Einrichtung geheimer über den Potomac hinausreichender Kommunikationslinien sowie die Entschlüsselung chiffrierter Nachrichten, die vom Kriegsministerium oder der Armee empfangen oder gesendet wurden.
Die unteren Ränge wurden bei Bedarf aus den Mannschaften der jeweiligen Armee für den Signaldienst abkommandiert. Wenn sie dort nicht mehr benötigt wurden, kehrten sie wieder zu ihren alten Verbänden zurück. Die Zahl der zugeteilten Soldaten belief sich auf etwa 1.500. Die Männer wurden mit dem Chiffriersystem und der Nachrichtenentschlüsselung vertraut gemacht, sowie im Gebrauch des Telegrafen unterwiesen. Wenn es der Einsatz erforderte, fungierten sie hinter den feindlichen Linien auch als Kuriere oder Agenten.

### Aufklärung und Spionage

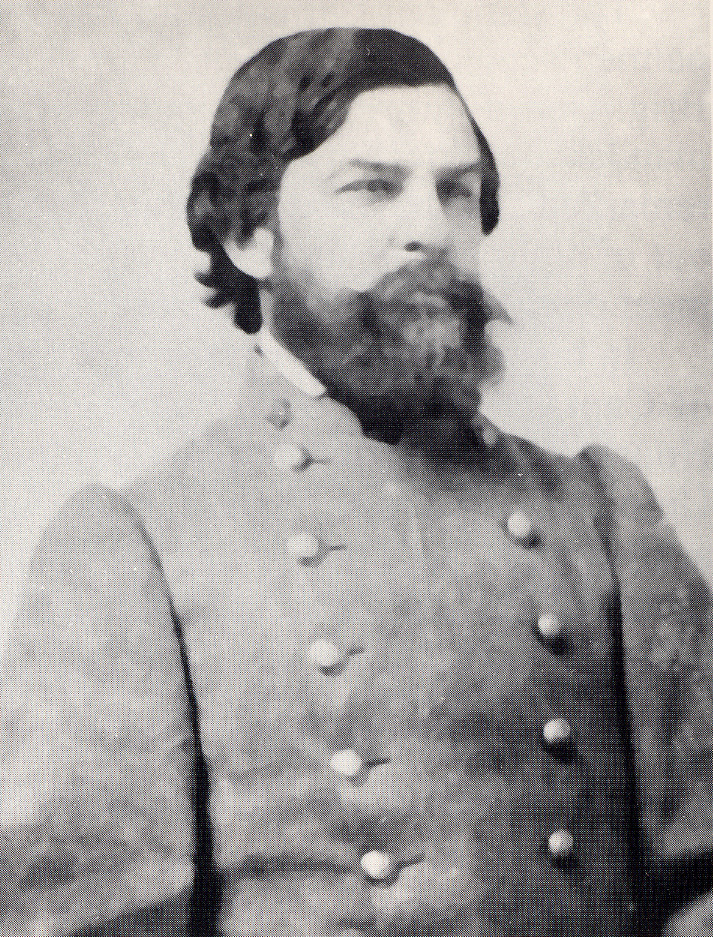
Major William Norris, Chief Signal Officer des Konföderierten Heeres, Chief of the Signal Bureau

Dem CSC angeschlossen war auch der Nachrichtendienst der Konföderation, das sog. „Secret Service Bureau“. Es beaufsichtigte und steuerte ein Kommunikationsnetzwerk, zu dessen Aufgaben die Entsendung von Agenten zum und vom Territorium der Union und die Weiterleitung von Nachrichten an Richmond und konspirative Kontakte im Norden, Kanada und Europa gehörten. Die Konföderierten Staaten verfügten am Ende zwar nicht über eine so große Geheimdienstorganisation, wie sie die Union während des Bürgerkriegs aufgebaut hatte, dennoch waren sie bei der Beschaffung dringend benötigter militärischer Informationen oft wesentlich erfolgreicher. Zumindest zu Beginn des Krieges war das Spionagenetzwerk weitaus besser organisiert als das der Union.
Auch im Norden stellten sich Befürworter der Sezession bereitwillig als Kundschafter zur Verfügung, während die Regierung in Washington gezwungen war, seine Agenten und Detektivs hauptsächlich dafür einzusetzen, um z. B. Spione der Gegenseite, Kopfgeldjäger, Saboteure und Schmuggler zu jagen, sodass für umfangreichere Geheimdiensttätigkeiten im Süden keine zusätzlichen Kapazitäten zur Verfügung standen. Die Oberbefehlshaber der Armeen konnten sich daher weitgehend auf die Informationen, die sie durch ihre Spionageringe erhielten, verlassen, um Angriffe zu planen und Schlachten entweder anzunehmen oder tunlichst zu vermeiden. Deswegen konnte eine konföderierte Armee nur sehr selten vom Feind überrascht werden. Das Außenministerium in Richmond unterhielt zudem eine Kurierkette zwischen Washington und Maryland und war so über jede Phase der Kriegsplanung in Washington auf dem Laufenden. Die Informationsquellen waren dort und an anderen Orten ansässige Agenten, die hierzu chiffrierte Kontaktanzeigen in Zeitungen wie New York News, Express und Day Book absetzten. Diese wurden sofort nach ihrem Erscheinen nach Richmond weitergeleitet. Besonders im Frühstadium des Krieges standen viele bekannte Persönlichkeiten aus Baltimore und Washington der Bundesregierung ebenso feindlich gegenüber wie z. B. Bürger von Richmond und New Orleans und leisteten damit dem Süden wertvolle Kundschafterdienste. Da es aber nie gelang, die notwendigen Mittel zur Verfügung zu stellen, um ein professionelleres Spionagesystem aufzubauen, war man gezwungen, sich bezüglich Berichten über Feindbewegungen fast ausschließlich auf die „… Energie und den Eifer einiger hingebungsvoller Herren aus Maryland...“ zu verlassen. Am 4. Juli 1861 nahmen Wachposten der Konföderierten einen Kurier von McDowells Unionsarmee gefangen. „Seine Aussage über die Stärke und Zusammensetzung dieser Streitmacht“, berichtet General Beauregard in „Battles and Leaders of the Civil War“, „stimmte exakt mit dem überein, was ich über meine Washingtoner Agenten erhalten hatte, sodass ich gar nicht daran zweifeln konnte. Ich war über die Stärke der feindlichen Armee an meiner Frontlinie fast genauso gut informiert wie ihr Kommandeur.“ Auch Frauen wie Belle Boyd („La Belle Rebell“) und Rose O’Neal Greenhow spionierten für den Süden.
Bezüglich der Informationsquellen und der dafür aufgewendeten Mittel schrieb Norris:
„Wir verfügen über ständig akkreditierte Agenten in New York, Baltimore und Washington. Bei diesen Agenten handelt es sich um hochrangige Herren, die unentgeltlich und freiwillig ihre Zeit und Energie dieser Arbeit gewidmet haben. […] Es existiert überdies kein Geheimdienstfonds, der über die bloße Bezahlung, Verpflegung und Kleidung der Offiziere meiner Soldaten hinausgeht, die mit ihnen beschäftigt sind. Diese haben der Regierung nie einen Cent gekostet, zumindest seit ich das Kommando übernommen habe. Wenn geheime Informationen eingehen, werden sie an den Kriegsminister, an General Bragg und denjenigen General weitergeleitet, dessen Armee oder Abteilung davon unmittelbar betroffen ist; Wenn es, wie es im Allgemeinen der Fall ist, vertraulich, versiegelt und an einen bestimmten General gerichtet ist, wird es entsprechend weitergeleitet. Wir erhalten regelmäßig montags, donnerstags und samstags Informationen aus den USA. Aus aufsichtsrechtlichen Gründen werden in diesem Büro keine Aufzeichnungen dieser Kommunikation geführt, außer in verschlüsselter Form.“
Im weiteren Verlauf des Krieges verließ sich jeder kommandierende General aber auch auf seine eigenen Spione und die Aufklärung seiner Kavallerie. Oberst J. Stoddard Johnston, ein Neffe von General Albert Sidney Johnston, diente im Stab von General Braxton Bragg. Dort war er auch für die Bearbeitung der Geheimdienstberichte verantwortlich. Er setzte hierzu Soldaten, die für ihre Intelligenz und Wagemut bekannt waren (ohne zusätzliche Vergütung) als Spione und die Kavallerie von Wheeler, Morgan und Forrest als Späher ein. Das Gleiche galt für General Lee und die Kommandeure im Trans-Mississippi-Department. Die zuverlässigste Information über die Stärke des Gegners war auch ein gut gemachtes Foto. Solche wurden im Südwesten u. a. von Andrew D. Lytle, einem Fotografen aus Baton-Rouge, der im Auftrag der Konföderierten Bilder von Unionseinheiten anfertigte, geliefert. Die Strafe für Spione war meistens der Tod am Galgen oder Erschießung, da sie als Irreguläre und schändliche Verräter galten und damit auch nicht unter dem Schutz der damals gültigen Kriegsregularien standen. Ihre Namen wurden auch in keiner Ehrenliste des Südens aufgeführt.

## Ingenieurskorps und Pioniertruppe

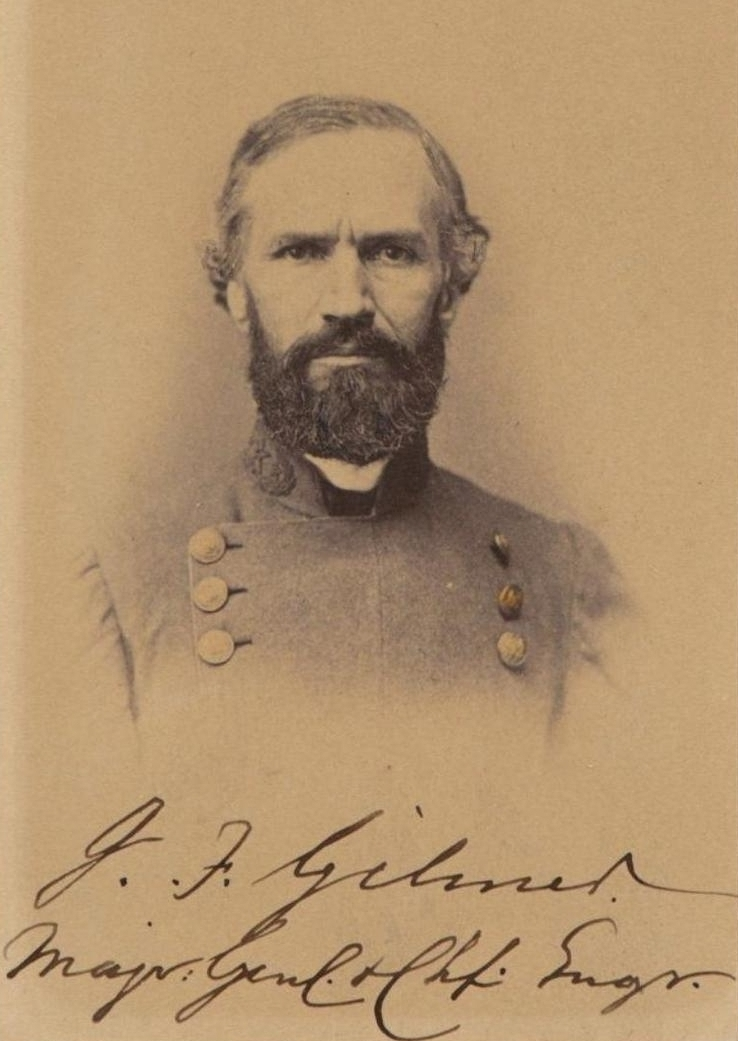
Major General Jeremy Francis Gilmer, Chief of the Confederate Engineering Bureau
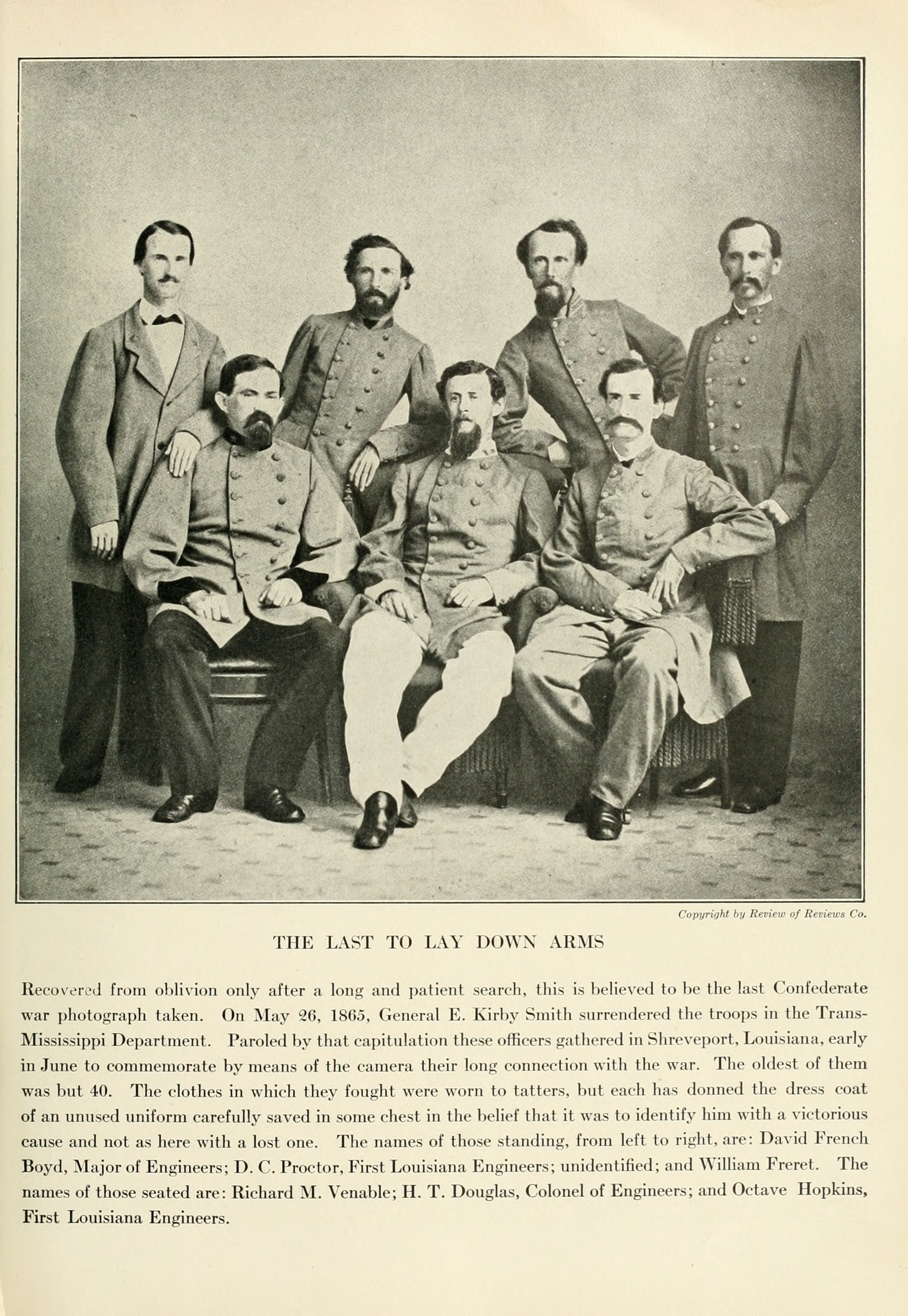
Gefangene und später auf Ehrenwort entlassene Offiziere der 1st Louisiana Engineers (1865)
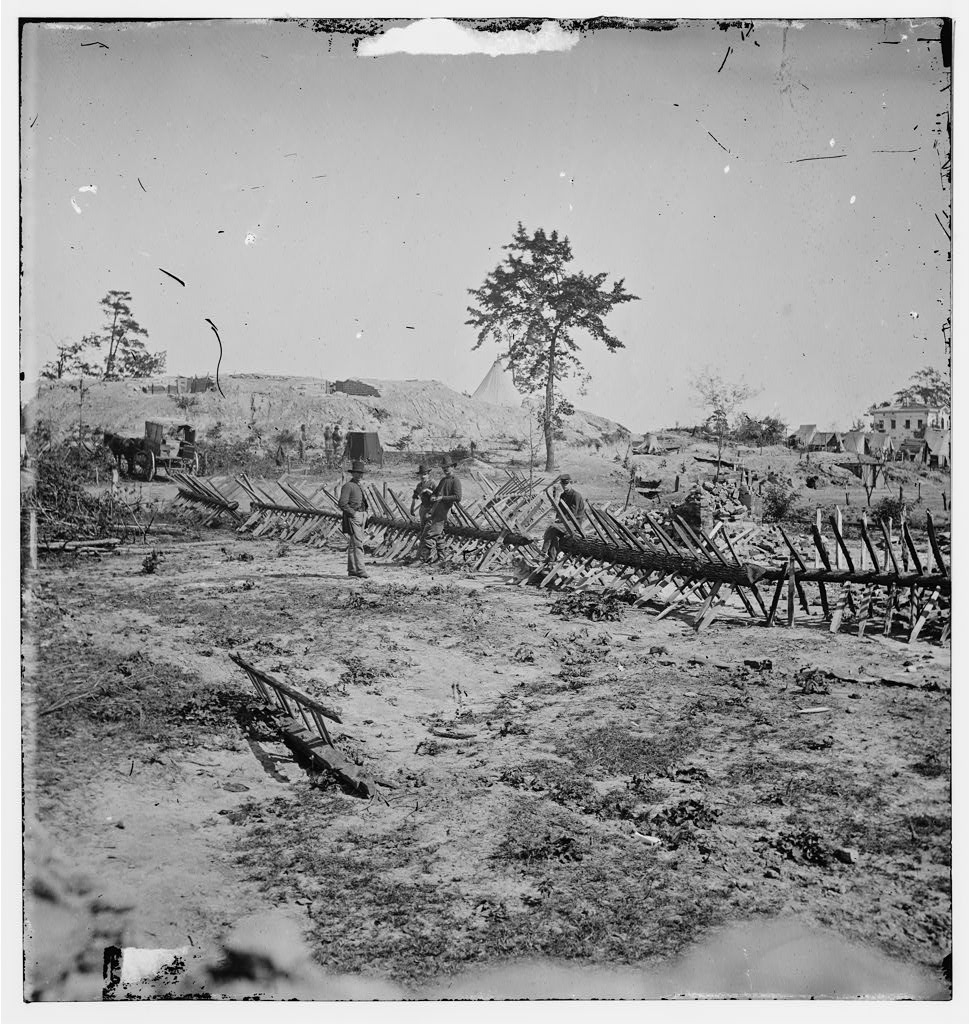
Konföderierte Feldbefestigungen bei Atlanta, Georgia, 1864
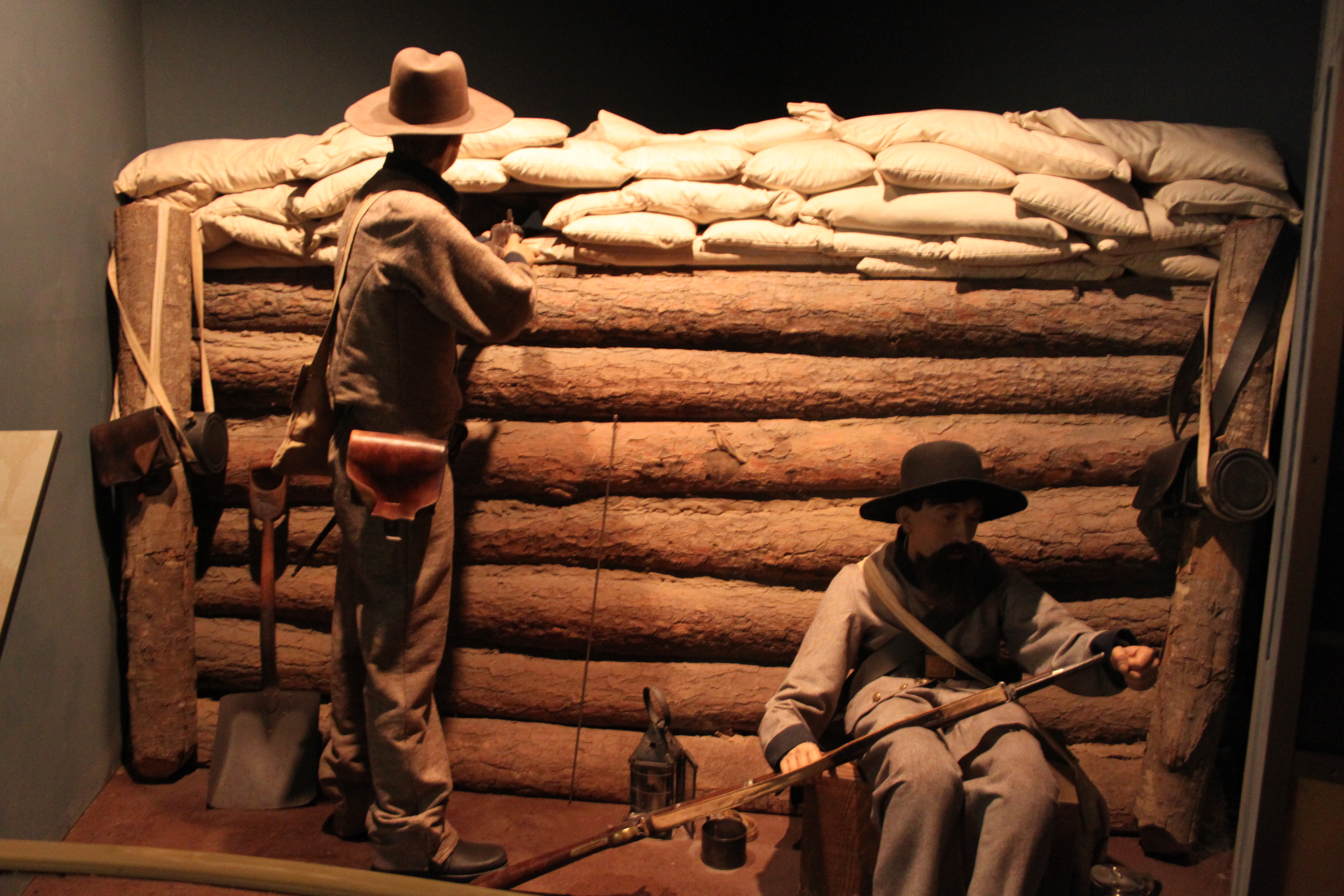
Rekonstruierter Schützengraben, Vicksburg Battlefield Museum
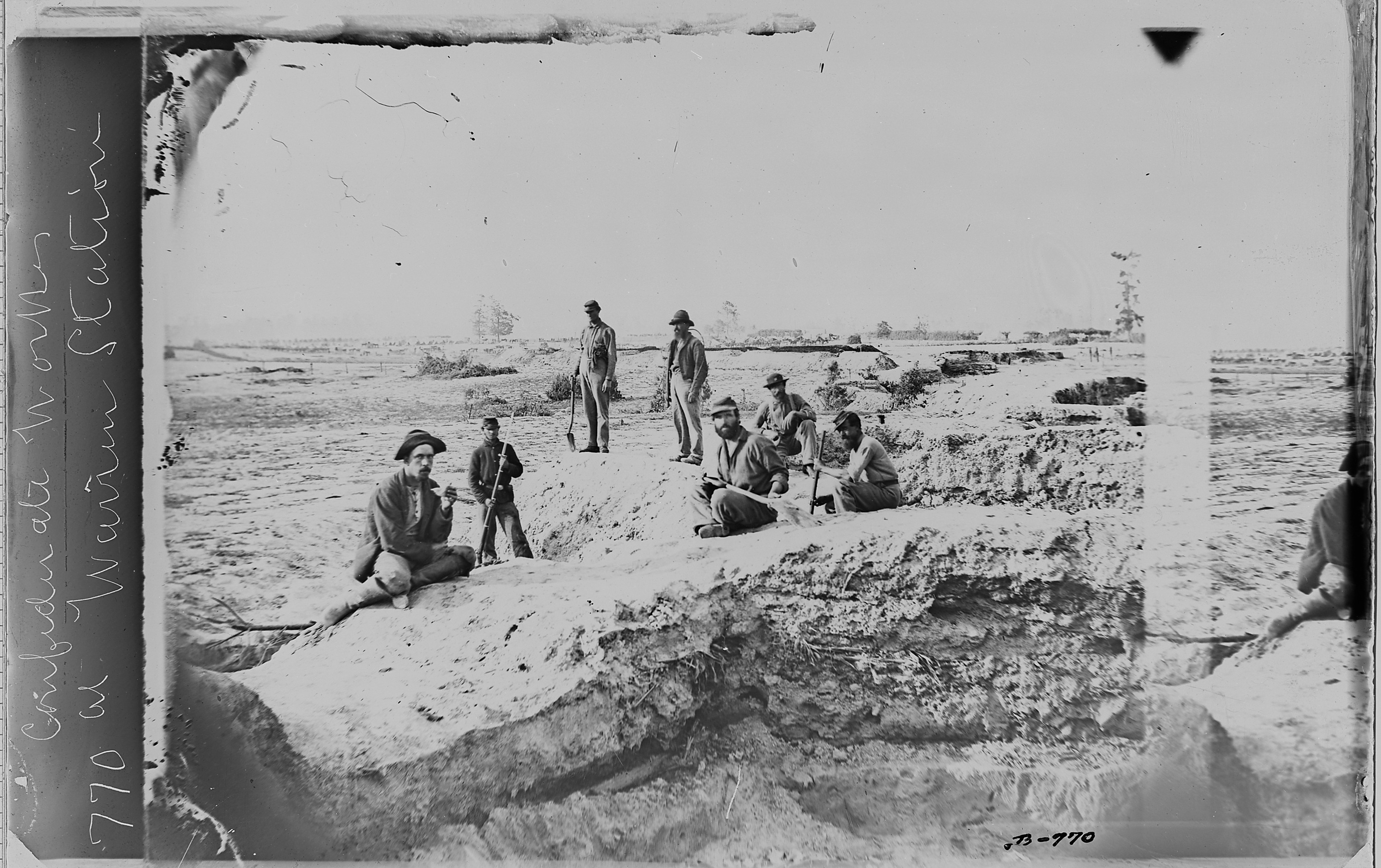
CSA-Pioniere bei Warren Station

Die Geschichte des United States Corps of Engineers reicht bis ins Jahr 1775 zurück. Es dauerte jedoch bis 1802, bis das Korps durch die Militärakademie in West Point, New York, wieder aufgestellt wurde. Als sich der Süden abspaltete, waren viele West-Point Absolventen gezwungen, sich für eine Seite zu entscheiden. Die Konföderierten gründeten daraufhin ihr eigenes „Confederate Corps of Engineers“ (CCOE), das dem der Union zahlenmäßig überlegen war. Die neuen Techniken, die während des Krieges eingeführt wurden, waren für die Konföderierten von großer Bedeutung und ihre Ingenieure halfen, den Weg für eine neue Art von Kriegsführung zu ebnen.
Zu den Aufgaben des CCOE zählten
- Mobilitäts-/Gegenmobilitätsoperationen, die darauf abzielten, die Bewegungsmöglichkeiten der eigenen Streitkräfte zu verbessern (z. B. Pontonbrücken) oder dem Gegner dies zu verwehren.
- Überlebensfähigkeitsoperationen, dazu gehört die Verbesserung der Deckungs- und Verteidigungsfähigkeit der Streitkräfte, wie zum Beispiel die Errichtung von Befestigungen und Verteidigungsanlagen.
- Nachhaltigkeit/Counter Sustainment Operations, dies umfasst alle Arbeiten, die zum Bau oder zur Wartung logistischer Einrichtungen durchgeführt werden.[148]

Der Sezessionskrieg wurde zu Beginn mit Taktiken aus der napoleonischen Zeit ausgetragen, gegen Ende entwickelte er sich zu einer Vorschau auf den Ersten Weltkrieg. Besonders Feldbefestigungen gewannen nun stark an Bedeutung. Diese umfassten neben Gräben die aus spitzen Holzpfählen bestehenden spanischen Reiter und Landminen. Da sich während des Krieges auch die Reichweite und Feuerkraft der Waffen erheblich zunahmen, waren die Soldaten gezwungen Erdwälle, Bunker und Verschanzungen zu errichten, um sich besser vor Beschuss schützen zu können. Manchmal mussten sie sehr rasch aufgeworfen werden, in anderen Fällen wurden sorgsam langgestreckte Verschanzungen mit dazwischenliegenden, komplexen Schützengrabensystemen angelegt, um damit feindliche Stellungen zu umzingeln und deren Besatzungen vom Umland abzuschneiden. Besonders General Lee nutzte Schützengräben sehr geschickt als Ausgangspunkt für Konterattacken und Einkreisungsmanöver. Auch General Longstreet förderte den Einsatz von Feldbefestigungen, und befürwortete den Einsatz von darauf abgestimmten Verteidigungstaktiken, wann und wo immer dies praktikabel war. Die Schlacht von Cold Harbor gilt als erste offene Feldschlacht, also keine Belagerung, die zu einem Stellungskrieg mit Grabensystemen erstarrte. Der Atlanta-Feldzug und die Belagerung von Petersburg gegen Ende des Bürgerkrieges standen mit ihren Gräben in einem deutlichen Gegensatz zu frühen Schlachten wie der Ersten Schlacht am Bull Run.
Für die Armee besonders wichtig waren die Eisenbahnlinien, die bevorzugt für den Transport ihrer Truppen und Nachschub an die Front genutzt wurden, und die Forts entlang der Küste. Es lag in der Verantwortung des CCOE, ihre Instandhaltung und Wartung sicherzustellen. Die konföderierten Ingenieure gehörten auch zu den ersten, die die Mobilisierung der Eisenbahn gezielt vorantrieben, denn die schnelle Verlegung von Truppen aus mehreren Staaten an Brennpunkte wäre durch die schlechten Straßen im Süden stark eingeschränkt gewesen und war erst durch die koordinierte Nutzung der zahlreichen (privat betriebenen) Eisenbahnlinien möglich geworden.
In den konföderierten Armeen wurden anfangs solche Tätigkeiten von bei Bedarf dafür abkommandierten „temporären Pionieren“ aus den eigenen Reihen durchgeführt. Diese Praxis erwies sich aber bald als zu umständlich und musste neu organisiert werden. 1861 wurde das konföderierte Ingenieurskorps offiziell als eigenständige Truppe ausgewiesen und stand unter dem Kommando von Generalmajor Jeremy F. Gilmer. Hierzu wurden am 7. März, mit Zustimmung des Kongresses, zwei Kompanien von „Pionieren, Bergleuten und Pontoniern“ gebildet. Sein Offizierkorps bestand aus
- einem Oberst,
- vier Majoren und
- fünf Hauptleuten.

Eine Kompanie Unteroffiziere und Mannschaften umfasste
- zehn Sergeanten (Master Workman),
- zehn Korporale (Overseers),
- zwei Musiker und
- 78 Soldaten (Private first und second class, Artifiers oder Laborers).[154]

Insgesamt sollte eine Pioniertruppe in der Stärke von 477 Offizieren und 9.920 Mannschaften aufgebaut werden. Diese Zahlen konnten nicht einmal annähernd erreicht werden.
Obwohl die Oberschicht des Südens stets Aufstände der Sklaven fürchtete, erkannte sie auch bald deren hohes Arbeitspotential und lernte, dieses für die stets unter Personalmangel leidende Armee zu nutzen. Während einige freie Schwarze sich freiwillig meldeten, wurden viele andere dazu gezwungen. Versklavte schwarze Männer mussten schwere körperliche Arbeit leisten, insbesondere für die Pioniereinheiten. Die Verantwortung dafür anfangs lag auf lokaler Ebene bei den örtlichen Militärkommandanten und den Bürgermeistern. Doch im Laufe des Krieges wurde diese Zwangsmaßnahme stärker zentralisiert. Die meisten Bundesstaaten erließen 1862 Gesetze, die Heranziehung freier und versklavter Schwarzer zum Arbeitsdienst regelten. Auch der Konföderiertenkongress verabschiedete im März 1863 ein eigenes Gesetz, das es ebenfalls erlaubte, tausende Schwarze, auch gegen ihren Willen, für Schanzarbeiten einzuziehen. Diese Männer wurden in der Regel für mehrere Monate zum Ausheben von Gräben oder den Bau von Befestigungen eingesetzt.

### Verbände
| Einheit              | Einsatz |
| -------------------- | --- |
| 1. Pionier-Bataillon | Das Bataillon wurde im Winter 1864 aufgestellt. Dieser Verband bestand aus Soldaten aus Arkansas, Texas, Louisiana und Missouri und kam im Trans-Mississippi-Gebiet zum Einsatz. |
| 1. Pionier-Regiment  | Das Regiment wurde im Herbst 1863 in Richmond unter dem Kommando von Oberstleutnant William W. Blackford aufgestellt, gegen den Willen von Robert E. Lee, der dagegen Widerstand leistete, bis er vom Kriegsministerium überstimmt wurde, eines der wenigen Male, dass dies geschah. Lee gefiel der Gedanke nicht, seine wertvollen Soldaten an Unterstützungseinheiten abzugeben und so seine Kampfkraft zu schwächen. Diese Männer, meist in den Dreißigern, von Beruf Handwerker, Mechaniker und Farmer, hatten bis zu diesem Zeitpunkt den Militärdienst vermeiden können. Das Regiment war fast vollständig bemannt. Die Feld- und Kompanieoffiziere waren überwiegend ausgebildete Ingenieure, die ernannt und nicht gewählt wurden, wie es ansonsten im vorläufigen Heer üblich war, das Unteroffizierskorps bestand ebenfalls aus ausgewiesenen Fachleuten. |
| 2. Pionier-Regiment  | Dieses Regiment wurde im Sommer 1863 aufgestellt, es erreichte nie seine vollständige Mannschaftsstärke. |
| 3. Pionier-Regiment  | Dieses Regiment wurde im Sommer 1863 aus dem zuvor bestehenden Confederate Engineer Battalion (Major Stephen W. Presstman) gebildet. Es bestand aus acht Kompanien, von denen sieben in Tennessee und Georgia eingesetzt wurden, während die achte Kompanie unter General Jubal A. Early im Shenandoahtal diente. Die Kompanie B unter Hauptmann Henry M. Pharr, wurde während des Atlanta-Feldzugs zum Brückenbau eingesetzt. |
| 4. Pionier-Regiment  | Dieses Regiment war in Shreveport, Louisiana, stationiert und operierte hauptsächlich im Trans-Mississippi-Gebiet. |

## Organisationsebenen

### Wehrbereiche
Das Territorium der Konföderierten Staaten wurde 1861 in mehrere Wehrbereiche (Departments) gegliedert. Diese dienten zur Organisation und Führung der innerhalb des jeweiligen Wehrbereiches dislozierten Truppen. Wehrbereiche konnten weiter in Distrikte und Unterdistrikte unterteilt werden. Ihre Befehlshaber genossen eine große Autonomie: Sie waren für die offensive und defensive Planung in ihrem Verantwortungsbereich verantwortlich und hatten oft das letzte Wort, wenn es darum ging, Truppen in andere Wehrbereiche zu verlegen. Sie konnten eher klein ausgelegt sein (zum Beispiel das Department of Southwestern Virginia mit dem Auftrag, die Eisenbahnverbindung zwischen Tennessee und Virginia sowie die Salz- und Bleiminen im Grenzland der beiden Staaten zu verteidigen). Aufgrund des großen Territoriums der Konföderation waren sie jedoch meistens deutlich größer. Der Wehrbereich Alabama, Mississippi und Ost-Louisiana beispielsweise hatte 1864 beispielsweise eine größere Fläche als Österreich, Ungarn, die Niederlande und Belgien zusammengenommen. Das Wehrbereichssystem hatte außerdem sowohl innen- wie außenpolitische Gründe: Nach außen hin signalisierte es die wohlorganisierte Verteidigungsstruktur einer etablierten Nation, nach innen den Willen, das gesamte Territorium zu verteidigen. Der Zuschnitt dieser Wehrbereiche änderte sich im Krieg fortlaufend. So war Virginia beispielsweise zu Kriegsbeginn in zahlreiche kleine Wehrbereiche aufgeteilt, die dann 1862 zunehmend in den Wehrbereich Nord-Virginia integriert wurden. Westlich des Mississippi schuf Davis das riesige Trans-Mississippi-Department, das die gesamte Konföderation westlich des Flusses umfasste. Die hohe Autonomie der Wehrbereichskommandeure machte das reibungslose Funktionieren des Systems stark von diesen abhängig und führte oft zu Problemen, zumal die Kommandeure oft konservativ nicht über die Grenzen ihres eigenen Befehlsbereichs hinaus dachten.

### Truppengattungen
Infanterie, Artillerie und Kavallerie waren die wichtigsten Truppengattungen des Heeres. Zudem gab es auf Armee- und Korpsebene Spezialtruppengattungen, die von den für sie zuständigen Generalen und Stabsoffizieren mit nur kleinen Stäben geführt wurden. Dazu gehörten das Corps of Engineers, etwa vergleichbar mit den heutigen Pioniertruppen, Topografie- (ging später in der Pioniertruppe auf), Fernmelde- und Logistiktruppen, das Sanitätswesen sowie Stabs- und Führungstruppen wie die Feldgerichtsbarkeit und die Adjutanturen. In den Kampfgebieten mussten Regimenter und Batterien in größere Organisationsstrukturen eingegliedert werden.
- Eine Armee führte mehrere Korps; der Oberbefehlshaber war üblicherweise ein General oder Generalleutnant
- Ein Korps führte mehrere Divisionen; der Kommandierende General war meist Generalleutnant.
- Die Division führte mehrere Brigaden; der Divisionskommandeur war meist Generalmajor.
- Eine Brigade führte mehrere Regimenter, die im Normalfall aus einem einzigen Bundesstaat kamen, ihr Kommandeur war meist ein Brigadegeneral.
- Die Regimenter führten zehn Kompanien (unterteilt in Züge), der Regimentskommandeur stand meist im Rang eines Oberst.

#### Armee
Eine konföderierte Armee bestand aus mehreren Korps, im Fall kleinerer Armeen auch nur aus mehreren Divisionen. Zusätzlich führten Armee und Korps Führungs- und Kampfunterstützungstruppen. Die Korpsebene wurde erst ab 1862 eingeführt; vorher waren Armeen in Flügel (wings) untergliedert. Armeen wurden je nach Kriegslage aufgestellt, neu verteilt, neu organisiert, dabei mehrmals umbenannt oder auch wieder aufgelöst, insbesondere als Reaktion auf die Offensiven der Union. Diese Großverbände wurden im Allgemeinen nach Bundesstaaten oder Regionen benannt (im Gegensatz zur Union, die ihre Armeen nach Flüssen benannte).
Die folgende Tabelle bietet einen Überblick über die im Krieg zum Einsatz gekommenen Armeen der Südstaaten:
| Armee                         | Einsatzzeitraum                                                        | Kommandeure | Verbleib                                                                                   | Flagge |
| ----------------------------- | ---------------------------------------------------------------------- | --- | ------------------------------------------------------------------------------------------ | ------ |
| Army of Central Kentucky      | 1861–62                                                                | Simon B. Buckner, Albert Sidney Johnston | In die Army of Mississippi integriert                                                      |        |
| Army of East Tennessee        | 1862                                                                   | Edmund Kirby Smith | In die Army of Kentucky integriert                                                         |        |
| Army of Eastern Kentucky      | 1862                                                                   | Humphrey Marshall | Größtenteils zur Army of East Tennessee                                                    |        |
| Army of the Kanawha           | 1861                                                                   | Henry A. Wise, John B. Floyd, Robert Edward Lee | Truppenteile zur Army of the Northwest und Army of Central Kentucky                        |        |
| Army of Kentucky              | 1862                                                                   | Edmund Kirby Smith | Zur Army of Tennessee                                                                      |        |
| Army of Mississippi           | - 1862 - nach Neuaufstellung 1862–1863 - nach Neuaufstellung 1863–1864 | - März 1862 – November 1862: P. G. T. Beauregard, Albert Sidney Johnston, Braxton Bragg, William J. Hardee, Leonidas Polk, - Dezember 1862 – Juli 1863: John C. Pemberton, Earl Van Dorn, (1863) William Wing Loring - Juli 1863 – Juni 1864: William J. Hardee, Leonidas Polk, William Wing Loring | - Umbenannt in Army of Tennessee - Kapitulation 1863 - In die Army of Tennessee integriert |        |
| Army of Middle Tennessee      | 1862                                                                   | John C. Breckinridge | zur Army of Tennessee                                                                      |        |
| Army of Missouri              | 1864                                                                   | Sterling Price, John Bullock Clark junior | In die Armee des Trans-Mississippi-Wehrbereichs                                            |        |
| Army of Mobile                | 1862                                                                   | Jones M. Withers, Braxton Bragg, John B. Villepigue, Samuel Jones, William L. Powell, John H. Forney | Zur Army of Mississippi                                                                    |        |
| Army of New Mexico            | 1861–62                                                                | Henry H. Sibley | Aufgelöst, Truppen zum Wehrbereich Trans-Mississippi                                       |        |
| Nord-Virginia-Armee           | 1862–1865                                                              | Joseph E. Johnston, Gustavus W. Smith, Robert E. Lee | Kapitulation 1865                                                                          |        |
| Army of the Northwest         | 1861–62                                                                | Robert S. Garnett, Henry R. Jackson, William Wing Loring, Edward Johnson | Größtenteils zur Army of the Potomac                                                       |        |
| Army of the Peninsula         | 1861–62                                                                | John B. Magruder, Daniel H. Hill | Zur Army of Northern Virginia                                                              |        |
| Army of Pensacola             | 1861–62                                                                | Adley H. Gladden, Braxton Bragg, Samuel Jones | Aufgelöst, Truppen zur Army of Mobile und der Army of Mississippi                          |        |
| Potomac-Armee                 | 1861–1862                                                              | P. G. T. Beauregard, Joseph E. Johnston | Umbenannt in Army of Northern Virginia                                                     |        |
| Army of the Shenandoah        | 1861                                                                   | Joseph E. Johnston | Zur Army of the Potomac                                                                    |        |
| Tennessee-Armee               | 1862–1865                                                              | Braxton Bragg, William J. Hardee, Joseph E. Johnston, John Bell Hood, Richard Taylor, Daniel H. Hill, Joseph E. Johnston | Kapitulation 1865                                                                          |        |
| Army of the Trans-Mississippi | 1862–1865                                                              | Thomas Carmichael Hindman, Theophilus H. Holmes, Edmund Kirby Smith | Kapitulation 1865                                                                          |        |
| Army of the West              | 1862                                                                   | Earl Van Dorn, John P. McCown, Dabney H. Maury, Sterling Price | Zur Army of West Tennessee                                                                 |        |
| Army of West Tennessee        | 1862                                                                   | Earl Van Dorn | Zur Army of Mississippi                                                                    |        |

#### Korps
Ein Korps wurde aus mehreren Divisionen (zwei bis vier) gebildet. Es bestand in der Regel aus einer Kombination von Infanterie-, Kavallerie- und Artillerie-Großverbänden und sollte damit auch selbstständige Operationen durchführen können. Zu Beginn des Krieges kam es vor, dass Korps direkt Brigaden führten, zum Beispiel mehrere Korps der Mississippi-Armee in der Schlacht von Shiloh.

#### Division
Divisionen bildeten sich erst im Laufe des Krieges. Sie führten mehrere Brigaden und oft eine Divisionsartillerie in Bataillonsstärke.

#### Brigade
Zwei oder mehr Regimenter konnten zu einer Brigade zusammengefasst werden. Sie wurde weitgehend aus den männlichen Bürgern eines Bundesstaates oder gar einer Region innerhalb eines Bundesstaates aufgestellt. Ebenso wurde versucht, den Ersatz aus derselben Region zu rekrutieren. Dadurch sollte der Zusammenhalt gestärkt werden. Zu Beginn des Krieges unterstand jeder Brigade auch eine Artilleriebatterie. Man beachte, dass es ungewöhnlich war, dass alle Teilstreitkräfte einer Armee – Infanterie, Kavallerie und Artillerie – innerhalb einer Brigade vereinigt wurden. Konföderierte Brigaden und Divisionen wurden oft nach ihren Kommandeuren benannt (z. B. „Armisteads Brigade“ oder „Andersons Division“).

#### Regiment
Ein Regiment hatte eine Sollstärke von 1.000 Mann, auf dem Schlachtfeld tatsächlich meist nur 300–600 Mann. Die Zusammensetzung der Regimenter hatte manchmal dramatische Konsequenzen für eine Gemeinschaft, wenn Soldaten, die aus einem County oder sogar nur aus einem Ort kamen, in den Brennpunkt einer Schlacht gerieten. Es kam vor, dass alle jungen Männer einer Gemeinde am selben Tag getötet wurden. Erlitt ein Regiment zu große Verluste, war ein Ersatz (auf beiden Seiten) äußerst selten – stattdessen wurde ein neues aufgestellt. Sie wurden in der Regel nach dem Staat nummeriert und benannt, in dem sie zusammengezogen worden waren und aus dem die meisten ihrer Soldaten stammten (z. B. 1. Virginia Infanterie-Regiment). Jedes Regiment hatte seine eigene Regimentsfahne.

## Kriegsführung

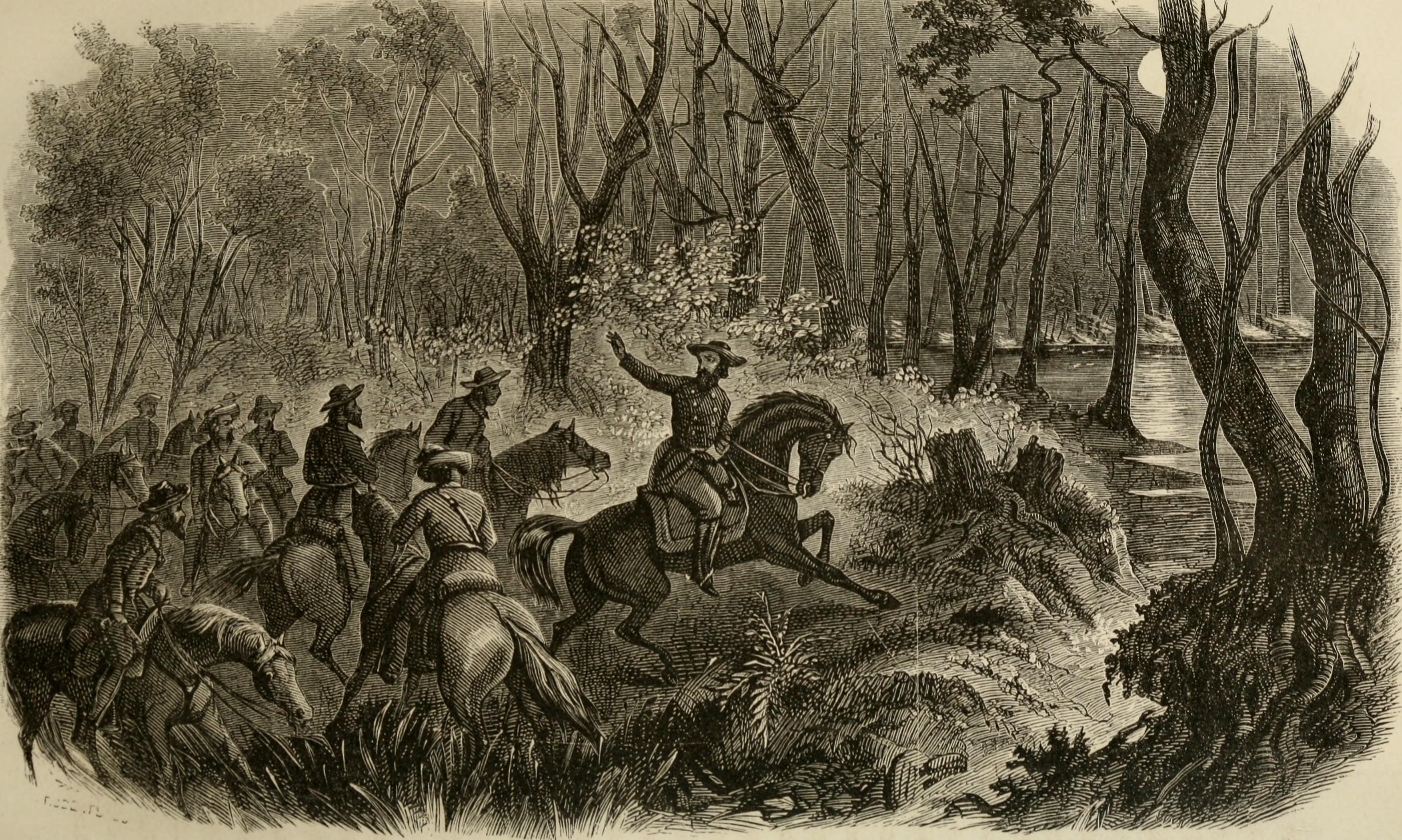
Jeb Stuarts Kavallerie führte während der Sieben-Tage-Schlacht eine Reihe von Überfällen (raids) auf die Potomac-Armee unter George McClellan durch, indem er die hierfür die Hit and Run-Taktik einsetzte

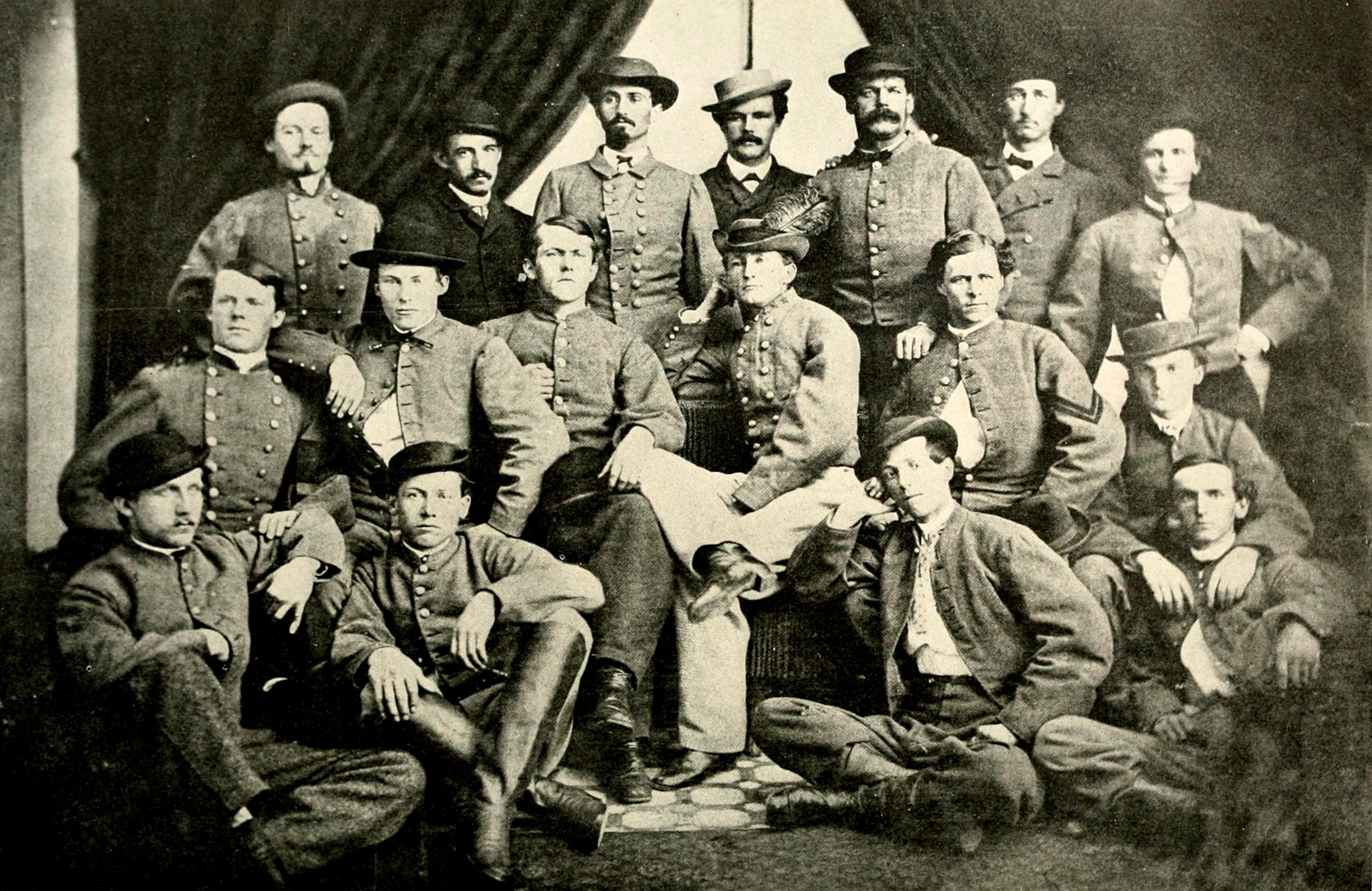
Gruppenbild der Mosby Rangers

Oberstes und wichtigstes Kriegsziel war es, das Territorium des neuen Staatengebildes gegen Angriffe aus dem Norden zu sichern. Man glaubte in Erinnerung an den Amerikanischen Unabhängigkeitskrieg, es reiche lediglich aus, sein Territorium zu halten, um von der Union als eigener Staat anerkannt zu werden, da sich so auch die dreizehn Kolonien trotz gewaltiger materieller Unterlegenheit und zeitweisem Verlust ihrer bedeutendsten Städte schließlich doch noch gegen das Britische Weltreich durchsetzen konnten. Die konföderierten Soldaten meinten für ihre Freiheit und Selbstverwaltung zu kämpfen und gegen eine Invasion durch eine Macht, die sie nun als fremd betrachteten und die ihre Interessen nicht mehr vertrat. Als die Unionsarmeen immer weiter in den Süden eindrangen, ihn besetzten und dabei planmäßig seine Ressourcen zerstörten, wurden viele konföderierte Soldaten zunehmend von Rachegedanken motiviert, vom Kampf gegen verhasste „Hessen, Goten und Vandalen“, als die die Unionssoldaten manchmal bezeichnet wurden. Die Armeen des Südens konnten sich daher im Wesentlichen alleine auf die Verteidigung beschränken, während die Union zur Durchsetzung ihrer weitgesteckten Kriegsziele zum Angriff übergehen musste. Dafür musste man den ganzen Süden mit allen Mitteln wieder zurückerobern und seiner weißen Bevölkerung klarmachen, dass sie für eine aussichtslose Sache kämpfte. Die Konföderation durfte nur nicht verlieren, während die Union auf ganzer Linie siegen musste, um die Sezession wieder rückgängig zu machen.
Dennoch herrschte stets bei den maßgeblichen Protagonisten eine allzu starke Bindung an den Einzelstaat vor, verbunden mit der Unfähigkeit, eine zentrale Führung und Gesamtstrategie für die Konföderation zu entwickeln. Schon das bloße Halten des eigenen Territoriums war jedoch eine gewaltige Aufgabe, da sich die Frontlinie von Virginia über Kentucky, Tennessee und den Mississippi bis hin zu den Great Plains erstreckte. Darüber hinaus war die Konföderation entlang ihrer mehrere Tausend Kilometer langen Küstenlinie verwundbar. Davis entschied sich trotzdem dafür, möglichst viele Gebiete zu verteidigen. Eine solche Strategie versprach aus Sicht des Südens die Sicherung des die Feldarmeen versorgenden Hinterlandes, größere Chancen auf außenpolitische Anerkennung und auch weniger Widerstand von Gouverneuren und Lokalpolitikern, die den Schutz ihrer jeweiligen Wahlbezirke forderten. Darüber hinaus bestand die Gefahr, dass selbst ein zeitweiliger Verlust von Territorien an die Nordstaaten dort auch zur Abschaffung der Sklaverei führen würde. Die Sicherung von möglichst viel Südstaatenterritorium entsprach damit auch dem vorrangigen Kriegsziel, die Beibehaltung der Sklaverei. Bei Kriegsbeginn wurden die Streitkräfte deswegen breit entlang der konföderierten Außengrenze disloziert. Im Rahmen dieser grundsätzlichen Ausrichtung waren jedoch offensive Schläge vorgesehen, weswegen Davis sie als „offensive-defensive Strategy“ bezeichnete. Laut derer sollte die Heimat verteidigt werden, indem man innere Kommunikationslinien (vor allem die Eisenbahnen) nutzte, um seine weit verstreuten Kräfte rasch gegen eine Invasionsarmee aus dem Norden konzentrieren zu können und, wenn sich die Gelegenheit dazu bot, sofort in die Offensive (bis zum Einmarsch in den Nordstaaten) überzugehen. Er entstand allerdings nicht in einem Guss am Kartentisch des Kriegsministeriums, sondern war vielmehr ein Ergebnis aus den Schlussfolgerungen, die nach Manassas (Bull Run), den Feldzügen in Virginia-Maryland, Tennessee-Kentucky 1862 und 1863 in Gettysburg gezogen wurden.
Ein weiteres Element dieser Strategie waren Raids in gegnerisches Territorium, um die Versorgungs- und Kommunikationslinien der Nordstaaten zu stören, eigene Vorräte aufzufüllen und den Norden kriegsmüde zu machen. Teil dieser Raid-Strategie waren auch Partisanen- und Guerillaeinheiten, die insbesondere in den Grenzstaaten und in vom Feind eroberten Regionen eingesetzt wurden. Hierzu wurde am 21. April 1862 auch der sog. „Partisan Ranger Act“ (PRA) vom Konföderiertenkongress verabschiedet. Er regelte die Rekrutierung von irregulären Verbänden für den Kriegsdienst während des Bürgerkriegs. Die Führung der Konföderation lehnte später, ebenso wie die Gegenseite, den Einsatz unkonventioneller Kriegsführung ab, aus Angst, rivalisierende Guerillagruppen könnten außer Kontrolle geraten. Am 17. Februar 1864 wurde das Gesetz auf Druck von Lee und anderen Generälen wieder aufgehoben.
Der Einsatz großer Armeen und die Entwicklung immer neuer, noch wirksamerer Waffen und Mittel forderten eine immense Zahl von Todesopfern. Feuerkraft und Treffsicherheit sowie der überwiegende Gebrauch von Gewehren statt Bajonetten hatten eine nicht offensive, sondern defensive Kriegsführung zur Folge. General Lee ließ deswegen 1864 vor Petersburg kilometerlange Schützengräben ausheben. Die Angriffe auf die feindlichen Linien wurde trotzdem mit der für Bürgerkriege typischen Verbissenheit vorgetragen.

### Kavallerieraids

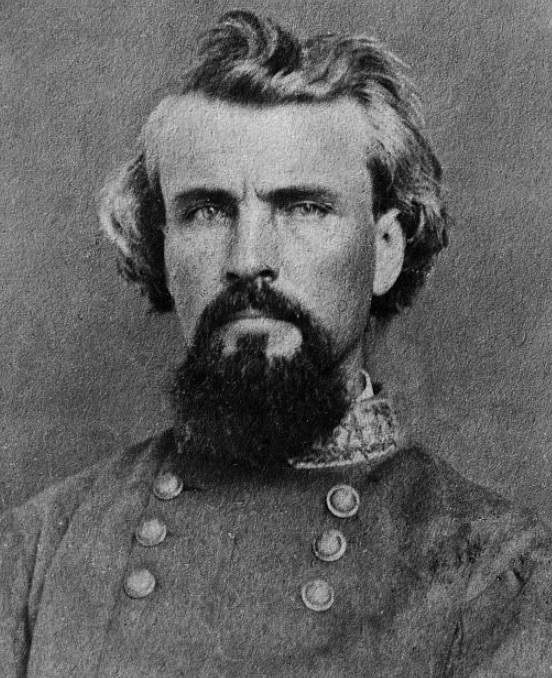
General Nathan Bedford Forrest
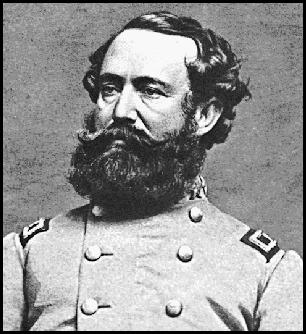
General Wade Hampton
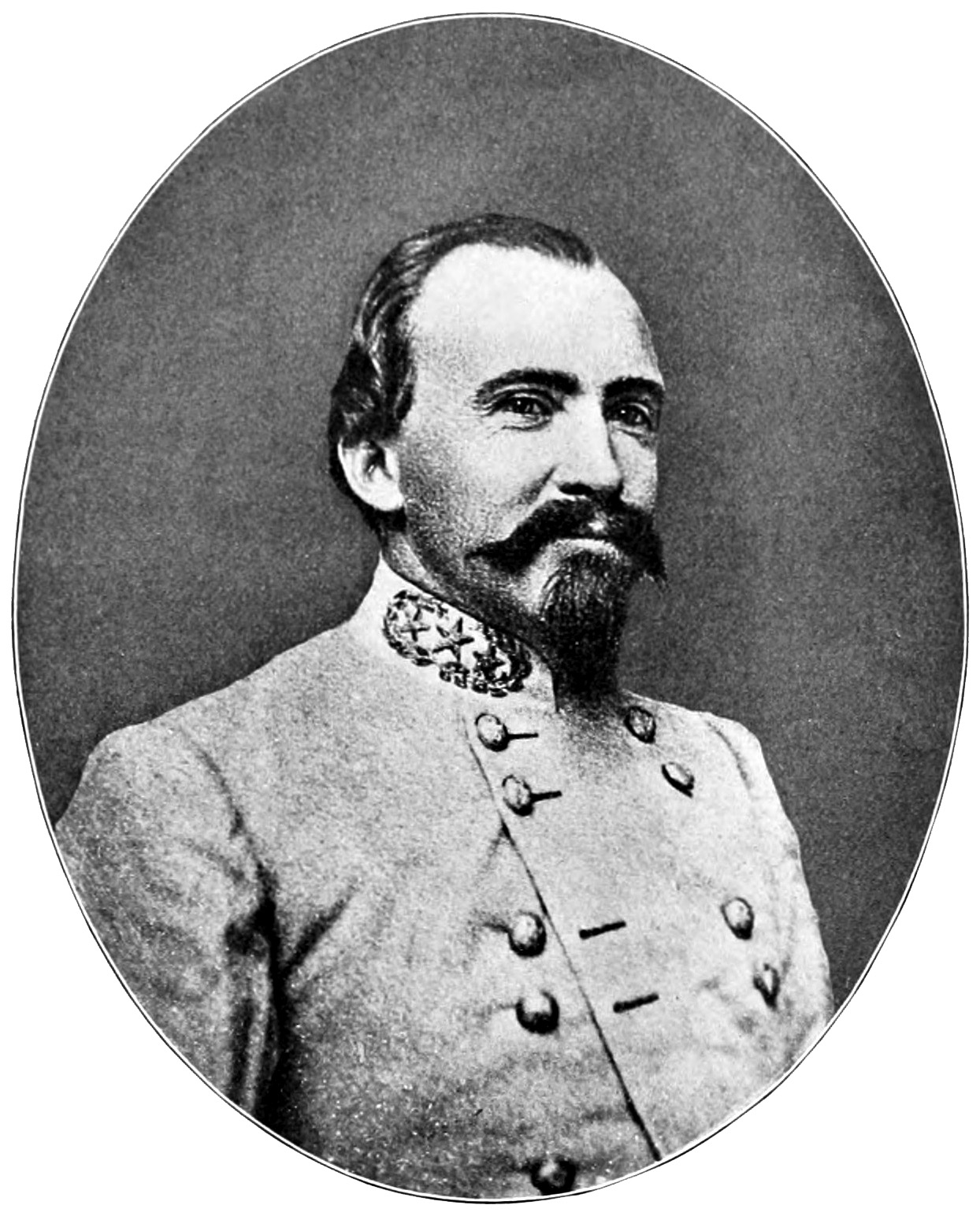
General John Hunt Morgan
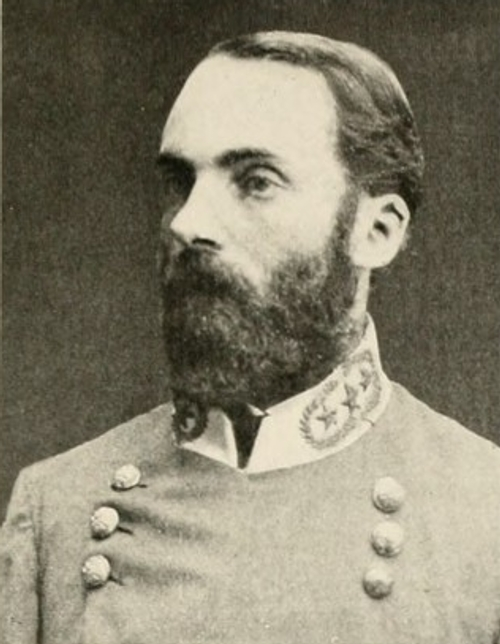
General Joseph Wheeler
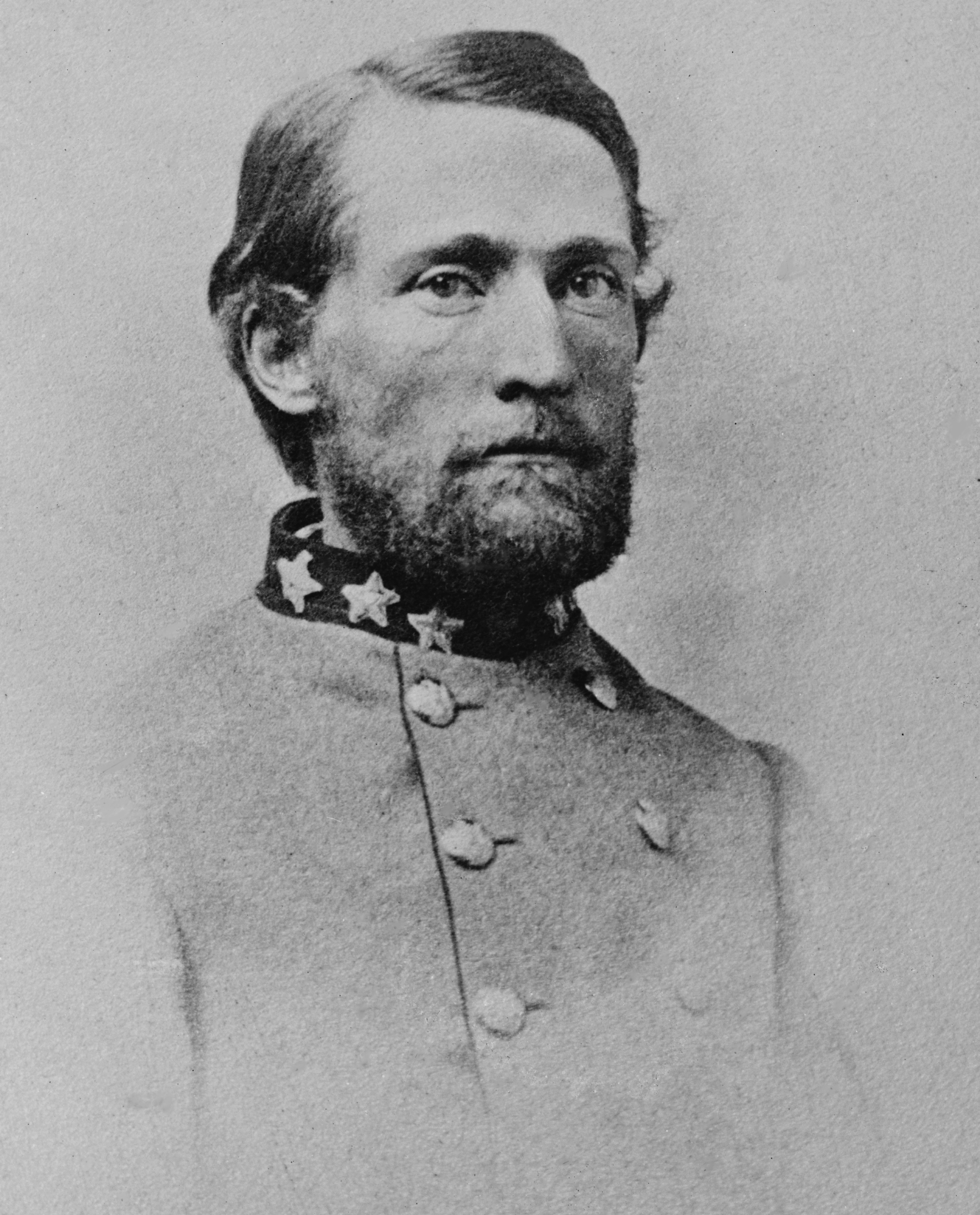
Oberst John Singleton Mosby
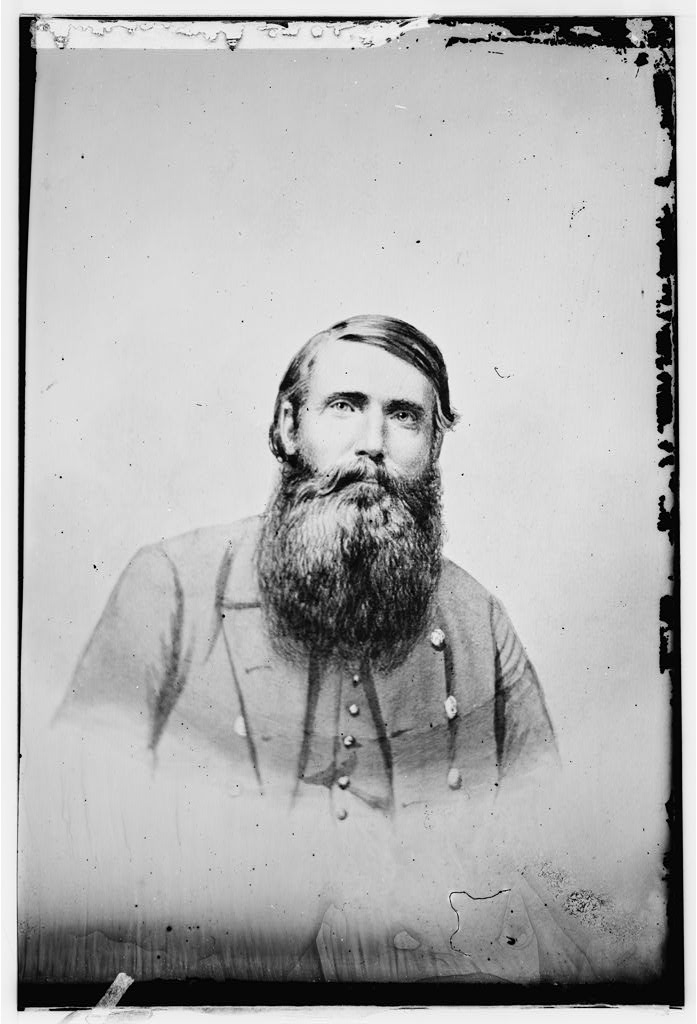
Hauptmann John Hanson McNeill

Die Armeen setzten häufig ihre Kavallerieverbände für die Vorbereitung oder zur Unterstützung ihrer Operationen bei sogenannten Raids ein. Bei diesen Aktionen hinter den feindlichen Linien bewegten sich die Reiterverbände möglichst unauffällig und verließen sich dabei auf ihre Tarnung. Sie unterbrachen feindliche Nachschublinien, kaperten Festungsanlagen, unterbrachen Telegraphenleitungen, zerstörten Eisenbahnen, überraschten feindliche Soldaten, entführten Offiziere, beschossen Kanonenboote und zerstörten oder plünderten feindliche Ressourcen. Diese gewagten Aktionen und die großen Schäden, die dabei angerichtet wurden, bereiteten den Generalen der Union erhebliches Kopfzerbrechen. Die bekanntesten Offiziere, die diese Raids durchführten, waren die Generale James Ewell Brown Stuart im Osten und Nathan Bedford Forrest, Joseph Wheeler und John Hunt Morgan im Westen. Im Rahmen des PRA entstanden zudem die McNeill's Rangers unter dem Kommando von Captain John Hanson McNeill, eine weitgehend unabhängig operierende, etwa 210 Mann starke Einheit die aus der Kompanie E des 18. Virginia-Kavallerieregiments und den 1. Virginia Partisan Rangers (62. Virginia Mounted Infantry) gebildet worden war. Nach der Aufhebung des Partisan Acts wurden McNeill's Rangers und Mosby's Rangers, das 43. Bataillon der Virginia-Kavallerie unter Colonel John S. Mosby, dennoch nicht aufgelöst. Mosby, „The Gray Ghost“, ging mit seinem Bataillon oft ohne oder trotz der Order seiner Vorgesetzten sehr erfolgreich gegen weit im Hinterland stationierte Unionstruppen vor. Beide Rangerverbände operierten in den westlichen Counties von Virginia und West Virginia und waren dafür bekannt, bei ihren Überfällen auch die militärische Disziplin zu wahren. Viele Unionsgeneräle betrachteten sie dennoch als Irreguläre, die im Fall ihrer Gefangennahme nicht unter dem Schutz der damals geltenden Kriegsregularien standen. Auch Wade Hamptons Kundschafter, die „Iron Scouts“, die durch den „Great Beefsteak Raid“ im September 1864 große Berühmtheit erlangten, operierten meist hinter den feindlichen Linien. Ihre Hauptaufgabe war jedoch die Feindaufklärung. Im Verlauf des Krieges sollen nur 72 sorgfältig ausgewählte Männer in dieser Einheit gedient haben. Mehr als 50 davon kamen aus South Carolina. Etwa 20 dieser Späher, unter dem Kommando eines Sergeanten, befanden sich ständig auf Patrouille.

### Guerillatruppen und Irreguläre

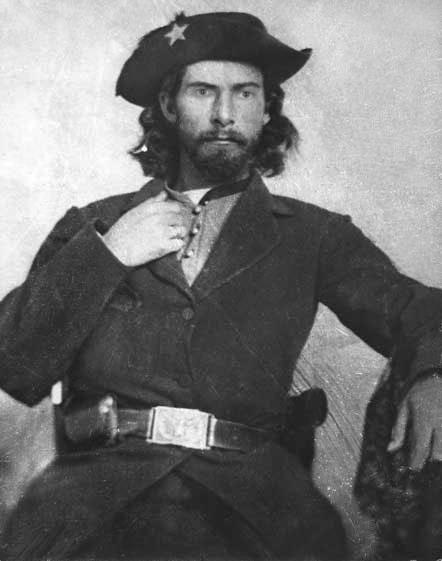
William Thomas Anderson
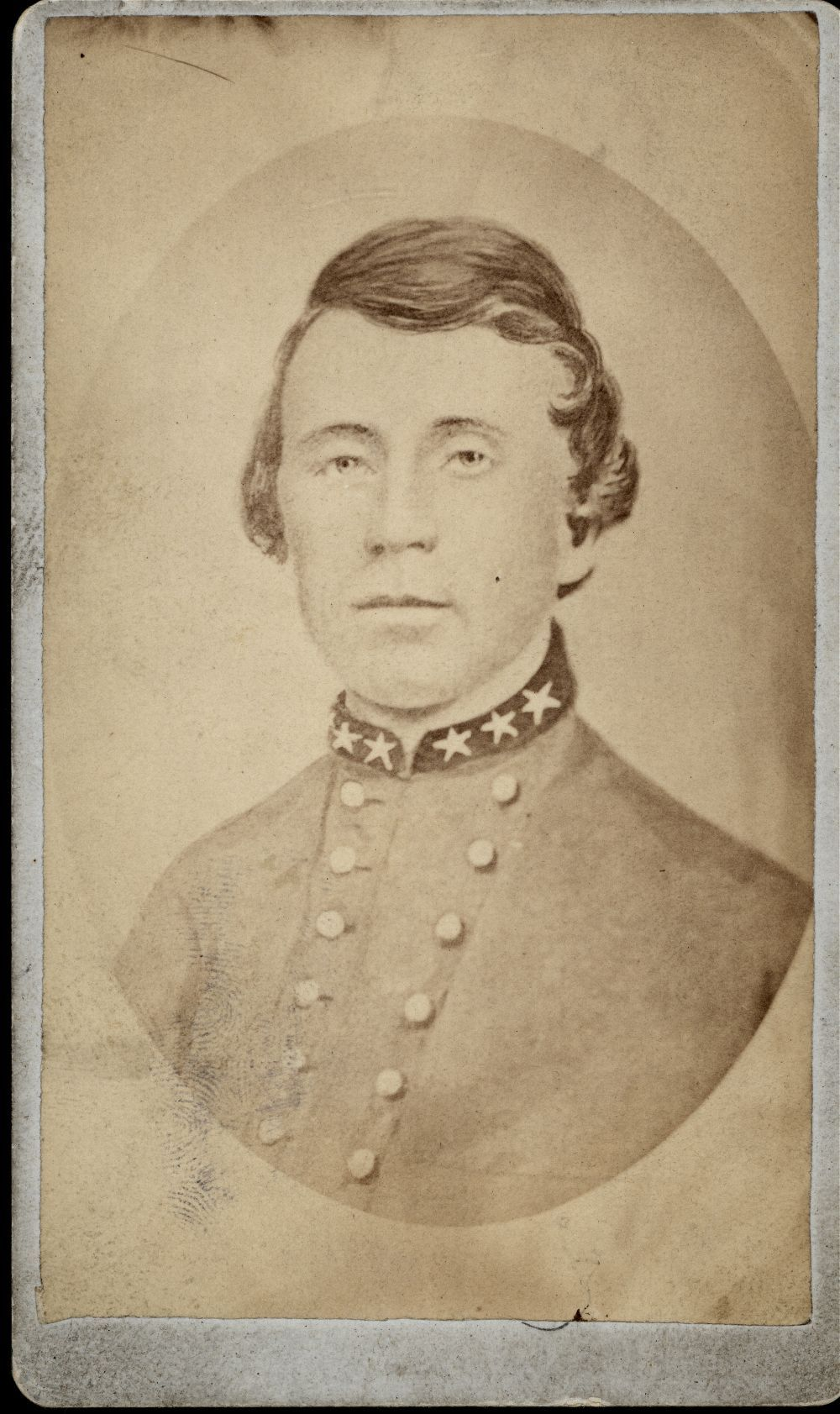
William Clark Quantrill
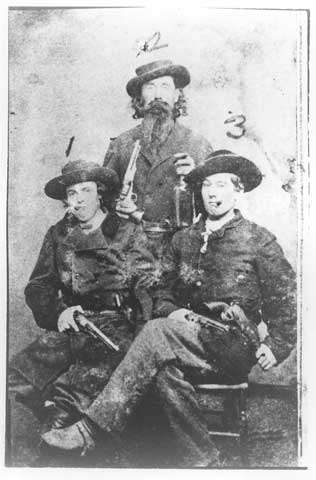
Bushwhackers mit Perkussionsrevolvern

Gemäß den Bestimmungen des PRA organisierte man die irregulären Kämpfer, sog. „Bushwhacker“ (engl. für Strauchdiebe), in Gruppen von zehn Männern, die sich ihre Anführer (bez. als Captain, Lieutenant, Sergeant, Corporal) selbst wählen konnten. Diese Guerillaverbände waren zum größten Teil keinem Armeekommando unterstellt. Manche Bushwhacker wurden dennoch (widerwillig) von der Armee als Soldaten anerkannt. Männer wie William Quantrill, „Bloody Bill“ Anderson, John Thrailkill, David Pool, Jo Shelby und Jeff Thompson fielen in diese Kategorie. Andere waren gewöhnliche Banditen, die unter einem militärischen Vorwand Racheakte, Hinterhalte, Raubüberfälle, Morde, Brandstiftungen und Plünderungen verübten. In manchmal mehrere hundert Mann starken Banden organisierte man Überfälle, bei denen vereinzelt auch ganze Städte niedergebrannt wurden. Im Wesentlichen beschränkten sich ihre Aktionen aber auf Hinterhalte und Attentate auf Einzelpersonen oder abgelegene Farmen, oft kämpfte man dabei gegen seine eigenen Nachbarn, Selbstjustiz oder Vigilantentum standen dabei auf der Tagesordnung. Ihre Kampftaktik war auf kleinere Streiftrupps ausgerichtet (manche führten bis zu acht geladene Pistolen mit sich), man verwendete zudem schnell zu ladende Sharp-Karabiner und wählte für Streifzüge nur die schnellsten Pferde aus, eine tödliche Gefahr für die Infanteristen der Union. Obwohl sie von Amateuren geführt wurden, gelang es der Guerilla einen Aufstand anzuzetteln, der Tausende von Unionssoldaten und große Ressourcen band, die anderswo viel dringender gebraucht worden wären. Zeitweise wuchs ihre Zahl so stark an, dass sie sich auch größeren Feindverbänden stellen konnten und regelrechte Schlachten mit ihnen ausfochten, wie etwa 1862 bei Lone Jack gegen 1.300 Unionssoldaten.
Im Westen überfiel William T. Anderson (Bloody Bill Anderson) mit seinen Freischärlern Unionssoldaten, skalpierte sie und hängte ihre Skalps an sein Pferd. Einer seiner Leutnants war Jesse James. Der berüchtigtste Protagonist derartiger Unternehmungen war William Clark Quantrill der 1861 seine eigene Guerillatruppe, „Quantrill’s Raiders“, aufstellte, zunächst nur etwa ein Dutzend Kämpfer, die jedoch wenig später von Richmond auch offiziell als Hilfstruppe anerkannt wurde. In Missouri operierten die Bushwhacker außerhalb der konföderierten Kommandokette. Gelegentlich wurde einem prominenten Anführer – formal – auch ein militärischer Rang verliehen. Quantrill z. B. wurde in den Rang eines Captains befördert. Bei seinen Angriffen brandschatzten und plünderten seine Männer ganze Städte (z. B. Stillwell, Shawnee, Olathe und Lawrence). Diese und andere brutale Überfälle auf Eisenbahnstrecken, Patrouillen und Kuriere der Union verschafften Quantrill den Ruf, „The bloodiest man in American history“ zu sein. Immer wieder wurden dabei auch Zivilisten terrorisiert, die mit der Union sympathisierten oder als deren Unterstützer verdächtigt wurden. Im Frühling 1863 trat auch Anderson den Bushwhackern Quantrills bei und erhielt den (inoffiziellen) Rang eines Oberleutnants.
Während des Krieges versuchte Washington mit immer drastischeren Maßnahmen, das Bushwhackerunwesen unter Kontrolle zu bringen. Da sie die größte Unterstützung aus ihren Heimatgemeinden erhielten, ging man auch gegen ihre Familien vor. Im August 1862 erließ man die General Order No. 9, die es den Unionssoldaten erlaubte, von Familien, die als illoyal gegenüber der Union galten, Vorräte und anderes Eigentum, darunter auch Sklaven, zu beschlagnahmen. Ein Jahr später folgte ihr die General Order No. 10, die die Internierung aller jener vorsah, die den Aufstand unterstützten, indem sie für die Freischärler spionierten und sie mit allen Notwendigen versorgten. Den finalen Schlag gegen die Bushwhacker brachte die General Order Nr. 11, aufgrund derer schätzungsweise 20.000 Menschen aus den Grenzbezirken deportiert wurden. Auch die meisten Guerillakämpfer konnten so von dort vertrieben werden, ohne die Hilfe der örtlichen Bevölkerung waren die wenigen, die sich diesen drastischen Maßnahmen noch entziehen konnten, für die Unionsarmee nur mehr ein Ärgernis und keine ernsthafte Bedrohung mehr. Die meisten Anführer der Bushwhacker überlebten den Krieg nicht, denn die Unionssoldaten schossen vorsichtshalber schon auf Sicht. Diejenigen, die lebend gefangen wurden, wurden in der Regel danach sofort hingerichtet.

### Schlachtruf
Beim Angriff auf die feindlichen Linien stießen die Soldaten des Südens (nur während des Angriffs) einen unverwechselbaren Schlachtruf aus, der heute noch als „Rebel Yell“ bekannt ist. Er sollte den Feind einschüchtern und die eigene Kampfmoral stärken, sein Ursprung (entweder von den Indianern oder irischen Jagd- und Hirtensignalen) ist ungewiss. Letztere Annahme ist wahrscheinlicher, da ein großer Teil der Südstaatenbevölkerung aus dem keltischen Kulturkreis kam bzw. schottischer, irischer oder walisischer Abstammung war. Einer zeitgenössischen Beschreibung zufolge handelte es sich um eine Mischung aus „Indianerschrei“ und „Wolfsgeheul“. Das 35. Virginia Kavallerie-Bataillon, „White's Cavalry“, erhielt aufgrund seines Auftretens im Kampf den Spitznamen „Comanches“. Angesichts der unterschiedlichen Klangbeschreibungen könnte auch mehrere Varianten davon angewendet worden sein, die mit den einzelnen Regimentern und ihren jeweiligen Rekrutierungsgebieten in Zusammenhang standen. In Ken Burns‘ Dokumentarserie „The Civil War“ wird von einem konföderierten Veteranen aus Tennessee berichtet, der eingeladen wurde, vor einer Damengesellschaft über seine Kriegserlebnisse zu sprechen. Man bat ihn u. a. auch um eine Demonstration des Rebel Yell, aber er lehnte mit der Begründung ab, dass dies nur „… im Laufen und mit dem Mund voller falscher Zähne und mit einem gefüllten Magen gar nicht möglich sei“. Unionssoldaten beschrieben ihn als „… eine eigenartige Beklemmung, die einem wie ein Korkenzieher den Rücken hinaufkroch, wenn man es hörte“, und weiter: „Wenn Sie behaupten, Sie hätten es gehört und keine Angst gehabt, heißt das, dass Sie es nie gehört haben.“

## Kriegseinsatz von Ausländern
Eine der größten Einwanderungswellen in der jüngeren Geschichte Nordamerikas fand im Jahrzehnt kurz vor dem Bürgerkrieg statt. Neuengland und der Mittlere Westen wurden für die überwiegende Mehrheit von ihnen zur neuen Heimat. 1860 stammten 1 von 5 Nordstaatlern aus dem Ausland, im Gegensatz von 1 zu 20 im Süden. Die größte Volksgruppe der dortigen Einwanderer stellten die Iren, gefolgt von Deutschen, Briten, Franzosen, Polen und Kanadiern. Texas steuerte u. a. auch einige mexikanische Kämpfer bei. Es ist nicht sicher, wie viele Ausländer sich den Konföderierten anschlossen, aber ihre Zahl dürfte um die Zehntausend betragen haben und erreichte damit nicht einmal annähernd die Quote der Unionsarmee. Sie dienten eher in Infanterieregimentern als in der Kavallerie oder Artillerie.

### Deutschstämmige Soldaten

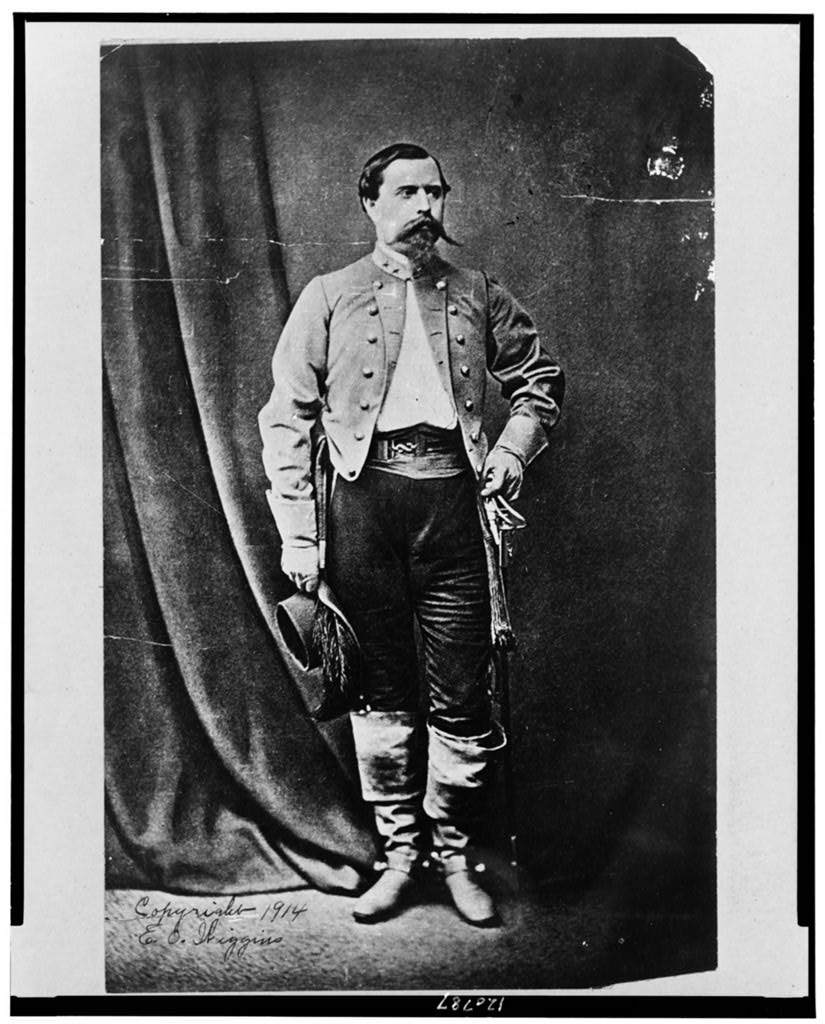
Oberstleutnant Heros von Borcke (ca. 1864)

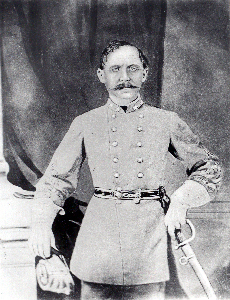
Oberst Augustus Carl Büchel

Der Anteil der deutschen Einwanderer in den Südstaaten war im Vergleich zu den Nordstaaten sehr gering. Um 1860 lebten dort nur etwa 72.000 Deutsche. Diejenigen, die sich nicht im Rahmen einer größeren Gemeinschaft dort angesiedelt hatten, passten sich noch eher der vorherrschenden Lebensweise an. Die von Deutschen dominierten Wahlkreise lehnten die Sezession entschieden ab. Nach Ausbruch des Bürgerkrieges war ihnen zudem die Flucht in den Norden erschwert worden, Kriegsdienstverweigerern drohte dafür die Todesstrafe. Wie viele Einwanderer aus deutschsprachigen Ländern sich als Kämpfer dem Süden anschlossen, ist unklar, die Zahlen schwanken zwischen 3500 und 7000 Mann. Diese beinhalten aber auch jene Soldaten, die gegen ihren Willen eingezogen wurden, und von denen später wieder viele desertieren. Das einzige „reindeutsche“ Regiment war das 20. Louisiana Infanterie-Regiment (bestehend aus 5 Kompanien), die in New Orleans aufgestellt worden war, kommandiert von dem ursprünglich aus Minden stammenden Oberst Augustus Reichard. Als der Unionsgeneral Benjamin Franklin Butler 1862 New Orleans besetzte, lief ein Großteil von Reichards Soldaten zu ihm über. Dies führte im Süden zu einem großen Misstrauen gegenüber den deutschen Einwanderern. Zwischen 1862 und 1864 wurden viele von ihnen, alleine in Richmond über 300, kurzerhand interniert, wohl auch wegen des sehr hohen Anteils an deutschstämmigen Freiwilligen, die in der Unionsarmee dienten.
Nur wenige deutschstämmige Offiziere schafften den Aufstieg in höhere Kommandoposten:
- Der wohl schillerndste von ihnen war – der in Koblenz geborene – Johann August Heinrich Heros von Borcke. Nach Ausbruch des Krieges schlüpfte er durch die Blockadelinie der Unionsschiffe, ging in Charleston an Land und schloss sich dem Südstaatenheer an. Der draufgängerische Kavallerieoffizier, wegen seiner großen Tapferkeit bald zum Volkshelden und Oberstleutnant aufgestiegen, war der engste Vertraute, Stabschef und Adjutant des populären Reitergenerals James Stuart. 1866 kehrte er wieder nach Europa zurück, um dort am Preußisch-Österreichischen Krieg teilzunehmen.[188]

- Oberst Augustus Carl Büchel stammte aus Rheinhessen. Bei Ausbruch des Bürgerkrieges schloss sich Büchel der texanischen Miliz an. Ende 1861 wurde er zum stellvertretenden Kommandeur des 3. Texas Infanterie-Regiments ernannt und operierte mit diesem Verband im Süden von Texas. Später kommandierte er das 1. Texas Kavallerie-Regiment und sicherte mit ihm die texanische Golfküste, es wurde später nach Louisiana versetzt, da der Einmarsch von Unionstruppen in Texas unmittelbar bevorstand. Anfang des Jahres 1864 war Büchel im Feld noch zum Brigadegeneral befördert worden, seine Beförderung wurde aber vom Senat nicht mehr bestätigt.[43] Er fiel im April gleichen Jahres in der Schlacht bei Pleasant Hill, Louisiana und wurde anschließend durch ein Staatsbegräbnis im Austin geehrt.[189]

- Der bei Sievern, nahe Bremerhaven geborene und in South Carolina lebende Johann Andreas Wagener kommandierte im Rang eines Obersten u. a. das 1. South Carolina Artillerie-Regiment.

- Der Preuße Adolphus Heimann, ein Veteran des Mexikanisch-Amerikanischen Krieges von 1846, befehligte das 10. Tennessee Infanterie-Regiment und brachte es bis zum Brigadegeneral. Heimann geriet gegen Ende des Krieges in Gefangenschaft und wurde nach sechs Monaten wieder freigelassen, verstarb aber schon kurze Zeit später.

- Der deutsche Arzt Simon Baruch diente drei Jahre lang als Feldchirurg im Heer und geriet mehrmals in Gefangenschaft. Während des Krieges schloss er sein Medizinstudium ab und wurde schließlich dem 13. Mississippi Infanterie-Regiment zugeteilt, wo er für die Versorgung der Verwundeten zuständig war.

## Kriegseinsatz von Afroamerikanern

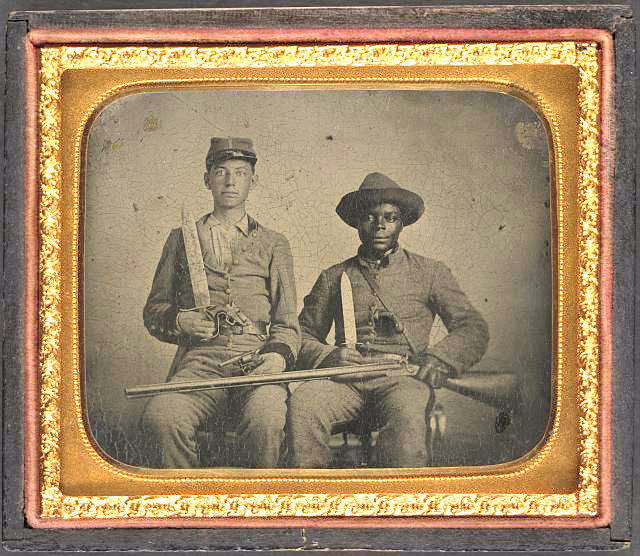
Herr und Sklave im Krieg, Sergeant Andrew Chandler (44. Mississippi-Infanterie-Regiment) mit seinem Diener Silas. Beide präsentieren auf dem Foto die bei den Südstaatlern zu Kriegsbeginn sehr beliebten riesigen Bowie-Messer (um 1861)

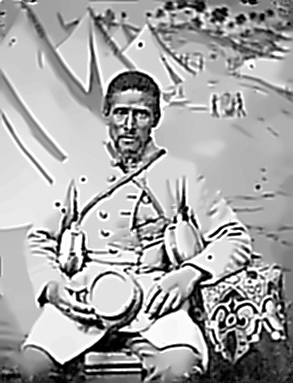
Die Ambrotypie zeigt einen versklavten Afroamerikaner in konföderierter Uniform. Bei ihm handelt es sich um Marlboro Jones, der Diener von Hauptmann Randal F. Jones, 7th Georgia Cavalry, der 1864 in der Schlacht bei Trevilian Station gefallen war und der die Überführung des Leichnams seines Besitzers in dessen Heimat begleitete (Museum of the Confederacy)

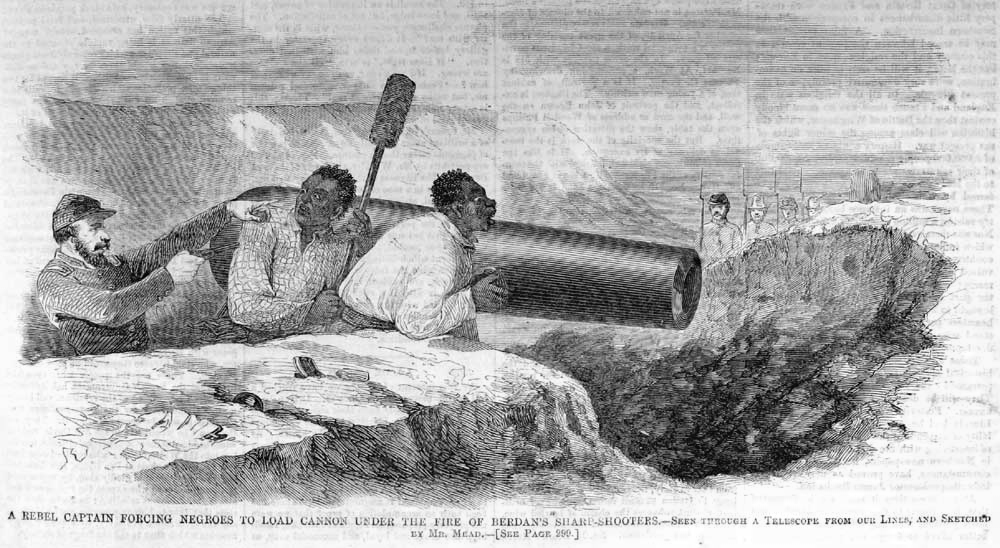
Propagandazeichnung der US-Medien, die einen konföderierten Hauptmann zeigt, der Schwarze mit vorgehaltener Waffe zwingt, auf Unionssoldaten zu feuern (Harpers Weekly 1862)

In den Konföderierten Staaten lebten Mitte des 19. Jahrhunderts etwa 9 Millionen Menschen. 4 Millionen waren Sklaven (die von ihren Besitzern aus Angst vor einem Aufstand nicht bewaffnet wurden) und eine halbe Million freie Schwarze. Vergleicht man die Aussagen von konföderierten Soldaten im ersten Kriegsjahr, wird klar, warum sie für den Süden kämpften. Als es um die „Frage der Sklaverei“ ging, äußerten sie ihre Ansichten hierzu, darunter ihre Ängste vor der Abschaffung der Sklaverei und einem anschließenden Sklavenaufstand sowie der großen Sorge, dass der Norden die politische Macht der weißen Südstaatler in der Union hinwegfegen würde. Demnach standen die Sklaverei und der Status der Afroamerikaner im Mittelpunkt der Krise von 1861 bis 1865. Das bedeutete aber nicht, dass der durchschnittliche Soldat der Konföderierten nur für den Erhalt der Sklaverei kämpfte oder dass der Norden nur deswegen in den Krieg zog, um diese zu beenden. Die Soldaten kämpfen aus vielen Gründen – vor allem, um am Leben zu bleiben und ihre Kameraden zu unterstützen – und das Kriegsziel des Nordens war anfangs nur der Erhalt der Union, nicht die Besserstellung des schwarzen Bevölkerungsanteils. Für die 200.000 Afroamerikaner, die schließlich für den Norden in den Krieg zogen, waren aber die Erlangung ihrer uneingeschränkten Bürgerrechte das vorrangige Ziel. Ein Offizier beklagte sich einmal darüber, dass der Süden vorne Krieg mit der Unionsarmee und „… einem Aufstand im Hintergrund...“ führe, und riet der Führung, mit Freiheitsversprechen die Loyalität und Kampfbereitschaft der Versklavten zu gewinnen. Das Prosklaverei-Denken sorgte unter den Weißen im Süden zudem nicht immer für Harmonie. Als sich der Krieg in die Länge zog und immer mehr Menschenleben forderte, veranlasste der Kampf um die Aufrechterhaltung einer weißen Suprematie viele der einfachen Leute sich die Frage zu stellen, ob die kompromisslose Verteidigung der Sklaverei ihnen mehr nütze oder schade und ob die Pflanzeraristokratie nicht einen unfairen Vorteil bei der Beeinflussung der Politik ihrer Regierung hatte. Konföderierte Soldaten beklagten sich manchmal, sie fühlten sich wie „Sklaven“ der Regierung und es sei eigentlich der „Krieg des reichen, aber der Kampf des armen Mannes“. Während des gesamten Krieges blieb dennoch der Zusammenhalt zwischen reichen Pflanzern und kleinen Farmern bestehen.
Der Einsatz schwarzer Arbeitskräfte im Auftrag der Regierung, ob frei oder versklavt, folgte einer Praxis, die sich schon in der Vorkriegszeit etabliert hatte, wo von den Staatsregierungen routinemäßig schwarze Männer zum Arbeitsdienst eingezogen wurden, um z. B. Straßen oder andere öffentliche Infrastruktur instandzuhalten. Einige Mitgliedstaaten erließen 1862 Gesetze, die den Arbeitseinsatz freier und versklavter Schwarzer reglementierten, auch der Kongress verabschiedete im März 1863 hierfür noch ein eigenes Gesetz. Freie und versklavte Schwarze wurden in der Regel für zwei bis drei Monate eingezogen, um Schützengräben auszuheben oder im Auftrag der Ingenieurstruppe Feldbefestigungen zu errichten. Auch Einheiten innerhalb der konföderierten Armee rekrutierten regelmäßig Afroamerikaner, ebenso wie Privatunternehmen, die der konföderierten Regierung Dienstleistungen oder Ausrüstungsmaterial zur Verfügung stellten. Zahlreiche Sklaven wurden jedoch auch gezwungen, im Tross als Fuhrleute, Köche oder Bauarbeiter zu dienen oder hinter den Linien andere niedere Arbeiten zu verrichten. In der Nord-Virginia-Armee beispielsweise wurden zwischen 6.000 und 10.000 Schwarze zum Dienst in den Nachschub- und Versorgungswagenzügen gepresst. Jedem Regiment folgten außerdem etwa 20–30 Sklaven, die ihren Besitzern als Lagersklaven dienen mussten.
Zu Beginn des Krieges, als die Begeisterung dafür unter der einfachen weißen Bevölkerung noch sehr hoch war, herrschte im Süden die Überzeugung vor, dass ein großer Teil der schwarzen Bevölkerung die Sezession unterstützte, und dass selbst eine Invasion des Nordens die vermeintlich starken Bindungen zu ihren Besitzern nicht zerstören könnte. Auch nach dem Krieg schwärmten Südstaatler in ihren Memoiren und auf den Seiten der Zeitschrift „Confederate Veteran“ in den höchsten Tönen von ihren ehemaligen Lagersklaven. Dieser „Mythos“ des loyalen Lagersklaven war jedoch vor allem Teil des Lost Cause und ein Versuch, die Institution der Sklaverei nachträglich schönzufärben. Schriftquellen aus der Zeit des Krieges zeigen deutlich, dass die Mehrheit der Lagersklaven nicht aus Überzeugung die Kriegsanstrengungen unterstützten, viele von ihnen flohen später hinter die Linien der Union.
Das bedeutet aber nicht, dass kein Schwarzer seine Waffe auf Seiten der Konföderation abgefeuert hätte. In den „Official Records of the War of the Rebellion“, einer Sammlung von Aufzeichnungen über die Kriegserlebnisse beider Seiten, die mehr als 50 Bände mit etwa 50.000 Seiten umfasst, enthalten insgesamt sieben Augenzeugenberichte von Unionssoldaten, die schwarzen Südstaatlern gegenübergestanden hatten. In drei dieser Berichte wird erwähnt, dass diese auf sie geschossen hatten, in einem wird zudem die Gefangennahme einer Handvoll bewaffneter schwarzer Männer zusammen mit weißen konföderierten Soldaten erwähnt, in anderen, dass sie (unbewaffnete) schwarze Arbeiter beobachtet hätten. Leutnant Henry Graves (Confederate States Marine Corps) berichtete, dass er und sein afroamerikanischer Leibdiener sich während der Belagerung von Savannah Scharmützel mit den Unionstruppen lieferten. Kein schwarzer Soldat kämpfte jemals in der konföderierten Armee, es sei denn, er ging als weiß durch, wie z. B einige hellhäutige Mischlinge. Generalmajor Howell Cobb aus Georgia bemerkte hierzu:
„Man kann aus Sklaven keine Soldaten machen und keine Soldaten zu Sklaven. Der Tag, an den man sie zu Soldaten macht, ist der Anfang vom Ende der Revolution. Wenn Sklaven gute Soldaten sind, ist unsere ganze Theorie der Sklaverei falsch.“
Cobb befürchtete auch, dass die Rekrutierung von Schwarzen viele Weiße davon abhalten würde sich zu melden. Und das nicht nur, weil weiße Südstaatler nicht an der Seite von Afroamerikanern kämpfen würden; Er befürchtete, dass viele den Zustrom schwarzer Soldaten als Vorwand nutzen würden, um sich von den Pflichten und Gefahren des Kriegsdienstes zu drücken. Während des größten Teils des Krieges wurden sie daher nur als Arbeitskräfte und nicht als Soldaten angesehen.
Einige einflussreiche Leute im Süden waren jedoch anderer Meinung. Im Dezember 1863 verfasste General Patrick R. Cleburne, ein Memorandum, in dem er sich für die Emanzipation und Rekrutierung schwarzer Männer als Soldaten einsetzte. Möglicherweise hätte ihre rechtzeitige Bewaffnung die zahlenmäßige Unterlegenheit der Konföderation noch spürbar lindern können und damit den Ausgang des Krieges vielleicht noch spürbar beeinflusst. Afroamerikanern war es jedoch schon vom Gesetz her nicht gestattet, sich als Soldaten anwerben zu lassen. Die Regierung Virginias hatte bereits im Februar 1862 Überlegungen angestellt, die freien und tauglichen von ihnen auf ihrem Staatsgebiet einzuziehen. Dieses Vorhaben, das auch von anderen Mitgliedsstaaten in Erwägung gezogen wurde, erfuhr jedoch auf Bundesebene und in der Militärführung keine breite Unterstützung.
Es gibt allerdings keine Aufzeichnungen darüber, dass Unionssoldaten an der Front auf eine Schützenlinie aus rein schwarzen Soldaten oder etwas Ähnliches gestoßen sind. Es existiert auch keinerlei Dokumentation darüber, dass einer von ihnen als regulärer Soldat besoldet oder sich daraus einen Rentenanspruch erworben hatte, obwohl einige für ihren Arbeitseinsatz während des Krieges einen solchen erhielten. Dennoch nahmen später viele Schwarze mit ihren weißen Kameraden an den regelmäßigen Regimentstreffen teil. Dass es keine rein schwarzen Verbände gab, ist auch durch die Mitschriften der Debatten im Konföderiertenkongress über die Frage ihrer Rekrutierung belegt. Dieser Vorschlag wurde wiederholt zurückgewiesen, bis der Kongress, auch wegen des katastrophalen Mangels an Arbeitskräften, am 13. März 1865 doch noch ein Gesetz (Negro Soldier Bill) verabschiedete (mit einer einzigen Stimme Mehrheit im Senat), das es schwarzen Männern erlaubte, den Streitkräften beizutreten, allerdings mit der Einschränkung, dass schwarze Soldaten, sofern sie ihren Kampfeinsatz überlebten, trotzdem Sklaven blieben. Der Krieg endete jedoch weniger als drei Wochen nach Verabschiedung des neuen Gesetzes. Es gibt keinerlei Hinweise darauf, dass danach auch Schwarze in die kämpfende Truppe aufgenommen wurden. Welche Formen der Beteiligung von Schwarzen an den Kämpfen es auch gegeben haben mag, er war von der konföderierten Regierung nicht offiziell genehmigt worden. Darüber hinaus ist auch kein Brief, Tagebucheintrag oder eine andere Primärquelle aus dem Süden bekannt, in der erwähnt wird, dass man zusammen mit schwarzen Soldaten gedient hätte.
1863 hielten einige einflussreiche Südstaatler es für ratsam, sich endlich mit dem Einsatz der schwarzen Bevölkerung im wehrpflichtigen Alter auseinanderzusetzen. Zwischen 1864 und 1865 führte man darüber auch in den Armeestäben eine intensive Debatte. Aber nur in Virginia wurden 1865 kurz vor oder nach dem Inkrafttreten des neuen Bundesgesetzes die einzigen Einheiten, die sich – mehrheitlich – aus Schwarzen zusammensetzten, aufgestellt. Das Kriegsministerium erließ zudem die General Order Nr. 14, die die Rekrutierung freier Schwarzer sowie versklavter Männer, deren Besitzer ihre Zustimmung dazu gaben, indem sie sie vorher freiließen, regelte. Sklaven wurden nach wie vor nicht von der Armee akzeptiert. Auch die Zeitungen in der gesamten Konföderation berichteten über die geplante Einberufung tausender Schwarzer. Tatsächlich wurden jedoch nur zwei schwarze Kompanien aufgestellt, beide in Richmond. In der ersten waren auch etwa 60 Pfleger aus dem Winder- und Jackson-Hospital eingereiht worden („Hospital“ company); die zweite, die auch formell angeworben wurde, zählte nur zehn Rekruten. Die erste Kompanie wurde Mitte März 1865 für einen Tag in die Schützengräben außerhalb von Richmond geschickt, eine für Ende des Monats geplante Parade dieser Einheit wurde wieder abgesagt, weil keine Uniformen und Gewehre für sie aufzutreiben waren. Die zweite Kompanie war in einem ehemaligen Gefängnis untergebracht und wurde dort von der weißen Mannschaft scharf überwacht, was darauf hindeutet, dass die Offiziere den neuen schwarzen Kameraden erheblich misstrauten.

### Louisiana Native Guards
Nachdem Louisiana am 26. Januar 1861 aus der Union ausgetreten war, gründeten freie Schwarze aus New Orleans eine Wachtruppe, die „Louisiana Native Guards“, und boten der Staatsregierung ihre Dienste an. Die meisten ihrer Angehörigen waren Kreolen oder gemischter französischer und afrikanischer Abstammung, und viele ihrer Vorfahren waren schon seit der Natchez-Rebellion von 1729 frei, lange bevor New Orleans ein Teil der Vereinigten Staaten wurde. Einige besaßen sogar selbst Sklaven. Möglicherweise hofften sie, nach dem Krieg dafür als vollwertige Bürger der Konföderation anerkannt zu werden. Der Staat und wenig später auch die Konföderation legitimierten die Einheit und ließen sie gelegentlich bei Zeremonien oder Paraden aufmarschieren, weigerten sich jedoch, sie in die Schlacht ziehen zu lassen. Als New Orleans im April 1862 von den Streitkräften der Union besetzt wurde, lief die Einheit geschlossen zum Unionsgeneral Benjamin F. Butler über. Im September 1862 wurde sie als 1. Louisiana Native Guards in den Dienst der Vereinigten Staaten übernommen. Der Grund, sich sofort dem Feind anzuschließen, erklärt sich dadurch, dass die freien Schwarzen auch ihre Häuser, und Familien beschützen mussten, und es gab in der Frühphase der US-Besatzungszeit keine Garantie dafür, dass sie widrigenfalls von der Unionsarmee besser behandelt werden würde als von ihren weißen Mitbürgern.

## Kriegseinsatz von Indigenen

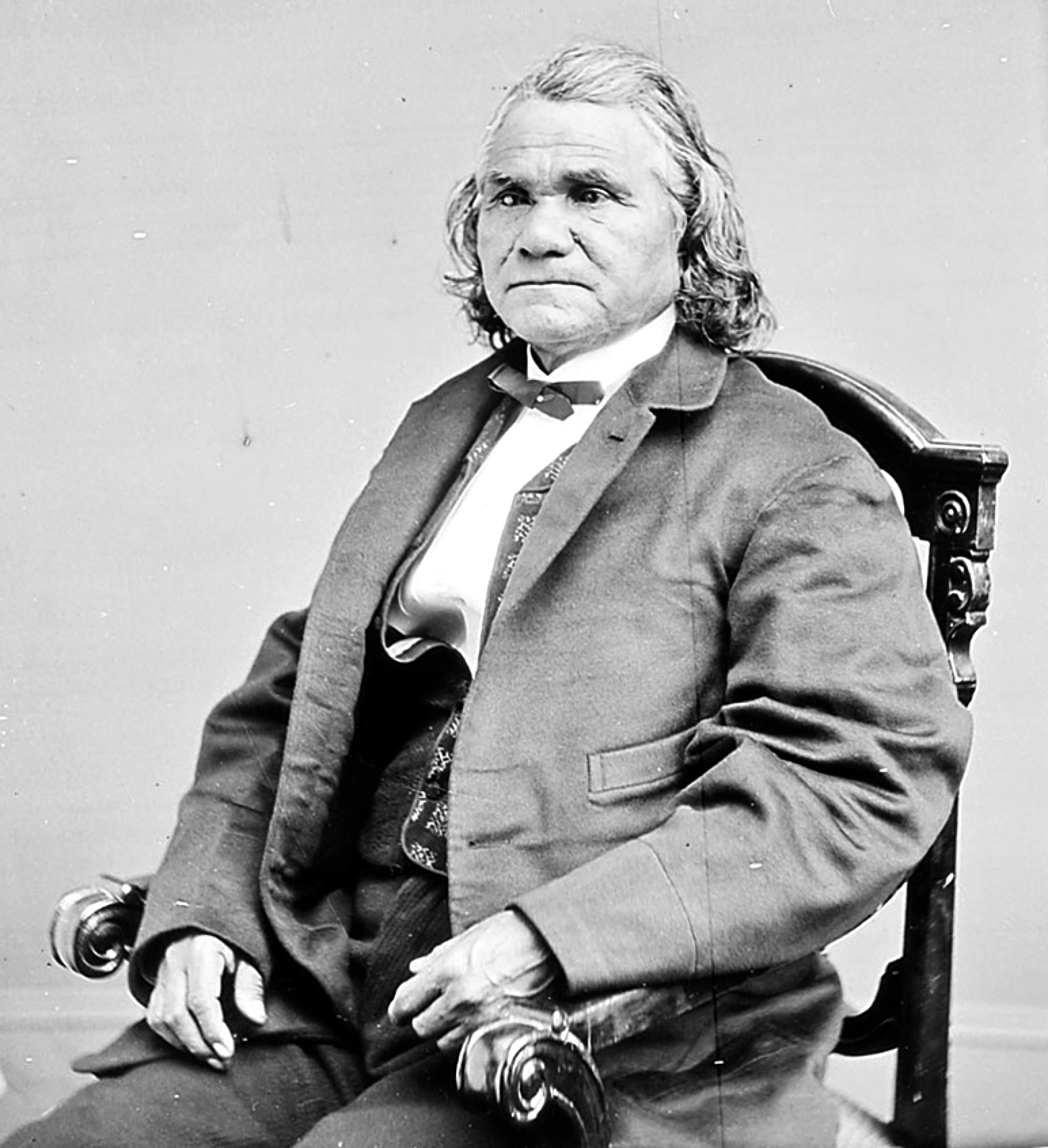
Cherokee Chief Stand Watie (um 1871)

Kriegsfahne des 1. Cherokee Mounted Rifle-Regiments; die weißen Sterne stehen für die 11 konföderierten Mitgliedsstaaten, die roten für die fünf zivilisierten Stämme des Südens

Flagge der Choctaw Brigade

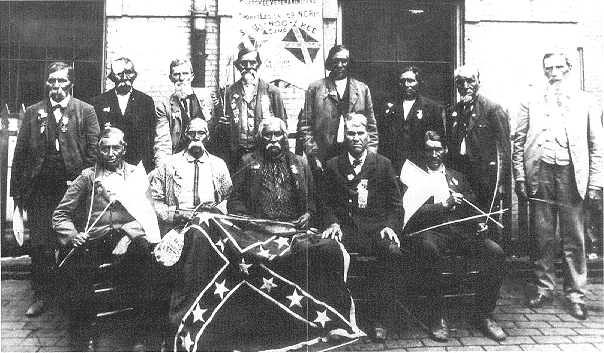
Veteranentreffen von Cherokeekämpfern, New Orleans 1903

Die im Indianerterritorium lebenden Ureinwohner wurden von beiden Seiten heftig umworben. Der Süden schloss einen Beistandspakt mit Choctaw und Chickasaw, die Cherokee schlossen sich ebenfalls dem Süden an. Die Oberen Creek unterstützten den Norden, die Seminolen waren gespalten. Viele Indianer wurden in Regimentern auf beiden Seiten eingesetzt. Im November und Dezember versuchten die Südstaatler, die mit den Nordstaaten verbündeten Indianer aus ihrem Territorium zu vertreiben, um Unentschiedene auf ihre Seite zu bringen. Diese Gefechte, an denen auf Seiten der Südstaaten nicht nur Indianer, sondern auch weiße Verbände beteiligt waren, entschied die Konföderation für sich.
Mehr als jede andere Volksgruppe in den Vereinigten Staaten zu dieser Zeit waren die im Süden lebenden rund 100.000 Indigenen (die sog. fünf zivilisierten Stämme), gespalten zwischen der Loyalität gegenüber der Union und den sezessionistischen Südstaaten. Als im April 1861 der Bürgerkrieg ausbrach, wurden die Bundestruppen aus den Indianergebieten im Süden (dem heutigen Oklahoma) abgezogen, was ein Machtvakuum zur Folge hatte. Die konföderierte Regierung wollte die vollständige Kontrolle über diese Territorien erlangen und musste hierfür Bündnisse mit den dort lebenden Indianern eingehen. Deswegen entsandte sie im gleichen Jahr General Albert Pike dorthin, um dementsprechende Verträge mit den dortigen Stämmen sowie anderen, kleineren, Volksgruppen auszuhandeln. Die indianische Minderheit in den USA war aber weniger über die Beibehaltung der Sklaverei und die Bewahrung der amerikanischen Verfassung besorgt als über den Erhalt ihres verbliebenen Landes sowie ihrer Kultur und Lebensart. Die meisten indianischen Nationen an der Peripherie der kriegführenden Staaten versuchten deshalb, ihre Verwicklung in diesen Konflikt zu vermeiden, sofern er ihr tägliches Leben nicht gravierend beeinflusste.
Die Neutralität war jedoch keine Option für diejenigen, die an strategisch wichtigen Orten lebten. Besonders die Bürger der an die Indianerterritorien angrenzenden CS-Bundesstaaten forderten lautstark die Beteiligung der Indigenen, tausende von ihnen sollten nun ebenfalls eingezogen werden. Arkansas Regierung bot ihnen z. B. Waffenlieferungen an, während die Texaner sie ehemalige US-Forts besetzen ließen. Die indigenen Völker sahen sich daher bald einem wachsenden Druck ausgesetzt, Partei zu ergreifen. Die Wahl fiel ihnen nicht leicht, da Washington den Nationen für die Überlassung von Land im Osten Kompensationen zahlte, während die Stammesmitglieder aber auch starke wirtschaftliche, soziale und religiöse Bindungen zur Kultur und Gesellschaft des Südens unterhielten. Obwohl genaue Zahlen nicht bekannt sind, verbündeten sich die meisten der im Süden lebenden Ureinwohner mit der Konföderation. Andere beteiligten sich außerhalb des Militärs – indirekt – am Krieg, indem sie die eine oder andere Seite entweder unterstützten oder sabotierten. Diejenigen von ihnen, die schon die Lebensart der Weißen akzeptiert hatten, darunter die Mehrheit der Mischlinge (Métis) und fast alle Sklavenhalter (Sklavenhaltung war auch ein Teil der Kultur der Indianer), neigten dazu, die Konföderation zu unterstützen, während Traditionalisten am häufigsten mit der Union sympathisierten. Die Vertreter der Cherokee, Chickasaw, Muscogee (Creek), Choctaw und Seminolen unterzeichneten am 12. Juli 1861 mit Richmond Bündnisverträge, die u. a. ihren Anspruch auf größere Siedlungsgebiete westlich des Mississippi garantierten. Auch die Cherokee unterstützten mehrheitlich die Konföderation, die Versklavung von Afroamerikanern durch ihre Oberschicht (etwa 10 % der Cherokee besaßen Sklaven) stärkte zusätzlich deren Loyalität zu den Sezessionisten. Diese begannen bald damit, ihre pro-unionistischen Kontrahenten nach Kansas zu vertreiben, was zu einer Flüchtlingskrise in diesem neu gegründeten US-Bundesstaat führte.
Als der Süden begann, die kampfwilligen Indianer für den Kriegseinsatz zu organisieren, setzten sich auch Regierungsbeamte und Unionsoffiziere in Kansas für die Aufstellung eigener indigener Einheiten (Indian Home Guards) ein. Diese bestanden hauptsächlich aus den Vertriebenen der von Richmond kontrollierten Indianergebiete. Obwohl man sie auch in Missouri und Arkansas einsetzen wollte, war ihre Hauptaufgabe die Kontrolle über das Indianergebiet in Oklahoma zu sichern. Dies führte dazu, dass die Ureinwohner beider Seiten sich oft auf brutalste Weise bekämpften. Der Militärdienst wurde auch für die Cherokees in der Konföderation bald zu einem Dilemma, da ihnen befohlen wurde, gegen ihre Nachbarn, die Creeks, vorzugehen, die der Union treu geblieben waren, angeführt von ihrem Häuptling Opothleyahola versuchten sie, nach Kansas zu entkommen. Dies löste Unruhen unter den Cherokee-Truppen aus, die glaubten nur gegen die Yankees eingesetzt zu werden. Viele desertierten daraufhin wieder aus der Armee. Ihr bekanntester Anführer, John Ross, stimmte zunächst aus Angst vor einem Sieg der Konföderierten einem Bündnisvertrag mit Richmond zu und befürwortete sogar die Aufstellung eines weiteren Cherokee-Regiments. Wenig später nahm er das verspätete Eintreffen von Nachschublieferungen zum Anlass, um wieder die Seiten zu wechseln. Er floh mit seinem Gefolge ebenfalls nach Kansas und schwor dort wieder der Union die Treue, was wiederum einen Bürgerkrieg innerhalb ihres Volkes auslöste. Auch die Seminolen waren in dieser Hinsicht gespalten und kämpften für beide Seiten. Choctaw und Chickasaw hingegen profitierten stark von der auf der Sklaverei basierenden Wirtschaft. Diese beiden Nationen entschieden sich darum auch fast geschlossen für den Süden.
Die meiste Zeit tobten im Indianergebiet nur kleinere Gefechte zwischen den regulären Armeeverbänden, außerdem streiften immer wieder Freischärler und Plünderer durch ihr Land. Mit Ausnahme einer größeren Schlacht bei Honey Springs im Juli 1863 waren alle diese Auseinandersetzungen für den weiteren Kriegsverlauf nur unbedeutende Scharmützel und Überfälle, die jedoch die örtliche Infrastruktur nach und nach verheerten. Die Indianerterritorien litten, im Gegensatz zu allen anderen Gebieten der Union und der Konföderation, auch übermäßig stark unter dem Joch feindlicher Besetzungstruppen, hier insbesondere die der Indian Home Guards. Ihr Engagement für den Krieg der Weißen, egal ob freiwillig oder erzwungen, brachte letztendlich keine spürbaren Verbesserungen ihrer (schon vorher schwierigen) Lebensumstände ein. Er forderte stattdessen gerade von der indigenen Bevölkerung einen übermäßig hohen Tribut. Dieser Bürgerkrieg innerhalb des Bürgerkriegs bedeutete für einen Großteil des einst relativ wohlhabenden Indianerterritoriums den wirtschaftlichen Ruin. Die Folgen von Armut, Hunger, Krankheit und Vertreibung drohten die dort lebenden Nations endgültig zu zerstören. Ein Drittel aller Cherokees und Seminolen im Indianerterritorium starb an den Folgen des Krieges.
Anfangs waren Indigene in den Reihen des konföderierten Heeres nicht erwünscht, doch ihr Wert als neues Rekrutenreservoir wuchs mit dem Fortgang des Krieges weiter an, da immer mehr weiße Soldaten fielen oder aus anderen Gründen nicht mehr einsatzfähig waren. Rund 20.000 „Natives“ wurden in die Armeen beider Seiten eingezogen. Wie die Weißen hatten auch die Indianer gute Gründe, sich für den Militärdienst zu melden. Einige fühlten sich der Konföderation oder der gemeinsamen Identität mit ihren weißen Kameraden verpflichtet, andere suchten das Abenteuer oder wollten damit ihre Männlichkeit unter Beweis stellen und damit in die Fußstapfen ihrer Vorfahren treten. Insbesondere zu einer Zeit und an Orten, die dafür keine anderen Möglichkeiten mehr boten. Die Mehrzahl der Historiker vermutet jedoch, dass der einfache indianische Soldat damit in erster Linie seine eigenen persönlichen oder Stammesinteressen verfolgte und sich nicht aus reinen Pflichtgefühl einschrieb. Er versuchte so, seine Farm und Familie vor Plünderern aller Couleur zu schützen, aber vor allem – wie bei seinen weißen Kameraden – erschien ihm der Kriegsdienst für das Überleben seiner Gemeinschaft als unerlässlich. Sie glaubten auch, dass sie durch ihre Tapferkeit im Kampf mehr Vertrauen und Einfluss gewinnen würden, was ihnen bei künftigen Verhandlungen mit Richmond helfen könnte. Sie kämpften also in erster Linie für die Zukunft ihrer eigenen Nationen und nicht für den Fortbestand der Konföderierten Staaten.

### Indigene Verbände
Die indigenen Verbände des Heeres wurden von den von ihnen selbst gewählten Offizieren geführt, ein Privileg, das die Unionsarmee weder Indianern noch Afroamerikanern in ihren Diensten gewährte. Der Militärdienst brachte aber auch regelmäßige Soldzahlungen und eine halbwegs gesicherte Lebensmittelversorgung mit sich. Die diensttauglichen amerikanischen Ureinwohner des Südens waren in drei Brigaden organisiert worden, diese wurden hauptsächlich in den Weststaaten eingesetzt. Den Rest gliederte man in weiße Regimenter ein.
- Stand Watie (auch Degataga), der im Bürgerkrieg, zunächst mit Oberst John Drew, sein eigenes Regiment aus Cherokee-Mischlingen führte, das Cherokee Mounted Volunteers Regiment (das für seine vorbildliche Disziplin bekannt war), wurde 1862 zum Principal Chief der Cherokee gewählt und brachte es bis 1864 zum Brigadegeneral – der einzige Indianer, der diesen Rang im Sezessionskrieg erreichte und auch der letzte General des Südens, der seine Waffen niederlegte (23. Juni 1865).[216] Er kommandierte zusammen mit seinen Neffen, Oberstleutnant Elias Cornelius Boudinot, eine Kavalleriebrigade, zu der das 1. und 2. Cherokee Mounted Rifle-Regiment, ein Aufgebot der Creek, sowie ein Osage- und auch ein Seminolen-Bataillon gehörte.[217][218] Insgesamt stellten die Cherokee der Konföderation zwölf Verbände (darunter eine Artillerieeinheit und die Cherokee-Legion)[219] zur Verfügung.

- Chickasaw und Choctaw stellten im Verlauf des Krieges elf Einheiten auf.

- Die Creek waren noch tiefer gespalten als die Cherokee. Ihr Principal Chief Opothleyahola sympathisierte mit der Union, aber die Halbbrüder Chilly und Daniel Newman McIntosh unterstützten den Süden. Im Jahr 1861 unterzeichneten die beiden einen Vertrag, der die Creek Nation offiziell zu Verbündeten der Konföderierten Staaten von Amerika machte.[220] Trotz seines Alters und keiner militärischen Vorerfahrung trat Chilly im Rang eines Oberstleutnants in die Streitkräfte des Südens ein und befehligte dort ein Kavallerie-Bataillon der Creek. Im Jahr 1862 wurde er zum Oberst befördert, als sein Verband im 2. Creek Mounted Volunteer-Regiment aufging. Seine Truppen operierten hauptsächlich im Indianergebiet, darunter bei Round Mountain, Pea Ridge, Fort Wayne und Honey Springs. Insgesamt wurden für die Konföderation drei Verbände aus Creek-Indianern gebildet.

- Die Seminolen stellten zwei Verbände für das Heer. Pfarrer John Jumper half dabei, einige Seminolen für McIntosh’s Creek-Regiment anzuwerben.

- Das Northwest Frontier Command of Indian Territory unter Oberst Roswell W. Lee bestand aus drei Verbänden.

- Brigadegeneral Albert Pike drillte 1861, zusammen mit General Benjamin McCulloch, drei Regimenter, die hauptsächlich aus Ureinwohnern bestanden, deren Loyalität zur Konföderation aber wankelmütig war. Aus der Schlacht am Pea Ridge (Elkhorn Tavern) im März ging Pikes Streitmacht 1862 noch als Sieger hervor, doch nur wenig später wurde sie bei einem Gegenangriff der Union besiegt und zerstreut. Zwei der Cherokee-Regimenter (insgesamt etwa tausend Mann) zogen sich danach, demoralisiert durch ihre hohen Verluste und durch das Versäumnis Richmonds, sie angemessen zu versorgen, wieder nach Oklahoma zurück.

## Lagerleben

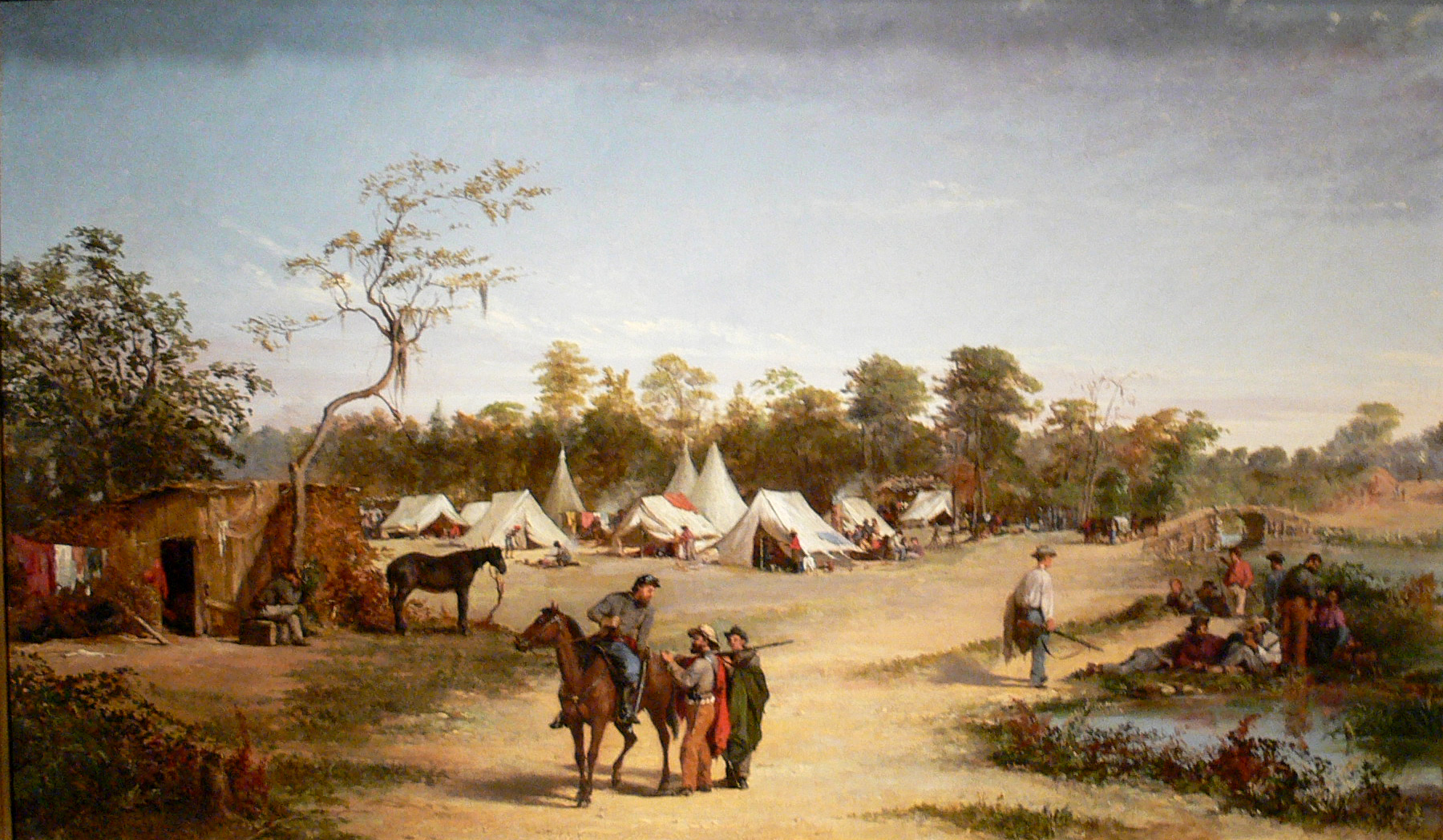
Camp des 59. Virginia-Infanterie-Regiments

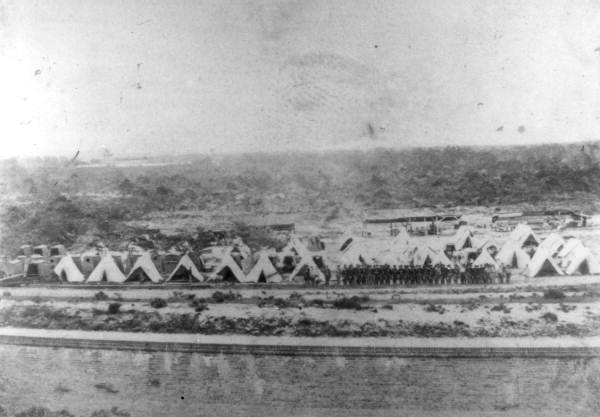
Lager konföderierter Soldaten in Pensacola, Florida

Für die gewöhnlichen Soldaten war das Leben als Soldat eine Zeit der Langeweile, die eine lange Trennung von Familie und Heimat, unterbrochen nur von Todesangst, wenn gekämpft wurde, bedeutete. Während der Feldzüge konnten die Soldaten damit rechnen, an einem von 30 Tagen in größere Kampfhandlungen verwickelt zu werden. Für Offiziere, die auch ihre Familien ins Feldlager mitbringen konnten, gestaltete sich das Lagerleben etwas abwechslungsreicher.
Im Camp organisierten sich die Soldaten der verschiedenen Einheiten in Zeltgemeinschaften, den sogenannten „Messes“. Ihre Größe variierte von sechs bis zu einem Dutzend Männern, die sich entweder durch den gemeinsamen Wohnort, ähnliche Neigungen oder Interessen zusammengefunden hatten. Ihre Angehörigen wechselten sich beim Aufteilen der Rationen, beim Sammeln von Holz und beim Kochen ab. Der Tag begann mit dem Wecken und Antreten um 05:00 Uhr morgens und endete um 09:00 Uhr abends mit dem Löschen der Lichter. Noch vor dem Frühstück absolvierten man die erste von bis zu fünf Übungseinheiten pro Tag. Wenn die Soldaten nicht an ihren Waffen ausgebildet oder gedrillt wurden, brachten sie das Lager in Ordnung, kümmerten sich um die Infrastruktur und sammelten Feuerholz. Unterbrochen wurde diese tägliche, eintönige Routine nur von ein wenig Unterhaltung durch Musizieren, Kartenspiel oder anderen Formen des Glücksspiels, wie z. B. Läuserennen auf Tellern. Die Ankunft von Zeitungen oder Post von zu Hause – seien es Briefe oder Lebensmittelpakete – war immer ein Grund zum Feiern. Trotz dieser Ablenkungen blieb noch genug Zeit, um sich mit den anderen Unannehmlichkeiten des Lagerlebens auseinanderzusetzen: schlechte und feuchte Unterkünfte, ungesunde Ernährung, Ratten und Läusebefall.
In den ersten Kriegsmonaten waren hastig zusammengezimmerte Schutzhütten oder das „dog tent“ aus Segeltuch die gebräuchlichsten Unterkünfte für die Nacht. Die Zelte waren gut tragbar und leicht, boten ihren Bewohnern aber nur minimalen Schutz vor der rauen Witterung. Man beschrieb sie als „… einfach ein Stück Stoff von etwa sechs Fuß im Quadrat mit einer Reihe von Knöpfen und Knopflöchern an drei Seiten; Zwei Männer stellen sich zusammen, indem sie ihre Bahnen zusammenknöpften und zwei Stöcke holten und dann ihr Tuch darüber legten und sie feststeckten.“ Um sich vor den meist feuchten Böden zu schützen, breitete man eine geteerte oder gummierte Decke aus. Eine zusätzliche dicke Wolldecke sollte die Kälte fernhalten. Viele Soldaten warfen sie jedoch während eines langen Marsches oder im Kampf weg, was sie danach meist bitter bereuten (oder deswegen starben), spätestens dann, wenn sich das Wetter änderte. Im weiteren Verlauf des Krieges führten die Soldaten oft nur mehr eine Decke mit sich, um das Marschgepäck zu erleichtern und die Ruhezeiten zu maximieren. Es gab auch Kantinen- und Lazarettzelte, obwohl das Heer bald auch darauf verzichten musste. Als kein Segeltuch mehr verfügbar war, schliefen die meisten Soldaten unter freien Himmel auf Strohschütten, Reisighaufen oder Hängematten, die zwischen zwei Baumstämmen aufgespannt wurden. Der saisonale Umzug in permanente Winterlager sollte die körperliche Verfassung der Soldaten verbessern. Wenn die Männer für längere Zeit an einem Ort blieben, wurde der Nachschub mittels Eisenbahn herangebracht, und die Konföderierten schafften es während des ganzen Krieges, ihre Winterlager trotz schwierigster Bedingungen mit dem Nötigsten zu versorgen.
Siehe auch: Sibley-Zelt und Ofen

### Hygiene
Unwissenheit im Zusammenhang mit der Lagerorganisation und Hygiene führten oft zur Ausbreitung von Infektionskrankheiten, denen fast die Hälfte der im Sezessionskrieg umgekommenen Soldaten zum Opfer fiel. Nach unterschiedlichen Schätzungen kamen auf diese Weise zwischen 400.000 und 500.000 Soldaten ums Leben. Durch das ständige Leben im Freien, oft unter haarsträubenden hygienischen Bedingungen, litten die Männer unter dem Befall ihrer Kleidung und Bettwäsche mit Wanzen und Läusen. Baden war den meisten unbekannt, und der Geruch in den Lagern war eine Kombination aus Essen, Tieren, Schweiß und Blut. Der Begriff „grey back vermin“ stand für alle Bakterien und Keime, die der Wissenschaft in der Mitte des 19. Jahrhunderts noch unbekannt waren. Zu Zehntausenden auf engsten Raum zusammengepfercht erkrankten die Soldaten häufig an Masern und Windpocken. Wenn sie mehr als einen Monat lang an einem Ort lebten, trugen vor allem auch die völlig unzureichenden sanitären Einrichtungen zur Ausbreitung von Krankheiten bei. Die Verwendung von einfachen Sickergruben als Latrinen beförderte die rasche Vermehrung von Fäkalienbakterien, die die örtlichen Wasserquellen kontaminierten. Schnell fließendes, klares Wasser war in den Lagern eher die Ausnahme. Aufgrund dieser katastrophalen Bedingungen grassierte in den Lagern die Amöbenruhr, sie wurde als „Quickstep“ bezeichnet und richtete mehr Schaden unter den Truppen an als Waffengewalt. Die Entwicklung von Penicillin und anderen Antibiotika ließ noch Jahrzehnte auf sich warten, so dass den Ärzten und Sanitätern nur wenige Hilfsmittel zur Verfügung standen, um die größte Geißel dieses Krieges wirksam zu bekämpfen. Bis zum Ende des Krieges machten im Norden in puncto Verbesserung der Lagerhygiene und Bereitstellung von sauberem Wasser nur die „Union Sanitary und Christian Commissions“ große Fortschritte. Der Süden hatte nichts dergleichen, obwohl die langjährige Erfahrung auch die dortigen Lebensumstände etwas verbessern konnte.

## Nachschub und Logistik

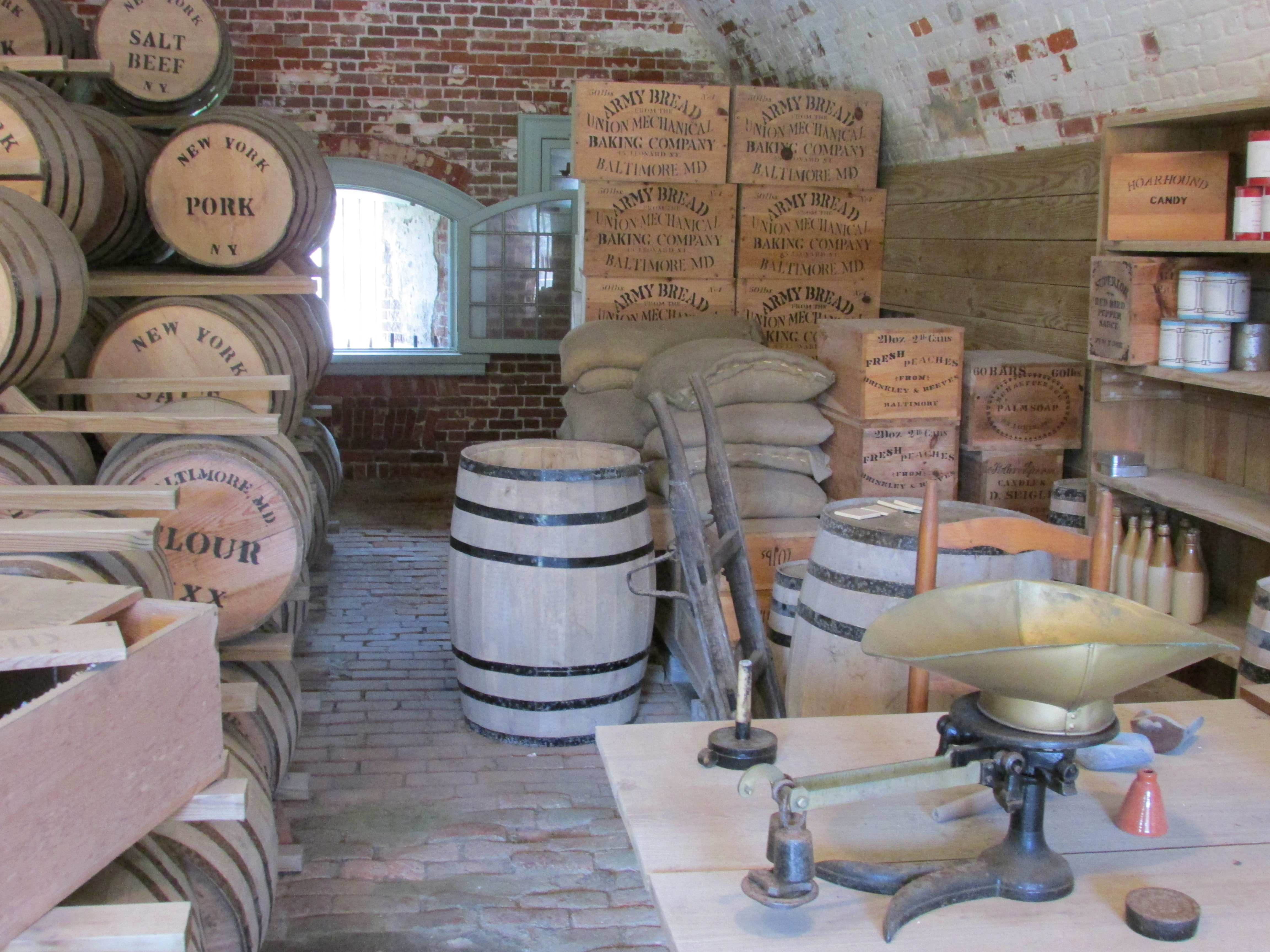
Rekonstruktion eines Nachschubdepots im Fort Macon State Park, North Carolina

Die Versorgungslage war für die meisten konföderierten Armeen während des Krieges durchwegs prekär, selbst nachdem sie bedeutende Siege errungen hatten. Der Zentralregierung fehlte es an den notwendigen finanziellen Mitteln, so dass jeder Bundesstaat seine Regimenter größtenteils selbst versorgen musste. Der Süden verlor auch bald die Kontrolle über seine wichtigsten Fluss- und Seehäfen, die von der Unionsmarine entweder erobert oder blockiert wurden. Das Straßennetz war schlecht ausgebaut, und man musste immer mehr auf das ohnehin schon übermäßig strapazierte Eisenbahnnetz zurückgreifen. Das Unionsheer zerstörte zudem auf seinem Vormarsch planmäßig die Infrastruktur und Betriebsmittel des Südens, die er danach nicht mehr ersetzen konnte. Regional begrenzte Einfälle in die Nordstaaten dienten oft nur dazu, Vorräte zu beschlagnahmen. 1864 brannten konföderierte Truppen z. B. Chambersburg nieder, eine Stadt in Pennsylvania, die sie in den Jahren zuvor schon zweimal überfallen hatten, weil ihre Bürger sich geweigert hatten, Schutzgeld zu bezahlen. Die mangelnde Durchsetzungsfähigkeit der zentralen Autoritäten in Richmond und die begrenzten Transportkapazitäten der Eisenbahngesellschaften, kombiniert mit dem ausgeprägten Unwillen der Einzelstaaten, ausreichend Geldmittel für die Finanzierung der Kriegsanstrengungen bereitzustellen, waren entscheidende Faktoren für den kontinuierlichen Niedergang des Heeres.
Aufgrund der schwerwiegenden Nachschubprobleme sowie der völlig unzureichenden Textilproduktion und der sehr effektiven Blockade der Seehäfen durch die US-Marine war man nur selten in der Lage, die konföderierten Soldaten mit der vorgeschriebenen Uniform oder standardisierter Ausrüstung auszustatten. Nach einer erfolgreichen Schlacht war es nicht ungewöhnlich, dass man Uniformteile des Unionsheeres aus erbeuteten Versorgungszügen plünderte oder die von gefallenen Soldaten wiederverwendete. Dies sorgte dann manchmal bei Kampfhandlungen für große Verwirrung unter den Streitparteien. Die Soldaten litten auch unter der völlig unzureichenden Versorgung mit Schuhen, Zelten und anderer wichtiger Ausrüstung. Man war daher gezwungen, in dieser Hinsicht nicht wählerisch zu sein und sich mit dem zu begnügen, was man im Land requirieren oder erbeuten konnte. Während konföderierte Offiziere im Allgemeinen besser versorgt waren, entschieden sie sich oft dafür, die Nöte – wie z. B. den Mangel an Nahrungsmitteln – mit ihren Untergebenen zu teilen. Kampfkraft und Moral der Soldaten wurden zunehmend durch unzureichende Lebensmittellieferungen untergraben, insbesondere im späteren Verlauf des Krieges, obwohl die Fleischproduktion des Südens vor dem Krieg auf einem hohen Niveau stand. Das größte Problem war jedoch, die Rationen bis zu den Armeen zu transportieren, wie z. B. zu Robert E. Lees Truppen in Virginia, die am Ende einer langen, nur unzureichend gesicherten Versorgungslinie standen. Auch der Sieg der Union bei Vicksburg im Jahr 1863 erwies sich für den Süden als fatal, da er die Versorgung aus den Weststaaten der Konföderation unterbrach. Die allgemeine Mangelwirtschaft machte erfinderisch und förderte das Improvisationstalent in der Bevölkerung.
Die großen Versorgungsdepots standen in:
- Richmond, Virginia,
- Staunton, Virginia;
- Raleigh, North Carolina;
- Atlanta, Georgia;
- Columbus, Georgia;
- Huntsville, Alabama;
- Montgomery, Alabama;
- Jackson, Mississippi;
- Little Rock, Arkansas;
- Alexandria, Louisiana; und
- San Antonio, Texas.

### Eisenbahnen und Dampfschiffe

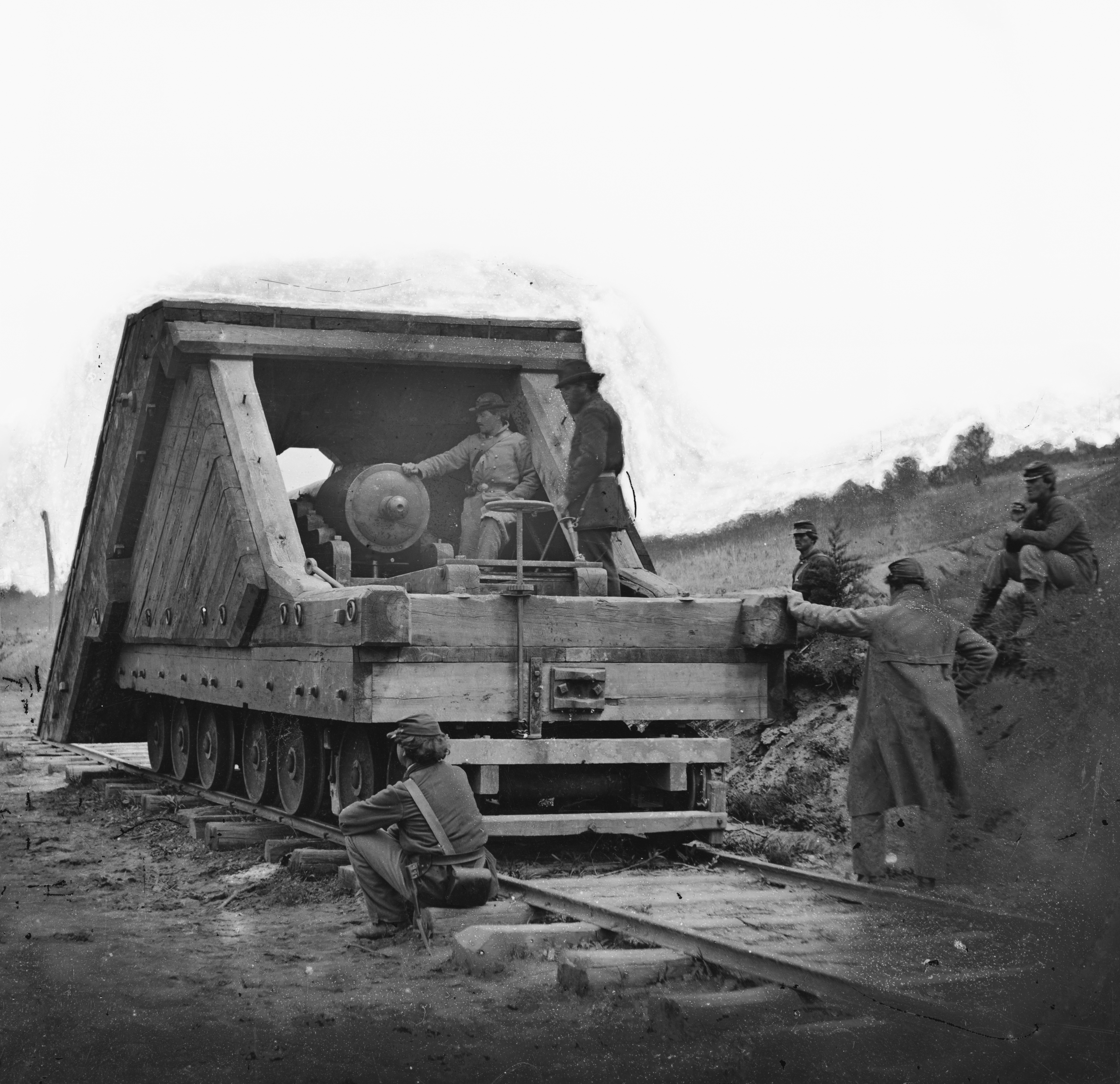
Eisenbahngeschütz während der Belagerung von Petersburg, Juni 1864–April 1865

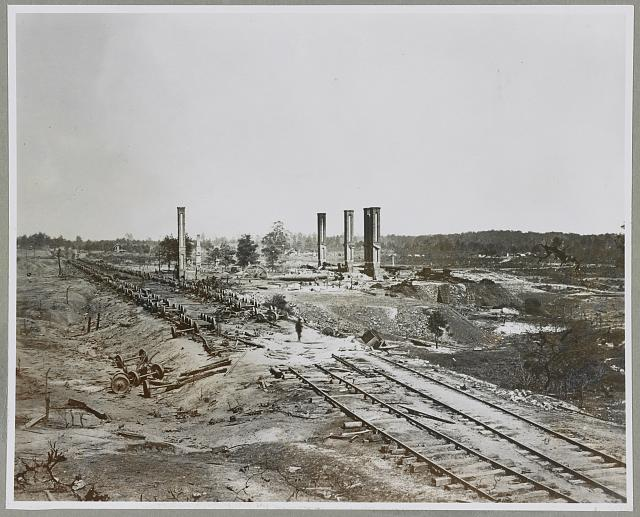
Zerstörter Eisenbahnzug der Georgia Central Railroad (Aufnahme von 1864)

Der Einsatz von damals neuartigen Transportmitteln wie Dampfschiffen und Eisenbahnzügen gab dem Bürgerkrieg ein ganz anderes Gesicht als die vorangegangenen Konflikte. Besonders die Eisenbahn und der Telegraf wurde (besonders im Süden) erstmals im großen Stil für Logistikaufgaben eingesetzt. Mit ihr konnten Truppenverlegungen und Nachschub nicht nur erheblich beschleunigt werden, sie machte einige Operationen überhaupt erst durchführbar. Das verkehrstechnisch noch weitgehend unerschlossene Land (der Süden verfügte nur über etwa 14.500 km Eisenbahnstrecken, verglichen mit mehr als 35.000 km im Norden) machte es den Armeen meist unmöglich, die erforderliche Menge an Nahrungsmittel im Einsatzraum aufzutreiben. Durch die Eisenbahn mussten keine großen, frontnahen Depots mehr angelegt werden, vielmehr konnten jetzt die Versorgungsgüter direkt vom Produzenten bis zu dem für die Truppen am günstigsten gelegenen Kopfbahnhof gebracht werden. So konnte praktisch das gesamte Hinterland als Magazin herangezogen werden. Um z. B. 1863 eine Offensive der Union zu kontern, transportierten die Konföderierten 13.000 Soldaten über 1200 km per Bahn und schlugen die Union im September in der äußerst verlustreichen Schlacht am Chickamauga. Das 15.000 km lange Eisenbahnnetz des Südens wies jedoch große Lücken auf; teilweise waren die Strecken noch dazu mit unterschiedlichen Spurweiten verlegt worden, was lange Reisen ziemlich umständlich machte. Von den 470 Loks die vor 1860 gebaut wurden, waren nur 19 im Süden produziert worden. Die große strategische Bedeutung der Bahnen führte zwangsläufig dazu, dass bevorzugt Schienenstränge, Bahninfrastruktur, rollendes Material und Knotenbahnhöfe (z. B. Chattanoga, Petersburg und Atlanta) zum Ziel feindlicher Angriffe wurden. Zudem bildeten sich dort Staus, die die taktische Mobilität der Truppen einbremsten. General Lee ließ im Juni 1862 als erster einen gepanzerten Waggon konstruieren, auf dem eine Kanone montiert wurde, ein Vorläufer der späteren (riesigen) Eisenbahngeschütze des Ersten Weltkriegs. Konnte eine Strecke nicht gehalten werden, wurde sie systematisch zerstört. Auch Dampfschiffe wurden in großem Umfang auf den großen Flüssen zum Transport von Material, Truppen und Nachschub eingesetzt.

### Ernährung
Das Frühstück der einfachen Soldaten bestand meist aus Bohnen, etwas Trockenfleisch und Maisbrot. Aufgrund der ständigen Nahrungsmittelknappheit mussten sie sich oft mit dem begnügen, was sie vor Ort sammeln, plündern oder jagen konnten. Der Mangel an frischem Obst und nahrhaftem Gemüse bedeutete, dass dadurch verursachte Krankheiten zur ständigen Bedrohung für die Männer wurden. Die Marschration eines Unionssoldaten bestand aus einem Pfund Hartbrot (dem berüchtigten Hardtack), einem dreiviertel Pfund gepökelten Schweinefleisches oder anderthalb Pfund frischen Fleisches sowie Kaffee-, Zucker- und Salzportionen. Zu Beginn des Krieges übernahm auch die Konföderation diese Standards, musste sie jedoch bis 1862 immer mehr kürzen. Ansonsten ernährte man sich von „Sloosh“. Er bestand aus Maismehl und Speck, der Speck wurde gebraten, wobei das Fett in der Pfanne zurückblieb. Dem wurde das Mehl zugegeben und es entstand daraus eine Art Teig, den man dann über den Ladestock rollte und über dem Feuer briet. Frischfleisch und Kaffee wurden im Süden zunehmend knapper. Man musste sich daher mit Ersatzkaffee aus Erdnüssen, Kartoffeln und Zichorien begnügen. Bei den Kämpfen in Virginia, kam es immer wieder entlang der Frontlinie zu Kontakten mit der anderen Seite. Tabak war in der Unionsarmee relativ teuer, und nur über die Armeelieferanten erhältlich. An Kaffee hingegen herrschte bei den Unionstruppen kein Mangel. In den Reihen des Südens galt das Gegenteil, nur Tabak war noch in Hülle und Fülle vorhanden. Die konföderierten Soldaten tauschten daher Tabak gegen Kaffee und andere begehrte Genussmittel, einschließlich Alkohol. Dieser Handel verstieß zwar gegen die Vorschriften beider Armeen, war aber so weit verbreitet, dass die Offiziere großzügig darüber hinwegsahen.
Als auch Obst und Gemüse aus den Militärrationen fast gänzlich verschwunden waren, verschlechterte sich die Gesundheit der Soldaten im Süden deutlich, und als Folge brachen vermehrt Mangelkrankheiten wie Skorbut unter ihnen aus. Konföderierte Soldaten mussten sich ihr Frischgemüse selbst organisieren. Während des Atlanta-Feldzugs von 1864 schrieb ein Soldat:
„Unsere Männer ernähren sich pflanzlich, indem sie Polk, Kartoffelreste, May Pop-Reben, Kurlip-Unkraut, Lambs Quarter, Distel und noch hundert andere Arten von Unkraut zusammenkochen, das ich immer für Gift oder Abfall hielt… aber die Jungs nennen es ‚long forage‘.“
Auf dem Marsch verwendete man deswegen viel Zeit auf „foraging“ – ein Euphemismus für Diebstahl und Plünderung –, um die tägliche Mahlzeit etwas aufzubessern. Trotz strenger Strafen konnten diese Praktiken nicht unterbunden werden, auch wenn man sich auf befreundetem Gebiet befand. Wenn man vor Ort keinen Schnaps beschaffen konnte, brannten ihn die Soldaten selbst. Ein Rezept aus den Nordstaaten enthielt Zutaten wie Rindensaft, Teerwasser, Terpentin, braunen Zucker, Petroleum und Alkohol. Die Soldaten aus dem Süden mengten auch manchmal noch rohes Fleisch bei und ließen es ein paar Wochen darin ziehen, um so einen milden, reifen Geschmack zu erzeugen. Das Gebräu nannten sie dann: „Skullbuster“, „knock 'em out“ oder „oh rejoice“.
1863 verbrachten konföderierte Generale neben der Planung von Feldzügen oft genauso viel Zeit damit, dringend benötigte Nahrungsmittel, besonders Pferdefutter, zu requirieren. Sie mussten diese oft entweder erbetteln, leihen oder stehlen, einschließlich der Plünderung von US-Depots und Vorratslager von Privatpersonen (gegen Bezahlung mit den im Laufe des Krieges rapide an Wert verlierenden CSA-Dollar), egal auf welcher Seite sie standen. Lees Vormarsch auf Gettysburg und Süd-Pennsylvania (eine fruchtbare und reiche Region) hatte zum Teil das Ziel, Vorräte, insbesondere Lebensmittel zu requirieren. Auch General William T. Shermans Prinzip der totalen Kriegsführung reduzierte die Fähigkeit des Südens, genügend Nahrungsmittel zu produzieren bzw. sie auszuliefern. In Verbindung mit der fast lückenlosen Handels- und Seeblockade bewirkte die systematische Verwüstung von Plantagen, Farmen und Eisenbahnlinien, dass es immer schwieriger wurde, Soldaten und Zivilisten ausreichend zu ernähren.

## Waffenproduktion

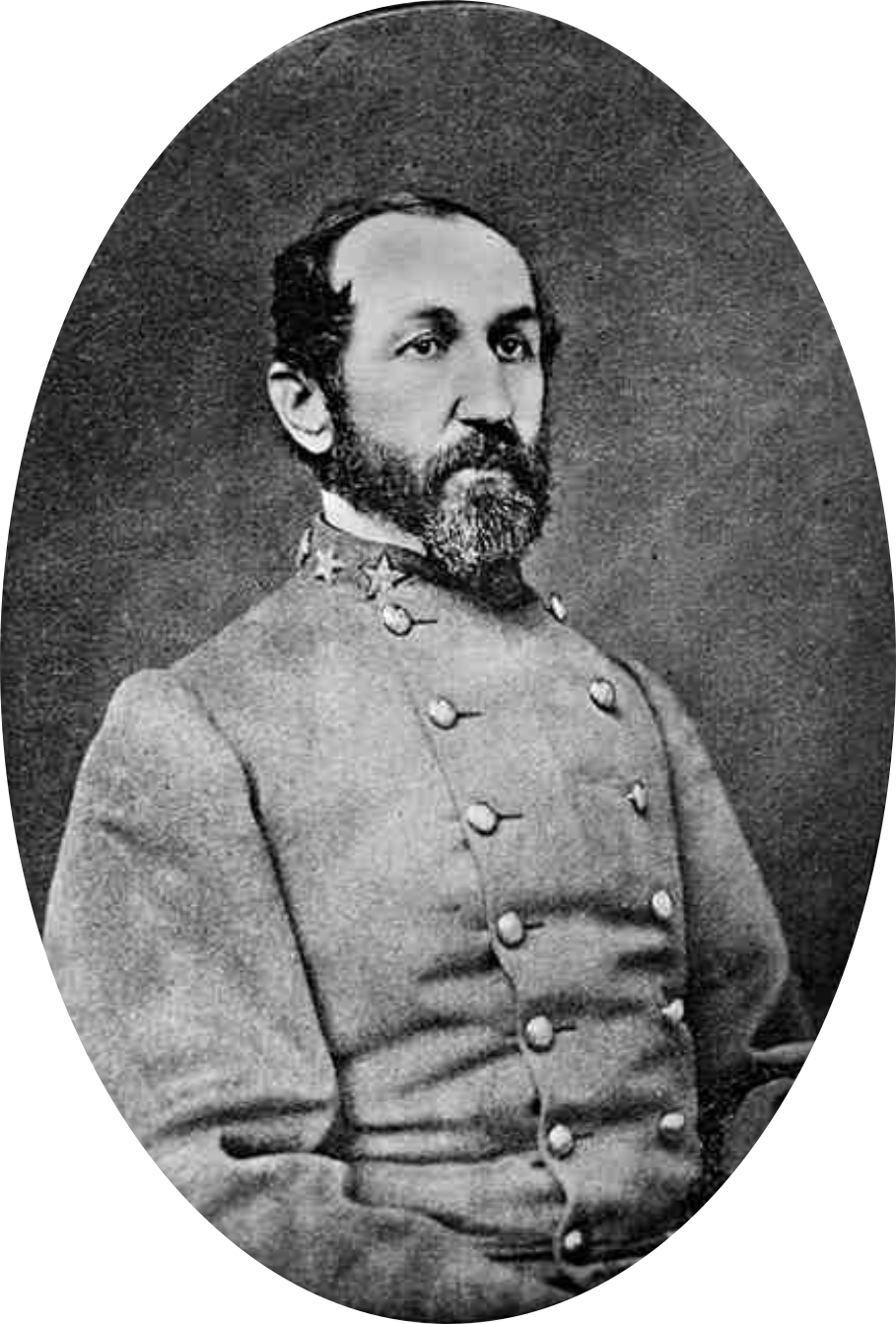
Brigadegeneral Josiah Gorgas, 1861–1865 Chief of ordnance for the Confederacy

Zur Zeit des Bürgerkrieges galten die Vereinigten Staaten als führend bei der Schusswaffenherstellung, insbesondere die Springfield Armory in Bezug auf die neue Massenproduktion und die Standardisierung von Teilen. Durch Einkäufe auf dem freien Markt (noch vor dem Krieg), kombiniert mit beträchtlichen Beständen, verfügte der Süden über die Waffen, die sich im Laufe der Jahre in staatlichen und lokalen Arsenalen dank den Bestimmungen des Militia Act of 1808 angesammelt hatten. Auch die Vorkriegsproduktion aus den letzten fünf Jahren, bestehend aus älteren glattläufigen und gezogenen Gewehren, war noch in die bundesstaatlichen Depots überführt worden. Von 1859 bis 1860 lieferte Springfield Armory 104.000 Stück in die südlichen Arsenale. Sie bildeten den Grundstock für die Ausrüstung des Heeres. Dennoch waren die meisten Waffen, die den Südstaaten am Anfang zur Verfügung standen, insbesondere die Kanonen, schon veraltet oder befanden sich in Privatbesitz. Summa summarum verfügte man 1861 im Süden zwischen 285.000 und 300.000 dieser Schusswaffen. Diese Bestände reichten aber nur für einen kurzen Krieg. Im ersten Kriegsjahr hatten noch beide Kriegsparteien Waffen aus dem Ausland bezogen, später musste nur noch die Konföderation auf Importe zurückgreifen.
Der Süden verfügte mit Ausnahme der Tredegar Iron Works in Richmond über keine bedeutende Metallgießerei. Es gab auch keine zentralen Waffenproduktionsstätten außer zwei kleinen Arsenalen in Richmond und Fayetteville. Die meisten modernen Produktionsmaschinen und Rohstofflager befanden sich in den viel stärker industrialisierten Nordstaaten. Man erweiterte dafür u. a. die Kapazitäten der Richmond Armory und die der Tredegar Iron Works und erhöhte den Ausstoß der Waffenfabriken in Atlanta und Fayetteville. Im Zuge dessen beabsichtigte die Staatsmiliz Virginias im April 1861, die Harpers Ferry Armory zu besetzen, um deren Produktionsmittel für den Süden zu sichern. Die Unionssoldaten der Garnison zündeten vor ihren Abzug am 18. April die Waffenfabrik an, um sie nicht unversehrt in die Hände der Konföderierten fallen zu lassen. Doch den Bürgern und Milizionären gelang es, den Brand rasch wieder zu löschen, noch bevor größerer Schaden entstand. Unter Aufsicht von Oberst Thomas Jonathan Jackson wurden die Werkseinrichtungen in den ersten Wochen des Mai 1861 abgebaut und nach Richmond oder Fayetteville in Sicherheit gebracht. Insgesamt wurden bei dieser Aktion 300 Maschinen, 57.000 Stück Werkzeug sowie zahlreiche Gewehrschäfte erbeutet. Mit diesem Material konnten man die Grundlagen für eine eigene Waffenindustrie schaffen. Gleichzeitig mit ihnen verließen auch viele Fachkräfte der Harpers Ferry Armory die Stadt, um ab da für den Süden Waffen zu produzieren. Die Musketen, die anschließend in der Richmond Armory und die der Fayetteville Armory hergestellt wurden, waren exakte Kopien der US-Muskete Model 1841. Bis 1865 wurden dort schätzungsweise 107.000 dieser Langwaffen hergestellt. Für die zusätzliche Waffenbeschaffung aus dem Ausland arbeitete Gorgas mit Charles Prioleau zusammen, der das Liverpooler Büro der Trenholm Company leitete und den Versand von Waffen und anderen Rüstungsgütern in die Konföderierten Staaten organisierte. Die Industrie der Südstaaten war nach all diesen Maßnahmen spürbar gewachsen. Die Zentralregierung kontrollierte jede Ebene der Produktion, vom Gießen der Kanonenrohre in den Eisenwerken bis zu den Frauen, die in Heimarbeit Garn für Uniformen sponnen.
Der Süden konnte dabei auch vom Organisationstalent eines herausragenden Offiziers profitieren, der schon zu Kriegsbeginn aus dem US-Heer übergelaufen war. Es handelte sich dabei um den ehemaligen Leiter des Frankford Arsenals in Pennsylvania, Captain Josiah Gorgas. 1861 trat er von seinem Amt zurück, begab sich anschließend nach Richmond, trat ins konföderierte Heer ein und wurde zum „Chief of ordnance for the Confederacy“ im Rang eines Majors befördert. Da er vorher auch in anderen Arsenalen der USA gedient hatte, war er die perfekte Wahl für diese wichtige Position. Als Verantwortlicher für die Kriegsmaterialbeschaffung organisierte Gorgas von Grund auf – fast im Alleingang – das komplette Feldzeugwesen der Südstaatenstreitkräfte. Er kaufte hierzu u. a. alle in Europa verfügbaren Waffen und Vorräte auf und zog eine ganze Flotte von Blockadebrechern zusammen, um damit die im Ausland erworbenen Rüstungsgüter und Waren in die Häfen des Südens zu transportieren. Gleichzeitig arbeitete man daran, die Kapazitäten der örtlichen Industriebetriebe weiter auszubauen und das Eisenbahnnetz leistungsfähiger zu machen. 1862 wurden in der Konföderation beispielsweise täglich bis zu 3000 Gewehre produziert, im Norden hingegen verließen im selben Zeitraum schon 5000 Gewehre die Werkshallen, womit man dort den eigenen Bedarf mehr als ausreichend abdecken konnte.
Bis 1863 gelang es dennoch, die Konföderation in Bezug auf die Waffenproduktion nahezu autark werden zu lassen. Major Gorgas ließ in weiterer Folge auch neue Waffenarsenale und Gießereien errichten. Für seine Verdienste wurde Gorgas 1864 zum Brigadegeneral befördert. Dennoch konnte die Industrieproduktion im Süden nie annähernd mit der des Nordens Schritt halten.

### The Bomb Brothers

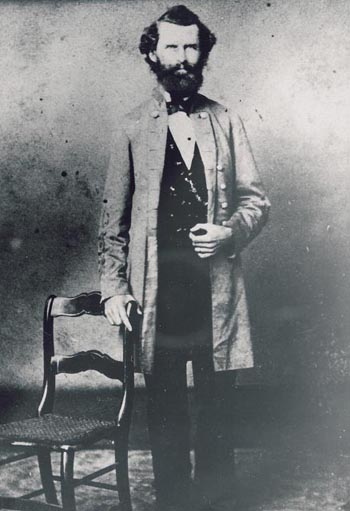
George Washington Rains
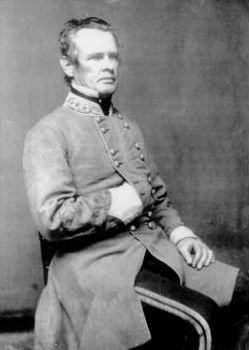
General Gabriel James Rains, Superintendent of Conscription und Commander of the Torpedo Bureau

Während des Kriegs verhinderte die Blockade südlicher Häfen durch die Unionsmarine die Einfuhr von Schießpulver in die Konföderation, eines der wichtigsten Materialien, um den Kampf überhaupt fortsetzen zu können. Daher musste die Konföderation ihren Bedarf größtenteils selbst herstellen. Auf Wunsch von Präsident Jefferson Davis setzte Gorgas hiefür George Washington Rains in führender Position ein, einem aus North Carolina stammenden West-Point-Absolventen mit langer Militärdiensterfahrung, der vor dem Krieg als Industrieller und anerkannter Wissenschaftler im Norden gearbeitet hatte. Rains trat im Rang eines Major ins Ordnance Department ein, sollte dort vor allem Schießpulverkomponenten (Nitrat) beschaffen und deren Produktion ankurbeln. Zur Zeit des Bürgerkriegs war Britisch-Indien die Hauptquelle der Unionsarmeen für Salpeter. Diese Versorgung wurde von London während der Trent-Affäre vorübergehend unterbrochen. Während im Süden Kohlenstoff und Schwefel ausreichend verfügbar waren, musste Kaliumnitrat (Salpeter) aus Kalziumnitrat gewonnen werden, das sich im Tierkot in Höhlen und den Böden von Tabakscheunen und Ställen angereichert hatte. Am 13. November 1862 warb die konföderierte Regierung im Charleston Daily Courier um 20 oder 30 „taugliche Neger“, die in den neuen nitre beds in Ashley Ferry, South Carolina, arbeiten sollten. In solchen Salpeterbetten wurde aus verrottetem Mist und Stroh, die wöchentlich mit Urin, Jauche und Fäkalien aus Toiletten angereichert und umgewälzt wurden, Salpeter für Schießpulver gewonnen. Aufgrund der Mangellage musste man im Süden jede sich bietende Salpeterquelle erschließen. In Alabama wurden von der Regierung Zeitungsanzeigen aufgegeben, in der die Bürger aufgefordert wurden, den Inhalt von Nachttöpfen nicht wegzuleeren, sondern bis zur Abholung für die Salpeterproduktion aufzubewahren.
Rains Arbeit trug maßgeblich zur Gründung des „Nitre and Mining Bureau“ (auch Confederate Niter Bureau; Confederate Nitrat and Mining Bureau) unter General Isaac M. St. John bei, dem er 1862 zugeteilt wurde. Rains galt bald als führender Chemiesachverständiger der Konföderation. Nach seiner Beförderung zum Oberstleutnant begab er sich nach Augusta (Georgia) und gründete dort die Confederate Powderworks die im Augusta Arsenal untergebracht wurden. Zu seinen Spitzenzeiten produzierte das Werk etwa 7.000 Pfund (3.175 kg) pro Tag und insgesamt mehr als 2.750.000 Pfund (1.247 Tonnen) während des gesamten Krieges, wodurch sie während dieser Zeit zum zweitgrößten Schießpulverhersteller der Welt aufstieg. Dank Gorgas und Rains Bemühungen mangelte es im Süden nie spürbar an Waffen und Schießpulver, im Gegensatz zu fast allem anderen Material.
Sein älterer Bruder, Gabriel James Rains, ebenfalls Absolvent der US-Militärakademie, diente im Feld zunächst als Brigadegeneral. Mit seinen 59 Jahren zählte er schon zu den ältesten Offizieren, die noch im aktiven Dienst standen. Man beschloss daher, ihm einen weniger anstrengenden Job zuzuweisen. Auf seinem neuen Posten, dem sog. „Torpedo Bureau“, spezialisierte er sich auf die Herstellung und den Einsatz von Minen, Sprengfallen und Torpedos. Er entwickelte ein Sperrsystem aus Seeminen, das die Häfen von Charleston, Savannah, Mobile und anderen Hafenstädten schützten sollte. In weiterer Folge konstruierte er eine frühe Form der Landmine, die sehr erfolgreich eingesetzt wurde. Sie wurde bevorzugt an Brunnen oder Quellen gelegt. Bei diesen Sprengfallen handelte es sich um 8-Zoll- und 10-Zoll-Granaten, die mit Artillerie- bzw. Quecksilberzündkapseln versehen und dann einige Zentimeter im Boden vergraben wurden, so dass sie explodierten, wenn man sie bewegte oder darauf trat. General McClellan war darüber so verärgert, dass er zur Aufspürung und Entfernung dieser Sprengfallen Kriegsgefangene einsetzen ließ. Auch einige Südstaatler hielten den Einsatz der „Torpedos“ für unmoralisch, und General James Longstreet wies Rains an, dies zu unterlassen. Doch im weiteren Kriegsverlauf setzten beide Seiten weiter Landminen ein. Obwohl sie nicht direkt zusammenarbeiteten, waren die beiden als „Bomb Brothers“ bekannt.

## Bewaffnung

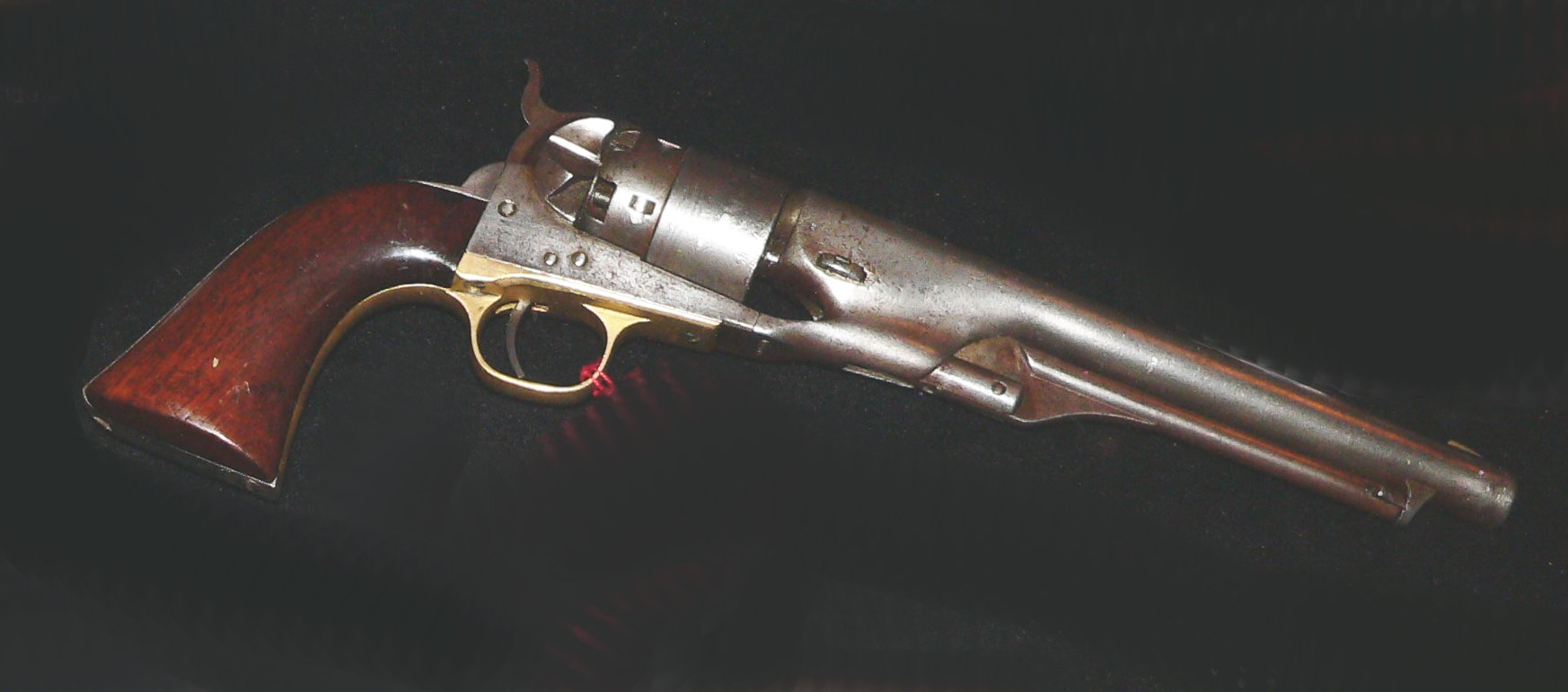
Perkussionsrevolver; Colt Army Model 1860, Kal. .44

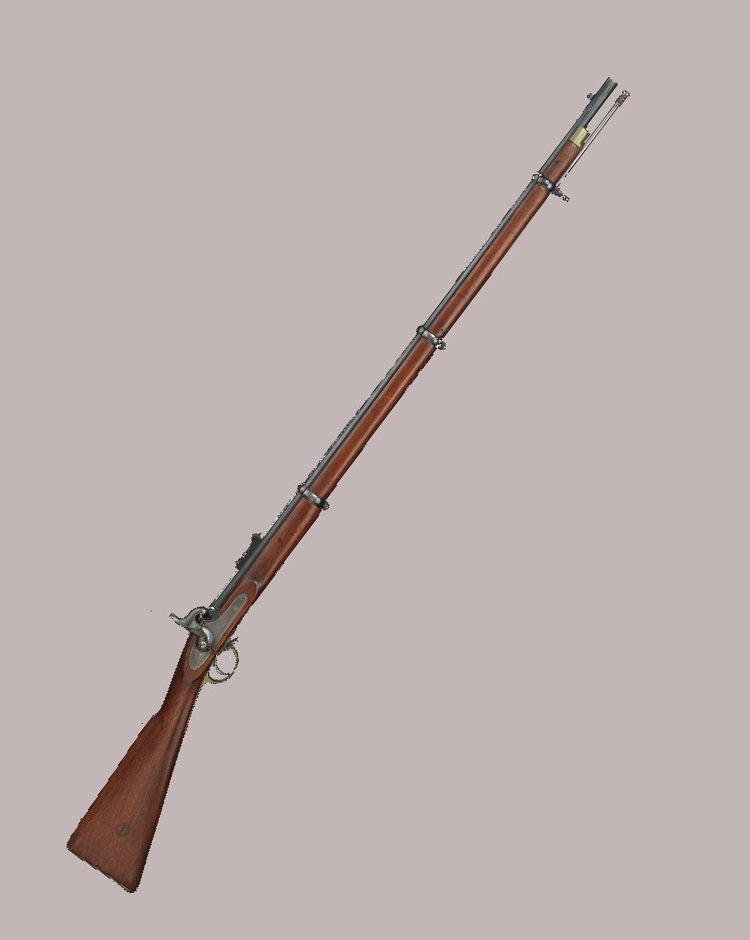
Englische Rifle-Musket von 1853

Mitte des 19. Jahrhunderts vollzog sich eine technologische Revolution in der Waffenindustrie. Diese manifestierte sich in der Umstellung der schultergestützten Glattrohrwaffen, die vor jedem Schuss durch den Lauf geladen werden mussten, auf Waffen mit gezogenem Lauf, von denen einige schon über den Verschluss geladen werden konnten. Die meisten mussten zwar noch nach jedem Schuss neu geladen werden, aber es waren auch schon Repetierwaffen wie 7-Schuss-Spencer- und 16-Schuss-Henry-Gewehre und Karabiner entwickelt worden. Zum Leidwesen des einfachen Soldaten entwickelte sich jedoch die Schlachtfeldtaktik nicht so schnell wie die Waffentechnologie, wie z. B. die klassische Aufstellung in Schützenlinie, die nun auf viel präzisere und schneller abzufeuernde Waffen traf. Dies und die veralteten Kampftaktiken, die mit der Waffenentwicklung nicht Schritt gehalten hatten, führten während des Krieges zu katastrophalen Opferzahlen. Man glaubte immer noch, um eine Stellung zu nehmen, müsse man die Männer dicht gepackt in langen Reihen so nah wie möglich an den Feind heranführen, um dann mit aufgesetztem Bajonett seine Reihen zu durchbrechen. Es gab in diesem Krieg aber nicht signifikant mehr Verwundungen durch Bajonettstiche als später in den beiden Weltkriegen. Diese Art von Angriff kam nur mehr selten vor, stattdessen wurden die anmarschierenden Schützenreihen schon vorher vom konzentrierten Artillerie- und Gewehrfeuer dezimiert.
Die Priorität der konföderierten Mitgliedsstaaten lag vor allem auf der Bewaffnung ihrer eigenen Milizverbände. Trotz ihrer mangelnden Kooperationsbereitschaft gelang es General Gorgas während des gesamten Krieges, die dafür benötigten Waffen bereitzustellen. Zu seinen vielen Bezugsquellen zählten neben der lokalen Waffenproduktion vor allem Einkäufe in Europa, Beutewaffen aus Bundesarsenalen und Lesfunde auf dem Schlachtfeld. Die Konföderierten Staaten gelang es, trotz der Blockade durch die Unionsflotte, eine halbe Million Gewehre, tausende Tonnen Schießpulver und einige Hundert Geschütze meist aus Großbritannien, aber auch aus Frankreich, Österreich und dem deutschen Staatenbund zu beschaffen. Zusätzlich erbeuteten die Soldaten auf den Schlachtfeldern Waffen des Unionsheeres, besonders 1862 ließ man nach mehreren gewonnenen Schlachten eine große Menge von ihnen einsammeln. Auch alte Steinschlossmusketen wurden von den konföderierten Büchsenmachern oft mit einer Perkussionszündung modernisiert. Diese Vielzahl an Waffen führte aber auch zu einer großen Anzahl der unterschiedlichsten Kaliber, für die auch passende Munition hergestellt werden musste. Die Bewaffnung der Infanterie auf dem östlichen Kriegsschauplatz war generell moderner als auf anderen.

### Infanterie
Bis Kriegsende wurde von der Infanterie im Kampf hauptsächlich Vorderlader eingesetzt. In dieser Hinsicht waren beide Kontrahenten rückständig. In Preußen hatte man schon 1841 das Repetiergewehr bei der Truppe eingeführt. Die Verantwortung hierfür lag auf amerikanischer Seite bei der rückwärtsgewandten Einstellung der Verantwortlichen und der trägen Bürokratie. In dieser Hinsicht stellte schon die Einführung von Gewehren mit gezogenem Lauf einen Fortschritt dar, da er Zielgenauigkeit und Reichweite enorm verbesserte und damit nicht nur Kavallerieangriffe mit blanken Säbel, sondern auch den Nahkampf mit dem Bajonett überflüssig machte. Im Nahkampf ging man daher auch meist mit dem Gewehrkolben aufeinander los.
Die Standardwaffe der Infanterie war die Pattern 1853 Enfield Rifled Musket Kaliber 577, von der aus Großbritannien 800.000 Stück importiert wurden. Mit dieser Waffe, einer Muskete mit gezogenem Lauf, konnte dieselbe Munition wie aus der Standardwaffe der Union, der Springfield Model 1861 (Rifled Musket) vom Kaliber 58, verschossen werden. Das Gewehr wurde von vorne geladen, verfügte über eine Perkussionszündung und verschoss Minié-Geschosse, die auf 800 m noch eine enorme Durchschlagskraft hatten und bis 250 m zielgenau waren, fünfmal so weit wie alle bisher entwickelten Projektile. Am Gewehrlauf konnte zusätzlich ein Bajonett aufgepflanzt werden. Die Ära der Bajonettangriffe war damit eigentlich vorbei, viele Offiziere begriffen das aber bis zum Ende des Krieges nicht. Die Soldaten mussten insgesamt neun Handgriffe beherrschen, um diese Gewehre im Stehen zu laden und abzufeuern, aber nur fünf, um einen Hinterlader schussbereit zu machen. Hinterlader ließen sich deshalb leichter und schneller nachladen als Vorderlader – selbst von einer liegenden Position aus. Sie boten einen zusätzlichen Vorteil, da sie – wie im Fall des Henry Karabiner – bis zu sechzehn Mal ohne Nachladen abgefeuert werden konnten. Das Schwarzpulver verursachte allerdings auf dem Schlachtfeld eine enorme Rauchentwicklung, wodurch die gegnerischen Reihen immer schlechter zu sehen waren.
Die Musketen wogen zwischen zwei und vier Kilo. Im Lauf wurden spiralförmige Rillen eingefräst, was die Präzision dieser Waffen erheblich erhöhte, da die austretende Kugel in Drehung versetzt und dadurch stabilisiert wurde, während sie auf ihr Ziel zuraste. Sam Watkins, ein Soldat aus Tennessee berichtet in seinen Kriegserinnerungen, dass sein Arm vom Handgelenk bis zur Schulter ganz wund und blutunterlaufen war, nachdem er an einem Tag bis zu hundertzwanzig Schüsse abgefeuert hatte. Seine Waffe wurde dabei so heiß, dass das Pulver sich schon beim Einfüllen entzündete, noch bevor er eine neue Kugel in den Lauf rammen konnte, und er deshalb während des Kampfes das Gewehr eines toten Kameraden aufnehmen musste. Ein geübter Schütze konnte in der Minute dreimal laden, feuern und sein Ziel auf eine Entfernung von bis zu 700 Meter, ein durchschnittlicher noch auf 200 Meter treffen. Glattrohrmusketen, von denen auch noch einige verwendet wurden, waren im Allgemeinen schon ab einer Entfernung von 70 Meter nicht mehr treffgenau.
Die Bewaffnung der Infanterie war ansonsten sehr uneinheitlich und unterschied sich teilweise von Regiment zu Regiment. Zu Beginn des Krieges brachten die Rekruten noch häufig ihre eigenen Waffen mit. Dabei handelte es sich meist um veraltete Musketen und sogar Schrotflinten, aber bisweilen auch moderne Repetiergewehre. Neben der Enfield waren auch sehr viele österreichische Lorenz-Infanteriegewehre M.1854 aus Europa importiert worden. Mehrschüssige Hinterlader waren schon zu Beginn des Krieges verfügbar. Die Führung unterband jedoch weitgehend die Einführung solcher Waffen bei der Infanterie, weil sie einen erhöhten Munitionsverbrauch, technische Probleme an den Waffen und der Munition und die damit verbundenen erhöhten Kosten befürchtete. Zudem herrschte in der Konföderation eine große Metallknappheit.
Die Südstaaten nutzten ovale oder auch kugelförmige Handgranaten der Hersteller Rains und Adams. Diese waren 1–5 Pfund (0,4–2,2 kg) schwer und hatten zum Teil eine Art Leitwerk (Holzschaft und Pappbefiederung), bestehend aus Stoffstreifen oder lange Papierschleifen an deren Ende, um die Flugbahn zu stabilisieren. Die Rain-Handgranate der Konföderierten entsprach im Wesentlichen der Ketchum-Granate der Nordstaaten, besaß aber an der Spitze des Zünders keine Scheibe.

### Artilleriegeschütze

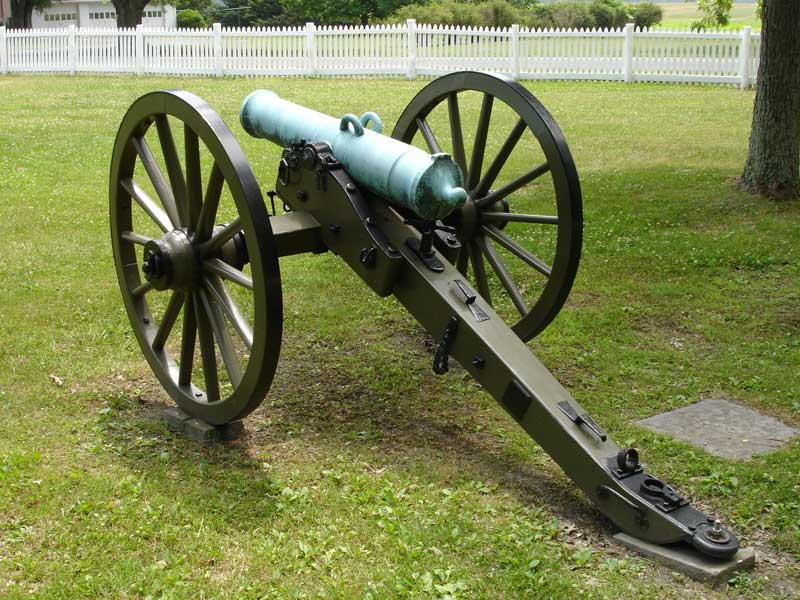
24-Pfünder Haubitze aus österreichischer Produktion die von den Konföderierten eingesetzt wurde
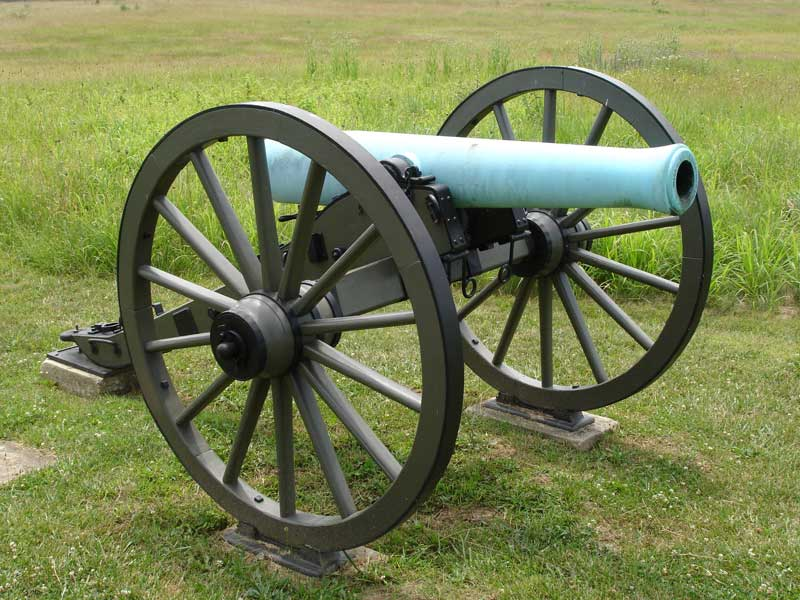
Eine Zwölfpfünderkanone „Napoleon“
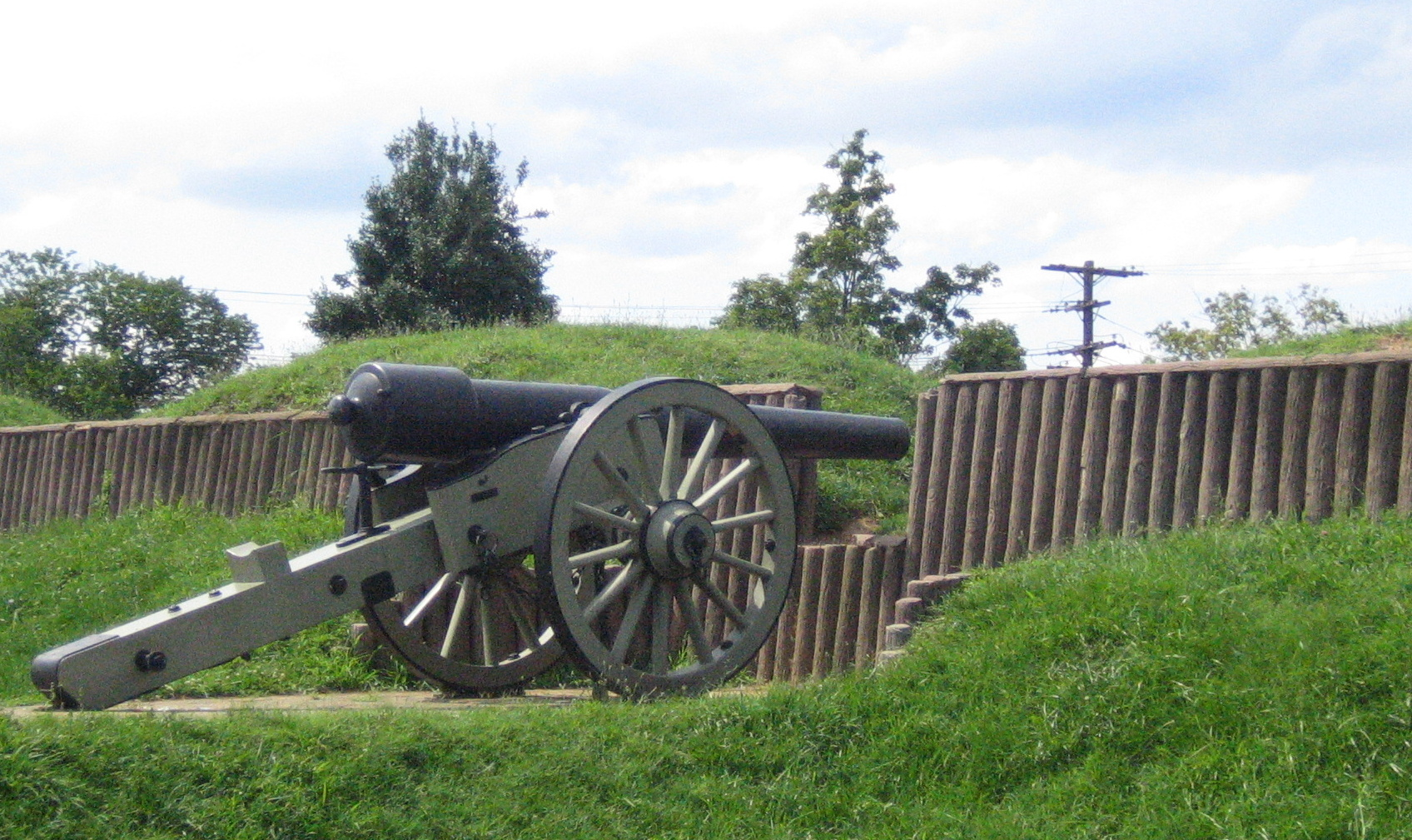
Eine Dreißigpfünderkanone Parrot
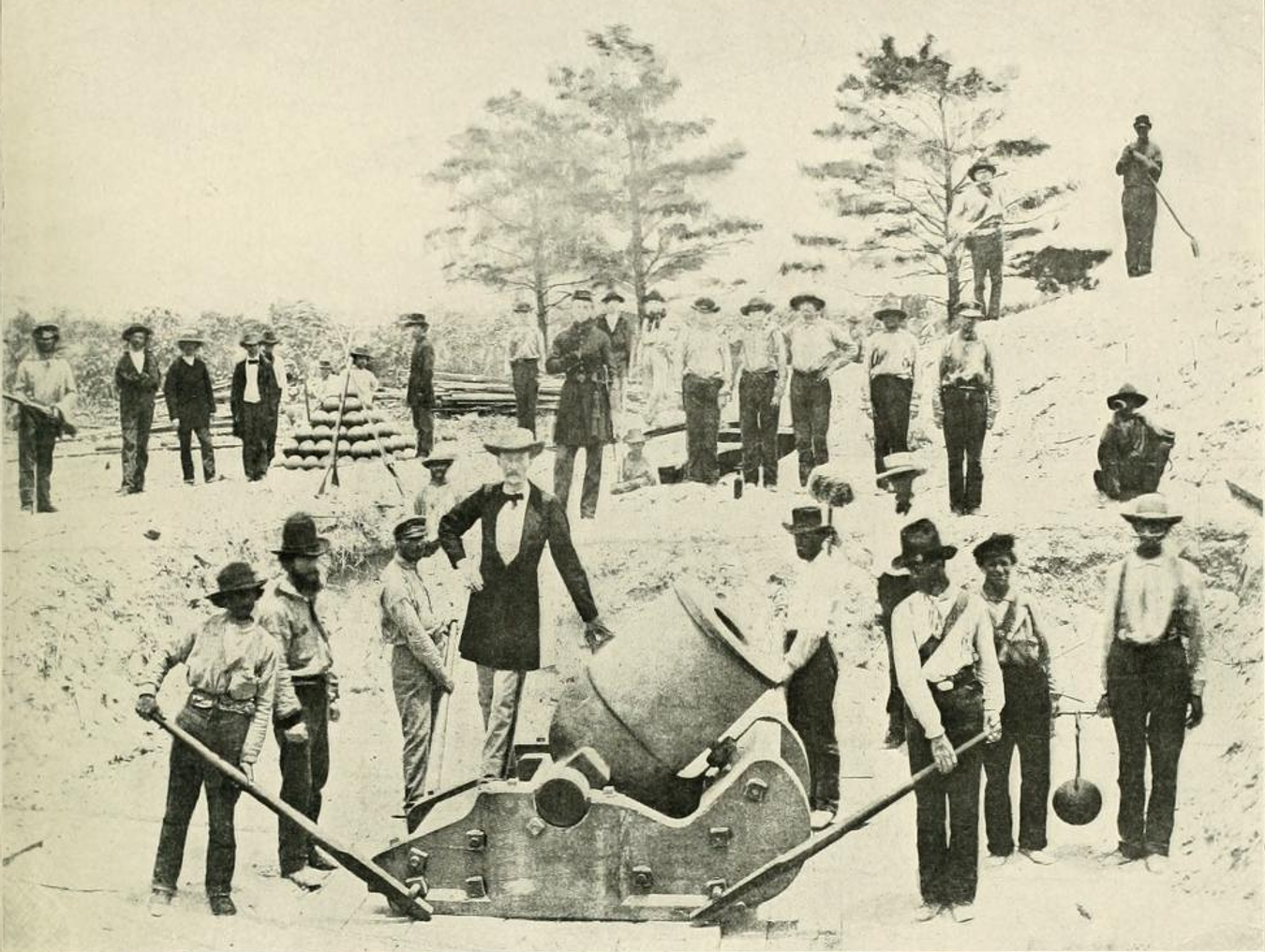
Konföderierte Mörserbesatzung während der Belagerung von Fort Pickens, 1861
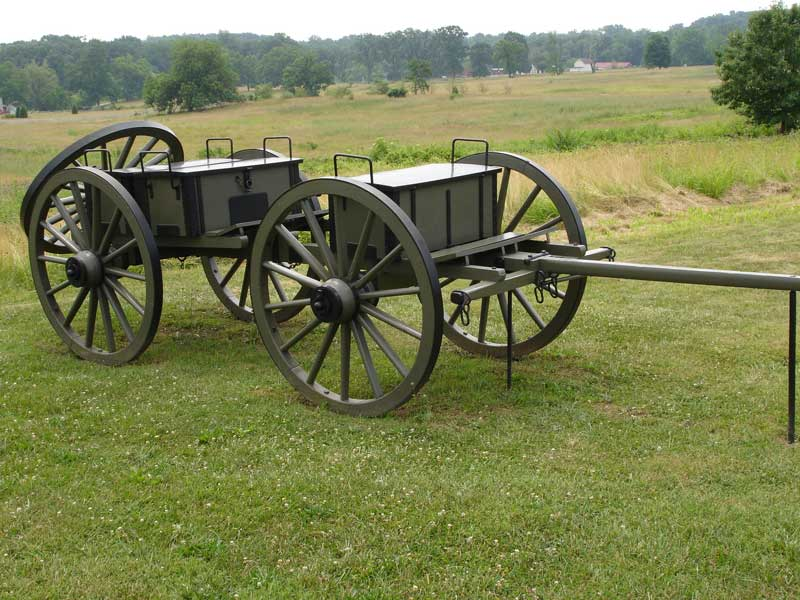
Munitionswagen (links) und Protze

Zur Zeit des Bürgerkrieges befand sich die Artillerie im Umbruch, da man begann, das bewährte bronzene Glattrohr durch gezogene Läufe aus Gusseisen zu ersetzen. Glattrohrkanonen waren einfacher zu bedienen und erzielten auf kürzere Entfernung eine größere Wirkung, gezogene trafen genauer, hatten eine größere Reichweite und deren Projektile zuverlässigere Zünder. Während sich das gezogene Geschütz bei der schweren Artillerie zunehmend durchsetzte, bevorzugte man bei der Feldartillerie noch die ältere Variante, die zur Unterstützung der Infanterie besser geeignet war. Man kann davon ausgehen, dass etwa die Hälfte der Feldartillerieinheiten noch Glattrohrgeschütze verwendete. Der Süden war jedoch gegenüber den industriell viel besser entwickelten Nordstaaten bei der Artillerieausrüstung deutlich im Nachteil. Die Konföderation war in erheblichem Maße auf Beutegeschütze angewiesen (entweder direkt vom Schlachtfeld oder durch die Plünderung von Bundesarsenalen wie Harpers Ferry). Man schätzt, dass zwei Drittel der konföderierten Feldartilleriegeschütze aus Unionsbeständen stammten. Eigenproduktionen waren aufgrund des Metallmangels schlecht verarbeitet und dementsprechend unzuverlässig. Ein weiterer Nachteil war die Qualität der Munition. Die benötigten Zünder waren häufig ungenau, was zu vorzeitigen oder verzögerten Explosionen führte.
Das „Arbeitstier“ der Feldartillerie war das Zwölfpfündergeschütz M 1857 Napoleon aus Bronze und mit glattem Lauf. Darüber hinaus wurden aber auch zahlreiche gezogene Geschütze wie die „3-inch Ordnance Rifle“ oder Parrot-Geschütze und sogar einige britische Hinterlader eingesetzt. Alles in allem waren sie nicht viel fortschrittlicher konstruiert als deren Vorgänger aus dem frühen 19. Jahrhundert, sie wogen dafür nur 2/3 von deren Gewicht. Das M-1857 Geschütz verfügte zudem über eine vergrößerte Reichweite von ca. 1,5 km. Zu Beginn des Krieges und auf schlechter ausgerüsteten Kriegsschauplätzen fanden oft auch veraltete Sechspfünderkanonen oder Zwölfpfünderhaubitzen aus Beständen des US-Heeres Verwendung. Die konföderierten Batterien bestanden daher häufig aus Waffen unterschiedlichen Kalibers. 1862 schlug General Lee vor, ältere Sechspfünderkanonen und Zwölfpfünderhaubitzen aus Bronze zu Napoleon-Geschützen umzugießen. Die „Napoleon“, 10-Pfünder-Parrotts und die 3-Zoll „Ordnance“-Kanone sah er als die drei geeignetsten Geschützypen für den Feldeinsatz an und befürwortete eine Vereinheitlichung.
Die meisten Artilleriegeschütze wurden von mindestens neun Soldaten bedient, obwohl zur Not auch zwei ausreichend waren. Es wurden mehrere Männer benötigt, um den Lauf mit Werg zu stopfen (um so ungeplante Entladungen zu verhindern), die Kugeln und das Pulver zu laden, die Entfernung und Position zum Ziel zu beurteilen und die Kanone darauf auszurichten. Ein bespannter Artilleriezug benötigte etwa sechs Pferde pro Geschütz, um es in Position zu bringen, und etwa sechs oder acht Tiere, um die Protze und die Wagen mit Pulver und Munition zu transportieren. Die sog. Caisson-Lafetten konnten zusätzlich mit Schwarzpulver beladen werden. Eine Neuerung war auch der Einsatz von bemannten Heißluftballonen, um damit die Stellungen des Gegners auszuspähen. Kommuniziert wurde mittels Flaggensignalen, so konnte man auch Ziele zu treffen, die vom eigenen Standort aus nicht zu sehen waren (indirect fire).
Die Glattrohrgeschütze verschossen Vollkugeln über eine Entfernung von max. 1500 Metern, sowie Sprenggeschosse und Kartätschen/Schrapnelle („Canister“/„Shrapnel“). Die Projektile der gezogenen Geschütze hatten eine längliche Form. Obwohl sie im Vergleich zu Belagerungs- oder Marinegeschützen sehr mobil waren, waren die im Bürgerkrieg eingesetzten Feldartilleriegeschütze immer noch relativ schwer. Eine Kanone, die 10-Pfund-Geschosse abfeuerte, konnte weit über eine halbe Tonne wiegen. Die Rohre mussten vor dem Abfeuern direkt auf die feindlichen Linien gerichtet werden. Ein Feldgeschütz konnte dann zwei bis dreimal in der Minute abgefeuert werden, mit Kartätschen noch fünfmal schneller. An der Innenseite der gezogenen Rohre waren zudem Rillen eingefräst, die das Projektil beim Abfeuern in Drehung (Drall) versetzten, die es auf seinem Flug stabilisierte. Diese Geschütze konnten daher viel weiter und präziser feuern als die Glattrohrexemplare. Die dennoch begrenzte Reichweite ihrer Kanonen setzte deren Bedienungsmannschaften oft dem feindlichen Gewehrfeuer aus.
Wichtigste Aufgabe der Artillerie war es, die feindliche Infanterie zu stoppen oder Unterstützungsfeuer für Attacken der eigenen Soldaten zu unterhalten. Abgefeuert wurden dafür eiserne Vollkugeln, die nach dem Aufschlag oft noch mehrmals vom Boden abprallen konnten und so blutige Schneisen in die feindlichen Schützenlinien rissen. Solche Projektile wurden auch gegen feste Ziele wie Gebäude, Verschanzungen oder gegnerische Artilleriestellungen eingesetzt, waren aber gegen Erdschanzen nahezu wirkungslos. Die Granaten verfügten über eine Zeitzündereinrichtung, die sie etwa 12 Meter über den gegnerischen Reihen explodieren ließen und damit ihre tödliche Wirkung über einen großen Radius entfalten konnten. Sie waren innen hohl und mit scharfkantigen Metallstücken gefüllt. Diese Schrapnellgeschosse („Case Shots“) wurden gegen anmarschierende Soldaten eingesetzt. Die für die Glattrohrkanonen vorgesehenen, durch eine Zündschnur ausgelösten Zünder waren noch recht primitiv und denemtsprechend unzuverlässig, die für die gezogenen Geschütze weiter entwickelten Varianten zündeten erst beim Aufschlag.
War der Feind schon gefährlich nah an die eigenen Stellungen herangekommen, wechselten die Kanoniere zu den Kartätschen. Die Waffe wurde hierzu mit einem Behälter in der Größe einer Kaffeedose, der mit Metall- oder Bleischrot gefüllt war, geladen. Nach dem Abfeuern zerbrach dieser und streute seinen Inhalt mit verheerender Wirkung (wie eine Schrotflinte) über die feindlichen Linien. Eine Innovation der Konföderierten zur Mitte des Krieges war der „polygonal cavity shell“ oder „segmented shell“ mit polyedrischem Hohlraumkern, um so Bruchlinien in der Granatenhülle zu erzeugen (ähnlich wie bei der späteren Splittergranate), der beim Aufschlag in zwölf ähnlich große Fragmente zerbrechen sollte.

### Kavallerie

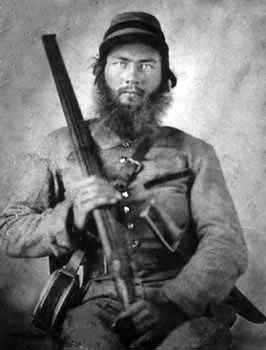
CSA-Kavallerist mit Schrotflinte

Die konföderierten Kavalleristen waren für gewöhnlich mit einem Säbel, einem Revolver und einem Karabiner oder einer Schrotflinte (Shotgun) ausgerüstet. Diese ließen sich auch auf dem Rücken eines galoppierenden Pferdes nachladen. Die Karabiner hatten aber, weil ihre Läufe einige Zoll kürzer waren als die der Infanteriemusketen, eine geringere Reichweite. Darüber hinaus verursachten diese Waffen einen heftigen Rückstoß, wenn sie abgefeuert wurden, und trotz ihrer Vorteile beim Laden musste immer noch ein Zündhütchen aufgesetzt werden. Die konföderierten Kavalleristen behalfen sich daher oft mit abgesägten Schrotflinten und Jagdgewehren. Andere führten auch die Standardmusketen, obwohl ihre viel längeren Läufe unhandlich waren und das Laden auf dem Pferderücken schwierig war. Der Mangel an Nachschub zwang die Kavalleristen häufig dazu, sich mit Beutewaffen zu versorgen. Waffen wie der Sharps Rifle oder der Spencer Repeating Rifle konnten jedoch, wegen ständiger Munitionsknappheit, nur eingeschränkt eingesetzt werden.
Neben den Karabinern führte die Kavallerie auch Perkussionsrevolver. Mit diesen Handfeuerwaffen konnten fünf oder sechs Schuss ohne Nachladen abgegeben werden. Die Beladung war aber noch relativ umständlich und zeitraubend. Der Soldat musste zuerst eine Pulverladung in die Kammern der Revolvertrommel schütten, das runde oder kegelförmige Projektil darauf pressen, dann die Vorderseite der Kammer mit Fett versiegeln, um zu verhindern, dass sie beim Feuern auch die benachbarte entzündete, und dann eine Abdeckkappe auf die Rückseite jeder Kammer setzen, bevor die Waffe wieder zum Abfeuern bereit war. Die nur grob ausgeführten Visiereinrichtungen dieser Handfeuerwaffen waren dementsprechend ungenau; Ein über 45 Meter entferntes Ziel war – noch dazu vom Pferderücken aus – nur schwer zu treffen. Beim massivsten der von den Konföderierten verwendeten Revolver, der LeMat, gruppierten sich neun Kammern um einen zentralen Schrotflintenlauf. Smith & Wesson perfektionierte den Revolver vom Kaliber 22 und 32, der mit neu entwickelten Metallhülsenpatronen geladen werden konnte. Die früheren Patronen bestanden noch aus einer Papier- oder Pergamenthülle, die um die Ladung, das Zündhütchen und das Projektil der Waffe gerollt wurde. Diese kleineren Modelle waren zwar bequemer zu laden und zu tragen, hatten aber nicht die Kadenz der Perkussionsmodele vom Kaliber 36 und 44. Bei einem französischen Modell, dem Lefauchaux-Revolver, war der Schlagbolzen in die Patrone integriert. Die Generale Stuart und Beauregard trugen dieses Modell. Die bevorzugte Waffe von General Forrests Reitern war der Colt-Navy-Revolver vom Kaliber 36.

## Uniformierung und Ausrüstung
Die Uniformen der konföderierten Soldaten aller Waffengattungen orientierten sich ursprünglich an den Richtlinien der US-Streitkräfte. Um dies zu ändern, wurde diesbezüglich am 6. Juni 1861 für die konföderierte Infanterie, Kavallerie und Artillerie die General Order Nr. 9 erlassen. Die neuen Standarduniformen wurden von Nicola Marschall kreiert, einem deutsch-amerikanischen Künstler. Dabei nahm er sich die Uniformierung der österreichischen und französischen Armeen zum Vorbild. Persönliche Gegenstände wurden in einem Sack aufbewahrt und transportiert. Die Soldaten im Süden schleppten etwas weniger Marschgepäck mit sich herum als ihre Unionskameraden. Anstelle eines Tornisters trugen sind sie in der Regel ihr Bettzeug in ihre Decke gerollt über die Schulter geschlungen. Der Infanterist trug seine gesamte Ausrüstung selbst – 60 Pfund (entspricht etwa 27 kg) – und das etwa 10 Pfund (entspricht 4,5 kg) schwere Gewehr. Ein Soldat, der unter Stonewall Jackson, diente schrieb: „Alles was uns der alte Jackson gab, war eine Muskete, 100 Schuss Munition und eine gummierte Decke, und er hat uns geschunden wie der Teufel.“

### Design

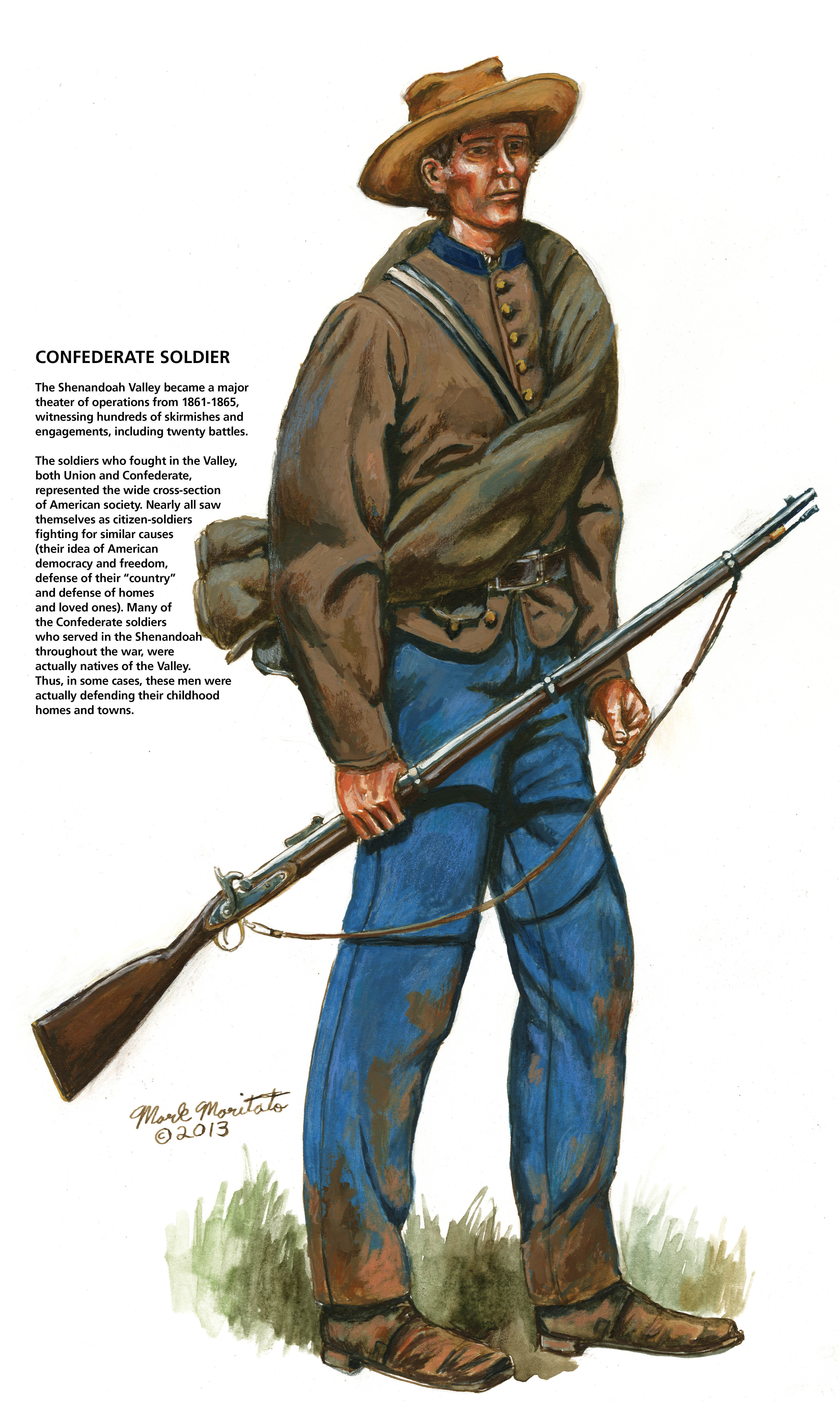
Standardausrüstung eines konföderierten Infanteristen

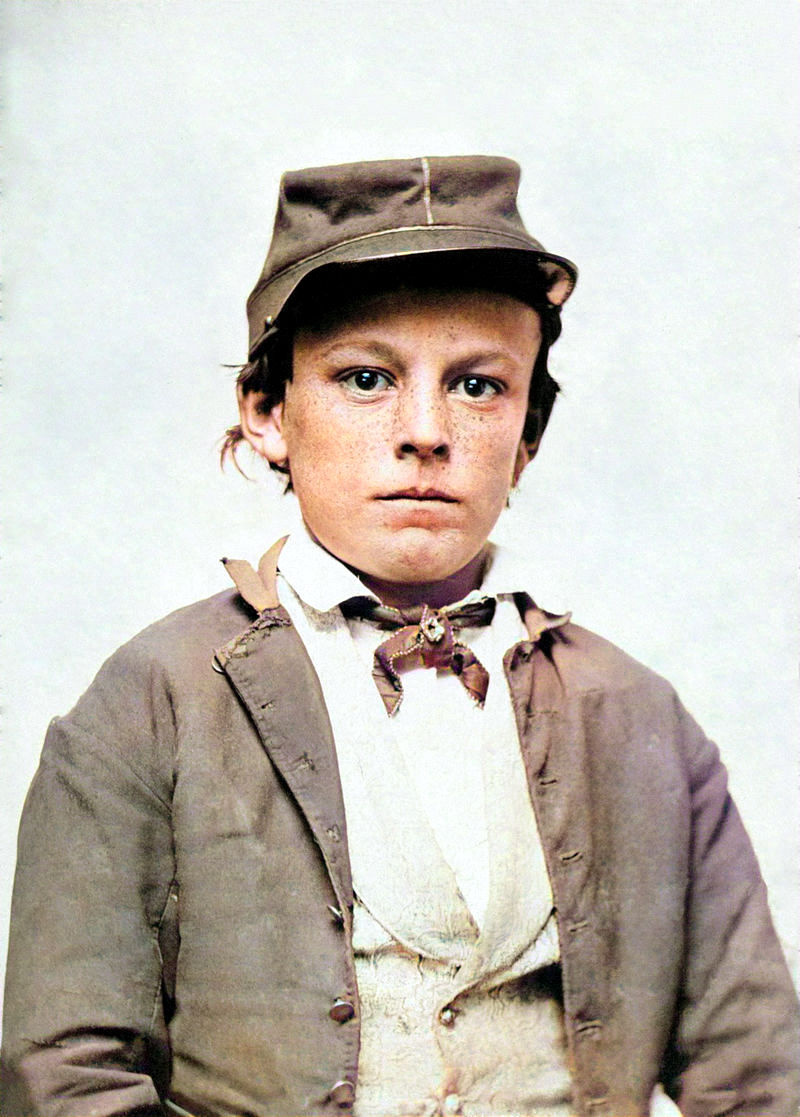
Konföderierter Infanterist (nachkoloriert)

Die Uniformierung des Heeres war zwar (theoretisch) genau geregelten Vorschriften unterworfen, doch aus verschiedenen Gründen konnte selbst innerhalb kleinster Truppenteile selten die vorgeschriebene Norm umgesetzt werden. Demnach sollte die Uniform aus langschößigen, grauen Waffenröcken (im englischen als Tunic bezeichnet), mittelblauen Hosen und den sogenannten Képis als Kopfbedeckung bestehen. Das Landheer war jedoch kein homogen gewachsener Truppenkörper, sondern in erster Linie ein Konglomerat aus den Milizen der Mitgliedsstaaten, die Uniformen nach eigenem Gusto trugen, bei welchen das Grau allerdings überwog. Dazu kamen noch die von den Städten oder Countys oder auch reichen Privatpersonen in eigener Regie aufgestellten Verbände, deren Uniformen meistens nach den Vorgaben und/oder finanziellen Möglichkeiten ihrer Geldgeber gestaltet waren. Die texanischen Einheiten hatten beispielsweise Zugang zu riesigen Vorräten an blauen US-Uniformen, nachdem sie 1861 das US-Versorgungsdepot in San Antonio übernommen hatten. Diese wurden noch bis 1863 getragen. Bezugnehmend auf die Farbe der Uniformen bezeichneten sich die Soldaten beider Seiten (neben Billy Yank und Johnny Reb) auch gegenseitig als „bluebellies“ (Blaubäuche) und „graybacks“ (Graurücken). Grau wurde aber nicht wegen seiner Tarneigenschaften gewählt, es bot zeitweise einen ausreichenden Sichtschutz – besonders entlang der Baumgrenzen – und hielt die Infanterielinien lange genug verborgen, um überraschend zuschlagen zu können. Zur Zeit des amerikanischen Bürgerkriegs hatte man den Nutzen von Tarnfarben jedoch noch nicht erkannt. Grau konnte relativ kostengünstig hergestellt werden und war zudem die Standardfarbe der meisten Staatsmilizen. Die Uniformen wurden mit Fortdauer des Krieges jedoch zunehmend aus groben, braungefärbten Stoffmaterial hergestellt, das man als „homespun“ bezeichnete. Die – im Soldatenjargon „butternut“ genannte – braune Farbe verdrängte zunehmend das Grau. 1862 begann die Konföderation aber auch blaugraue shell jackets aus Irland zu importieren, die von der Peter Tait Company of Limerick, hergestellt wurden.
Wie im Unionsheer waren für die verschiedenen Waffengattungen, Sanitäts- und Nachschubtruppen eigene Farben für die Krägen, die Ärmelaufschläge, sowie die Paspelierung an den Hosen (soweit vorhanden) vorgeschrieben. Dies war jedoch mehr theoretischer Natur und kam meist nur bei den Verbänden, die im direkten Auftrag des Kriegsministeriums aufgestellt worden waren, zur Anwendung. Bei den meisten konföderierten Verbänden war dies abhängig von den verfügbaren Ressourcen oder den Präferenzen ihrer Kommandeure. Kavallerieregimenter aus Texas verwendeten beispielsweise oft rote Abzeichen und mindestens ein texanisches Infanterieregiment verwendete schwarze. Mit zunehmender Materialknappheit verschwanden die meisten dieser Verzierungen schnell wieder.
Die laut Reglement vorgeschriebene Farbgebung an Képis, Uniformkragen und Manschetten, die Gestaltung der Ärmelaufschläge, sowie Rangabzeichen bei Unteroffizieren und Mannschaften stellte sich wie folgt dar:
- für die Infanterie – hellblau,
- für die Artillerie – rot,
- für die Kavallerie – gelb[276] und
- für die Ingenieurstruppe – Gelb (oder Gold),
- für den Sanitätsdienst – schwarz,
- für den Nachschub – purpur
- für die Milizen – schwarz oder grau.

#### Besonderheiten
- Viele ehemalige Offiziere des US-Heeres trugen noch geraume Zeit ihre blaue Uniform weiter.[277][278]
- Auf die Einhaltung der diesbezüglichen Vorschriften wurde im Allgemeinen (nicht nur wegen der Materialknappheit) wenig Wert gelegt. So waren z. B. weder der Waffenrock noch der Hut von General Lee vorschriftsmäßig.[279]
- Ein gutes Dutzend der Nordstaatenverbände trug ebenfalls graue Uniformen so wie das „11. Indiana-Infanterie-Regiment“[280] oder die „Guthrie Grays“ aus Cincinnati.[281][282]
- Die Konfusion durch die nicht einheitliche Uniformierung führte dazu, dass mindestens einmal ein grau uniformiertes Nordstaatenregiment von den eigenen Leuten beschossen wurde, während man in einem anderen Fall ein „blaues“ Südstaatenregiment zu spät als Feind erkannte.
- Für das Signal Corps war keine eigene Uniform vorgeschrieben. Die Offiziere trugen die Uniform, die sie als Angehörige des Generalstabes auswiesen und ihre Kommandeure die Uniform der Waffengattung, der sie ursprünglich angehörten.

### Beschaffung
Als Anfang 1862 das Depotsystem unter der Regie des Confederate Quartermaster in Richmond eingerichtet wurde, wurden erstmals in Massenproduktion hergestellte Uniformen an die Truppen ausgeliefert. Bis zu diesem Zeitpunkt galt das „commutation system“. Dies ermöglichte es den Soldaten, ihre Uniformen gemäß den neuen Vorschriften privat anfertigen zu lassen und dafür eine Rückerstattung von der Zentralregierung zu fordern. Der Zuschuss für Uniformen betrug alle sechs Monate 21 US-Dollar. Nach dem Lager in Richmond wurden überall im Süden weitere Depots eröffnet, um auch die regionalen Streitkräfte versorgen zu können. Weitere Großdepots befanden sich in Columbus, Athens und Atlanta (Georgia) für die Armee von Tennessee sowie in Houston (Texas) und Shreveport (Louisiana) für die Trans-Mississippi-Streitkräfte. Die Anwendung des Depotsystems bedeutete aber auch, dass nie eine einheitliche Uniformierung erreicht wurde, da die verschiedenen Depots auch unterschiedliche Ausführungen davon lagerten. Das Depot in Columbus führte beispielsweise Jacken mit Brusttaschen, das in Richmond dagegen nicht. Bis zum Erlass der General Order Nr. 28 am 6. März 1864 mussten die Offiziere selbst für ihre Uniformierung sorgen. Danach konnten sie ihre Uniformen aus denselben Quellen wie die Truppen und zum Selbstkostenpreis erwerben. Ab etwa Ende 1862 war die Versorgungslage bereits so dramatisch, dass die meisten Männer im sogenannten Räuberzivil zum Dienst antraten, fehlende Uniformteile wurden durch zivile Kleidungsstücke jedweder couleur ersetzt, was den Truppen den äußeren Anschein von Wegelagerern verlieh, dies sollte sich für die Mehrheit der Soldaten bis zum Ende des Bürgerkrieges auch nicht ändern.
Da North Carolina seine eigenen Textilien produzierte, gehörten die Truppen aus diesem Staat zu den bestausgestatteten konföderierten Verbänden und waren innerhalb ihrer Regimenter vermutlich auch am einheitlichsten gekleidet. Virginia nahm nach North Carolina den zweiten Platz hinsichtlich der nach den Richtlinien der Regierung am besten ausgestatteten und gekleideten Regimentern ein. Mit zunehmender Fortdauer des Krieges war man allerdings auch hier zunehmend auf Improvisationen angewiesen. Der Not gehorchend wurden auch erbeutete Nordstaatenuniformteile (auch die Kleidung von Gefallenen) verwendet. Säbel, Säbelkoppel und sonstige Waffen des Feindes wurden während der Kampfpausen eingesammelt und weiterverwendet. Die „Gefechtsrequirierung“ wurde zu einer der wichtigsten Quellen für den Süden. Ein Sergeant der Nord-Virginia-Armee, John Worsham, schrieb am Ende des Krieges:
„Fast unsere gesamte Ausrüstung waren von den Yankees erbeutete Gegenstände … Bei den meisten Decken handelte es sich um solche mit der Aufschrift ‚US‘, auch die Gummidecken oder Tücher. Die Kleidung, die die Männer trugen, wurde größtenteils erbeutet, denn wir durften ihre Hosen, Unterwäsche und Mäntel tragen. Ich selbst kaufte nach 1861 nur einen Hut, ein Paar Schuhe und eine Jacke.“
Ab Ende 1863 konnte für die kämpfende Truppe nicht einmal mehr ausreichend Schuhe beschafft werden, was viele Soldaten zwang, barfuß zu laufen.
Uniformierung einiger ausgewählter Einheiten:
- „Wheats Tigers“ bzw. „Louisiana Tigers“: (1. Louisiana-Special-Bataillon) Ein von Roberdeau Wheat in Eigeninitiative aufgestelltes Bataillon aus New Orleans, das nach Art der französischen Zuaven uniformiert war.[286][287]
- Die „Palmetto Guard“ trug schwarze Uniformen mit einem Hut, dessen rechte Krempe hochgeklappt war.[288] Als die Einheit als 1. Kompanie im 2. South Carolina Infanterie-Regiments eingegliedert wurde, mussten auch die Uniformen dem Standard angepasst werden.[289]
- „Lynchburg Home Guard“ des 11. Virginia-Infanterie-Regiments: statt blaue, graue Hosen, die Offiziere trugen statt der Rangabzeichen am Kragen Epauletten mit Kantillen.[290]
- „Clinch Rifles“ des 5. Georgia-Infanterie-Regiments: Die A-Kompanie des Regiments war in komplett grüne Uniformen mit Ärmelpatten nach Art der Garde-Grenadiere des Königreichs Westphalen gekleidet. Die Offiziere trugen anfangs noch die Schulterabzeichen des US-Heeres, wie zahlreiche vor dem Bürgerkrieg aufgestellte Südstaaten-Milizen auch. Im Kriegsverlauf wurden dann die offiziellen Rangabzeichen der konföderierten Truppen übernommen. Die anderen Kompanien des Regiments waren ebenfalls mit unterschiedlichen Uniformen ausgestattet (blaue bzw. graue Röcke), was dem Regiment einen gewissen Bekanntheitsgrad verlieh und von General Braxton Bragg „Pound Cake“ (Früchtekuchen) genannt wurde.[291][292]
- „Virginia Military Institute“: Seine Offiziere trugen dunkelblaue Waffenröcke.[293]
- „11. Mississippi-Infanterie-Regiment“: Seine Angehörigen trugen graue Uniformen mit roten Kragen, Ärmelaufschlägen und Hosenbiesen. Der Waffenrock hatte eine Reihe von quer über die Brust verlaufenden roten Litzen, deren Enden jeweils mit einem Knopf verziert waren. Dadurch hatte er drei Knopfreihen, dazu einen schwarzen Hut mit rechts aufgebogener Krempe.[294]
- „1. South Carolina-Kavallerie-Regiment“: Diese Reiter trugen graue Uniformen mit schwarzen Kragen, Ärmelaufschlägen und Hosenbiesen. Statt des Waffenrocks wurde eine kurze Jacke (shell jacket) getragen. Sie hatte eine Reihe von quer über die Brust verlaufenden schwarzen Litzen, deren Ende mit einem Knopf verziert war, dadurch hatte die Jacke drei Knopfreihen, dazu einen schwarzen Hut mit links aufgebogener Krempe und darauf aufgesteckt eine schwarze Straußenfeder.
- Die „Ogelthorpe Light Infantry“ trug eine Uniform nach Art der Ulanen mit einer Brustrabatte, dazu einen Tschako mit weißem Federbusch.[295]
- Die „Washington Light Artillery of New Orleans“ trug dunkelblaue Waffenröcke und Rangabzeichen nach Nordstaatenmuster.[296]

### Waffenröcke

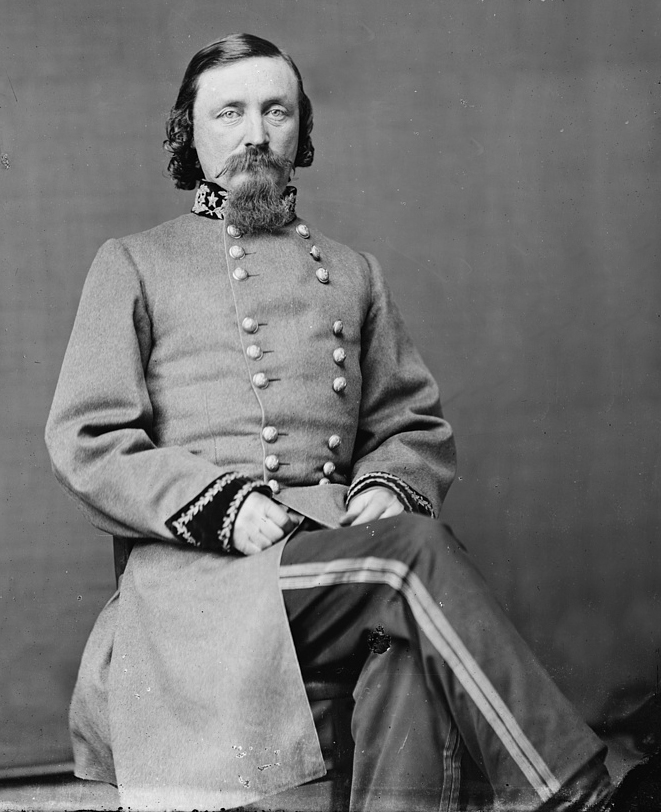
General George E. Pickett. Er trägt eine nicht vorschriftsmäßige Uniform mit selbst erstellten Ärmelaufschlägen und einer nicht vorgesehenen Dreifachknöpfung nach dem Muster für Generalmajore des US-Heeres.
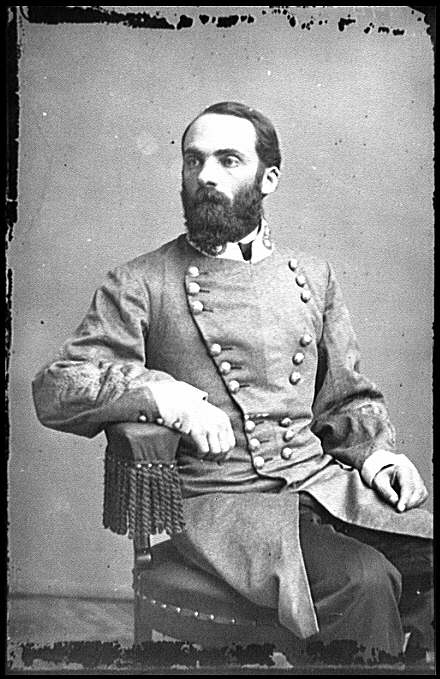
Joseph Wheeler in der vorschriftsmäßigen Uniform eines Generalmajors
Joseph R. Anderson in der Uniform eines Brigadegenerals
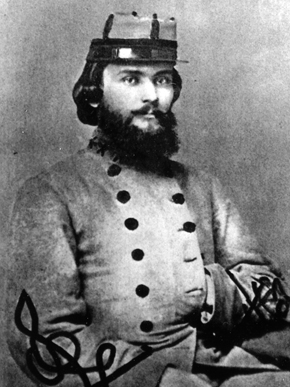
William C. Oates in der Uniform eines Colonels
Oberstleutnant Emmet M. Morrison, 15. Virginia-Infanterieregiment, in Shell-Jacke
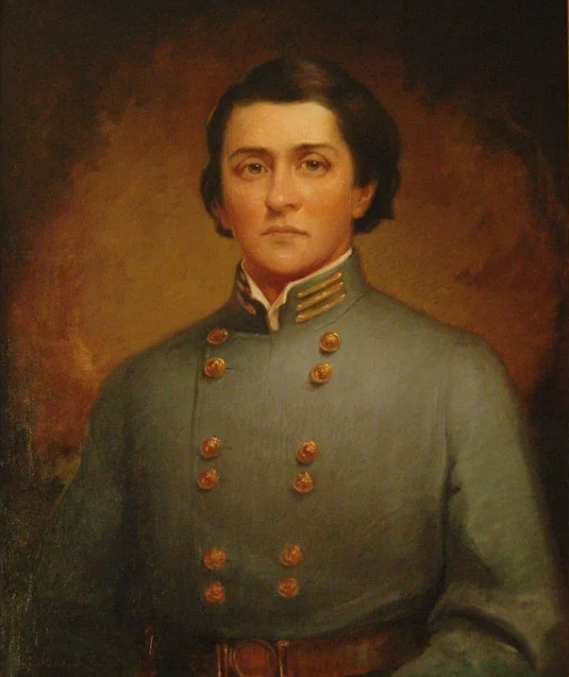
Richard Watson Jones in der Uniform eines Captains der Infanterie
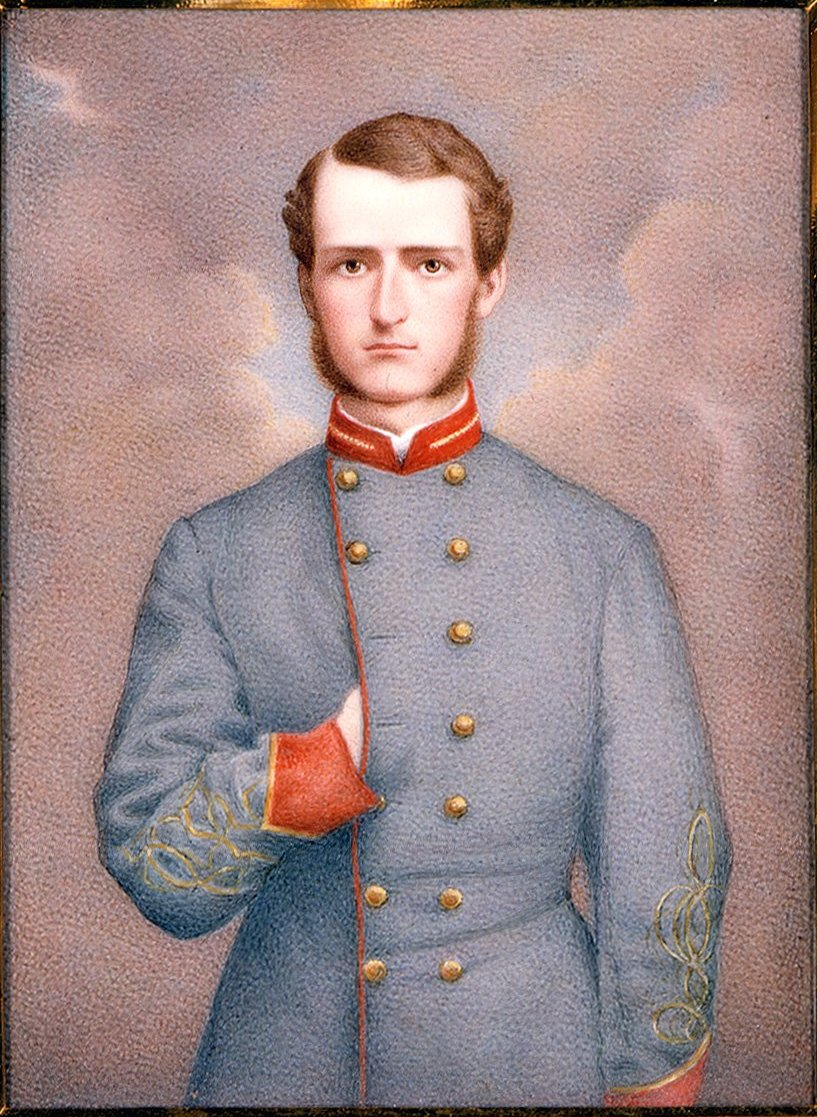
John Stock Bee in der Uniform eines Second Lieutenant der Artillerie
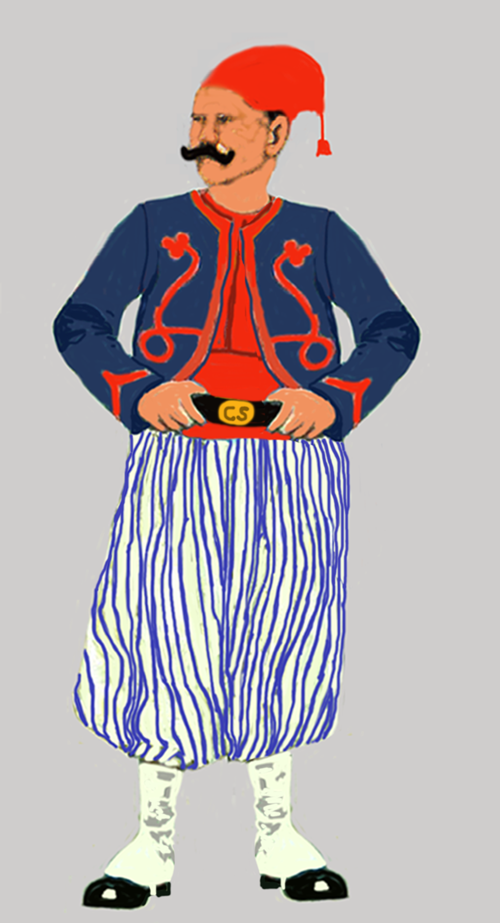
Wheats Tigers Zuave ohne Louisianakoppel
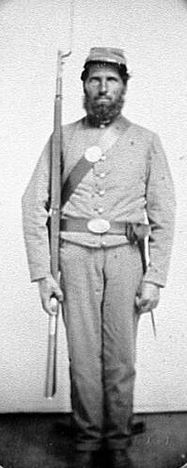
Infanterist mit Kepi

Der offizielle zweireihige Gehrock ähnelte sowohl dem damaligen französischen als auch den österreichischen Exemplaren. Dieses gilt als Zeichen des Respekt des Südens für Frankreich als der damals führenden Militärmacht und geht auf den Designer der konföderierten Uniform, Nicola Marschall, zurück, der auch österreichische Merkmale in die Oberbekleidung der Konföderierten integriert hat. Tatsächlich kopierte Marschall sowohl das Design als auch die Stofffarbe der österreichischen Scharfschützen (grau mit grünen Besätzen). Der britische Oberstleutnant James Fremantle reiste 1863 drei Monate lang durch die Konföderation und schrieb hierzu:
„Die meisten Offiziere trugen eine ordentliche und brauchbare Uniform – einen bläulich-grauen Gehrock in einer Farbe, die der österreichischen Jäger ähnelte.“
Der Waffenrock der Konföderierten sollte relativ kurz gehalten sein, ähnlich den französischen und österreichischen Modellen, aber diese Vorgabe stand im Widerspruch zu den knielangen Gehröcken der damals vorherrschenden Mode. Die für die Uniformen verwendeten Wollstoffe waren für das heißfeuchte Klima im Süden nicht geeignet, weshalb viele Soldaten auf langen Sommermärschen einen Hitzschlag erlitten. Sie schützten aber gut vor der starken Abkühlung in den Nachtstunden. Soweit überhaupt noch ausgegeben, wurden die langen Waffenröcke bald durch die viel kürzeren „Shell Jackets“ ersetzt. Im Allgemeinen waren die Uniformjacken einreihig, aus grauem oder braunem Stoff und hatten vorne sechs bis neun Metallknöpfe angenäht. Die Ärmel waren zweiteilig und meist mit Baumwollmaterial gefüttert. Die dafür verarbeiteten Stoffe reichten von den feineren Jerseys und Wollstoffen, die zu Beginn des Krieges verwendet wurden, bis hin zu Baumwoll-Wolle-Mischungen wie Jeans, Satin und Cassimere, um hier nur einige Beispiele zu nennen. Möglicherweise wurden auch Schulterklappen angenäht, wie dies bei den vom Richmond-Depot entworfenen Jacken der Fall war, die heute allgemein als Richmond Depot Typ I, II und III bezeichnet werden. Gürtelschlaufen wurden – zeitweise – auch angebracht, beispielsweise an den Exemplaren aus Richmond und Charleston. Die Besätze der Jacken reichen von paspelierten oder mit Bändern versehenen Kragen, Manschetten und vorderen Reverskanten bis hin zu vollständigen Besätzen.

### Hosen

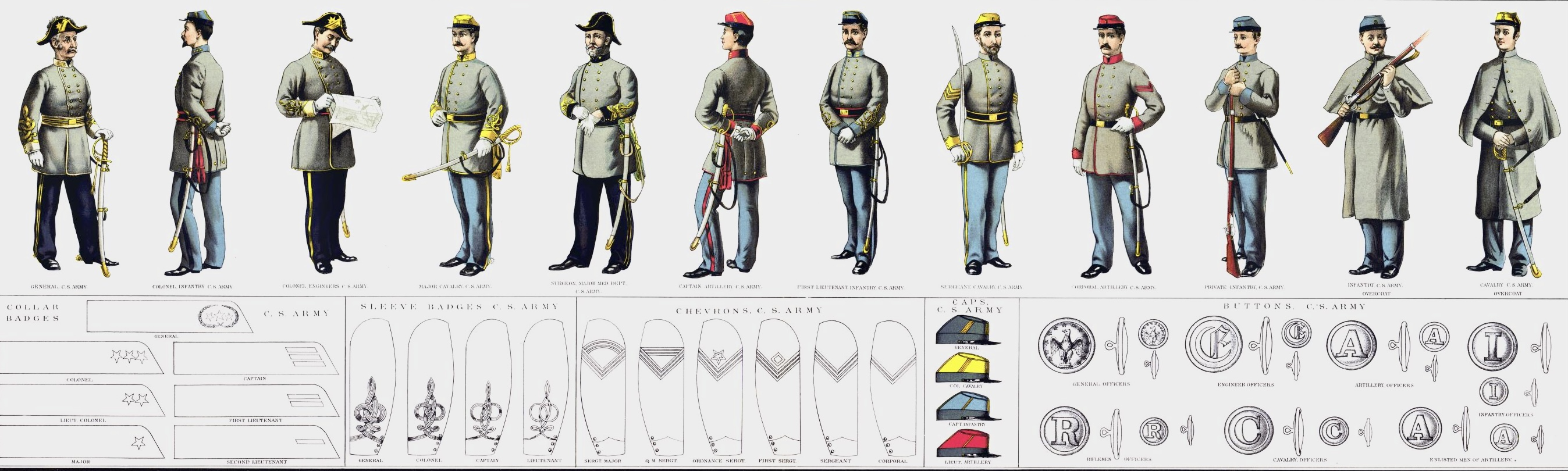
Adjustierung der CSA nach den Vorschriften von 1861

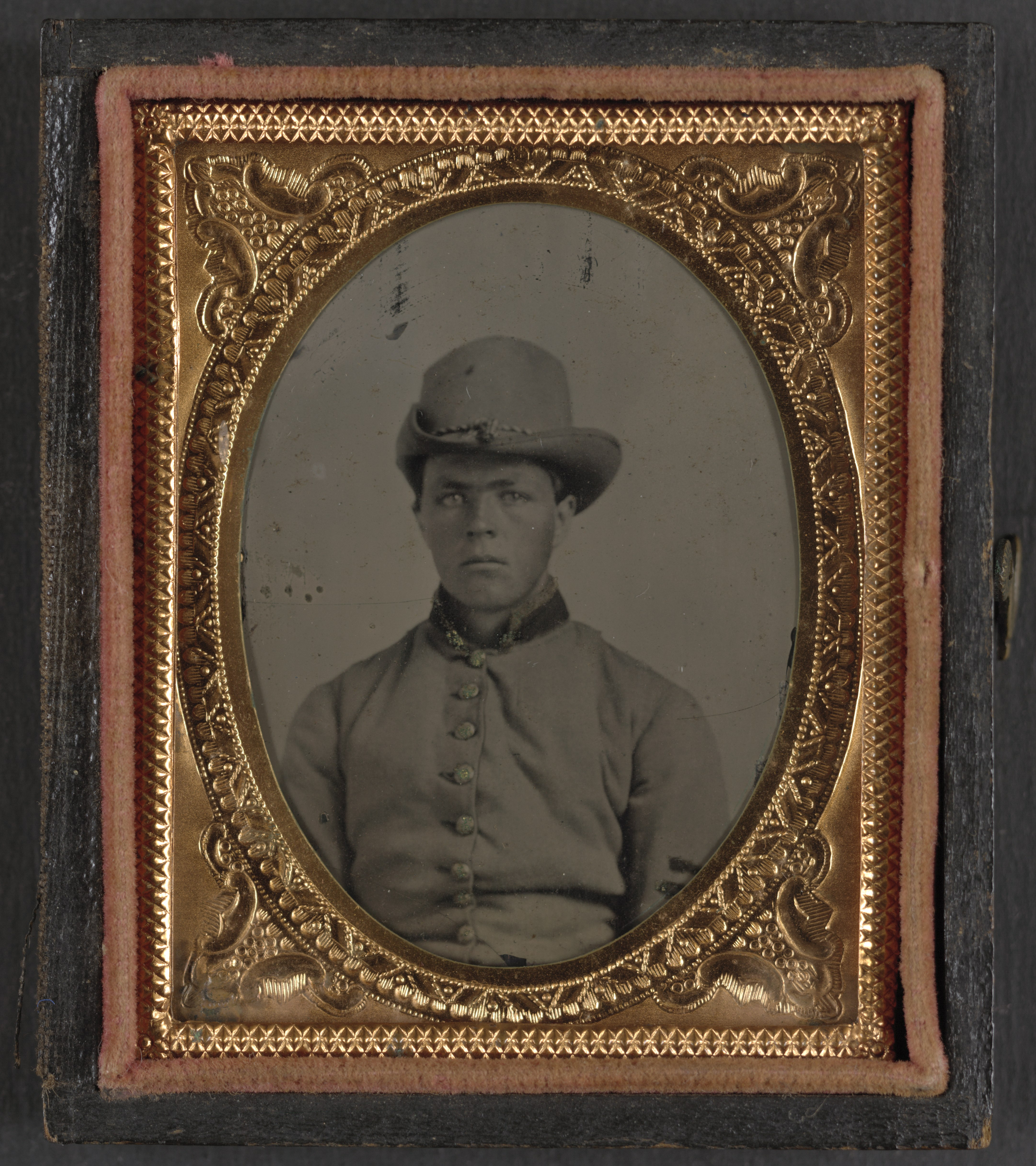
Konföderierter Soldat mit Hardee Hut

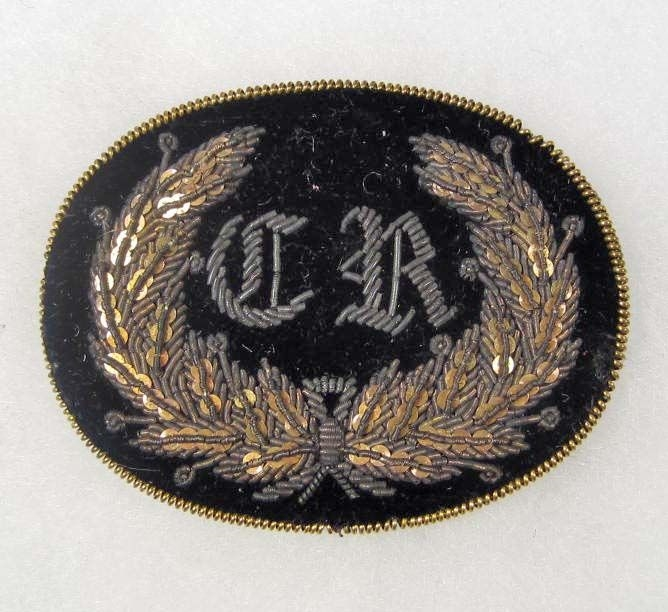
Mützenabzeichen der A-Kompanie, 5th Georgia Infantry (Clinch Rifles)

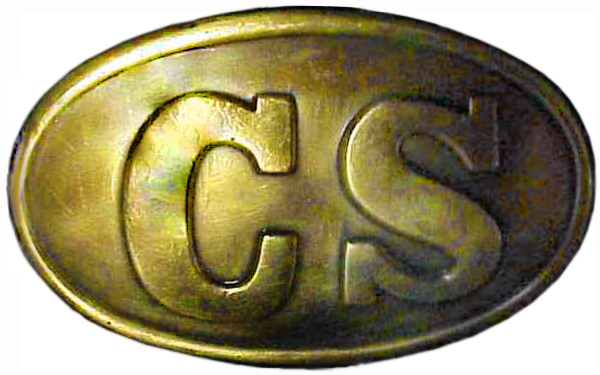
Gürtelschnalle

Die Regulations legten hellblau als Hosenfarbe fest, dies erwies sich jedoch bald als unpraktikabel, da es an den dafür nötigen Ressourcen mangelte, sodass Hosen normalerweise aus dem gleichen Tuch wie das der Jacken bestanden. Die Quartiermeister gaben jedoch noch begrenzte Mengen dieser Hosen aus, solange sie Zugang zu Importierttuch hatten. Es war anders gefärbt als die amerikanische himmelblaue Variante der Vorkriegszeit, genau wie sich auch die importierten grauen Stoffe von der Vorkriegsware unterschieden. Die Konföderierten orderten einen Farbton namens „leichtes Französischblau“, der etwas heller als der Yankee-Sky-Blue war. Einige Kommandeure empfanden die Kombination von blau-grauen Jacken der Konföderierten und hellblauen Hosen der Yankee-Uniform als zu gefährlich und wiesen die Quartiermeister an, das hellblaue Tuch nicht mehr zu beschaffen.

### Kopfbedeckungen
Als Kopfbedeckung war offiziell die „Chasseur-Cap“ oder „Képi“, wie sie in der französischen Armee verwendet wurden, vorgeschrieben. Die Bezeichnung hat sich in die heutige Überlieferung eingeschlagen, während des Krieges wurde sie nur selten verwendet: Man nannte diese Kopfbedeckung nur „Cap“. Trotz der Vorschriften von 1862, die dunkelblaue Bänder und graue Seiten und Deckel vorschrieben, stellten die Depots während des gesamten Krieges weiterhin die einfacher gestaltete M1861-Kappe her. Diese Kappe trug nur ein Farbband der jeweiligen Waffengattung und hatte graue Seiten und einem grauen Deckel. Stattdessen wurden aber im Feld meistens breite Filz- oder Stroh- oder Schlapphüte getragen. Beliebt war auch die „Federal Army style forage cap“, wie sie General (Stonewall) Jackson trug. Einige Offiziere entfernten die geflochtene Goldschnur an der Krempenoberseite, da sie ansonsten für feindliche Scharfschützen zu leicht erkennbar waren. Konföderierte Kavalleristen trugen oft Hardee-Hüte, benannt nach General William J. Hardee, ähnlich wie die der Unionskavallerie, auch Kavallerieoffiziere wie Oberst John S. Mosby und General Jeb Stuart trugen sie im Einsatz. Beliebt waren auch Dreispitzhüte, man versuchte damit auch, den Geist der amerikanischen Revolution von 1776 wieder aufleben zu lassen. Zudem hielt er die Soldaten besser trocken, da Regenwasser an ihm gut ablaufen konnte. An der Vorderseite von vielen Képis und Hüten waren auch Abzeichen angebracht:
- eine Palme für South Carolina,
- ein silberner Stern (Lone Star) für Texas,[303]
- das Jagdhorn der Rifles (Jäger),
- die Buchstaben C.R. im Eichenlaubkranz für die Clinch Rifles und
- N.C. für North Carolina,
- beim Sanitätspersonal waren auf der Vorderseite von Kappe oder Hut die Buchstaben „M. S.“ mit Goldfäden eingegestickt, eingerahmt von einem Lorbeerkranz.

### Schuhe

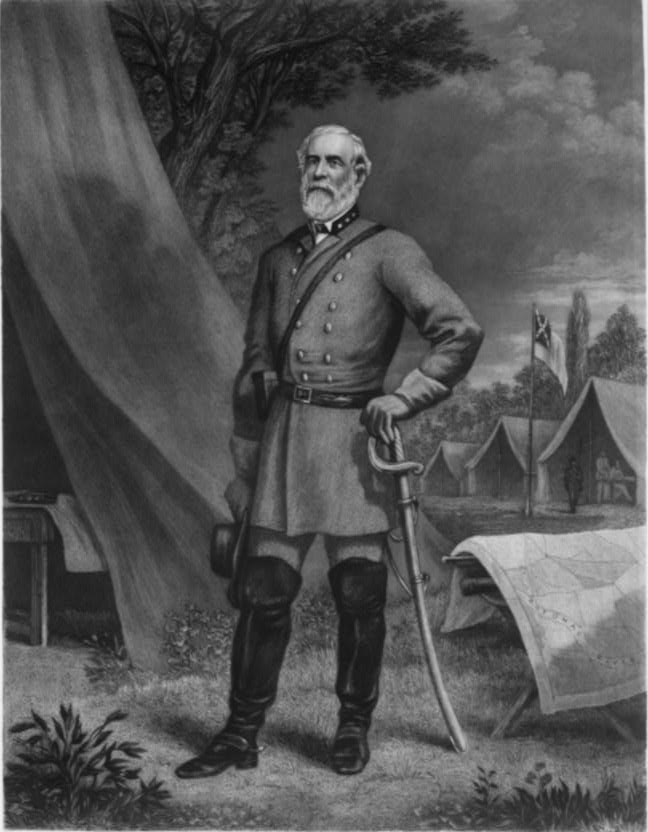
General Lee in kniehohen Reitstiefeln

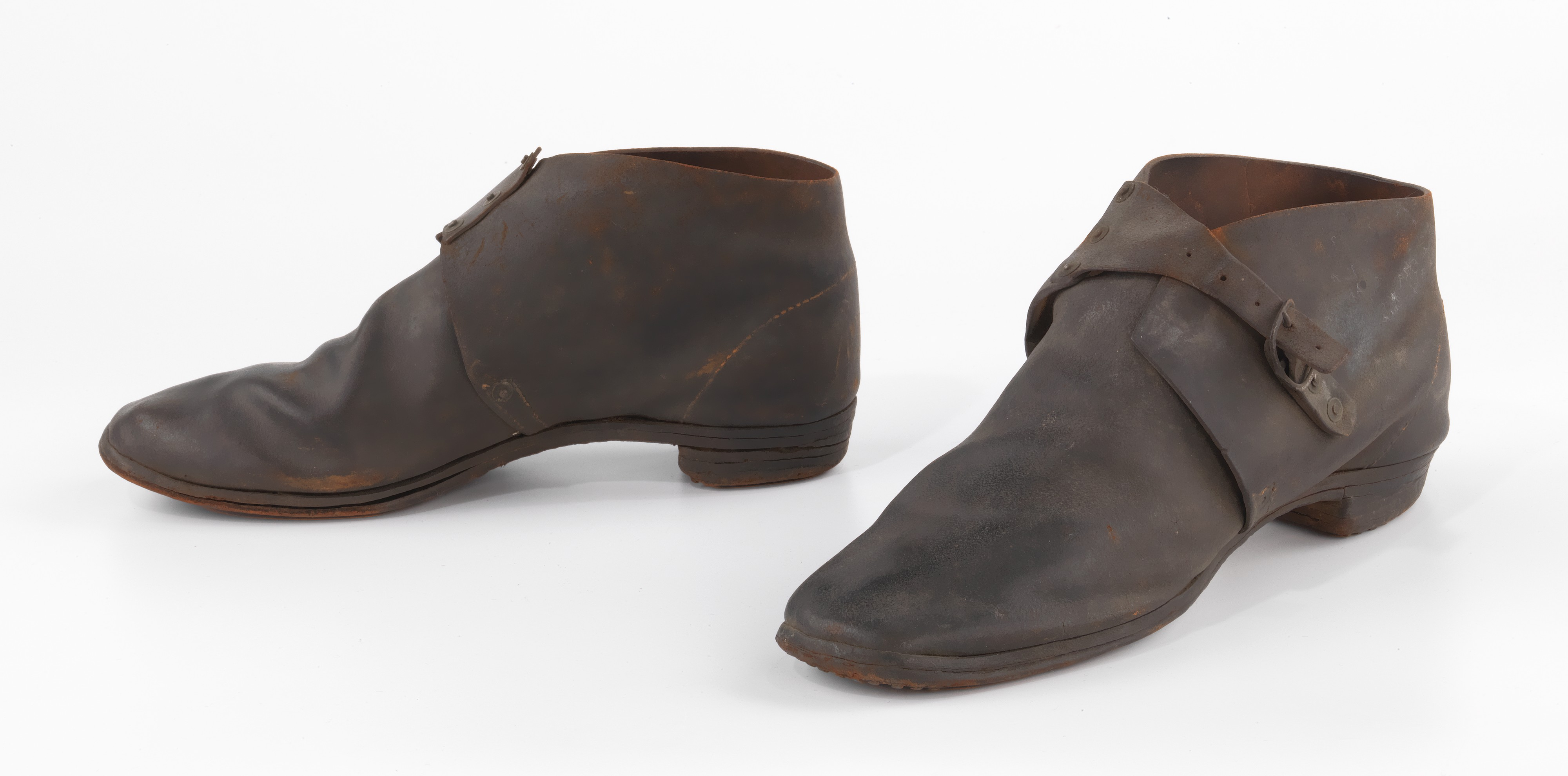
Im Bürgerkrieg verwendete Brogan-shoes (The Metropolitan Museum of Art)

Während des gesamten Krieges hatte Richmond große Mühe, seine Soldaten ausreichend mit Schuhwerk zu versorgen. Neben der Nahrungsmittelknappheit war der Schuhmangel eines der größten Probleme für die Armee. Schuhe wurden aus unterschiedlichen Quellen bezogen. Der Quartiermeister gab sie aus (wenn vorhanden) oder man kaufte sie bei lokalen Händlern. Oft war die einzige Möglichkeit vieler Soldaten zu neuen Schuhen zu kommen ein Unionsdepot zu plündern, sie bei der Zivilbevölkerung zu requirieren oder Gefallene zu berauben, diese Praxis galt sowohl für ihre Kameraden als auch für ihre Feinde aus dem Norden. Auf Fotografien von Timothy O’Sullivan, aufgenommen nur wenige Tage nach der Schlacht von Gettysburg, sind barfüßige Leichen gefallener Soldaten zu sehen. Nach der Schlacht von New Market suchten die Konföderierten ein Getreidefeld – neben Brotbeuteln oder Tornistern mit Lebensmitteln – auch nach im Schlamm stecken gebliebenen Schuhen ab („Field of lost Shoes“). Nach der Schlacht von Murfreesboro (Tennessee) schildert Sam Watkins in seinen Memoiren folgende Begebenheit:
„Als ich über das Schlachtfeld ging, stieß ich auf einen toten Yankee-Oberst. Er trug die feinste Kleidung, die ich je gesehen hatte: eine rote Schärpe und ein edles Schwert. Besonders fielen mir seine Stiefel auf. Ich brauchte sie und hatte mir vorgenommen, sie für ihn einzulaufen. Aber der Gedanke, die Schuhe eines Toten zu tragen, war mir unerträglich. Ich packte den Fuß, hob ihn hoch und versuchte, ihn auszuziehen. Zufällig blickte ich auf, er hatte seine Augen weit geöffnet und schien mich anzusehen. Er war mausetot, also ließ ich den Fuß schnell wieder fallen. Es war mein erster und letzter Versuch, einen toten Yankee auszurauben.“
Stiefel wurden generell nur von Offizieren, Kavalleristen und einigen Artilleristen getragen. Es gibt einige Hinweise darauf, dass auch Infanteristen, wenn sie Stiefel im Feld „fanden“, für später aufbewahrten oder sie im täglichen Dienst trugen. Die Kavalleristen beider Seiten trugen Stiefel die meist knapp unter dem Knie endeten. Die höheren Offiziere verwendeten beim Reiten Stulpenstiefel, die über das Knie reichten. In ihren Briefen an Familienangehörige baten Offiziere ihnen Schuhwerk ins Lager zu schicken. Die Pakete aus der Heimat enthielten dann die auf Wunsch speziell angefertigten Stiefel oder Schuhe sowie Nägel zur Sohlenreparatur.
Die einfachen Soldaten verwendeten im Feld eine Vielzahl von Schuhmodellen, manchmal auch nur simple Mokassins aus Leinen. Für Infanteristen und Artilleristen waren die sog. „Jefferson-boots“ (benannt nach Thomas Jefferson) oder „Brogans“, Modell 1851, vorgesehen. Der Brogan entstand vermutlich während des 16. Jahrhunderts in Schottland und Irland und leitet sich vom altirischen Wort „bróc“ (= Schuh) ab. Er wurde am häufigsten von den Soldaten beider Seiten getragen. Während der Ruhezeiten im Lager trugen auch die Offiziere Brogans, da es wesentlich einfacher war aus ihnen rasch rein- und wieder rauszuschlüpfen. Es handelte sich dabei um recht grob gefertigte, knöchelhohe Schuhe mit quadratischer Spitze, Ösen für die Lederschnürsenkel oder auch nur einer Schnalle. Sie wurden in Massenproduktion hergestellt, waren deshalb meist von schlechter Qualität und nutzten sich schnell ab. An den Absätzen der etwas besseren Exemplare war häufig zusätzlich eine U-förmige Stahlplatte angenagelt um sie etwas haltbarer zu machen. Sie wurden als Links- und Rechtsschuh gefertigt oder als keines von beiden. Letztere mussten dann von den Männern erst eingelaufen werden, dicke Wollsocken polsterten das Schuhwerk zusätzlich. Das Obermaterial bestand oft nur aus geschwärzten Rauleder, die genagelten Sohlen waren hart und unflexibel, sodass viele Soldaten es vorzogen auf längeren Märschen barfuß zu laufen. Die Hauptursache für Plantarfasziitis bei vielen der Männer war zudem die fehlende Fußgewölbestützung bei diesen Schuhen.

## Auszeichnungen
Im Süden wurden während des ganzen Krieges keine Orden o. Ä. an verdiente Soldaten oder Offiziere verliehen, u. a. mit der Begründung, dass sie alle Helden seien und es unstatthaft wäre, Einzelne über alle anderen zu erheben. Der Kongress genehmigte am 13. Oktober 1862 die Verleihung von Medaillen für Mut und vorbildliche Pflichterfüllung, doch das US-Embargo verhinderte sogar die Beschaffung dieser dafür benötigten Materialien. Um die öffentliche Anerkennung ihrer Leistungen nicht bis ins Unendliche hinauszuzögern, wurden die Namen der verdienten Soldaten in eine Ehrenliste eingetragen, die beim Morgenappell verlesen und danach in mindestens einer Zeitung jedes Bundesstaates veröffentlicht wurde. Einmal wurde vorgeschlagen für die Nord-Virginia-Armee eine eigene Ehrenliste anzulegen. Lee lehnte dies jedoch ab, denn die höchste Ehre, die man für ihn in der Konföderation erlangen konnte, war eine Erwähnung in den Tagesberichten.

## Dienstgrade Offiziere und Unteroffiziere

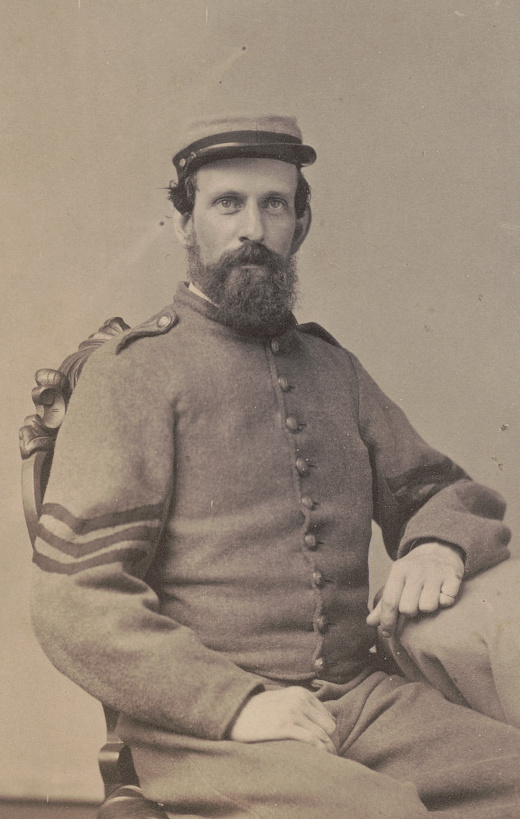
Ein Sergeant der 9th Virginia Infantry

Die Dienstgrade und Funktionen im konföderierten Heer entsprachen denen des US-Heeres. Maßgebend war das Beförderungsdatum, da man das Dienstalter nutzte, um zwischen zwei hohen Offizieren desselben Dienstgrades die Rangordnung zu klären. Die Sache wurde von den Generalen Lee und Johnston noch kompliziert, da sie während des gesamten Krieges nur die Insignien eines Obersts trugen. Die Konföderierten verzichteten zudem auf die Verleihung von Brevet-Rängen, wie es in der Unionsarmee praktiziert wurde.
Die Anordnung der Goldbortenstreifen auf den Offiziersképis dienten ebenfalls zur Rangunterscheidung, aber viele verzichteten auf diese Kopfbedeckung zugunsten der im Feld viel praktischeren Hüte. Ebenso wurden die Zierpaspeln und -schlingen am Képideckel von der französischen Armee übernommen.
Die Ärmelverzierung der Offiziersuniformen bestand aus Goldbortenschleifen (Sleeve Badges), die an beiden Ärmeln des Waffenrocks angebracht und sich um die Naht der Manschette und die Außenseite des Arms hinauf bis zur Beugung des Ellbogens erstreckten. Diese Ärmelschlingen sind bei heutigen Rekonstruktionen proportional oft nicht richtig wiedergegeben. Bei den Generalen reichten sie noch etwas über den Ellenbogen.
Für sie galten folgende Unterscheidungsmerkmale:
- vier Schlaufenreihen für Generale,
- drei für Stabsoffiziere,
- zwei für die Hauptleute und
- einer für die Leutnante erster und zweiter Klasse.

Diese Ärmelschleifen (wohl nur auf Parade- oder Ausgehuniformen angebracht) sind in ihren Ursprüngen auf das Vitéz Kötés der österreichisch-ungarischen Husaren zurückzuführen, die Formgebung lässt jedoch auch französischen Einfluss erkennen. Auf den einschlägigen Fotos, die nach Ausbruch des Krieges gemacht wurden, sind sie nur mehr selten zu sehen. An Ausgehuniformen wurden Epauletten aus Messing getragen, die auch die Dienstgrade kennzeichneten. In voller Montur (und manchmal auch im Kampf) trugen die Sergeants der Fußtruppen einen Säbel Modell 1840 (der Hospital Steward trug ein anderes Modell). Zusätzlich trugen alle Dienstgrade über dem Sergeant karmesinrote Taillenschärpen aus Kammgarn, rot für die Artillerie und Infanterie, gelb für die Kavallerie.

### Generale
Der Kongress legte anfangs den Brigadegeneral als höchsten im Heer erreichbaren Dienstgrad fest. Im Verlauf des Krieges erwies es sich jedoch als notwendig, die Dienstgradgruppe der Generale um drei weitere Dienstgrade zu erweitern, für die jedoch keine eigenen Insignien geschaffen wurden.
Auf dem Stehkragen des
- Generals,
- Generalleutnants,
- Generalmajors und
- Brigadegenerals

waren drei, mit Goldfäden eingestickte, fünfzackige Sterne (der mittlere war etwas größer dimensioniert), eingerahmt von einem Lorbeerkranz, angebracht (Collar Badges). Es war deshalb auf den ersten Blick nicht möglich zu erkennen, welchem Dienstgrad sie angehörten. Die Regularien des Heeres schrieben für den Brigadegeneral lediglich die Anordnung der Knopfreihen (Buttons) am Waffenrock vor:
- der Generalmajor und Generalleutnant trug am Waffenrock zwei Knopfreihen in Dreiergruppen mit jeweils neun Knöpfen pro Reihe, einige Generalmajore übernahmen das Muster ihrer Unionskollegen, indem sie zwei Knopfreihen, angenäht in drei Dreiergruppen, mit neun Knöpfen pro Reihe, trugen.
- der Brigadegeneral trug zwei Knopfreihen, bestehend aus nur acht Knöpfen pro Reihe.[311]

### Stabsoffiziere
- der Oberst trug drei, mit Goldfäden eingestickte, gleich groß dimensionierte, fünfzackige Sterne,
- der Oberstleutnant zwei,
- der Major einen,

alle in der Mitte des Kragens angebracht.

### Kompanieoffiziere
- den Hauptmann kennzeichneten drei, auf den vorderen Kragenenden mit Goldfäden eingestickte, Quertressen.

Subalternoffiziere:
- der Oberleutnant hatte zwei und
- der Leutnant eine Quertresse.[311]

### Unteroffiziere
- Sergeant-Major: drei nach unten abgewinkelte Streifen (Chevrons), verbunden durch einen dreistreifigen Bogen an der Oberseite,
- First Sergeant: drei nach unten abgewinkelte Streifen mit Raute an der Oberseite,
- Quartermaster-Sergeant: drei nach unten abgewinkelte Streifen verbunden durch drei Streifen an der Oberseite,
- Ordnance-Sergeant: drei nach unten abgewinkelte Streifen und ein Stern an der Oberseite,
- Sergeant: drei nach unten abgewinkelte Streifen und
- Korporal: zwei nach unten abgewinkelte Streifen,

Alle in der Farbe der jeweiligen Waffengattung gehalten und an beiden Ärmeln des Waffenrocks, oberhalb des Ellbogens angebracht.
|               | General Officers                                                                 | Senior Officers | Senior Officers    | Senior Officers | Junior Officers | Junior Officers  | Junior Officers   | Non-Commissioned Officers | Non-Commissioned Officers | Non-Commissioned Officers | Non-Commissioned Officers | Non-Commissioned Officers | Non-Commissioned Officers |
| Dienstrang    | General (Commander in Chief), Lieutenant-General, Major-General, Brigade-General | Colonel         | Lieutenant Colonel | Major           | Captain         | First Lieutenant | Second Lieutenant | Sergeant Major            | First Sergeant            | Quartermaster Sergeant    | Ordnance Sergeant         | Sergeant                  | Corporal                  |
| ------------- | -------------------------------------------------------------------------------- | --------------- | ------------------ | --------------- | --------------- | ---------------- | ----------------- | ------------------------- | ------------------------- | ------------------------- | ------------------------- | ------------------------- | ------------------------- |
| Képi          |                                                                                  |                 |                    |                 |                 |                  |                   |                           |                           |                           |                           |                           |                           |
| Uniformkragen |                                                                                  |                 |                    |                 |                 |                  |                   |                           |                           |                           |                           |                           |                           |
| Waffengattung | Stab                                                                             |                 |                    | Sanitätskorps   | Infanterie      | Artillerie       | Kavallerie        | Infanterie                | Kavallerie                | Artillerie                |                           |                           |                           |
| Ärmel         |                                                                                  |                 |                    |                 |                 |                  |                   |                           |                           |                           |                           |                           |                           |

## Verweise